# Список мировых шахматных рекордов
Перечисленные в данной статье мировые шахматные рекорды достигались в официальных турнирах, матчах и сеансах одновременной игры.

## Рекорды длительности игры

### Самые длинные партии
Партия Липшюц-Бёрд (Нью-Йорк, 1889) стала первой в истории, где было сделано больше 150 ходов (всего 159). Она была самой продолжительной до 1907 года, когда была сыграна партия Вольф-Дурас (Карлсбад, 1907) — 168 ходов. В партии Пильник-Черняк (Мар-дель-Плата, 1950) был сделан 191 ход, и она попала в Книгу рекордов Гиннесса как самая длинная шахматная партия (в том же турнире Пильник сыграл 150-ходовую партию с Де Фрейтасом). В настоящее время она не входит даже в топ-25 самых длинных партий.
В дальнейшем рекорд был побит в партии Степак-Машиян (Израиль, 1980), где было сделано 193 хода. Но и он долго не продержался: в партии Мартиновский-Янса (Гёусдал, 1987) было сделано 194 хода, а в партии Чехлов-Ставринов (Рига, 1988) — 209 ходов. В настоящее время рекорд принадлежит партии Николич-Арсович (Белград, 1989), где было сделано 269 ходов. Это самая длинная партия в истории шахмат, которую пока никому не удалось превзойти. В то время ФИДЕ изменила правило 50 ходов. В окончании «ладья и слон против ладьи» было разрешено продолжать партию 100 ходов подряд без взятия фигуры, как и было в указанной партии. После этой партии ФИДЕ отменила данное изменение в правило 50 ходов.
В партии Завадская-Лах (Варшава, 2011) чёрные на 209-м ходу упустили возможность перейти в эндшпиль с лишней пешкой, который считается теоретически ничейным, но который мог растянуть партию ещё как минимум на 100 ходов. Таким образом, партия могла побить предыдущий рекорд и даже преодолеть барьер в 300 ходов.
Самая длинная результативная турнирная партия — Данин-Азаров (Турнов, 2016) (239 ходов). В 9-м раунде Высшей командной лиги Чехии (THT Extraliga) Данину необходимо было победить, чтобы свести вничью матч. Хотя ему удалось это сделать, его команда была исключена из Высшей лиги.
Вторая самая длинная результативная турнирная партия — Фрессине-Костенюк (Вилландри, 2007), которую Костенюк выиграла за 237 ходов.. Последние 116 ходов были сделаны в окончании «ладья и слон против ладьи», как и в партии Николич-Арсович. Фрессине мог бы претендовать на ничью по правилу 50 ходов, но не потребовал её, так как никто не вёл запись этой партии (она игралась в быстрые шахматы). Ранее в этом же турнире Корчной потребовал ничью в партии с Фрессине по правилу 50 ходов, и арбитры зафиксировали её, отвергнув все доводы Фрессине.
Самая длинная партия, сыгранная на чемпионате мира по шахматам, — 6-я партия матча между Магнусом Карлсеном и Яном Непомнящим. Партия продлилась 136 ходов.
Гроссмейстер Вахап Шанал сыграл две партии продолжительностью более 200 ходов.

### Самые короткие партии

#### Самые короткие результативные партии
Наименьшее количество ходов, необходимых для того, чтобы поставить мат, равно двум. Это так называемый «дурацкий мат» (1. g4 e5 2. f3?? Фh4# и разновидности). Он часто возникает в любительских партиях. Шахматная база Chessgames приводит партию Дарлинг-Вуд, 1983, которая была опубликована в День дурака в журнале Northwest Chess. Помимо этого, шахматный историк Эдвард Уинтер приводил партию, где чёрные получили аналогичный мат, играя без пешки f. Также дурацкий мат возник в партии Скрыпин — Глебов (Евпатория, 2007).
Если рассматривать технические поражения, то можно найти много примеров, но, пожалуй, самые известные — 2-я партия матча между Борисом Спасским и Робертом Фишером, которую пропустил Фишер, и 5-я партия матча между Владимиром Крамником и Веселином Топаловым, на которую не пришёл Крамник.
Согласно недавним правилам ФИДЕ, игроку засчитывается поражение в случае опоздания или в случае использования запрещённых электронных приборов. Первое правило было применено против Хоу Ифань на чемпионате Китая 2009 года, когда она опоздала на партию на пять секунд. Последнее правило было применено против Александра Делчева, у которого зазвонил телефон во время партии со Стюартом Конквестом.
Немецкий гроссмейстер Роберт Хюбнер тоже проиграл партию без единого хода. Во время командного чемпионата мира среди студентов в 1972 году в Граце, Хюбнер сделал ход и предложил ничью Кеннету Рогоффу, который её принял. Однако арбитры настояли на продолжении партии, и игроки после нескольких нелепых ходов согласились на ничью. Судьи постановили: игроки должны извиниться и сыграть полноценную игру. Рогофф пришёл на партию и принёс свои извинения, Хюбнер же не сделал ни того, ни другого. Часы были пущены, и через час Рогоффу присудили победу. Необычный инцидент произошёл в 2009 году на турнире в Лишуе: Вань Чэну и Лу Шанлэю было засчитано поражение за то, что они согласились на ничью без игры. Аналогично, на чемпионате мира по блицу в 2023 году поражение было засчитано Даниилу Дубову и Яну Непомнящему, за то что они "расписали" нелепую 13-ходовую ничью, о чём заранее договорились.
В редких случаях игрок может сдать партию без игры в знак протеста. Оскар Панно отказался играть с Робертом Фишером в знак протеста против переноса партии. Фишер по религиозным причинам не желал играть в субботу. В день игры Панно не пришёл на партию. По истечении 10 минут Фишер отправился к Панно, чтобы убедить его сыграть. Когда на часах Панно прошло 52 минуты, он явился и сдал партию (в то время за неявку в течение часа засчитывалось техническое поражение).
Самая короткая результативная турнирная партия, которая закончилась в результате полноценной игры, — Джорджевич-Ковачевич (Бела-Црква, 1984). Она длилась всего лишь 3 хода: белые сдались ввиду потери слона. Точно так же завершилась партия Вассалло-Гамунди (Саламанка, 1998). В некоторых случаях белые продолжали игру в этой позиции и даже одерживали победу.
Самая короткая партия, проигранная гроссмейстером — партия между будущим чемпионом мира Вишванатаном Анандом и Алонсо Сапатой. Помимо этого, 6 ходов продлилась партия Тарраш — Алапин (Вроцлав, 1889). Хотя в XIX веке ещё не существовало звания гроссмейстера, Алапин был довольно сильным шахматистом.

#### Самая короткая ничья
Партия может быть завершена вничью по соглашению через любое количество ходов. Традиционно игроки соглашаются на гроссмейстерскую ничью после 10-15 теоретических ходов и без каких-либо попыток играть на победу. Обычно это делается для сохранения энергии во время турнира после сокрушительного поражения в предыдущем туре или в партии последнего тура, когда от её исхода уже ничего не зависит. Неоднократно обсуждалась этика такой практики, и в последнее время организаторы чаще всего принимают меры, препятствующие коротким ничьим. Кроме того, если организаторы турнира не возражают, возможно даже соглашение на ничью без игры. Согласно базе Chessgames, в 1968 году в турнире Скопье-Охрид гроссмейстеры Драголюб Яношевич и Ефим Геллер согласились на ничью без игры. Энтони Майлс и Стюарт Ройбен сделали то же самое (Лутон, 1975) с разрешения судьи, чтобы обеспечить себе первое и второе места соответственно.

#### Самая короткая партия чемпионата мира по шахматам
Как было упомянуто выше, Фишер (в 1972 году) и Крамник (в 2006 году) не явились на партию, и им было засчитано поражение. За исключением этих двух партий, самой короткой за всю историю чемпионатов мира по шахматам является 21-я партия матча между Михаилом Ботвинником и Тиграном Петросяном. Игроки согласились на ничью после 10-го хода белых. При этом следующая партия матча тоже завершилась в 10 ходов, но последними в этой партии ходили чёрные. Самой короткой результативной партией в чемпионате мира является 8-я партия матча между Вишванатаном Анандом и Борисом Гельфандом, в которой чёрные сдались после 17-го хода белых.

#### Самый короткий пат
Самый короткий пат был составлен Сэмом Лойдом: 
[Event "Import"]
[Site "https://lichess.org/18AjO0Tp"]
[Date "2016.05.28"]
[Round "-"]
[White "?"]
[Black "?"]
[Result "1/2-1/2"]
[UTCDate "2016.05.28"]
[UTCTime "07:55:01"]
[WhiteElo "?"]
[BlackElo "?"]
[Variant "Standard"]
[TimeControl "-"]
[ECO "A00"]
[Opening "Van't Kruijs Opening"]
[Termination "Normal"]
1. e3 a5 2. Qh5 Ra6 3. Qxa5 h5 4. Qxc7 Rah6 5. h4 f6 6. Qxd7+ Kf7 7. Qxb7 Qd3 8. Qxb8 Qh7 9. Qxc8 Kg6 10. Qe6 { У чёрных нет ни одного хода } 1/2-1/2
. Самый короткий пат без взятий был составлен Чарльзом Уилером: 
[Event "Import"]
[Site "https://lichess.org/xc5zOe5M"]
[Date "2016.05.28"]
[Round "-"]
[White "?"]
[Black "?"]
[Result "1/2-1/2"]
[UTCDate "2016.05.28"]
[UTCTime "07:57:10"]
[WhiteElo "?"]
[BlackElo "?"]
[Variant "Standard"]
[TimeControl "-"]
[ECO "A41"]
[Opening "Queen's Pawn"]
[Termination "Normal"]
1. d4 d6 2. Qd2 e5 3. a4 e4 4. Qf4 f5 5. h3 Be7 6. Qh2 Be6 7. Ra3 c5 8. Rg3 Qa5+ 9. Nd2 Bh4 10. f3 Bb3 11. d5 e3 12. c4 f4 { У белых нет ни одного хода } 1/2-1/2

Обе эти партии бессмысленны с точки зрения шахматной стратегии, но иногда они разыгрывались в шутку в качестве заранее спланированной ничьей. 14 августа 2007 года Энцо Минерва продемонстрировал самый короткий путь к патовой позиции, который был опубликован в итальянской газете l’Unità: 
[Event "Import"]
[Site "https://lichess.org/oh9sVFV5"]
[Date "2016.05.28"]
[Round "-"]
[White "?"]
[Black "?"]
[Result "1/2-1/2"]
[UTCDate "2016.05.28"]
[UTCTime "08:00:34"]
[WhiteElo "?"]
[BlackElo "?"]
[Variant "Standard"]
[TimeControl "-"]
[ECO "A10"]
[Opening "English Opening: Anglo-Scandinavian Defense"]
[Termination "Normal"]
1. c4 d5 2. Qb3 Bh3 3. gxh3 f5 4. Qxb7 Kf7 5. Qxa7 Kg6 6. f3 c5 7. Qxe7 Rxa2 8. Kf2 Rxb2 9. Qxg7+ Kh5 10. Qxg8 Rxb1 11. Rxb1 Kh4 12. Qxh8 h5 13. Qh6 Bxh6 14. Rxb8 Be3+ 15. dxe3 Qxb8 16. Kg2 Qf4 17. exf4 d4 18. Be3 dxe3 { Быстрейший обоюдный пат: после 18...dxe3 и у черных и у белых нет ни одного хода } 1/2-1/2

Самый короткий подлинный пат был объявлен в турнирной партии итальянского мастера Марио Сибилио против гроссмейстера Серджо Мариотти на 27-м ходу.

### Наименьшее число ходов за весь турнир
В 2003 году в одном из турниров Мемориала Капабланки Петер Секей свёл вничью все 13 партий и потратил в общей сложности 130 ходов (в среднем он делал по 10 ходов в каждой партии).

## Игровые рекорды

### Самое позднее первое взятие фигуры
В партии Рогофф-Уильямс (Стокгольм, 1969) первое взятие произошло на 94-м ходу. Партия Филипович-Смедеревац завершилась вничью на 70-м ходу по правилу 50 ходов без единого взятия.

#### Самое позднее первое взятие в результативной партии
|   | a | b | c | d | e | f | g | h |   |
| - | --- | --- | --- | --- | --- | --- | --- | --- | - |
| 8 | b8 чёрная ладья · f8 чёрный ферзь · g8 чёрный король · h8 чёрная ладья · b7 чёрный слон · c7 чёрная пешка · d7 чёрный конь · g7 чёрный слон · c6 чёрный конь · d6 чёрная пешка · f6 чёрная пешка · g6 белый слон · h6 чёрная пешка · b5 чёрная пешка · e5 чёрная пешка · f5 белая пешка · g5 чёрная пешка · a4 чёрная пешка · b4 белая пешка · d4 белая пешка · e4 белая пешка · g4 белый конь · a3 белая пешка · c3 белая пешка · d3 белая ладья · e3 белый слон · g3 белый конь · h3 белая пешка · a2 белый ферзь · g2 белая пешка · d1 белая ладья · g1 белый король | b8 чёрная ладья · f8 чёрный ферзь · g8 чёрный король · h8 чёрная ладья · b7 чёрный слон · c7 чёрная пешка · d7 чёрный конь · g7 чёрный слон · c6 чёрный конь · d6 чёрная пешка · f6 чёрная пешка · g6 белый слон · h6 чёрная пешка · b5 чёрная пешка · e5 чёрная пешка · f5 белая пешка · g5 чёрная пешка · a4 чёрная пешка · b4 белая пешка · d4 белая пешка · e4 белая пешка · g4 белый конь · a3 белая пешка · c3 белая пешка · d3 белая ладья · e3 белый слон · g3 белый конь · h3 белая пешка · a2 белый ферзь · g2 белая пешка · d1 белая ладья · g1 белый король | b8 чёрная ладья · f8 чёрный ферзь · g8 чёрный король · h8 чёрная ладья · b7 чёрный слон · c7 чёрная пешка · d7 чёрный конь · g7 чёрный слон · c6 чёрный конь · d6 чёрная пешка · f6 чёрная пешка · g6 белый слон · h6 чёрная пешка · b5 чёрная пешка · e5 чёрная пешка · f5 белая пешка · g5 чёрная пешка · a4 чёрная пешка · b4 белая пешка · d4 белая пешка · e4 белая пешка · g4 белый конь · a3 белая пешка · c3 белая пешка · d3 белая ладья · e3 белый слон · g3 белый конь · h3 белая пешка · a2 белый ферзь · g2 белая пешка · d1 белая ладья · g1 белый король | b8 чёрная ладья · f8 чёрный ферзь · g8 чёрный король · h8 чёрная ладья · b7 чёрный слон · c7 чёрная пешка · d7 чёрный конь · g7 чёрный слон · c6 чёрный конь · d6 чёрная пешка · f6 чёрная пешка · g6 белый слон · h6 чёрная пешка · b5 чёрная пешка · e5 чёрная пешка · f5 белая пешка · g5 чёрная пешка · a4 чёрная пешка · b4 белая пешка · d4 белая пешка · e4 белая пешка · g4 белый конь · a3 белая пешка · c3 белая пешка · d3 белая ладья · e3 белый слон · g3 белый конь · h3 белая пешка · a2 белый ферзь · g2 белая пешка · d1 белая ладья · g1 белый король | b8 чёрная ладья · f8 чёрный ферзь · g8 чёрный король · h8 чёрная ладья · b7 чёрный слон · c7 чёрная пешка · d7 чёрный конь · g7 чёрный слон · c6 чёрный конь · d6 чёрная пешка · f6 чёрная пешка · g6 белый слон · h6 чёрная пешка · b5 чёрная пешка · e5 чёрная пешка · f5 белая пешка · g5 чёрная пешка · a4 чёрная пешка · b4 белая пешка · d4 белая пешка · e4 белая пешка · g4 белый конь · a3 белая пешка · c3 белая пешка · d3 белая ладья · e3 белый слон · g3 белый конь · h3 белая пешка · a2 белый ферзь · g2 белая пешка · d1 белая ладья · g1 белый король | b8 чёрная ладья · f8 чёрный ферзь · g8 чёрный король · h8 чёрная ладья · b7 чёрный слон · c7 чёрная пешка · d7 чёрный конь · g7 чёрный слон · c6 чёрный конь · d6 чёрная пешка · f6 чёрная пешка · g6 белый слон · h6 чёрная пешка · b5 чёрная пешка · e5 чёрная пешка · f5 белая пешка · g5 чёрная пешка · a4 чёрная пешка · b4 белая пешка · d4 белая пешка · e4 белая пешка · g4 белый конь · a3 белая пешка · c3 белая пешка · d3 белая ладья · e3 белый слон · g3 белый конь · h3 белая пешка · a2 белый ферзь · g2 белая пешка · d1 белая ладья · g1 белый король | b8 чёрная ладья · f8 чёрный ферзь · g8 чёрный король · h8 чёрная ладья · b7 чёрный слон · c7 чёрная пешка · d7 чёрный конь · g7 чёрный слон · c6 чёрный конь · d6 чёрная пешка · f6 чёрная пешка · g6 белый слон · h6 чёрная пешка · b5 чёрная пешка · e5 чёрная пешка · f5 белая пешка · g5 чёрная пешка · a4 чёрная пешка · b4 белая пешка · d4 белая пешка · e4 белая пешка · g4 белый конь · a3 белая пешка · c3 белая пешка · d3 белая ладья · e3 белый слон · g3 белый конь · h3 белая пешка · a2 белый ферзь · g2 белая пешка · d1 белая ладья · g1 белый король | b8 чёрная ладья · f8 чёрный ферзь · g8 чёрный король · h8 чёрная ладья · b7 чёрный слон · c7 чёрная пешка · d7 чёрный конь · g7 чёрный слон · c6 чёрный конь · d6 чёрная пешка · f6 чёрная пешка · g6 белый слон · h6 чёрная пешка · b5 чёрная пешка · e5 чёрная пешка · f5 белая пешка · g5 чёрная пешка · a4 чёрная пешка · b4 белая пешка · d4 белая пешка · e4 белая пешка · g4 белый конь · a3 белая пешка · c3 белая пешка · d3 белая ладья · e3 белый слон · g3 белый конь · h3 белая пешка · a2 белый ферзь · g2 белая пешка · d1 белая ладья · g1 белый король | 8 |
| 7 | b8 чёрная ладья · f8 чёрный ферзь · g8 чёрный король · h8 чёрная ладья · b7 чёрный слон · c7 чёрная пешка · d7 чёрный конь · g7 чёрный слон · c6 чёрный конь · d6 чёрная пешка · f6 чёрная пешка · g6 белый слон · h6 чёрная пешка · b5 чёрная пешка · e5 чёрная пешка · f5 белая пешка · g5 чёрная пешка · a4 чёрная пешка · b4 белая пешка · d4 белая пешка · e4 белая пешка · g4 белый конь · a3 белая пешка · c3 белая пешка · d3 белая ладья · e3 белый слон · g3 белый конь · h3 белая пешка · a2 белый ферзь · g2 белая пешка · d1 белая ладья · g1 белый король | b8 чёрная ладья · f8 чёрный ферзь · g8 чёрный король · h8 чёрная ладья · b7 чёрный слон · c7 чёрная пешка · d7 чёрный конь · g7 чёрный слон · c6 чёрный конь · d6 чёрная пешка · f6 чёрная пешка · g6 белый слон · h6 чёрная пешка · b5 чёрная пешка · e5 чёрная пешка · f5 белая пешка · g5 чёрная пешка · a4 чёрная пешка · b4 белая пешка · d4 белая пешка · e4 белая пешка · g4 белый конь · a3 белая пешка · c3 белая пешка · d3 белая ладья · e3 белый слон · g3 белый конь · h3 белая пешка · a2 белый ферзь · g2 белая пешка · d1 белая ладья · g1 белый король | b8 чёрная ладья · f8 чёрный ферзь · g8 чёрный король · h8 чёрная ладья · b7 чёрный слон · c7 чёрная пешка · d7 чёрный конь · g7 чёрный слон · c6 чёрный конь · d6 чёрная пешка · f6 чёрная пешка · g6 белый слон · h6 чёрная пешка · b5 чёрная пешка · e5 чёрная пешка · f5 белая пешка · g5 чёрная пешка · a4 чёрная пешка · b4 белая пешка · d4 белая пешка · e4 белая пешка · g4 белый конь · a3 белая пешка · c3 белая пешка · d3 белая ладья · e3 белый слон · g3 белый конь · h3 белая пешка · a2 белый ферзь · g2 белая пешка · d1 белая ладья · g1 белый король | b8 чёрная ладья · f8 чёрный ферзь · g8 чёрный король · h8 чёрная ладья · b7 чёрный слон · c7 чёрная пешка · d7 чёрный конь · g7 чёрный слон · c6 чёрный конь · d6 чёрная пешка · f6 чёрная пешка · g6 белый слон · h6 чёрная пешка · b5 чёрная пешка · e5 чёрная пешка · f5 белая пешка · g5 чёрная пешка · a4 чёрная пешка · b4 белая пешка · d4 белая пешка · e4 белая пешка · g4 белый конь · a3 белая пешка · c3 белая пешка · d3 белая ладья · e3 белый слон · g3 белый конь · h3 белая пешка · a2 белый ферзь · g2 белая пешка · d1 белая ладья · g1 белый король | b8 чёрная ладья · f8 чёрный ферзь · g8 чёрный король · h8 чёрная ладья · b7 чёрный слон · c7 чёрная пешка · d7 чёрный конь · g7 чёрный слон · c6 чёрный конь · d6 чёрная пешка · f6 чёрная пешка · g6 белый слон · h6 чёрная пешка · b5 чёрная пешка · e5 чёрная пешка · f5 белая пешка · g5 чёрная пешка · a4 чёрная пешка · b4 белая пешка · d4 белая пешка · e4 белая пешка · g4 белый конь · a3 белая пешка · c3 белая пешка · d3 белая ладья · e3 белый слон · g3 белый конь · h3 белая пешка · a2 белый ферзь · g2 белая пешка · d1 белая ладья · g1 белый король | b8 чёрная ладья · f8 чёрный ферзь · g8 чёрный король · h8 чёрная ладья · b7 чёрный слон · c7 чёрная пешка · d7 чёрный конь · g7 чёрный слон · c6 чёрный конь · d6 чёрная пешка · f6 чёрная пешка · g6 белый слон · h6 чёрная пешка · b5 чёрная пешка · e5 чёрная пешка · f5 белая пешка · g5 чёрная пешка · a4 чёрная пешка · b4 белая пешка · d4 белая пешка · e4 белая пешка · g4 белый конь · a3 белая пешка · c3 белая пешка · d3 белая ладья · e3 белый слон · g3 белый конь · h3 белая пешка · a2 белый ферзь · g2 белая пешка · d1 белая ладья · g1 белый король | b8 чёрная ладья · f8 чёрный ферзь · g8 чёрный король · h8 чёрная ладья · b7 чёрный слон · c7 чёрная пешка · d7 чёрный конь · g7 чёрный слон · c6 чёрный конь · d6 чёрная пешка · f6 чёрная пешка · g6 белый слон · h6 чёрная пешка · b5 чёрная пешка · e5 чёрная пешка · f5 белая пешка · g5 чёрная пешка · a4 чёрная пешка · b4 белая пешка · d4 белая пешка · e4 белая пешка · g4 белый конь · a3 белая пешка · c3 белая пешка · d3 белая ладья · e3 белый слон · g3 белый конь · h3 белая пешка · a2 белый ферзь · g2 белая пешка · d1 белая ладья · g1 белый король | b8 чёрная ладья · f8 чёрный ферзь · g8 чёрный король · h8 чёрная ладья · b7 чёрный слон · c7 чёрная пешка · d7 чёрный конь · g7 чёрный слон · c6 чёрный конь · d6 чёрная пешка · f6 чёрная пешка · g6 белый слон · h6 чёрная пешка · b5 чёрная пешка · e5 чёрная пешка · f5 белая пешка · g5 чёрная пешка · a4 чёрная пешка · b4 белая пешка · d4 белая пешка · e4 белая пешка · g4 белый конь · a3 белая пешка · c3 белая пешка · d3 белая ладья · e3 белый слон · g3 белый конь · h3 белая пешка · a2 белый ферзь · g2 белая пешка · d1 белая ладья · g1 белый король | 7 |
| 6 | b8 чёрная ладья · f8 чёрный ферзь · g8 чёрный король · h8 чёрная ладья · b7 чёрный слон · c7 чёрная пешка · d7 чёрный конь · g7 чёрный слон · c6 чёрный конь · d6 чёрная пешка · f6 чёрная пешка · g6 белый слон · h6 чёрная пешка · b5 чёрная пешка · e5 чёрная пешка · f5 белая пешка · g5 чёрная пешка · a4 чёрная пешка · b4 белая пешка · d4 белая пешка · e4 белая пешка · g4 белый конь · a3 белая пешка · c3 белая пешка · d3 белая ладья · e3 белый слон · g3 белый конь · h3 белая пешка · a2 белый ферзь · g2 белая пешка · d1 белая ладья · g1 белый король | b8 чёрная ладья · f8 чёрный ферзь · g8 чёрный король · h8 чёрная ладья · b7 чёрный слон · c7 чёрная пешка · d7 чёрный конь · g7 чёрный слон · c6 чёрный конь · d6 чёрная пешка · f6 чёрная пешка · g6 белый слон · h6 чёрная пешка · b5 чёрная пешка · e5 чёрная пешка · f5 белая пешка · g5 чёрная пешка · a4 чёрная пешка · b4 белая пешка · d4 белая пешка · e4 белая пешка · g4 белый конь · a3 белая пешка · c3 белая пешка · d3 белая ладья · e3 белый слон · g3 белый конь · h3 белая пешка · a2 белый ферзь · g2 белая пешка · d1 белая ладья · g1 белый король | b8 чёрная ладья · f8 чёрный ферзь · g8 чёрный король · h8 чёрная ладья · b7 чёрный слон · c7 чёрная пешка · d7 чёрный конь · g7 чёрный слон · c6 чёрный конь · d6 чёрная пешка · f6 чёрная пешка · g6 белый слон · h6 чёрная пешка · b5 чёрная пешка · e5 чёрная пешка · f5 белая пешка · g5 чёрная пешка · a4 чёрная пешка · b4 белая пешка · d4 белая пешка · e4 белая пешка · g4 белый конь · a3 белая пешка · c3 белая пешка · d3 белая ладья · e3 белый слон · g3 белый конь · h3 белая пешка · a2 белый ферзь · g2 белая пешка · d1 белая ладья · g1 белый король | b8 чёрная ладья · f8 чёрный ферзь · g8 чёрный король · h8 чёрная ладья · b7 чёрный слон · c7 чёрная пешка · d7 чёрный конь · g7 чёрный слон · c6 чёрный конь · d6 чёрная пешка · f6 чёрная пешка · g6 белый слон · h6 чёрная пешка · b5 чёрная пешка · e5 чёрная пешка · f5 белая пешка · g5 чёрная пешка · a4 чёрная пешка · b4 белая пешка · d4 белая пешка · e4 белая пешка · g4 белый конь · a3 белая пешка · c3 белая пешка · d3 белая ладья · e3 белый слон · g3 белый конь · h3 белая пешка · a2 белый ферзь · g2 белая пешка · d1 белая ладья · g1 белый король | b8 чёрная ладья · f8 чёрный ферзь · g8 чёрный король · h8 чёрная ладья · b7 чёрный слон · c7 чёрная пешка · d7 чёрный конь · g7 чёрный слон · c6 чёрный конь · d6 чёрная пешка · f6 чёрная пешка · g6 белый слон · h6 чёрная пешка · b5 чёрная пешка · e5 чёрная пешка · f5 белая пешка · g5 чёрная пешка · a4 чёрная пешка · b4 белая пешка · d4 белая пешка · e4 белая пешка · g4 белый конь · a3 белая пешка · c3 белая пешка · d3 белая ладья · e3 белый слон · g3 белый конь · h3 белая пешка · a2 белый ферзь · g2 белая пешка · d1 белая ладья · g1 белый король | b8 чёрная ладья · f8 чёрный ферзь · g8 чёрный король · h8 чёрная ладья · b7 чёрный слон · c7 чёрная пешка · d7 чёрный конь · g7 чёрный слон · c6 чёрный конь · d6 чёрная пешка · f6 чёрная пешка · g6 белый слон · h6 чёрная пешка · b5 чёрная пешка · e5 чёрная пешка · f5 белая пешка · g5 чёрная пешка · a4 чёрная пешка · b4 белая пешка · d4 белая пешка · e4 белая пешка · g4 белый конь · a3 белая пешка · c3 белая пешка · d3 белая ладья · e3 белый слон · g3 белый конь · h3 белая пешка · a2 белый ферзь · g2 белая пешка · d1 белая ладья · g1 белый король | b8 чёрная ладья · f8 чёрный ферзь · g8 чёрный король · h8 чёрная ладья · b7 чёрный слон · c7 чёрная пешка · d7 чёрный конь · g7 чёрный слон · c6 чёрный конь · d6 чёрная пешка · f6 чёрная пешка · g6 белый слон · h6 чёрная пешка · b5 чёрная пешка · e5 чёрная пешка · f5 белая пешка · g5 чёрная пешка · a4 чёрная пешка · b4 белая пешка · d4 белая пешка · e4 белая пешка · g4 белый конь · a3 белая пешка · c3 белая пешка · d3 белая ладья · e3 белый слон · g3 белый конь · h3 белая пешка · a2 белый ферзь · g2 белая пешка · d1 белая ладья · g1 белый король | b8 чёрная ладья · f8 чёрный ферзь · g8 чёрный король · h8 чёрная ладья · b7 чёрный слон · c7 чёрная пешка · d7 чёрный конь · g7 чёрный слон · c6 чёрный конь · d6 чёрная пешка · f6 чёрная пешка · g6 белый слон · h6 чёрная пешка · b5 чёрная пешка · e5 чёрная пешка · f5 белая пешка · g5 чёрная пешка · a4 чёрная пешка · b4 белая пешка · d4 белая пешка · e4 белая пешка · g4 белый конь · a3 белая пешка · c3 белая пешка · d3 белая ладья · e3 белый слон · g3 белый конь · h3 белая пешка · a2 белый ферзь · g2 белая пешка · d1 белая ладья · g1 белый король | 6 |
| 5 | b8 чёрная ладья · f8 чёрный ферзь · g8 чёрный король · h8 чёрная ладья · b7 чёрный слон · c7 чёрная пешка · d7 чёрный конь · g7 чёрный слон · c6 чёрный конь · d6 чёрная пешка · f6 чёрная пешка · g6 белый слон · h6 чёрная пешка · b5 чёрная пешка · e5 чёрная пешка · f5 белая пешка · g5 чёрная пешка · a4 чёрная пешка · b4 белая пешка · d4 белая пешка · e4 белая пешка · g4 белый конь · a3 белая пешка · c3 белая пешка · d3 белая ладья · e3 белый слон · g3 белый конь · h3 белая пешка · a2 белый ферзь · g2 белая пешка · d1 белая ладья · g1 белый король | b8 чёрная ладья · f8 чёрный ферзь · g8 чёрный король · h8 чёрная ладья · b7 чёрный слон · c7 чёрная пешка · d7 чёрный конь · g7 чёрный слон · c6 чёрный конь · d6 чёрная пешка · f6 чёрная пешка · g6 белый слон · h6 чёрная пешка · b5 чёрная пешка · e5 чёрная пешка · f5 белая пешка · g5 чёрная пешка · a4 чёрная пешка · b4 белая пешка · d4 белая пешка · e4 белая пешка · g4 белый конь · a3 белая пешка · c3 белая пешка · d3 белая ладья · e3 белый слон · g3 белый конь · h3 белая пешка · a2 белый ферзь · g2 белая пешка · d1 белая ладья · g1 белый король | b8 чёрная ладья · f8 чёрный ферзь · g8 чёрный король · h8 чёрная ладья · b7 чёрный слон · c7 чёрная пешка · d7 чёрный конь · g7 чёрный слон · c6 чёрный конь · d6 чёрная пешка · f6 чёрная пешка · g6 белый слон · h6 чёрная пешка · b5 чёрная пешка · e5 чёрная пешка · f5 белая пешка · g5 чёрная пешка · a4 чёрная пешка · b4 белая пешка · d4 белая пешка · e4 белая пешка · g4 белый конь · a3 белая пешка · c3 белая пешка · d3 белая ладья · e3 белый слон · g3 белый конь · h3 белая пешка · a2 белый ферзь · g2 белая пешка · d1 белая ладья · g1 белый король | b8 чёрная ладья · f8 чёрный ферзь · g8 чёрный король · h8 чёрная ладья · b7 чёрный слон · c7 чёрная пешка · d7 чёрный конь · g7 чёрный слон · c6 чёрный конь · d6 чёрная пешка · f6 чёрная пешка · g6 белый слон · h6 чёрная пешка · b5 чёрная пешка · e5 чёрная пешка · f5 белая пешка · g5 чёрная пешка · a4 чёрная пешка · b4 белая пешка · d4 белая пешка · e4 белая пешка · g4 белый конь · a3 белая пешка · c3 белая пешка · d3 белая ладья · e3 белый слон · g3 белый конь · h3 белая пешка · a2 белый ферзь · g2 белая пешка · d1 белая ладья · g1 белый король | b8 чёрная ладья · f8 чёрный ферзь · g8 чёрный король · h8 чёрная ладья · b7 чёрный слон · c7 чёрная пешка · d7 чёрный конь · g7 чёрный слон · c6 чёрный конь · d6 чёрная пешка · f6 чёрная пешка · g6 белый слон · h6 чёрная пешка · b5 чёрная пешка · e5 чёрная пешка · f5 белая пешка · g5 чёрная пешка · a4 чёрная пешка · b4 белая пешка · d4 белая пешка · e4 белая пешка · g4 белый конь · a3 белая пешка · c3 белая пешка · d3 белая ладья · e3 белый слон · g3 белый конь · h3 белая пешка · a2 белый ферзь · g2 белая пешка · d1 белая ладья · g1 белый король | b8 чёрная ладья · f8 чёрный ферзь · g8 чёрный король · h8 чёрная ладья · b7 чёрный слон · c7 чёрная пешка · d7 чёрный конь · g7 чёрный слон · c6 чёрный конь · d6 чёрная пешка · f6 чёрная пешка · g6 белый слон · h6 чёрная пешка · b5 чёрная пешка · e5 чёрная пешка · f5 белая пешка · g5 чёрная пешка · a4 чёрная пешка · b4 белая пешка · d4 белая пешка · e4 белая пешка · g4 белый конь · a3 белая пешка · c3 белая пешка · d3 белая ладья · e3 белый слон · g3 белый конь · h3 белая пешка · a2 белый ферзь · g2 белая пешка · d1 белая ладья · g1 белый король | b8 чёрная ладья · f8 чёрный ферзь · g8 чёрный король · h8 чёрная ладья · b7 чёрный слон · c7 чёрная пешка · d7 чёрный конь · g7 чёрный слон · c6 чёрный конь · d6 чёрная пешка · f6 чёрная пешка · g6 белый слон · h6 чёрная пешка · b5 чёрная пешка · e5 чёрная пешка · f5 белая пешка · g5 чёрная пешка · a4 чёрная пешка · b4 белая пешка · d4 белая пешка · e4 белая пешка · g4 белый конь · a3 белая пешка · c3 белая пешка · d3 белая ладья · e3 белый слон · g3 белый конь · h3 белая пешка · a2 белый ферзь · g2 белая пешка · d1 белая ладья · g1 белый король | b8 чёрная ладья · f8 чёрный ферзь · g8 чёрный король · h8 чёрная ладья · b7 чёрный слон · c7 чёрная пешка · d7 чёрный конь · g7 чёрный слон · c6 чёрный конь · d6 чёрная пешка · f6 чёрная пешка · g6 белый слон · h6 чёрная пешка · b5 чёрная пешка · e5 чёрная пешка · f5 белая пешка · g5 чёрная пешка · a4 чёрная пешка · b4 белая пешка · d4 белая пешка · e4 белая пешка · g4 белый конь · a3 белая пешка · c3 белая пешка · d3 белая ладья · e3 белый слон · g3 белый конь · h3 белая пешка · a2 белый ферзь · g2 белая пешка · d1 белая ладья · g1 белый король | 5 |
| 4 | b8 чёрная ладья · f8 чёрный ферзь · g8 чёрный король · h8 чёрная ладья · b7 чёрный слон · c7 чёрная пешка · d7 чёрный конь · g7 чёрный слон · c6 чёрный конь · d6 чёрная пешка · f6 чёрная пешка · g6 белый слон · h6 чёрная пешка · b5 чёрная пешка · e5 чёрная пешка · f5 белая пешка · g5 чёрная пешка · a4 чёрная пешка · b4 белая пешка · d4 белая пешка · e4 белая пешка · g4 белый конь · a3 белая пешка · c3 белая пешка · d3 белая ладья · e3 белый слон · g3 белый конь · h3 белая пешка · a2 белый ферзь · g2 белая пешка · d1 белая ладья · g1 белый король | b8 чёрная ладья · f8 чёрный ферзь · g8 чёрный король · h8 чёрная ладья · b7 чёрный слон · c7 чёрная пешка · d7 чёрный конь · g7 чёрный слон · c6 чёрный конь · d6 чёрная пешка · f6 чёрная пешка · g6 белый слон · h6 чёрная пешка · b5 чёрная пешка · e5 чёрная пешка · f5 белая пешка · g5 чёрная пешка · a4 чёрная пешка · b4 белая пешка · d4 белая пешка · e4 белая пешка · g4 белый конь · a3 белая пешка · c3 белая пешка · d3 белая ладья · e3 белый слон · g3 белый конь · h3 белая пешка · a2 белый ферзь · g2 белая пешка · d1 белая ладья · g1 белый король | b8 чёрная ладья · f8 чёрный ферзь · g8 чёрный король · h8 чёрная ладья · b7 чёрный слон · c7 чёрная пешка · d7 чёрный конь · g7 чёрный слон · c6 чёрный конь · d6 чёрная пешка · f6 чёрная пешка · g6 белый слон · h6 чёрная пешка · b5 чёрная пешка · e5 чёрная пешка · f5 белая пешка · g5 чёрная пешка · a4 чёрная пешка · b4 белая пешка · d4 белая пешка · e4 белая пешка · g4 белый конь · a3 белая пешка · c3 белая пешка · d3 белая ладья · e3 белый слон · g3 белый конь · h3 белая пешка · a2 белый ферзь · g2 белая пешка · d1 белая ладья · g1 белый король | b8 чёрная ладья · f8 чёрный ферзь · g8 чёрный король · h8 чёрная ладья · b7 чёрный слон · c7 чёрная пешка · d7 чёрный конь · g7 чёрный слон · c6 чёрный конь · d6 чёрная пешка · f6 чёрная пешка · g6 белый слон · h6 чёрная пешка · b5 чёрная пешка · e5 чёрная пешка · f5 белая пешка · g5 чёрная пешка · a4 чёрная пешка · b4 белая пешка · d4 белая пешка · e4 белая пешка · g4 белый конь · a3 белая пешка · c3 белая пешка · d3 белая ладья · e3 белый слон · g3 белый конь · h3 белая пешка · a2 белый ферзь · g2 белая пешка · d1 белая ладья · g1 белый король | b8 чёрная ладья · f8 чёрный ферзь · g8 чёрный король · h8 чёрная ладья · b7 чёрный слон · c7 чёрная пешка · d7 чёрный конь · g7 чёрный слон · c6 чёрный конь · d6 чёрная пешка · f6 чёрная пешка · g6 белый слон · h6 чёрная пешка · b5 чёрная пешка · e5 чёрная пешка · f5 белая пешка · g5 чёрная пешка · a4 чёрная пешка · b4 белая пешка · d4 белая пешка · e4 белая пешка · g4 белый конь · a3 белая пешка · c3 белая пешка · d3 белая ладья · e3 белый слон · g3 белый конь · h3 белая пешка · a2 белый ферзь · g2 белая пешка · d1 белая ладья · g1 белый король | b8 чёрная ладья · f8 чёрный ферзь · g8 чёрный король · h8 чёрная ладья · b7 чёрный слон · c7 чёрная пешка · d7 чёрный конь · g7 чёрный слон · c6 чёрный конь · d6 чёрная пешка · f6 чёрная пешка · g6 белый слон · h6 чёрная пешка · b5 чёрная пешка · e5 чёрная пешка · f5 белая пешка · g5 чёрная пешка · a4 чёрная пешка · b4 белая пешка · d4 белая пешка · e4 белая пешка · g4 белый конь · a3 белая пешка · c3 белая пешка · d3 белая ладья · e3 белый слон · g3 белый конь · h3 белая пешка · a2 белый ферзь · g2 белая пешка · d1 белая ладья · g1 белый король | b8 чёрная ладья · f8 чёрный ферзь · g8 чёрный король · h8 чёрная ладья · b7 чёрный слон · c7 чёрная пешка · d7 чёрный конь · g7 чёрный слон · c6 чёрный конь · d6 чёрная пешка · f6 чёрная пешка · g6 белый слон · h6 чёрная пешка · b5 чёрная пешка · e5 чёрная пешка · f5 белая пешка · g5 чёрная пешка · a4 чёрная пешка · b4 белая пешка · d4 белая пешка · e4 белая пешка · g4 белый конь · a3 белая пешка · c3 белая пешка · d3 белая ладья · e3 белый слон · g3 белый конь · h3 белая пешка · a2 белый ферзь · g2 белая пешка · d1 белая ладья · g1 белый король | b8 чёрная ладья · f8 чёрный ферзь · g8 чёрный король · h8 чёрная ладья · b7 чёрный слон · c7 чёрная пешка · d7 чёрный конь · g7 чёрный слон · c6 чёрный конь · d6 чёрная пешка · f6 чёрная пешка · g6 белый слон · h6 чёрная пешка · b5 чёрная пешка · e5 чёрная пешка · f5 белая пешка · g5 чёрная пешка · a4 чёрная пешка · b4 белая пешка · d4 белая пешка · e4 белая пешка · g4 белый конь · a3 белая пешка · c3 белая пешка · d3 белая ладья · e3 белый слон · g3 белый конь · h3 белая пешка · a2 белый ферзь · g2 белая пешка · d1 белая ладья · g1 белый король | 4 |
| 3 | b8 чёрная ладья · f8 чёрный ферзь · g8 чёрный король · h8 чёрная ладья · b7 чёрный слон · c7 чёрная пешка · d7 чёрный конь · g7 чёрный слон · c6 чёрный конь · d6 чёрная пешка · f6 чёрная пешка · g6 белый слон · h6 чёрная пешка · b5 чёрная пешка · e5 чёрная пешка · f5 белая пешка · g5 чёрная пешка · a4 чёрная пешка · b4 белая пешка · d4 белая пешка · e4 белая пешка · g4 белый конь · a3 белая пешка · c3 белая пешка · d3 белая ладья · e3 белый слон · g3 белый конь · h3 белая пешка · a2 белый ферзь · g2 белая пешка · d1 белая ладья · g1 белый король | b8 чёрная ладья · f8 чёрный ферзь · g8 чёрный король · h8 чёрная ладья · b7 чёрный слон · c7 чёрная пешка · d7 чёрный конь · g7 чёрный слон · c6 чёрный конь · d6 чёрная пешка · f6 чёрная пешка · g6 белый слон · h6 чёрная пешка · b5 чёрная пешка · e5 чёрная пешка · f5 белая пешка · g5 чёрная пешка · a4 чёрная пешка · b4 белая пешка · d4 белая пешка · e4 белая пешка · g4 белый конь · a3 белая пешка · c3 белая пешка · d3 белая ладья · e3 белый слон · g3 белый конь · h3 белая пешка · a2 белый ферзь · g2 белая пешка · d1 белая ладья · g1 белый король | b8 чёрная ладья · f8 чёрный ферзь · g8 чёрный король · h8 чёрная ладья · b7 чёрный слон · c7 чёрная пешка · d7 чёрный конь · g7 чёрный слон · c6 чёрный конь · d6 чёрная пешка · f6 чёрная пешка · g6 белый слон · h6 чёрная пешка · b5 чёрная пешка · e5 чёрная пешка · f5 белая пешка · g5 чёрная пешка · a4 чёрная пешка · b4 белая пешка · d4 белая пешка · e4 белая пешка · g4 белый конь · a3 белая пешка · c3 белая пешка · d3 белая ладья · e3 белый слон · g3 белый конь · h3 белая пешка · a2 белый ферзь · g2 белая пешка · d1 белая ладья · g1 белый король | b8 чёрная ладья · f8 чёрный ферзь · g8 чёрный король · h8 чёрная ладья · b7 чёрный слон · c7 чёрная пешка · d7 чёрный конь · g7 чёрный слон · c6 чёрный конь · d6 чёрная пешка · f6 чёрная пешка · g6 белый слон · h6 чёрная пешка · b5 чёрная пешка · e5 чёрная пешка · f5 белая пешка · g5 чёрная пешка · a4 чёрная пешка · b4 белая пешка · d4 белая пешка · e4 белая пешка · g4 белый конь · a3 белая пешка · c3 белая пешка · d3 белая ладья · e3 белый слон · g3 белый конь · h3 белая пешка · a2 белый ферзь · g2 белая пешка · d1 белая ладья · g1 белый король | b8 чёрная ладья · f8 чёрный ферзь · g8 чёрный король · h8 чёрная ладья · b7 чёрный слон · c7 чёрная пешка · d7 чёрный конь · g7 чёрный слон · c6 чёрный конь · d6 чёрная пешка · f6 чёрная пешка · g6 белый слон · h6 чёрная пешка · b5 чёрная пешка · e5 чёрная пешка · f5 белая пешка · g5 чёрная пешка · a4 чёрная пешка · b4 белая пешка · d4 белая пешка · e4 белая пешка · g4 белый конь · a3 белая пешка · c3 белая пешка · d3 белая ладья · e3 белый слон · g3 белый конь · h3 белая пешка · a2 белый ферзь · g2 белая пешка · d1 белая ладья · g1 белый король | b8 чёрная ладья · f8 чёрный ферзь · g8 чёрный король · h8 чёрная ладья · b7 чёрный слон · c7 чёрная пешка · d7 чёрный конь · g7 чёрный слон · c6 чёрный конь · d6 чёрная пешка · f6 чёрная пешка · g6 белый слон · h6 чёрная пешка · b5 чёрная пешка · e5 чёрная пешка · f5 белая пешка · g5 чёрная пешка · a4 чёрная пешка · b4 белая пешка · d4 белая пешка · e4 белая пешка · g4 белый конь · a3 белая пешка · c3 белая пешка · d3 белая ладья · e3 белый слон · g3 белый конь · h3 белая пешка · a2 белый ферзь · g2 белая пешка · d1 белая ладья · g1 белый король | b8 чёрная ладья · f8 чёрный ферзь · g8 чёрный король · h8 чёрная ладья · b7 чёрный слон · c7 чёрная пешка · d7 чёрный конь · g7 чёрный слон · c6 чёрный конь · d6 чёрная пешка · f6 чёрная пешка · g6 белый слон · h6 чёрная пешка · b5 чёрная пешка · e5 чёрная пешка · f5 белая пешка · g5 чёрная пешка · a4 чёрная пешка · b4 белая пешка · d4 белая пешка · e4 белая пешка · g4 белый конь · a3 белая пешка · c3 белая пешка · d3 белая ладья · e3 белый слон · g3 белый конь · h3 белая пешка · a2 белый ферзь · g2 белая пешка · d1 белая ладья · g1 белый король | b8 чёрная ладья · f8 чёрный ферзь · g8 чёрный король · h8 чёрная ладья · b7 чёрный слон · c7 чёрная пешка · d7 чёрный конь · g7 чёрный слон · c6 чёрный конь · d6 чёрная пешка · f6 чёрная пешка · g6 белый слон · h6 чёрная пешка · b5 чёрная пешка · e5 чёрная пешка · f5 белая пешка · g5 чёрная пешка · a4 чёрная пешка · b4 белая пешка · d4 белая пешка · e4 белая пешка · g4 белый конь · a3 белая пешка · c3 белая пешка · d3 белая ладья · e3 белый слон · g3 белый конь · h3 белая пешка · a2 белый ферзь · g2 белая пешка · d1 белая ладья · g1 белый король | 3 |
| 2 | b8 чёрная ладья · f8 чёрный ферзь · g8 чёрный король · h8 чёрная ладья · b7 чёрный слон · c7 чёрная пешка · d7 чёрный конь · g7 чёрный слон · c6 чёрный конь · d6 чёрная пешка · f6 чёрная пешка · g6 белый слон · h6 чёрная пешка · b5 чёрная пешка · e5 чёрная пешка · f5 белая пешка · g5 чёрная пешка · a4 чёрная пешка · b4 белая пешка · d4 белая пешка · e4 белая пешка · g4 белый конь · a3 белая пешка · c3 белая пешка · d3 белая ладья · e3 белый слон · g3 белый конь · h3 белая пешка · a2 белый ферзь · g2 белая пешка · d1 белая ладья · g1 белый король | b8 чёрная ладья · f8 чёрный ферзь · g8 чёрный король · h8 чёрная ладья · b7 чёрный слон · c7 чёрная пешка · d7 чёрный конь · g7 чёрный слон · c6 чёрный конь · d6 чёрная пешка · f6 чёрная пешка · g6 белый слон · h6 чёрная пешка · b5 чёрная пешка · e5 чёрная пешка · f5 белая пешка · g5 чёрная пешка · a4 чёрная пешка · b4 белая пешка · d4 белая пешка · e4 белая пешка · g4 белый конь · a3 белая пешка · c3 белая пешка · d3 белая ладья · e3 белый слон · g3 белый конь · h3 белая пешка · a2 белый ферзь · g2 белая пешка · d1 белая ладья · g1 белый король | b8 чёрная ладья · f8 чёрный ферзь · g8 чёрный король · h8 чёрная ладья · b7 чёрный слон · c7 чёрная пешка · d7 чёрный конь · g7 чёрный слон · c6 чёрный конь · d6 чёрная пешка · f6 чёрная пешка · g6 белый слон · h6 чёрная пешка · b5 чёрная пешка · e5 чёрная пешка · f5 белая пешка · g5 чёрная пешка · a4 чёрная пешка · b4 белая пешка · d4 белая пешка · e4 белая пешка · g4 белый конь · a3 белая пешка · c3 белая пешка · d3 белая ладья · e3 белый слон · g3 белый конь · h3 белая пешка · a2 белый ферзь · g2 белая пешка · d1 белая ладья · g1 белый король | b8 чёрная ладья · f8 чёрный ферзь · g8 чёрный король · h8 чёрная ладья · b7 чёрный слон · c7 чёрная пешка · d7 чёрный конь · g7 чёрный слон · c6 чёрный конь · d6 чёрная пешка · f6 чёрная пешка · g6 белый слон · h6 чёрная пешка · b5 чёрная пешка · e5 чёрная пешка · f5 белая пешка · g5 чёрная пешка · a4 чёрная пешка · b4 белая пешка · d4 белая пешка · e4 белая пешка · g4 белый конь · a3 белая пешка · c3 белая пешка · d3 белая ладья · e3 белый слон · g3 белый конь · h3 белая пешка · a2 белый ферзь · g2 белая пешка · d1 белая ладья · g1 белый король | b8 чёрная ладья · f8 чёрный ферзь · g8 чёрный король · h8 чёрная ладья · b7 чёрный слон · c7 чёрная пешка · d7 чёрный конь · g7 чёрный слон · c6 чёрный конь · d6 чёрная пешка · f6 чёрная пешка · g6 белый слон · h6 чёрная пешка · b5 чёрная пешка · e5 чёрная пешка · f5 белая пешка · g5 чёрная пешка · a4 чёрная пешка · b4 белая пешка · d4 белая пешка · e4 белая пешка · g4 белый конь · a3 белая пешка · c3 белая пешка · d3 белая ладья · e3 белый слон · g3 белый конь · h3 белая пешка · a2 белый ферзь · g2 белая пешка · d1 белая ладья · g1 белый король | b8 чёрная ладья · f8 чёрный ферзь · g8 чёрный король · h8 чёрная ладья · b7 чёрный слон · c7 чёрная пешка · d7 чёрный конь · g7 чёрный слон · c6 чёрный конь · d6 чёрная пешка · f6 чёрная пешка · g6 белый слон · h6 чёрная пешка · b5 чёрная пешка · e5 чёрная пешка · f5 белая пешка · g5 чёрная пешка · a4 чёрная пешка · b4 белая пешка · d4 белая пешка · e4 белая пешка · g4 белый конь · a3 белая пешка · c3 белая пешка · d3 белая ладья · e3 белый слон · g3 белый конь · h3 белая пешка · a2 белый ферзь · g2 белая пешка · d1 белая ладья · g1 белый король | b8 чёрная ладья · f8 чёрный ферзь · g8 чёрный король · h8 чёрная ладья · b7 чёрный слон · c7 чёрная пешка · d7 чёрный конь · g7 чёрный слон · c6 чёрный конь · d6 чёрная пешка · f6 чёрная пешка · g6 белый слон · h6 чёрная пешка · b5 чёрная пешка · e5 чёрная пешка · f5 белая пешка · g5 чёрная пешка · a4 чёрная пешка · b4 белая пешка · d4 белая пешка · e4 белая пешка · g4 белый конь · a3 белая пешка · c3 белая пешка · d3 белая ладья · e3 белый слон · g3 белый конь · h3 белая пешка · a2 белый ферзь · g2 белая пешка · d1 белая ладья · g1 белый король | b8 чёрная ладья · f8 чёрный ферзь · g8 чёрный король · h8 чёрная ладья · b7 чёрный слон · c7 чёрная пешка · d7 чёрный конь · g7 чёрный слон · c6 чёрный конь · d6 чёрная пешка · f6 чёрная пешка · g6 белый слон · h6 чёрная пешка · b5 чёрная пешка · e5 чёрная пешка · f5 белая пешка · g5 чёрная пешка · a4 чёрная пешка · b4 белая пешка · d4 белая пешка · e4 белая пешка · g4 белый конь · a3 белая пешка · c3 белая пешка · d3 белая ладья · e3 белый слон · g3 белый конь · h3 белая пешка · a2 белый ферзь · g2 белая пешка · d1 белая ладья · g1 белый король | 2 |
| 1 | b8 чёрная ладья · f8 чёрный ферзь · g8 чёрный король · h8 чёрная ладья · b7 чёрный слон · c7 чёрная пешка · d7 чёрный конь · g7 чёрный слон · c6 чёрный конь · d6 чёрная пешка · f6 чёрная пешка · g6 белый слон · h6 чёрная пешка · b5 чёрная пешка · e5 чёрная пешка · f5 белая пешка · g5 чёрная пешка · a4 чёрная пешка · b4 белая пешка · d4 белая пешка · e4 белая пешка · g4 белый конь · a3 белая пешка · c3 белая пешка · d3 белая ладья · e3 белый слон · g3 белый конь · h3 белая пешка · a2 белый ферзь · g2 белая пешка · d1 белая ладья · g1 белый король | b8 чёрная ладья · f8 чёрный ферзь · g8 чёрный король · h8 чёрная ладья · b7 чёрный слон · c7 чёрная пешка · d7 чёрный конь · g7 чёрный слон · c6 чёрный конь · d6 чёрная пешка · f6 чёрная пешка · g6 белый слон · h6 чёрная пешка · b5 чёрная пешка · e5 чёрная пешка · f5 белая пешка · g5 чёрная пешка · a4 чёрная пешка · b4 белая пешка · d4 белая пешка · e4 белая пешка · g4 белый конь · a3 белая пешка · c3 белая пешка · d3 белая ладья · e3 белый слон · g3 белый конь · h3 белая пешка · a2 белый ферзь · g2 белая пешка · d1 белая ладья · g1 белый король | b8 чёрная ладья · f8 чёрный ферзь · g8 чёрный король · h8 чёрная ладья · b7 чёрный слон · c7 чёрная пешка · d7 чёрный конь · g7 чёрный слон · c6 чёрный конь · d6 чёрная пешка · f6 чёрная пешка · g6 белый слон · h6 чёрная пешка · b5 чёрная пешка · e5 чёрная пешка · f5 белая пешка · g5 чёрная пешка · a4 чёрная пешка · b4 белая пешка · d4 белая пешка · e4 белая пешка · g4 белый конь · a3 белая пешка · c3 белая пешка · d3 белая ладья · e3 белый слон · g3 белый конь · h3 белая пешка · a2 белый ферзь · g2 белая пешка · d1 белая ладья · g1 белый король | b8 чёрная ладья · f8 чёрный ферзь · g8 чёрный король · h8 чёрная ладья · b7 чёрный слон · c7 чёрная пешка · d7 чёрный конь · g7 чёрный слон · c6 чёрный конь · d6 чёрная пешка · f6 чёрная пешка · g6 белый слон · h6 чёрная пешка · b5 чёрная пешка · e5 чёрная пешка · f5 белая пешка · g5 чёрная пешка · a4 чёрная пешка · b4 белая пешка · d4 белая пешка · e4 белая пешка · g4 белый конь · a3 белая пешка · c3 белая пешка · d3 белая ладья · e3 белый слон · g3 белый конь · h3 белая пешка · a2 белый ферзь · g2 белая пешка · d1 белая ладья · g1 белый король | b8 чёрная ладья · f8 чёрный ферзь · g8 чёрный король · h8 чёрная ладья · b7 чёрный слон · c7 чёрная пешка · d7 чёрный конь · g7 чёрный слон · c6 чёрный конь · d6 чёрная пешка · f6 чёрная пешка · g6 белый слон · h6 чёрная пешка · b5 чёрная пешка · e5 чёрная пешка · f5 белая пешка · g5 чёрная пешка · a4 чёрная пешка · b4 белая пешка · d4 белая пешка · e4 белая пешка · g4 белый конь · a3 белая пешка · c3 белая пешка · d3 белая ладья · e3 белый слон · g3 белый конь · h3 белая пешка · a2 белый ферзь · g2 белая пешка · d1 белая ладья · g1 белый король | b8 чёрная ладья · f8 чёрный ферзь · g8 чёрный король · h8 чёрная ладья · b7 чёрный слон · c7 чёрная пешка · d7 чёрный конь · g7 чёрный слон · c6 чёрный конь · d6 чёрная пешка · f6 чёрная пешка · g6 белый слон · h6 чёрная пешка · b5 чёрная пешка · e5 чёрная пешка · f5 белая пешка · g5 чёрная пешка · a4 чёрная пешка · b4 белая пешка · d4 белая пешка · e4 белая пешка · g4 белый конь · a3 белая пешка · c3 белая пешка · d3 белая ладья · e3 белый слон · g3 белый конь · h3 белая пешка · a2 белый ферзь · g2 белая пешка · d1 белая ладья · g1 белый король | b8 чёрная ладья · f8 чёрный ферзь · g8 чёрный король · h8 чёрная ладья · b7 чёрный слон · c7 чёрная пешка · d7 чёрный конь · g7 чёрный слон · c6 чёрный конь · d6 чёрная пешка · f6 чёрная пешка · g6 белый слон · h6 чёрная пешка · b5 чёрная пешка · e5 чёрная пешка · f5 белая пешка · g5 чёрная пешка · a4 чёрная пешка · b4 белая пешка · d4 белая пешка · e4 белая пешка · g4 белый конь · a3 белая пешка · c3 белая пешка · d3 белая ладья · e3 белый слон · g3 белый конь · h3 белая пешка · a2 белый ферзь · g2 белая пешка · d1 белая ладья · g1 белый король | b8 чёрная ладья · f8 чёрный ферзь · g8 чёрный король · h8 чёрная ладья · b7 чёрный слон · c7 чёрная пешка · d7 чёрный конь · g7 чёрный слон · c6 чёрный конь · d6 чёрная пешка · f6 чёрная пешка · g6 белый слон · h6 чёрная пешка · b5 чёрная пешка · e5 чёрная пешка · f5 белая пешка · g5 чёрная пешка · a4 чёрная пешка · b4 белая пешка · d4 белая пешка · e4 белая пешка · g4 белый конь · a3 белая пешка · c3 белая пешка · d3 белая ладья · e3 белый слон · g3 белый конь · h3 белая пешка · a2 белый ферзь · g2 белая пешка · d1 белая ладья · g1 белый король | 1 |
|   | a | b | c | d | e | f | g | h |   |

Партия Нубер-Кекайзен (Менген, 1994) продлилась 31 ход без единого взятия. Чёрные сдались ввиду неизбежного мата.
|   | a | b | c | d | e | f | g | h |   |
| - | --- | --- | --- | --- | --- | --- | --- | --- | - |
| 8 | e8 чёрный конь · f8 чёрный слон · g8 чёрная ладья · h8 чёрный конь · d7 чёрный слон · e7 чёрный ферзь · f7 чёрная ладья · h7 чёрный король · d6 чёрная пешка · f6 чёрная пешка · g6 чёрная пешка · h6 чёрная пешка · c5 чёрная пешка · d5 белая пешка · e5 чёрная пешка · a4 чёрная пешка · b4 чёрная пешка · c4 белая пешка · e4 белая пешка · f4 белая пешка · g4 белая пешка · h4 белая пешка · d3 белый слон · f3 белый ферзь · g3 белый конь · h3 белый конь · a2 белая пешка · b2 белая пешка · h2 белая ладья · c1 белый слон · g1 белая ладья · h1 белый король | e8 чёрный конь · f8 чёрный слон · g8 чёрная ладья · h8 чёрный конь · d7 чёрный слон · e7 чёрный ферзь · f7 чёрная ладья · h7 чёрный король · d6 чёрная пешка · f6 чёрная пешка · g6 чёрная пешка · h6 чёрная пешка · c5 чёрная пешка · d5 белая пешка · e5 чёрная пешка · a4 чёрная пешка · b4 чёрная пешка · c4 белая пешка · e4 белая пешка · f4 белая пешка · g4 белая пешка · h4 белая пешка · d3 белый слон · f3 белый ферзь · g3 белый конь · h3 белый конь · a2 белая пешка · b2 белая пешка · h2 белая ладья · c1 белый слон · g1 белая ладья · h1 белый король | e8 чёрный конь · f8 чёрный слон · g8 чёрная ладья · h8 чёрный конь · d7 чёрный слон · e7 чёрный ферзь · f7 чёрная ладья · h7 чёрный король · d6 чёрная пешка · f6 чёрная пешка · g6 чёрная пешка · h6 чёрная пешка · c5 чёрная пешка · d5 белая пешка · e5 чёрная пешка · a4 чёрная пешка · b4 чёрная пешка · c4 белая пешка · e4 белая пешка · f4 белая пешка · g4 белая пешка · h4 белая пешка · d3 белый слон · f3 белый ферзь · g3 белый конь · h3 белый конь · a2 белая пешка · b2 белая пешка · h2 белая ладья · c1 белый слон · g1 белая ладья · h1 белый король | e8 чёрный конь · f8 чёрный слон · g8 чёрная ладья · h8 чёрный конь · d7 чёрный слон · e7 чёрный ферзь · f7 чёрная ладья · h7 чёрный король · d6 чёрная пешка · f6 чёрная пешка · g6 чёрная пешка · h6 чёрная пешка · c5 чёрная пешка · d5 белая пешка · e5 чёрная пешка · a4 чёрная пешка · b4 чёрная пешка · c4 белая пешка · e4 белая пешка · f4 белая пешка · g4 белая пешка · h4 белая пешка · d3 белый слон · f3 белый ферзь · g3 белый конь · h3 белый конь · a2 белая пешка · b2 белая пешка · h2 белая ладья · c1 белый слон · g1 белая ладья · h1 белый король | e8 чёрный конь · f8 чёрный слон · g8 чёрная ладья · h8 чёрный конь · d7 чёрный слон · e7 чёрный ферзь · f7 чёрная ладья · h7 чёрный король · d6 чёрная пешка · f6 чёрная пешка · g6 чёрная пешка · h6 чёрная пешка · c5 чёрная пешка · d5 белая пешка · e5 чёрная пешка · a4 чёрная пешка · b4 чёрная пешка · c4 белая пешка · e4 белая пешка · f4 белая пешка · g4 белая пешка · h4 белая пешка · d3 белый слон · f3 белый ферзь · g3 белый конь · h3 белый конь · a2 белая пешка · b2 белая пешка · h2 белая ладья · c1 белый слон · g1 белая ладья · h1 белый король | e8 чёрный конь · f8 чёрный слон · g8 чёрная ладья · h8 чёрный конь · d7 чёрный слон · e7 чёрный ферзь · f7 чёрная ладья · h7 чёрный король · d6 чёрная пешка · f6 чёрная пешка · g6 чёрная пешка · h6 чёрная пешка · c5 чёрная пешка · d5 белая пешка · e5 чёрная пешка · a4 чёрная пешка · b4 чёрная пешка · c4 белая пешка · e4 белая пешка · f4 белая пешка · g4 белая пешка · h4 белая пешка · d3 белый слон · f3 белый ферзь · g3 белый конь · h3 белый конь · a2 белая пешка · b2 белая пешка · h2 белая ладья · c1 белый слон · g1 белая ладья · h1 белый король | e8 чёрный конь · f8 чёрный слон · g8 чёрная ладья · h8 чёрный конь · d7 чёрный слон · e7 чёрный ферзь · f7 чёрная ладья · h7 чёрный король · d6 чёрная пешка · f6 чёрная пешка · g6 чёрная пешка · h6 чёрная пешка · c5 чёрная пешка · d5 белая пешка · e5 чёрная пешка · a4 чёрная пешка · b4 чёрная пешка · c4 белая пешка · e4 белая пешка · f4 белая пешка · g4 белая пешка · h4 белая пешка · d3 белый слон · f3 белый ферзь · g3 белый конь · h3 белый конь · a2 белая пешка · b2 белая пешка · h2 белая ладья · c1 белый слон · g1 белая ладья · h1 белый король | e8 чёрный конь · f8 чёрный слон · g8 чёрная ладья · h8 чёрный конь · d7 чёрный слон · e7 чёрный ферзь · f7 чёрная ладья · h7 чёрный король · d6 чёрная пешка · f6 чёрная пешка · g6 чёрная пешка · h6 чёрная пешка · c5 чёрная пешка · d5 белая пешка · e5 чёрная пешка · a4 чёрная пешка · b4 чёрная пешка · c4 белая пешка · e4 белая пешка · f4 белая пешка · g4 белая пешка · h4 белая пешка · d3 белый слон · f3 белый ферзь · g3 белый конь · h3 белый конь · a2 белая пешка · b2 белая пешка · h2 белая ладья · c1 белый слон · g1 белая ладья · h1 белый король | 8 |
| 7 | e8 чёрный конь · f8 чёрный слон · g8 чёрная ладья · h8 чёрный конь · d7 чёрный слон · e7 чёрный ферзь · f7 чёрная ладья · h7 чёрный король · d6 чёрная пешка · f6 чёрная пешка · g6 чёрная пешка · h6 чёрная пешка · c5 чёрная пешка · d5 белая пешка · e5 чёрная пешка · a4 чёрная пешка · b4 чёрная пешка · c4 белая пешка · e4 белая пешка · f4 белая пешка · g4 белая пешка · h4 белая пешка · d3 белый слон · f3 белый ферзь · g3 белый конь · h3 белый конь · a2 белая пешка · b2 белая пешка · h2 белая ладья · c1 белый слон · g1 белая ладья · h1 белый король | e8 чёрный конь · f8 чёрный слон · g8 чёрная ладья · h8 чёрный конь · d7 чёрный слон · e7 чёрный ферзь · f7 чёрная ладья · h7 чёрный король · d6 чёрная пешка · f6 чёрная пешка · g6 чёрная пешка · h6 чёрная пешка · c5 чёрная пешка · d5 белая пешка · e5 чёрная пешка · a4 чёрная пешка · b4 чёрная пешка · c4 белая пешка · e4 белая пешка · f4 белая пешка · g4 белая пешка · h4 белая пешка · d3 белый слон · f3 белый ферзь · g3 белый конь · h3 белый конь · a2 белая пешка · b2 белая пешка · h2 белая ладья · c1 белый слон · g1 белая ладья · h1 белый король | e8 чёрный конь · f8 чёрный слон · g8 чёрная ладья · h8 чёрный конь · d7 чёрный слон · e7 чёрный ферзь · f7 чёрная ладья · h7 чёрный король · d6 чёрная пешка · f6 чёрная пешка · g6 чёрная пешка · h6 чёрная пешка · c5 чёрная пешка · d5 белая пешка · e5 чёрная пешка · a4 чёрная пешка · b4 чёрная пешка · c4 белая пешка · e4 белая пешка · f4 белая пешка · g4 белая пешка · h4 белая пешка · d3 белый слон · f3 белый ферзь · g3 белый конь · h3 белый конь · a2 белая пешка · b2 белая пешка · h2 белая ладья · c1 белый слон · g1 белая ладья · h1 белый король | e8 чёрный конь · f8 чёрный слон · g8 чёрная ладья · h8 чёрный конь · d7 чёрный слон · e7 чёрный ферзь · f7 чёрная ладья · h7 чёрный король · d6 чёрная пешка · f6 чёрная пешка · g6 чёрная пешка · h6 чёрная пешка · c5 чёрная пешка · d5 белая пешка · e5 чёрная пешка · a4 чёрная пешка · b4 чёрная пешка · c4 белая пешка · e4 белая пешка · f4 белая пешка · g4 белая пешка · h4 белая пешка · d3 белый слон · f3 белый ферзь · g3 белый конь · h3 белый конь · a2 белая пешка · b2 белая пешка · h2 белая ладья · c1 белый слон · g1 белая ладья · h1 белый король | e8 чёрный конь · f8 чёрный слон · g8 чёрная ладья · h8 чёрный конь · d7 чёрный слон · e7 чёрный ферзь · f7 чёрная ладья · h7 чёрный король · d6 чёрная пешка · f6 чёрная пешка · g6 чёрная пешка · h6 чёрная пешка · c5 чёрная пешка · d5 белая пешка · e5 чёрная пешка · a4 чёрная пешка · b4 чёрная пешка · c4 белая пешка · e4 белая пешка · f4 белая пешка · g4 белая пешка · h4 белая пешка · d3 белый слон · f3 белый ферзь · g3 белый конь · h3 белый конь · a2 белая пешка · b2 белая пешка · h2 белая ладья · c1 белый слон · g1 белая ладья · h1 белый король | e8 чёрный конь · f8 чёрный слон · g8 чёрная ладья · h8 чёрный конь · d7 чёрный слон · e7 чёрный ферзь · f7 чёрная ладья · h7 чёрный король · d6 чёрная пешка · f6 чёрная пешка · g6 чёрная пешка · h6 чёрная пешка · c5 чёрная пешка · d5 белая пешка · e5 чёрная пешка · a4 чёрная пешка · b4 чёрная пешка · c4 белая пешка · e4 белая пешка · f4 белая пешка · g4 белая пешка · h4 белая пешка · d3 белый слон · f3 белый ферзь · g3 белый конь · h3 белый конь · a2 белая пешка · b2 белая пешка · h2 белая ладья · c1 белый слон · g1 белая ладья · h1 белый король | e8 чёрный конь · f8 чёрный слон · g8 чёрная ладья · h8 чёрный конь · d7 чёрный слон · e7 чёрный ферзь · f7 чёрная ладья · h7 чёрный король · d6 чёрная пешка · f6 чёрная пешка · g6 чёрная пешка · h6 чёрная пешка · c5 чёрная пешка · d5 белая пешка · e5 чёрная пешка · a4 чёрная пешка · b4 чёрная пешка · c4 белая пешка · e4 белая пешка · f4 белая пешка · g4 белая пешка · h4 белая пешка · d3 белый слон · f3 белый ферзь · g3 белый конь · h3 белый конь · a2 белая пешка · b2 белая пешка · h2 белая ладья · c1 белый слон · g1 белая ладья · h1 белый король | e8 чёрный конь · f8 чёрный слон · g8 чёрная ладья · h8 чёрный конь · d7 чёрный слон · e7 чёрный ферзь · f7 чёрная ладья · h7 чёрный король · d6 чёрная пешка · f6 чёрная пешка · g6 чёрная пешка · h6 чёрная пешка · c5 чёрная пешка · d5 белая пешка · e5 чёрная пешка · a4 чёрная пешка · b4 чёрная пешка · c4 белая пешка · e4 белая пешка · f4 белая пешка · g4 белая пешка · h4 белая пешка · d3 белый слон · f3 белый ферзь · g3 белый конь · h3 белый конь · a2 белая пешка · b2 белая пешка · h2 белая ладья · c1 белый слон · g1 белая ладья · h1 белый король | 7 |
| 6 | e8 чёрный конь · f8 чёрный слон · g8 чёрная ладья · h8 чёрный конь · d7 чёрный слон · e7 чёрный ферзь · f7 чёрная ладья · h7 чёрный король · d6 чёрная пешка · f6 чёрная пешка · g6 чёрная пешка · h6 чёрная пешка · c5 чёрная пешка · d5 белая пешка · e5 чёрная пешка · a4 чёрная пешка · b4 чёрная пешка · c4 белая пешка · e4 белая пешка · f4 белая пешка · g4 белая пешка · h4 белая пешка · d3 белый слон · f3 белый ферзь · g3 белый конь · h3 белый конь · a2 белая пешка · b2 белая пешка · h2 белая ладья · c1 белый слон · g1 белая ладья · h1 белый король | e8 чёрный конь · f8 чёрный слон · g8 чёрная ладья · h8 чёрный конь · d7 чёрный слон · e7 чёрный ферзь · f7 чёрная ладья · h7 чёрный король · d6 чёрная пешка · f6 чёрная пешка · g6 чёрная пешка · h6 чёрная пешка · c5 чёрная пешка · d5 белая пешка · e5 чёрная пешка · a4 чёрная пешка · b4 чёрная пешка · c4 белая пешка · e4 белая пешка · f4 белая пешка · g4 белая пешка · h4 белая пешка · d3 белый слон · f3 белый ферзь · g3 белый конь · h3 белый конь · a2 белая пешка · b2 белая пешка · h2 белая ладья · c1 белый слон · g1 белая ладья · h1 белый король | e8 чёрный конь · f8 чёрный слон · g8 чёрная ладья · h8 чёрный конь · d7 чёрный слон · e7 чёрный ферзь · f7 чёрная ладья · h7 чёрный король · d6 чёрная пешка · f6 чёрная пешка · g6 чёрная пешка · h6 чёрная пешка · c5 чёрная пешка · d5 белая пешка · e5 чёрная пешка · a4 чёрная пешка · b4 чёрная пешка · c4 белая пешка · e4 белая пешка · f4 белая пешка · g4 белая пешка · h4 белая пешка · d3 белый слон · f3 белый ферзь · g3 белый конь · h3 белый конь · a2 белая пешка · b2 белая пешка · h2 белая ладья · c1 белый слон · g1 белая ладья · h1 белый король | e8 чёрный конь · f8 чёрный слон · g8 чёрная ладья · h8 чёрный конь · d7 чёрный слон · e7 чёрный ферзь · f7 чёрная ладья · h7 чёрный король · d6 чёрная пешка · f6 чёрная пешка · g6 чёрная пешка · h6 чёрная пешка · c5 чёрная пешка · d5 белая пешка · e5 чёрная пешка · a4 чёрная пешка · b4 чёрная пешка · c4 белая пешка · e4 белая пешка · f4 белая пешка · g4 белая пешка · h4 белая пешка · d3 белый слон · f3 белый ферзь · g3 белый конь · h3 белый конь · a2 белая пешка · b2 белая пешка · h2 белая ладья · c1 белый слон · g1 белая ладья · h1 белый король | e8 чёрный конь · f8 чёрный слон · g8 чёрная ладья · h8 чёрный конь · d7 чёрный слон · e7 чёрный ферзь · f7 чёрная ладья · h7 чёрный король · d6 чёрная пешка · f6 чёрная пешка · g6 чёрная пешка · h6 чёрная пешка · c5 чёрная пешка · d5 белая пешка · e5 чёрная пешка · a4 чёрная пешка · b4 чёрная пешка · c4 белая пешка · e4 белая пешка · f4 белая пешка · g4 белая пешка · h4 белая пешка · d3 белый слон · f3 белый ферзь · g3 белый конь · h3 белый конь · a2 белая пешка · b2 белая пешка · h2 белая ладья · c1 белый слон · g1 белая ладья · h1 белый король | e8 чёрный конь · f8 чёрный слон · g8 чёрная ладья · h8 чёрный конь · d7 чёрный слон · e7 чёрный ферзь · f7 чёрная ладья · h7 чёрный король · d6 чёрная пешка · f6 чёрная пешка · g6 чёрная пешка · h6 чёрная пешка · c5 чёрная пешка · d5 белая пешка · e5 чёрная пешка · a4 чёрная пешка · b4 чёрная пешка · c4 белая пешка · e4 белая пешка · f4 белая пешка · g4 белая пешка · h4 белая пешка · d3 белый слон · f3 белый ферзь · g3 белый конь · h3 белый конь · a2 белая пешка · b2 белая пешка · h2 белая ладья · c1 белый слон · g1 белая ладья · h1 белый король | e8 чёрный конь · f8 чёрный слон · g8 чёрная ладья · h8 чёрный конь · d7 чёрный слон · e7 чёрный ферзь · f7 чёрная ладья · h7 чёрный король · d6 чёрная пешка · f6 чёрная пешка · g6 чёрная пешка · h6 чёрная пешка · c5 чёрная пешка · d5 белая пешка · e5 чёрная пешка · a4 чёрная пешка · b4 чёрная пешка · c4 белая пешка · e4 белая пешка · f4 белая пешка · g4 белая пешка · h4 белая пешка · d3 белый слон · f3 белый ферзь · g3 белый конь · h3 белый конь · a2 белая пешка · b2 белая пешка · h2 белая ладья · c1 белый слон · g1 белая ладья · h1 белый король | e8 чёрный конь · f8 чёрный слон · g8 чёрная ладья · h8 чёрный конь · d7 чёрный слон · e7 чёрный ферзь · f7 чёрная ладья · h7 чёрный король · d6 чёрная пешка · f6 чёрная пешка · g6 чёрная пешка · h6 чёрная пешка · c5 чёрная пешка · d5 белая пешка · e5 чёрная пешка · a4 чёрная пешка · b4 чёрная пешка · c4 белая пешка · e4 белая пешка · f4 белая пешка · g4 белая пешка · h4 белая пешка · d3 белый слон · f3 белый ферзь · g3 белый конь · h3 белый конь · a2 белая пешка · b2 белая пешка · h2 белая ладья · c1 белый слон · g1 белая ладья · h1 белый король | 6 |
| 5 | e8 чёрный конь · f8 чёрный слон · g8 чёрная ладья · h8 чёрный конь · d7 чёрный слон · e7 чёрный ферзь · f7 чёрная ладья · h7 чёрный король · d6 чёрная пешка · f6 чёрная пешка · g6 чёрная пешка · h6 чёрная пешка · c5 чёрная пешка · d5 белая пешка · e5 чёрная пешка · a4 чёрная пешка · b4 чёрная пешка · c4 белая пешка · e4 белая пешка · f4 белая пешка · g4 белая пешка · h4 белая пешка · d3 белый слон · f3 белый ферзь · g3 белый конь · h3 белый конь · a2 белая пешка · b2 белая пешка · h2 белая ладья · c1 белый слон · g1 белая ладья · h1 белый король | e8 чёрный конь · f8 чёрный слон · g8 чёрная ладья · h8 чёрный конь · d7 чёрный слон · e7 чёрный ферзь · f7 чёрная ладья · h7 чёрный король · d6 чёрная пешка · f6 чёрная пешка · g6 чёрная пешка · h6 чёрная пешка · c5 чёрная пешка · d5 белая пешка · e5 чёрная пешка · a4 чёрная пешка · b4 чёрная пешка · c4 белая пешка · e4 белая пешка · f4 белая пешка · g4 белая пешка · h4 белая пешка · d3 белый слон · f3 белый ферзь · g3 белый конь · h3 белый конь · a2 белая пешка · b2 белая пешка · h2 белая ладья · c1 белый слон · g1 белая ладья · h1 белый король | e8 чёрный конь · f8 чёрный слон · g8 чёрная ладья · h8 чёрный конь · d7 чёрный слон · e7 чёрный ферзь · f7 чёрная ладья · h7 чёрный король · d6 чёрная пешка · f6 чёрная пешка · g6 чёрная пешка · h6 чёрная пешка · c5 чёрная пешка · d5 белая пешка · e5 чёрная пешка · a4 чёрная пешка · b4 чёрная пешка · c4 белая пешка · e4 белая пешка · f4 белая пешка · g4 белая пешка · h4 белая пешка · d3 белый слон · f3 белый ферзь · g3 белый конь · h3 белый конь · a2 белая пешка · b2 белая пешка · h2 белая ладья · c1 белый слон · g1 белая ладья · h1 белый король | e8 чёрный конь · f8 чёрный слон · g8 чёрная ладья · h8 чёрный конь · d7 чёрный слон · e7 чёрный ферзь · f7 чёрная ладья · h7 чёрный король · d6 чёрная пешка · f6 чёрная пешка · g6 чёрная пешка · h6 чёрная пешка · c5 чёрная пешка · d5 белая пешка · e5 чёрная пешка · a4 чёрная пешка · b4 чёрная пешка · c4 белая пешка · e4 белая пешка · f4 белая пешка · g4 белая пешка · h4 белая пешка · d3 белый слон · f3 белый ферзь · g3 белый конь · h3 белый конь · a2 белая пешка · b2 белая пешка · h2 белая ладья · c1 белый слон · g1 белая ладья · h1 белый король | e8 чёрный конь · f8 чёрный слон · g8 чёрная ладья · h8 чёрный конь · d7 чёрный слон · e7 чёрный ферзь · f7 чёрная ладья · h7 чёрный король · d6 чёрная пешка · f6 чёрная пешка · g6 чёрная пешка · h6 чёрная пешка · c5 чёрная пешка · d5 белая пешка · e5 чёрная пешка · a4 чёрная пешка · b4 чёрная пешка · c4 белая пешка · e4 белая пешка · f4 белая пешка · g4 белая пешка · h4 белая пешка · d3 белый слон · f3 белый ферзь · g3 белый конь · h3 белый конь · a2 белая пешка · b2 белая пешка · h2 белая ладья · c1 белый слон · g1 белая ладья · h1 белый король | e8 чёрный конь · f8 чёрный слон · g8 чёрная ладья · h8 чёрный конь · d7 чёрный слон · e7 чёрный ферзь · f7 чёрная ладья · h7 чёрный король · d6 чёрная пешка · f6 чёрная пешка · g6 чёрная пешка · h6 чёрная пешка · c5 чёрная пешка · d5 белая пешка · e5 чёрная пешка · a4 чёрная пешка · b4 чёрная пешка · c4 белая пешка · e4 белая пешка · f4 белая пешка · g4 белая пешка · h4 белая пешка · d3 белый слон · f3 белый ферзь · g3 белый конь · h3 белый конь · a2 белая пешка · b2 белая пешка · h2 белая ладья · c1 белый слон · g1 белая ладья · h1 белый король | e8 чёрный конь · f8 чёрный слон · g8 чёрная ладья · h8 чёрный конь · d7 чёрный слон · e7 чёрный ферзь · f7 чёрная ладья · h7 чёрный король · d6 чёрная пешка · f6 чёрная пешка · g6 чёрная пешка · h6 чёрная пешка · c5 чёрная пешка · d5 белая пешка · e5 чёрная пешка · a4 чёрная пешка · b4 чёрная пешка · c4 белая пешка · e4 белая пешка · f4 белая пешка · g4 белая пешка · h4 белая пешка · d3 белый слон · f3 белый ферзь · g3 белый конь · h3 белый конь · a2 белая пешка · b2 белая пешка · h2 белая ладья · c1 белый слон · g1 белая ладья · h1 белый король | e8 чёрный конь · f8 чёрный слон · g8 чёрная ладья · h8 чёрный конь · d7 чёрный слон · e7 чёрный ферзь · f7 чёрная ладья · h7 чёрный король · d6 чёрная пешка · f6 чёрная пешка · g6 чёрная пешка · h6 чёрная пешка · c5 чёрная пешка · d5 белая пешка · e5 чёрная пешка · a4 чёрная пешка · b4 чёрная пешка · c4 белая пешка · e4 белая пешка · f4 белая пешка · g4 белая пешка · h4 белая пешка · d3 белый слон · f3 белый ферзь · g3 белый конь · h3 белый конь · a2 белая пешка · b2 белая пешка · h2 белая ладья · c1 белый слон · g1 белая ладья · h1 белый король | 5 |
| 4 | e8 чёрный конь · f8 чёрный слон · g8 чёрная ладья · h8 чёрный конь · d7 чёрный слон · e7 чёрный ферзь · f7 чёрная ладья · h7 чёрный король · d6 чёрная пешка · f6 чёрная пешка · g6 чёрная пешка · h6 чёрная пешка · c5 чёрная пешка · d5 белая пешка · e5 чёрная пешка · a4 чёрная пешка · b4 чёрная пешка · c4 белая пешка · e4 белая пешка · f4 белая пешка · g4 белая пешка · h4 белая пешка · d3 белый слон · f3 белый ферзь · g3 белый конь · h3 белый конь · a2 белая пешка · b2 белая пешка · h2 белая ладья · c1 белый слон · g1 белая ладья · h1 белый король | e8 чёрный конь · f8 чёрный слон · g8 чёрная ладья · h8 чёрный конь · d7 чёрный слон · e7 чёрный ферзь · f7 чёрная ладья · h7 чёрный король · d6 чёрная пешка · f6 чёрная пешка · g6 чёрная пешка · h6 чёрная пешка · c5 чёрная пешка · d5 белая пешка · e5 чёрная пешка · a4 чёрная пешка · b4 чёрная пешка · c4 белая пешка · e4 белая пешка · f4 белая пешка · g4 белая пешка · h4 белая пешка · d3 белый слон · f3 белый ферзь · g3 белый конь · h3 белый конь · a2 белая пешка · b2 белая пешка · h2 белая ладья · c1 белый слон · g1 белая ладья · h1 белый король | e8 чёрный конь · f8 чёрный слон · g8 чёрная ладья · h8 чёрный конь · d7 чёрный слон · e7 чёрный ферзь · f7 чёрная ладья · h7 чёрный король · d6 чёрная пешка · f6 чёрная пешка · g6 чёрная пешка · h6 чёрная пешка · c5 чёрная пешка · d5 белая пешка · e5 чёрная пешка · a4 чёрная пешка · b4 чёрная пешка · c4 белая пешка · e4 белая пешка · f4 белая пешка · g4 белая пешка · h4 белая пешка · d3 белый слон · f3 белый ферзь · g3 белый конь · h3 белый конь · a2 белая пешка · b2 белая пешка · h2 белая ладья · c1 белый слон · g1 белая ладья · h1 белый король | e8 чёрный конь · f8 чёрный слон · g8 чёрная ладья · h8 чёрный конь · d7 чёрный слон · e7 чёрный ферзь · f7 чёрная ладья · h7 чёрный король · d6 чёрная пешка · f6 чёрная пешка · g6 чёрная пешка · h6 чёрная пешка · c5 чёрная пешка · d5 белая пешка · e5 чёрная пешка · a4 чёрная пешка · b4 чёрная пешка · c4 белая пешка · e4 белая пешка · f4 белая пешка · g4 белая пешка · h4 белая пешка · d3 белый слон · f3 белый ферзь · g3 белый конь · h3 белый конь · a2 белая пешка · b2 белая пешка · h2 белая ладья · c1 белый слон · g1 белая ладья · h1 белый король | e8 чёрный конь · f8 чёрный слон · g8 чёрная ладья · h8 чёрный конь · d7 чёрный слон · e7 чёрный ферзь · f7 чёрная ладья · h7 чёрный король · d6 чёрная пешка · f6 чёрная пешка · g6 чёрная пешка · h6 чёрная пешка · c5 чёрная пешка · d5 белая пешка · e5 чёрная пешка · a4 чёрная пешка · b4 чёрная пешка · c4 белая пешка · e4 белая пешка · f4 белая пешка · g4 белая пешка · h4 белая пешка · d3 белый слон · f3 белый ферзь · g3 белый конь · h3 белый конь · a2 белая пешка · b2 белая пешка · h2 белая ладья · c1 белый слон · g1 белая ладья · h1 белый король | e8 чёрный конь · f8 чёрный слон · g8 чёрная ладья · h8 чёрный конь · d7 чёрный слон · e7 чёрный ферзь · f7 чёрная ладья · h7 чёрный король · d6 чёрная пешка · f6 чёрная пешка · g6 чёрная пешка · h6 чёрная пешка · c5 чёрная пешка · d5 белая пешка · e5 чёрная пешка · a4 чёрная пешка · b4 чёрная пешка · c4 белая пешка · e4 белая пешка · f4 белая пешка · g4 белая пешка · h4 белая пешка · d3 белый слон · f3 белый ферзь · g3 белый конь · h3 белый конь · a2 белая пешка · b2 белая пешка · h2 белая ладья · c1 белый слон · g1 белая ладья · h1 белый король | e8 чёрный конь · f8 чёрный слон · g8 чёрная ладья · h8 чёрный конь · d7 чёрный слон · e7 чёрный ферзь · f7 чёрная ладья · h7 чёрный король · d6 чёрная пешка · f6 чёрная пешка · g6 чёрная пешка · h6 чёрная пешка · c5 чёрная пешка · d5 белая пешка · e5 чёрная пешка · a4 чёрная пешка · b4 чёрная пешка · c4 белая пешка · e4 белая пешка · f4 белая пешка · g4 белая пешка · h4 белая пешка · d3 белый слон · f3 белый ферзь · g3 белый конь · h3 белый конь · a2 белая пешка · b2 белая пешка · h2 белая ладья · c1 белый слон · g1 белая ладья · h1 белый король | e8 чёрный конь · f8 чёрный слон · g8 чёрная ладья · h8 чёрный конь · d7 чёрный слон · e7 чёрный ферзь · f7 чёрная ладья · h7 чёрный король · d6 чёрная пешка · f6 чёрная пешка · g6 чёрная пешка · h6 чёрная пешка · c5 чёрная пешка · d5 белая пешка · e5 чёрная пешка · a4 чёрная пешка · b4 чёрная пешка · c4 белая пешка · e4 белая пешка · f4 белая пешка · g4 белая пешка · h4 белая пешка · d3 белый слон · f3 белый ферзь · g3 белый конь · h3 белый конь · a2 белая пешка · b2 белая пешка · h2 белая ладья · c1 белый слон · g1 белая ладья · h1 белый король | 4 |
| 3 | e8 чёрный конь · f8 чёрный слон · g8 чёрная ладья · h8 чёрный конь · d7 чёрный слон · e7 чёрный ферзь · f7 чёрная ладья · h7 чёрный король · d6 чёрная пешка · f6 чёрная пешка · g6 чёрная пешка · h6 чёрная пешка · c5 чёрная пешка · d5 белая пешка · e5 чёрная пешка · a4 чёрная пешка · b4 чёрная пешка · c4 белая пешка · e4 белая пешка · f4 белая пешка · g4 белая пешка · h4 белая пешка · d3 белый слон · f3 белый ферзь · g3 белый конь · h3 белый конь · a2 белая пешка · b2 белая пешка · h2 белая ладья · c1 белый слон · g1 белая ладья · h1 белый король | e8 чёрный конь · f8 чёрный слон · g8 чёрная ладья · h8 чёрный конь · d7 чёрный слон · e7 чёрный ферзь · f7 чёрная ладья · h7 чёрный король · d6 чёрная пешка · f6 чёрная пешка · g6 чёрная пешка · h6 чёрная пешка · c5 чёрная пешка · d5 белая пешка · e5 чёрная пешка · a4 чёрная пешка · b4 чёрная пешка · c4 белая пешка · e4 белая пешка · f4 белая пешка · g4 белая пешка · h4 белая пешка · d3 белый слон · f3 белый ферзь · g3 белый конь · h3 белый конь · a2 белая пешка · b2 белая пешка · h2 белая ладья · c1 белый слон · g1 белая ладья · h1 белый король | e8 чёрный конь · f8 чёрный слон · g8 чёрная ладья · h8 чёрный конь · d7 чёрный слон · e7 чёрный ферзь · f7 чёрная ладья · h7 чёрный король · d6 чёрная пешка · f6 чёрная пешка · g6 чёрная пешка · h6 чёрная пешка · c5 чёрная пешка · d5 белая пешка · e5 чёрная пешка · a4 чёрная пешка · b4 чёрная пешка · c4 белая пешка · e4 белая пешка · f4 белая пешка · g4 белая пешка · h4 белая пешка · d3 белый слон · f3 белый ферзь · g3 белый конь · h3 белый конь · a2 белая пешка · b2 белая пешка · h2 белая ладья · c1 белый слон · g1 белая ладья · h1 белый король | e8 чёрный конь · f8 чёрный слон · g8 чёрная ладья · h8 чёрный конь · d7 чёрный слон · e7 чёрный ферзь · f7 чёрная ладья · h7 чёрный король · d6 чёрная пешка · f6 чёрная пешка · g6 чёрная пешка · h6 чёрная пешка · c5 чёрная пешка · d5 белая пешка · e5 чёрная пешка · a4 чёрная пешка · b4 чёрная пешка · c4 белая пешка · e4 белая пешка · f4 белая пешка · g4 белая пешка · h4 белая пешка · d3 белый слон · f3 белый ферзь · g3 белый конь · h3 белый конь · a2 белая пешка · b2 белая пешка · h2 белая ладья · c1 белый слон · g1 белая ладья · h1 белый король | e8 чёрный конь · f8 чёрный слон · g8 чёрная ладья · h8 чёрный конь · d7 чёрный слон · e7 чёрный ферзь · f7 чёрная ладья · h7 чёрный король · d6 чёрная пешка · f6 чёрная пешка · g6 чёрная пешка · h6 чёрная пешка · c5 чёрная пешка · d5 белая пешка · e5 чёрная пешка · a4 чёрная пешка · b4 чёрная пешка · c4 белая пешка · e4 белая пешка · f4 белая пешка · g4 белая пешка · h4 белая пешка · d3 белый слон · f3 белый ферзь · g3 белый конь · h3 белый конь · a2 белая пешка · b2 белая пешка · h2 белая ладья · c1 белый слон · g1 белая ладья · h1 белый король | e8 чёрный конь · f8 чёрный слон · g8 чёрная ладья · h8 чёрный конь · d7 чёрный слон · e7 чёрный ферзь · f7 чёрная ладья · h7 чёрный король · d6 чёрная пешка · f6 чёрная пешка · g6 чёрная пешка · h6 чёрная пешка · c5 чёрная пешка · d5 белая пешка · e5 чёрная пешка · a4 чёрная пешка · b4 чёрная пешка · c4 белая пешка · e4 белая пешка · f4 белая пешка · g4 белая пешка · h4 белая пешка · d3 белый слон · f3 белый ферзь · g3 белый конь · h3 белый конь · a2 белая пешка · b2 белая пешка · h2 белая ладья · c1 белый слон · g1 белая ладья · h1 белый король | e8 чёрный конь · f8 чёрный слон · g8 чёрная ладья · h8 чёрный конь · d7 чёрный слон · e7 чёрный ферзь · f7 чёрная ладья · h7 чёрный король · d6 чёрная пешка · f6 чёрная пешка · g6 чёрная пешка · h6 чёрная пешка · c5 чёрная пешка · d5 белая пешка · e5 чёрная пешка · a4 чёрная пешка · b4 чёрная пешка · c4 белая пешка · e4 белая пешка · f4 белая пешка · g4 белая пешка · h4 белая пешка · d3 белый слон · f3 белый ферзь · g3 белый конь · h3 белый конь · a2 белая пешка · b2 белая пешка · h2 белая ладья · c1 белый слон · g1 белая ладья · h1 белый король | e8 чёрный конь · f8 чёрный слон · g8 чёрная ладья · h8 чёрный конь · d7 чёрный слон · e7 чёрный ферзь · f7 чёрная ладья · h7 чёрный король · d6 чёрная пешка · f6 чёрная пешка · g6 чёрная пешка · h6 чёрная пешка · c5 чёрная пешка · d5 белая пешка · e5 чёрная пешка · a4 чёрная пешка · b4 чёрная пешка · c4 белая пешка · e4 белая пешка · f4 белая пешка · g4 белая пешка · h4 белая пешка · d3 белый слон · f3 белый ферзь · g3 белый конь · h3 белый конь · a2 белая пешка · b2 белая пешка · h2 белая ладья · c1 белый слон · g1 белая ладья · h1 белый король | 3 |
| 2 | e8 чёрный конь · f8 чёрный слон · g8 чёрная ладья · h8 чёрный конь · d7 чёрный слон · e7 чёрный ферзь · f7 чёрная ладья · h7 чёрный король · d6 чёрная пешка · f6 чёрная пешка · g6 чёрная пешка · h6 чёрная пешка · c5 чёрная пешка · d5 белая пешка · e5 чёрная пешка · a4 чёрная пешка · b4 чёрная пешка · c4 белая пешка · e4 белая пешка · f4 белая пешка · g4 белая пешка · h4 белая пешка · d3 белый слон · f3 белый ферзь · g3 белый конь · h3 белый конь · a2 белая пешка · b2 белая пешка · h2 белая ладья · c1 белый слон · g1 белая ладья · h1 белый король | e8 чёрный конь · f8 чёрный слон · g8 чёрная ладья · h8 чёрный конь · d7 чёрный слон · e7 чёрный ферзь · f7 чёрная ладья · h7 чёрный король · d6 чёрная пешка · f6 чёрная пешка · g6 чёрная пешка · h6 чёрная пешка · c5 чёрная пешка · d5 белая пешка · e5 чёрная пешка · a4 чёрная пешка · b4 чёрная пешка · c4 белая пешка · e4 белая пешка · f4 белая пешка · g4 белая пешка · h4 белая пешка · d3 белый слон · f3 белый ферзь · g3 белый конь · h3 белый конь · a2 белая пешка · b2 белая пешка · h2 белая ладья · c1 белый слон · g1 белая ладья · h1 белый король | e8 чёрный конь · f8 чёрный слон · g8 чёрная ладья · h8 чёрный конь · d7 чёрный слон · e7 чёрный ферзь · f7 чёрная ладья · h7 чёрный король · d6 чёрная пешка · f6 чёрная пешка · g6 чёрная пешка · h6 чёрная пешка · c5 чёрная пешка · d5 белая пешка · e5 чёрная пешка · a4 чёрная пешка · b4 чёрная пешка · c4 белая пешка · e4 белая пешка · f4 белая пешка · g4 белая пешка · h4 белая пешка · d3 белый слон · f3 белый ферзь · g3 белый конь · h3 белый конь · a2 белая пешка · b2 белая пешка · h2 белая ладья · c1 белый слон · g1 белая ладья · h1 белый король | e8 чёрный конь · f8 чёрный слон · g8 чёрная ладья · h8 чёрный конь · d7 чёрный слон · e7 чёрный ферзь · f7 чёрная ладья · h7 чёрный король · d6 чёрная пешка · f6 чёрная пешка · g6 чёрная пешка · h6 чёрная пешка · c5 чёрная пешка · d5 белая пешка · e5 чёрная пешка · a4 чёрная пешка · b4 чёрная пешка · c4 белая пешка · e4 белая пешка · f4 белая пешка · g4 белая пешка · h4 белая пешка · d3 белый слон · f3 белый ферзь · g3 белый конь · h3 белый конь · a2 белая пешка · b2 белая пешка · h2 белая ладья · c1 белый слон · g1 белая ладья · h1 белый король | e8 чёрный конь · f8 чёрный слон · g8 чёрная ладья · h8 чёрный конь · d7 чёрный слон · e7 чёрный ферзь · f7 чёрная ладья · h7 чёрный король · d6 чёрная пешка · f6 чёрная пешка · g6 чёрная пешка · h6 чёрная пешка · c5 чёрная пешка · d5 белая пешка · e5 чёрная пешка · a4 чёрная пешка · b4 чёрная пешка · c4 белая пешка · e4 белая пешка · f4 белая пешка · g4 белая пешка · h4 белая пешка · d3 белый слон · f3 белый ферзь · g3 белый конь · h3 белый конь · a2 белая пешка · b2 белая пешка · h2 белая ладья · c1 белый слон · g1 белая ладья · h1 белый король | e8 чёрный конь · f8 чёрный слон · g8 чёрная ладья · h8 чёрный конь · d7 чёрный слон · e7 чёрный ферзь · f7 чёрная ладья · h7 чёрный король · d6 чёрная пешка · f6 чёрная пешка · g6 чёрная пешка · h6 чёрная пешка · c5 чёрная пешка · d5 белая пешка · e5 чёрная пешка · a4 чёрная пешка · b4 чёрная пешка · c4 белая пешка · e4 белая пешка · f4 белая пешка · g4 белая пешка · h4 белая пешка · d3 белый слон · f3 белый ферзь · g3 белый конь · h3 белый конь · a2 белая пешка · b2 белая пешка · h2 белая ладья · c1 белый слон · g1 белая ладья · h1 белый король | e8 чёрный конь · f8 чёрный слон · g8 чёрная ладья · h8 чёрный конь · d7 чёрный слон · e7 чёрный ферзь · f7 чёрная ладья · h7 чёрный король · d6 чёрная пешка · f6 чёрная пешка · g6 чёрная пешка · h6 чёрная пешка · c5 чёрная пешка · d5 белая пешка · e5 чёрная пешка · a4 чёрная пешка · b4 чёрная пешка · c4 белая пешка · e4 белая пешка · f4 белая пешка · g4 белая пешка · h4 белая пешка · d3 белый слон · f3 белый ферзь · g3 белый конь · h3 белый конь · a2 белая пешка · b2 белая пешка · h2 белая ладья · c1 белый слон · g1 белая ладья · h1 белый король | e8 чёрный конь · f8 чёрный слон · g8 чёрная ладья · h8 чёрный конь · d7 чёрный слон · e7 чёрный ферзь · f7 чёрная ладья · h7 чёрный король · d6 чёрная пешка · f6 чёрная пешка · g6 чёрная пешка · h6 чёрная пешка · c5 чёрная пешка · d5 белая пешка · e5 чёрная пешка · a4 чёрная пешка · b4 чёрная пешка · c4 белая пешка · e4 белая пешка · f4 белая пешка · g4 белая пешка · h4 белая пешка · d3 белый слон · f3 белый ферзь · g3 белый конь · h3 белый конь · a2 белая пешка · b2 белая пешка · h2 белая ладья · c1 белый слон · g1 белая ладья · h1 белый король | 2 |
| 1 | e8 чёрный конь · f8 чёрный слон · g8 чёрная ладья · h8 чёрный конь · d7 чёрный слон · e7 чёрный ферзь · f7 чёрная ладья · h7 чёрный король · d6 чёрная пешка · f6 чёрная пешка · g6 чёрная пешка · h6 чёрная пешка · c5 чёрная пешка · d5 белая пешка · e5 чёрная пешка · a4 чёрная пешка · b4 чёрная пешка · c4 белая пешка · e4 белая пешка · f4 белая пешка · g4 белая пешка · h4 белая пешка · d3 белый слон · f3 белый ферзь · g3 белый конь · h3 белый конь · a2 белая пешка · b2 белая пешка · h2 белая ладья · c1 белый слон · g1 белая ладья · h1 белый король | e8 чёрный конь · f8 чёрный слон · g8 чёрная ладья · h8 чёрный конь · d7 чёрный слон · e7 чёрный ферзь · f7 чёрная ладья · h7 чёрный король · d6 чёрная пешка · f6 чёрная пешка · g6 чёрная пешка · h6 чёрная пешка · c5 чёрная пешка · d5 белая пешка · e5 чёрная пешка · a4 чёрная пешка · b4 чёрная пешка · c4 белая пешка · e4 белая пешка · f4 белая пешка · g4 белая пешка · h4 белая пешка · d3 белый слон · f3 белый ферзь · g3 белый конь · h3 белый конь · a2 белая пешка · b2 белая пешка · h2 белая ладья · c1 белый слон · g1 белая ладья · h1 белый король | e8 чёрный конь · f8 чёрный слон · g8 чёрная ладья · h8 чёрный конь · d7 чёрный слон · e7 чёрный ферзь · f7 чёрная ладья · h7 чёрный король · d6 чёрная пешка · f6 чёрная пешка · g6 чёрная пешка · h6 чёрная пешка · c5 чёрная пешка · d5 белая пешка · e5 чёрная пешка · a4 чёрная пешка · b4 чёрная пешка · c4 белая пешка · e4 белая пешка · f4 белая пешка · g4 белая пешка · h4 белая пешка · d3 белый слон · f3 белый ферзь · g3 белый конь · h3 белый конь · a2 белая пешка · b2 белая пешка · h2 белая ладья · c1 белый слон · g1 белая ладья · h1 белый король | e8 чёрный конь · f8 чёрный слон · g8 чёрная ладья · h8 чёрный конь · d7 чёрный слон · e7 чёрный ферзь · f7 чёрная ладья · h7 чёрный король · d6 чёрная пешка · f6 чёрная пешка · g6 чёрная пешка · h6 чёрная пешка · c5 чёрная пешка · d5 белая пешка · e5 чёрная пешка · a4 чёрная пешка · b4 чёрная пешка · c4 белая пешка · e4 белая пешка · f4 белая пешка · g4 белая пешка · h4 белая пешка · d3 белый слон · f3 белый ферзь · g3 белый конь · h3 белый конь · a2 белая пешка · b2 белая пешка · h2 белая ладья · c1 белый слон · g1 белая ладья · h1 белый король | e8 чёрный конь · f8 чёрный слон · g8 чёрная ладья · h8 чёрный конь · d7 чёрный слон · e7 чёрный ферзь · f7 чёрная ладья · h7 чёрный король · d6 чёрная пешка · f6 чёрная пешка · g6 чёрная пешка · h6 чёрная пешка · c5 чёрная пешка · d5 белая пешка · e5 чёрная пешка · a4 чёрная пешка · b4 чёрная пешка · c4 белая пешка · e4 белая пешка · f4 белая пешка · g4 белая пешка · h4 белая пешка · d3 белый слон · f3 белый ферзь · g3 белый конь · h3 белый конь · a2 белая пешка · b2 белая пешка · h2 белая ладья · c1 белый слон · g1 белая ладья · h1 белый король | e8 чёрный конь · f8 чёрный слон · g8 чёрная ладья · h8 чёрный конь · d7 чёрный слон · e7 чёрный ферзь · f7 чёрная ладья · h7 чёрный король · d6 чёрная пешка · f6 чёрная пешка · g6 чёрная пешка · h6 чёрная пешка · c5 чёрная пешка · d5 белая пешка · e5 чёрная пешка · a4 чёрная пешка · b4 чёрная пешка · c4 белая пешка · e4 белая пешка · f4 белая пешка · g4 белая пешка · h4 белая пешка · d3 белый слон · f3 белый ферзь · g3 белый конь · h3 белый конь · a2 белая пешка · b2 белая пешка · h2 белая ладья · c1 белый слон · g1 белая ладья · h1 белый король | e8 чёрный конь · f8 чёрный слон · g8 чёрная ладья · h8 чёрный конь · d7 чёрный слон · e7 чёрный ферзь · f7 чёрная ладья · h7 чёрный король · d6 чёрная пешка · f6 чёрная пешка · g6 чёрная пешка · h6 чёрная пешка · c5 чёрная пешка · d5 белая пешка · e5 чёрная пешка · a4 чёрная пешка · b4 чёрная пешка · c4 белая пешка · e4 белая пешка · f4 белая пешка · g4 белая пешка · h4 белая пешка · d3 белый слон · f3 белый ферзь · g3 белый конь · h3 белый конь · a2 белая пешка · b2 белая пешка · h2 белая ладья · c1 белый слон · g1 белая ладья · h1 белый король | e8 чёрный конь · f8 чёрный слон · g8 чёрная ладья · h8 чёрный конь · d7 чёрный слон · e7 чёрный ферзь · f7 чёрная ладья · h7 чёрный король · d6 чёрная пешка · f6 чёрная пешка · g6 чёрная пешка · h6 чёрная пешка · c5 чёрная пешка · d5 белая пешка · e5 чёрная пешка · a4 чёрная пешка · b4 чёрная пешка · c4 белая пешка · e4 белая пешка · f4 белая пешка · g4 белая пешка · h4 белая пешка · d3 белый слон · f3 белый ферзь · g3 белый конь · h3 белый конь · a2 белая пешка · b2 белая пешка · h2 белая ладья · c1 белый слон · g1 белая ладья · h1 белый король | 1 |
|   | a | b | c | d | e | f | g | h |   |

В партии Ейтс-Зноско-Боровский (Танбридж-Уэллс, 1927) первое взятие произошло на 40-м ходу:
1.e4 e5 2.Кf3 Кc6 3.Сb5 a6 4.Сa4 Кf6 5.0-0 Сe7 6.Лe1 b5 7.Сb3 d6 8.c3 Кa5 9.Сc2 c5 10.d4 Фc7 11.h3 0-0 12.Кbd2 Сd7 13.Кf1 Кc6 14.d5 Кd8 15.g4 Кe8 16.Кg3 g6 17.Крh2 Кg7 18.Лg1 f6 19.Сe3 Кf7 20.Лg2 Крh8 21.Фd2 Фc8 22.Лh1 Лg8 23.Лhg1 a5 24.Крh1 b4 25.c4 a4 26.Сd3 Фa6 27.Фe2 Лaf8 28.Кd2 Фc8 29.f3 Кe8 30.Кdf1 Крg7 31.Сc1 h6 32.Кe3 Крh7 33.Лh2 Кh8 34.h4 Лf7 35.Кd1 Сf8 36.Кf2 Сg7 37.f4 Сf8 38.Фf3 Фd8 39.Кh3 Фe7 (см. диаграмму) 40.g5 С:h3 41.f5 hg 42.hg Лgg7 43.Л:h3+ Крg8 44.fg Л:g6 45.Кf5 Фd7 46.Лg2 fg 47.Лgh2 Сg7 48.Л:h8+ С:h8 49.Фh5 Лff6 50.Ф:h8+ Крf7 51.Лh7+ Кg7 52.Л:g7+ Л:g7 53.Ф:g7+. Чёрные сдались.

#### Самая длинная серия ходов без взятий
В партии Вегнер-Йонсен (Гёусдал, 1991) последнее взятие было на 49-м ходу, после чего в течение 151 хода не было ни одного взятия.
В партии Розен-Эфроимски (Хайфа, 2021) было 150 ходов без взятий и превращений в ферзя.

### Самый быстрый размен
|   | a | b | c | d | e | f | g | h |   |
| - | --- | --- | --- | --- | --- | --- | --- | --- | - |
| 8 | a7 чёрная пешка · b7 чёрная пешка · c7 чёрная пешка · e7 чёрный король · c6 чёрная пешка · e6 чёрная пешка · f6 чёрная пешка · h6 чёрная пешка · e4 белая пешка · c3 белая пешка · a2 белая пешка · c2 белая пешка · f2 белая пешка · g2 белая пешка · h2 белая пешка · d1 белый король | a7 чёрная пешка · b7 чёрная пешка · c7 чёрная пешка · e7 чёрный король · c6 чёрная пешка · e6 чёрная пешка · f6 чёрная пешка · h6 чёрная пешка · e4 белая пешка · c3 белая пешка · a2 белая пешка · c2 белая пешка · f2 белая пешка · g2 белая пешка · h2 белая пешка · d1 белый король | a7 чёрная пешка · b7 чёрная пешка · c7 чёрная пешка · e7 чёрный король · c6 чёрная пешка · e6 чёрная пешка · f6 чёрная пешка · h6 чёрная пешка · e4 белая пешка · c3 белая пешка · a2 белая пешка · c2 белая пешка · f2 белая пешка · g2 белая пешка · h2 белая пешка · d1 белый король | a7 чёрная пешка · b7 чёрная пешка · c7 чёрная пешка · e7 чёрный король · c6 чёрная пешка · e6 чёрная пешка · f6 чёрная пешка · h6 чёрная пешка · e4 белая пешка · c3 белая пешка · a2 белая пешка · c2 белая пешка · f2 белая пешка · g2 белая пешка · h2 белая пешка · d1 белый король | a7 чёрная пешка · b7 чёрная пешка · c7 чёрная пешка · e7 чёрный король · c6 чёрная пешка · e6 чёрная пешка · f6 чёрная пешка · h6 чёрная пешка · e4 белая пешка · c3 белая пешка · a2 белая пешка · c2 белая пешка · f2 белая пешка · g2 белая пешка · h2 белая пешка · d1 белый король | a7 чёрная пешка · b7 чёрная пешка · c7 чёрная пешка · e7 чёрный король · c6 чёрная пешка · e6 чёрная пешка · f6 чёрная пешка · h6 чёрная пешка · e4 белая пешка · c3 белая пешка · a2 белая пешка · c2 белая пешка · f2 белая пешка · g2 белая пешка · h2 белая пешка · d1 белый король | a7 чёрная пешка · b7 чёрная пешка · c7 чёрная пешка · e7 чёрный король · c6 чёрная пешка · e6 чёрная пешка · f6 чёрная пешка · h6 чёрная пешка · e4 белая пешка · c3 белая пешка · a2 белая пешка · c2 белая пешка · f2 белая пешка · g2 белая пешка · h2 белая пешка · d1 белый король | a7 чёрная пешка · b7 чёрная пешка · c7 чёрная пешка · e7 чёрный король · c6 чёрная пешка · e6 чёрная пешка · f6 чёрная пешка · h6 чёрная пешка · e4 белая пешка · c3 белая пешка · a2 белая пешка · c2 белая пешка · f2 белая пешка · g2 белая пешка · h2 белая пешка · d1 белый король | 8 |
| 7 | a7 чёрная пешка · b7 чёрная пешка · c7 чёрная пешка · e7 чёрный король · c6 чёрная пешка · e6 чёрная пешка · f6 чёрная пешка · h6 чёрная пешка · e4 белая пешка · c3 белая пешка · a2 белая пешка · c2 белая пешка · f2 белая пешка · g2 белая пешка · h2 белая пешка · d1 белый король | a7 чёрная пешка · b7 чёрная пешка · c7 чёрная пешка · e7 чёрный король · c6 чёрная пешка · e6 чёрная пешка · f6 чёрная пешка · h6 чёрная пешка · e4 белая пешка · c3 белая пешка · a2 белая пешка · c2 белая пешка · f2 белая пешка · g2 белая пешка · h2 белая пешка · d1 белый король | a7 чёрная пешка · b7 чёрная пешка · c7 чёрная пешка · e7 чёрный король · c6 чёрная пешка · e6 чёрная пешка · f6 чёрная пешка · h6 чёрная пешка · e4 белая пешка · c3 белая пешка · a2 белая пешка · c2 белая пешка · f2 белая пешка · g2 белая пешка · h2 белая пешка · d1 белый король | a7 чёрная пешка · b7 чёрная пешка · c7 чёрная пешка · e7 чёрный король · c6 чёрная пешка · e6 чёрная пешка · f6 чёрная пешка · h6 чёрная пешка · e4 белая пешка · c3 белая пешка · a2 белая пешка · c2 белая пешка · f2 белая пешка · g2 белая пешка · h2 белая пешка · d1 белый король | a7 чёрная пешка · b7 чёрная пешка · c7 чёрная пешка · e7 чёрный король · c6 чёрная пешка · e6 чёрная пешка · f6 чёрная пешка · h6 чёрная пешка · e4 белая пешка · c3 белая пешка · a2 белая пешка · c2 белая пешка · f2 белая пешка · g2 белая пешка · h2 белая пешка · d1 белый король | a7 чёрная пешка · b7 чёрная пешка · c7 чёрная пешка · e7 чёрный король · c6 чёрная пешка · e6 чёрная пешка · f6 чёрная пешка · h6 чёрная пешка · e4 белая пешка · c3 белая пешка · a2 белая пешка · c2 белая пешка · f2 белая пешка · g2 белая пешка · h2 белая пешка · d1 белый король | a7 чёрная пешка · b7 чёрная пешка · c7 чёрная пешка · e7 чёрный король · c6 чёрная пешка · e6 чёрная пешка · f6 чёрная пешка · h6 чёрная пешка · e4 белая пешка · c3 белая пешка · a2 белая пешка · c2 белая пешка · f2 белая пешка · g2 белая пешка · h2 белая пешка · d1 белый король | a7 чёрная пешка · b7 чёрная пешка · c7 чёрная пешка · e7 чёрный король · c6 чёрная пешка · e6 чёрная пешка · f6 чёрная пешка · h6 чёрная пешка · e4 белая пешка · c3 белая пешка · a2 белая пешка · c2 белая пешка · f2 белая пешка · g2 белая пешка · h2 белая пешка · d1 белый король | 7 |
| 6 | a7 чёрная пешка · b7 чёрная пешка · c7 чёрная пешка · e7 чёрный король · c6 чёрная пешка · e6 чёрная пешка · f6 чёрная пешка · h6 чёрная пешка · e4 белая пешка · c3 белая пешка · a2 белая пешка · c2 белая пешка · f2 белая пешка · g2 белая пешка · h2 белая пешка · d1 белый король | a7 чёрная пешка · b7 чёрная пешка · c7 чёрная пешка · e7 чёрный король · c6 чёрная пешка · e6 чёрная пешка · f6 чёрная пешка · h6 чёрная пешка · e4 белая пешка · c3 белая пешка · a2 белая пешка · c2 белая пешка · f2 белая пешка · g2 белая пешка · h2 белая пешка · d1 белый король | a7 чёрная пешка · b7 чёрная пешка · c7 чёрная пешка · e7 чёрный король · c6 чёрная пешка · e6 чёрная пешка · f6 чёрная пешка · h6 чёрная пешка · e4 белая пешка · c3 белая пешка · a2 белая пешка · c2 белая пешка · f2 белая пешка · g2 белая пешка · h2 белая пешка · d1 белый король | a7 чёрная пешка · b7 чёрная пешка · c7 чёрная пешка · e7 чёрный король · c6 чёрная пешка · e6 чёрная пешка · f6 чёрная пешка · h6 чёрная пешка · e4 белая пешка · c3 белая пешка · a2 белая пешка · c2 белая пешка · f2 белая пешка · g2 белая пешка · h2 белая пешка · d1 белый король | a7 чёрная пешка · b7 чёрная пешка · c7 чёрная пешка · e7 чёрный король · c6 чёрная пешка · e6 чёрная пешка · f6 чёрная пешка · h6 чёрная пешка · e4 белая пешка · c3 белая пешка · a2 белая пешка · c2 белая пешка · f2 белая пешка · g2 белая пешка · h2 белая пешка · d1 белый король | a7 чёрная пешка · b7 чёрная пешка · c7 чёрная пешка · e7 чёрный король · c6 чёрная пешка · e6 чёрная пешка · f6 чёрная пешка · h6 чёрная пешка · e4 белая пешка · c3 белая пешка · a2 белая пешка · c2 белая пешка · f2 белая пешка · g2 белая пешка · h2 белая пешка · d1 белый король | a7 чёрная пешка · b7 чёрная пешка · c7 чёрная пешка · e7 чёрный король · c6 чёрная пешка · e6 чёрная пешка · f6 чёрная пешка · h6 чёрная пешка · e4 белая пешка · c3 белая пешка · a2 белая пешка · c2 белая пешка · f2 белая пешка · g2 белая пешка · h2 белая пешка · d1 белый король | a7 чёрная пешка · b7 чёрная пешка · c7 чёрная пешка · e7 чёрный король · c6 чёрная пешка · e6 чёрная пешка · f6 чёрная пешка · h6 чёрная пешка · e4 белая пешка · c3 белая пешка · a2 белая пешка · c2 белая пешка · f2 белая пешка · g2 белая пешка · h2 белая пешка · d1 белый король | 6 |
| 5 | a7 чёрная пешка · b7 чёрная пешка · c7 чёрная пешка · e7 чёрный король · c6 чёрная пешка · e6 чёрная пешка · f6 чёрная пешка · h6 чёрная пешка · e4 белая пешка · c3 белая пешка · a2 белая пешка · c2 белая пешка · f2 белая пешка · g2 белая пешка · h2 белая пешка · d1 белый король | a7 чёрная пешка · b7 чёрная пешка · c7 чёрная пешка · e7 чёрный король · c6 чёрная пешка · e6 чёрная пешка · f6 чёрная пешка · h6 чёрная пешка · e4 белая пешка · c3 белая пешка · a2 белая пешка · c2 белая пешка · f2 белая пешка · g2 белая пешка · h2 белая пешка · d1 белый король | a7 чёрная пешка · b7 чёрная пешка · c7 чёрная пешка · e7 чёрный король · c6 чёрная пешка · e6 чёрная пешка · f6 чёрная пешка · h6 чёрная пешка · e4 белая пешка · c3 белая пешка · a2 белая пешка · c2 белая пешка · f2 белая пешка · g2 белая пешка · h2 белая пешка · d1 белый король | a7 чёрная пешка · b7 чёрная пешка · c7 чёрная пешка · e7 чёрный король · c6 чёрная пешка · e6 чёрная пешка · f6 чёрная пешка · h6 чёрная пешка · e4 белая пешка · c3 белая пешка · a2 белая пешка · c2 белая пешка · f2 белая пешка · g2 белая пешка · h2 белая пешка · d1 белый король | a7 чёрная пешка · b7 чёрная пешка · c7 чёрная пешка · e7 чёрный король · c6 чёрная пешка · e6 чёрная пешка · f6 чёрная пешка · h6 чёрная пешка · e4 белая пешка · c3 белая пешка · a2 белая пешка · c2 белая пешка · f2 белая пешка · g2 белая пешка · h2 белая пешка · d1 белый король | a7 чёрная пешка · b7 чёрная пешка · c7 чёрная пешка · e7 чёрный король · c6 чёрная пешка · e6 чёрная пешка · f6 чёрная пешка · h6 чёрная пешка · e4 белая пешка · c3 белая пешка · a2 белая пешка · c2 белая пешка · f2 белая пешка · g2 белая пешка · h2 белая пешка · d1 белый король | a7 чёрная пешка · b7 чёрная пешка · c7 чёрная пешка · e7 чёрный король · c6 чёрная пешка · e6 чёрная пешка · f6 чёрная пешка · h6 чёрная пешка · e4 белая пешка · c3 белая пешка · a2 белая пешка · c2 белая пешка · f2 белая пешка · g2 белая пешка · h2 белая пешка · d1 белый король | a7 чёрная пешка · b7 чёрная пешка · c7 чёрная пешка · e7 чёрный король · c6 чёрная пешка · e6 чёрная пешка · f6 чёрная пешка · h6 чёрная пешка · e4 белая пешка · c3 белая пешка · a2 белая пешка · c2 белая пешка · f2 белая пешка · g2 белая пешка · h2 белая пешка · d1 белый король | 5 |
| 4 | a7 чёрная пешка · b7 чёрная пешка · c7 чёрная пешка · e7 чёрный король · c6 чёрная пешка · e6 чёрная пешка · f6 чёрная пешка · h6 чёрная пешка · e4 белая пешка · c3 белая пешка · a2 белая пешка · c2 белая пешка · f2 белая пешка · g2 белая пешка · h2 белая пешка · d1 белый король | a7 чёрная пешка · b7 чёрная пешка · c7 чёрная пешка · e7 чёрный король · c6 чёрная пешка · e6 чёрная пешка · f6 чёрная пешка · h6 чёрная пешка · e4 белая пешка · c3 белая пешка · a2 белая пешка · c2 белая пешка · f2 белая пешка · g2 белая пешка · h2 белая пешка · d1 белый король | a7 чёрная пешка · b7 чёрная пешка · c7 чёрная пешка · e7 чёрный король · c6 чёрная пешка · e6 чёрная пешка · f6 чёрная пешка · h6 чёрная пешка · e4 белая пешка · c3 белая пешка · a2 белая пешка · c2 белая пешка · f2 белая пешка · g2 белая пешка · h2 белая пешка · d1 белый король | a7 чёрная пешка · b7 чёрная пешка · c7 чёрная пешка · e7 чёрный король · c6 чёрная пешка · e6 чёрная пешка · f6 чёрная пешка · h6 чёрная пешка · e4 белая пешка · c3 белая пешка · a2 белая пешка · c2 белая пешка · f2 белая пешка · g2 белая пешка · h2 белая пешка · d1 белый король | a7 чёрная пешка · b7 чёрная пешка · c7 чёрная пешка · e7 чёрный король · c6 чёрная пешка · e6 чёрная пешка · f6 чёрная пешка · h6 чёрная пешка · e4 белая пешка · c3 белая пешка · a2 белая пешка · c2 белая пешка · f2 белая пешка · g2 белая пешка · h2 белая пешка · d1 белый король | a7 чёрная пешка · b7 чёрная пешка · c7 чёрная пешка · e7 чёрный король · c6 чёрная пешка · e6 чёрная пешка · f6 чёрная пешка · h6 чёрная пешка · e4 белая пешка · c3 белая пешка · a2 белая пешка · c2 белая пешка · f2 белая пешка · g2 белая пешка · h2 белая пешка · d1 белый король | a7 чёрная пешка · b7 чёрная пешка · c7 чёрная пешка · e7 чёрный король · c6 чёрная пешка · e6 чёрная пешка · f6 чёрная пешка · h6 чёрная пешка · e4 белая пешка · c3 белая пешка · a2 белая пешка · c2 белая пешка · f2 белая пешка · g2 белая пешка · h2 белая пешка · d1 белый король | a7 чёрная пешка · b7 чёрная пешка · c7 чёрная пешка · e7 чёрный король · c6 чёрная пешка · e6 чёрная пешка · f6 чёрная пешка · h6 чёрная пешка · e4 белая пешка · c3 белая пешка · a2 белая пешка · c2 белая пешка · f2 белая пешка · g2 белая пешка · h2 белая пешка · d1 белый король | 4 |
| 3 | a7 чёрная пешка · b7 чёрная пешка · c7 чёрная пешка · e7 чёрный король · c6 чёрная пешка · e6 чёрная пешка · f6 чёрная пешка · h6 чёрная пешка · e4 белая пешка · c3 белая пешка · a2 белая пешка · c2 белая пешка · f2 белая пешка · g2 белая пешка · h2 белая пешка · d1 белый король | a7 чёрная пешка · b7 чёрная пешка · c7 чёрная пешка · e7 чёрный король · c6 чёрная пешка · e6 чёрная пешка · f6 чёрная пешка · h6 чёрная пешка · e4 белая пешка · c3 белая пешка · a2 белая пешка · c2 белая пешка · f2 белая пешка · g2 белая пешка · h2 белая пешка · d1 белый король | a7 чёрная пешка · b7 чёрная пешка · c7 чёрная пешка · e7 чёрный король · c6 чёрная пешка · e6 чёрная пешка · f6 чёрная пешка · h6 чёрная пешка · e4 белая пешка · c3 белая пешка · a2 белая пешка · c2 белая пешка · f2 белая пешка · g2 белая пешка · h2 белая пешка · d1 белый король | a7 чёрная пешка · b7 чёрная пешка · c7 чёрная пешка · e7 чёрный король · c6 чёрная пешка · e6 чёрная пешка · f6 чёрная пешка · h6 чёрная пешка · e4 белая пешка · c3 белая пешка · a2 белая пешка · c2 белая пешка · f2 белая пешка · g2 белая пешка · h2 белая пешка · d1 белый король | a7 чёрная пешка · b7 чёрная пешка · c7 чёрная пешка · e7 чёрный король · c6 чёрная пешка · e6 чёрная пешка · f6 чёрная пешка · h6 чёрная пешка · e4 белая пешка · c3 белая пешка · a2 белая пешка · c2 белая пешка · f2 белая пешка · g2 белая пешка · h2 белая пешка · d1 белый король | a7 чёрная пешка · b7 чёрная пешка · c7 чёрная пешка · e7 чёрный король · c6 чёрная пешка · e6 чёрная пешка · f6 чёрная пешка · h6 чёрная пешка · e4 белая пешка · c3 белая пешка · a2 белая пешка · c2 белая пешка · f2 белая пешка · g2 белая пешка · h2 белая пешка · d1 белый король | a7 чёрная пешка · b7 чёрная пешка · c7 чёрная пешка · e7 чёрный король · c6 чёрная пешка · e6 чёрная пешка · f6 чёрная пешка · h6 чёрная пешка · e4 белая пешка · c3 белая пешка · a2 белая пешка · c2 белая пешка · f2 белая пешка · g2 белая пешка · h2 белая пешка · d1 белый король | a7 чёрная пешка · b7 чёрная пешка · c7 чёрная пешка · e7 чёрный король · c6 чёрная пешка · e6 чёрная пешка · f6 чёрная пешка · h6 чёрная пешка · e4 белая пешка · c3 белая пешка · a2 белая пешка · c2 белая пешка · f2 белая пешка · g2 белая пешка · h2 белая пешка · d1 белый король | 3 |
| 2 | a7 чёрная пешка · b7 чёрная пешка · c7 чёрная пешка · e7 чёрный король · c6 чёрная пешка · e6 чёрная пешка · f6 чёрная пешка · h6 чёрная пешка · e4 белая пешка · c3 белая пешка · a2 белая пешка · c2 белая пешка · f2 белая пешка · g2 белая пешка · h2 белая пешка · d1 белый король | a7 чёрная пешка · b7 чёрная пешка · c7 чёрная пешка · e7 чёрный король · c6 чёрная пешка · e6 чёрная пешка · f6 чёрная пешка · h6 чёрная пешка · e4 белая пешка · c3 белая пешка · a2 белая пешка · c2 белая пешка · f2 белая пешка · g2 белая пешка · h2 белая пешка · d1 белый король | a7 чёрная пешка · b7 чёрная пешка · c7 чёрная пешка · e7 чёрный король · c6 чёрная пешка · e6 чёрная пешка · f6 чёрная пешка · h6 чёрная пешка · e4 белая пешка · c3 белая пешка · a2 белая пешка · c2 белая пешка · f2 белая пешка · g2 белая пешка · h2 белая пешка · d1 белый король | a7 чёрная пешка · b7 чёрная пешка · c7 чёрная пешка · e7 чёрный король · c6 чёрная пешка · e6 чёрная пешка · f6 чёрная пешка · h6 чёрная пешка · e4 белая пешка · c3 белая пешка · a2 белая пешка · c2 белая пешка · f2 белая пешка · g2 белая пешка · h2 белая пешка · d1 белый король | a7 чёрная пешка · b7 чёрная пешка · c7 чёрная пешка · e7 чёрный король · c6 чёрная пешка · e6 чёрная пешка · f6 чёрная пешка · h6 чёрная пешка · e4 белая пешка · c3 белая пешка · a2 белая пешка · c2 белая пешка · f2 белая пешка · g2 белая пешка · h2 белая пешка · d1 белый король | a7 чёрная пешка · b7 чёрная пешка · c7 чёрная пешка · e7 чёрный король · c6 чёрная пешка · e6 чёрная пешка · f6 чёрная пешка · h6 чёрная пешка · e4 белая пешка · c3 белая пешка · a2 белая пешка · c2 белая пешка · f2 белая пешка · g2 белая пешка · h2 белая пешка · d1 белый король | a7 чёрная пешка · b7 чёрная пешка · c7 чёрная пешка · e7 чёрный король · c6 чёрная пешка · e6 чёрная пешка · f6 чёрная пешка · h6 чёрная пешка · e4 белая пешка · c3 белая пешка · a2 белая пешка · c2 белая пешка · f2 белая пешка · g2 белая пешка · h2 белая пешка · d1 белый король | a7 чёрная пешка · b7 чёрная пешка · c7 чёрная пешка · e7 чёрный король · c6 чёрная пешка · e6 чёрная пешка · f6 чёрная пешка · h6 чёрная пешка · e4 белая пешка · c3 белая пешка · a2 белая пешка · c2 белая пешка · f2 белая пешка · g2 белая пешка · h2 белая пешка · d1 белый король | 2 |
| 1 | a7 чёрная пешка · b7 чёрная пешка · c7 чёрная пешка · e7 чёрный король · c6 чёрная пешка · e6 чёрная пешка · f6 чёрная пешка · h6 чёрная пешка · e4 белая пешка · c3 белая пешка · a2 белая пешка · c2 белая пешка · f2 белая пешка · g2 белая пешка · h2 белая пешка · d1 белый король | a7 чёрная пешка · b7 чёрная пешка · c7 чёрная пешка · e7 чёрный король · c6 чёрная пешка · e6 чёрная пешка · f6 чёрная пешка · h6 чёрная пешка · e4 белая пешка · c3 белая пешка · a2 белая пешка · c2 белая пешка · f2 белая пешка · g2 белая пешка · h2 белая пешка · d1 белый король | a7 чёрная пешка · b7 чёрная пешка · c7 чёрная пешка · e7 чёрный король · c6 чёрная пешка · e6 чёрная пешка · f6 чёрная пешка · h6 чёрная пешка · e4 белая пешка · c3 белая пешка · a2 белая пешка · c2 белая пешка · f2 белая пешка · g2 белая пешка · h2 белая пешка · d1 белый король | a7 чёрная пешка · b7 чёрная пешка · c7 чёрная пешка · e7 чёрный король · c6 чёрная пешка · e6 чёрная пешка · f6 чёрная пешка · h6 чёрная пешка · e4 белая пешка · c3 белая пешка · a2 белая пешка · c2 белая пешка · f2 белая пешка · g2 белая пешка · h2 белая пешка · d1 белый король | a7 чёрная пешка · b7 чёрная пешка · c7 чёрная пешка · e7 чёрный король · c6 чёрная пешка · e6 чёрная пешка · f6 чёрная пешка · h6 чёрная пешка · e4 белая пешка · c3 белая пешка · a2 белая пешка · c2 белая пешка · f2 белая пешка · g2 белая пешка · h2 белая пешка · d1 белый король | a7 чёрная пешка · b7 чёрная пешка · c7 чёрная пешка · e7 чёрный король · c6 чёрная пешка · e6 чёрная пешка · f6 чёрная пешка · h6 чёрная пешка · e4 белая пешка · c3 белая пешка · a2 белая пешка · c2 белая пешка · f2 белая пешка · g2 белая пешка · h2 белая пешка · d1 белый король | a7 чёрная пешка · b7 чёрная пешка · c7 чёрная пешка · e7 чёрный король · c6 чёрная пешка · e6 чёрная пешка · f6 чёрная пешка · h6 чёрная пешка · e4 белая пешка · c3 белая пешка · a2 белая пешка · c2 белая пешка · f2 белая пешка · g2 белая пешка · h2 белая пешка · d1 белый король | a7 чёрная пешка · b7 чёрная пешка · c7 чёрная пешка · e7 чёрный король · c6 чёрная пешка · e6 чёрная пешка · f6 чёрная пешка · h6 чёрная пешка · e4 белая пешка · c3 белая пешка · a2 белая пешка · c2 белая пешка · f2 белая пешка · g2 белая пешка · h2 белая пешка · d1 белый король | 1 |
|   | a | b | c | d | e | f | g | h |   |

В партии Родригес-Антонио (Овьедо, 1999) пешечный эндшпиль возник уже на 17-м ходу:
1.e4 e5 2.Кf3 Кf6 3.Кc3 Кc6 4.d4 e: d4 5.К:d4 Cb4 6.К:c6 C:c3+ 7.bc dc 8.Ф:d8+ Кр: d8 9.Cg5 h6 10.C:f6+ gf 11.Cc4 Ce6 12.C:e6 fe 13.Крe2 Крe7 14.Лhd1 Лhd8 15.Л:d8 Л:d8 16.Лd1 Л:d1 17.Кр: d1 (см. диаграмму) Крd6 18.Крd2 a5 19.g4 e5 20.h4 b5 21.Крe3 c5 22.c4 c6 23.a4 Крc7 24.Крd3 Крb6 25.Крc3 Крa6 26.Крb3 Крb6 27.Крa3 Крa6 28.Крb3 ½-½

### Наибольшее количество связанных фигур
|   | a | b | c | d | e | f | g | h |   |
| - | --- | --- | --- | --- | --- | --- | --- | --- | - |
| 8 | c8 чёрная ладья · d8 чёрный ферзь · e8 чёрный король · f8 чёрная ладья · g8 белый ферзь · a7 чёрная пешка · b7 чёрная пешка · d7 чёрный конь · e7 чёрный слон · f6 белый конь · b5 белый слон · c5 белая пешка · d4 белый слон · h4 белая пешка · f3 белая пешка · a2 белая пешка · b2 белая пешка · c2 белая пешка · c1 белый король · e1 белая ладья | c8 чёрная ладья · d8 чёрный ферзь · e8 чёрный король · f8 чёрная ладья · g8 белый ферзь · a7 чёрная пешка · b7 чёрная пешка · d7 чёрный конь · e7 чёрный слон · f6 белый конь · b5 белый слон · c5 белая пешка · d4 белый слон · h4 белая пешка · f3 белая пешка · a2 белая пешка · b2 белая пешка · c2 белая пешка · c1 белый король · e1 белая ладья | c8 чёрная ладья · d8 чёрный ферзь · e8 чёрный король · f8 чёрная ладья · g8 белый ферзь · a7 чёрная пешка · b7 чёрная пешка · d7 чёрный конь · e7 чёрный слон · f6 белый конь · b5 белый слон · c5 белая пешка · d4 белый слон · h4 белая пешка · f3 белая пешка · a2 белая пешка · b2 белая пешка · c2 белая пешка · c1 белый король · e1 белая ладья | c8 чёрная ладья · d8 чёрный ферзь · e8 чёрный король · f8 чёрная ладья · g8 белый ферзь · a7 чёрная пешка · b7 чёрная пешка · d7 чёрный конь · e7 чёрный слон · f6 белый конь · b5 белый слон · c5 белая пешка · d4 белый слон · h4 белая пешка · f3 белая пешка · a2 белая пешка · b2 белая пешка · c2 белая пешка · c1 белый король · e1 белая ладья | c8 чёрная ладья · d8 чёрный ферзь · e8 чёрный король · f8 чёрная ладья · g8 белый ферзь · a7 чёрная пешка · b7 чёрная пешка · d7 чёрный конь · e7 чёрный слон · f6 белый конь · b5 белый слон · c5 белая пешка · d4 белый слон · h4 белая пешка · f3 белая пешка · a2 белая пешка · b2 белая пешка · c2 белая пешка · c1 белый король · e1 белая ладья | c8 чёрная ладья · d8 чёрный ферзь · e8 чёрный король · f8 чёрная ладья · g8 белый ферзь · a7 чёрная пешка · b7 чёрная пешка · d7 чёрный конь · e7 чёрный слон · f6 белый конь · b5 белый слон · c5 белая пешка · d4 белый слон · h4 белая пешка · f3 белая пешка · a2 белая пешка · b2 белая пешка · c2 белая пешка · c1 белый король · e1 белая ладья | c8 чёрная ладья · d8 чёрный ферзь · e8 чёрный король · f8 чёрная ладья · g8 белый ферзь · a7 чёрная пешка · b7 чёрная пешка · d7 чёрный конь · e7 чёрный слон · f6 белый конь · b5 белый слон · c5 белая пешка · d4 белый слон · h4 белая пешка · f3 белая пешка · a2 белая пешка · b2 белая пешка · c2 белая пешка · c1 белый король · e1 белая ладья | c8 чёрная ладья · d8 чёрный ферзь · e8 чёрный король · f8 чёрная ладья · g8 белый ферзь · a7 чёрная пешка · b7 чёрная пешка · d7 чёрный конь · e7 чёрный слон · f6 белый конь · b5 белый слон · c5 белая пешка · d4 белый слон · h4 белая пешка · f3 белая пешка · a2 белая пешка · b2 белая пешка · c2 белая пешка · c1 белый король · e1 белая ладья | 8 |
| 7 | c8 чёрная ладья · d8 чёрный ферзь · e8 чёрный король · f8 чёрная ладья · g8 белый ферзь · a7 чёрная пешка · b7 чёрная пешка · d7 чёрный конь · e7 чёрный слон · f6 белый конь · b5 белый слон · c5 белая пешка · d4 белый слон · h4 белая пешка · f3 белая пешка · a2 белая пешка · b2 белая пешка · c2 белая пешка · c1 белый король · e1 белая ладья | c8 чёрная ладья · d8 чёрный ферзь · e8 чёрный король · f8 чёрная ладья · g8 белый ферзь · a7 чёрная пешка · b7 чёрная пешка · d7 чёрный конь · e7 чёрный слон · f6 белый конь · b5 белый слон · c5 белая пешка · d4 белый слон · h4 белая пешка · f3 белая пешка · a2 белая пешка · b2 белая пешка · c2 белая пешка · c1 белый король · e1 белая ладья | c8 чёрная ладья · d8 чёрный ферзь · e8 чёрный король · f8 чёрная ладья · g8 белый ферзь · a7 чёрная пешка · b7 чёрная пешка · d7 чёрный конь · e7 чёрный слон · f6 белый конь · b5 белый слон · c5 белая пешка · d4 белый слон · h4 белая пешка · f3 белая пешка · a2 белая пешка · b2 белая пешка · c2 белая пешка · c1 белый король · e1 белая ладья | c8 чёрная ладья · d8 чёрный ферзь · e8 чёрный король · f8 чёрная ладья · g8 белый ферзь · a7 чёрная пешка · b7 чёрная пешка · d7 чёрный конь · e7 чёрный слон · f6 белый конь · b5 белый слон · c5 белая пешка · d4 белый слон · h4 белая пешка · f3 белая пешка · a2 белая пешка · b2 белая пешка · c2 белая пешка · c1 белый король · e1 белая ладья | c8 чёрная ладья · d8 чёрный ферзь · e8 чёрный король · f8 чёрная ладья · g8 белый ферзь · a7 чёрная пешка · b7 чёрная пешка · d7 чёрный конь · e7 чёрный слон · f6 белый конь · b5 белый слон · c5 белая пешка · d4 белый слон · h4 белая пешка · f3 белая пешка · a2 белая пешка · b2 белая пешка · c2 белая пешка · c1 белый король · e1 белая ладья | c8 чёрная ладья · d8 чёрный ферзь · e8 чёрный король · f8 чёрная ладья · g8 белый ферзь · a7 чёрная пешка · b7 чёрная пешка · d7 чёрный конь · e7 чёрный слон · f6 белый конь · b5 белый слон · c5 белая пешка · d4 белый слон · h4 белая пешка · f3 белая пешка · a2 белая пешка · b2 белая пешка · c2 белая пешка · c1 белый король · e1 белая ладья | c8 чёрная ладья · d8 чёрный ферзь · e8 чёрный король · f8 чёрная ладья · g8 белый ферзь · a7 чёрная пешка · b7 чёрная пешка · d7 чёрный конь · e7 чёрный слон · f6 белый конь · b5 белый слон · c5 белая пешка · d4 белый слон · h4 белая пешка · f3 белая пешка · a2 белая пешка · b2 белая пешка · c2 белая пешка · c1 белый король · e1 белая ладья | c8 чёрная ладья · d8 чёрный ферзь · e8 чёрный король · f8 чёрная ладья · g8 белый ферзь · a7 чёрная пешка · b7 чёрная пешка · d7 чёрный конь · e7 чёрный слон · f6 белый конь · b5 белый слон · c5 белая пешка · d4 белый слон · h4 белая пешка · f3 белая пешка · a2 белая пешка · b2 белая пешка · c2 белая пешка · c1 белый король · e1 белая ладья | 7 |
| 6 | c8 чёрная ладья · d8 чёрный ферзь · e8 чёрный король · f8 чёрная ладья · g8 белый ферзь · a7 чёрная пешка · b7 чёрная пешка · d7 чёрный конь · e7 чёрный слон · f6 белый конь · b5 белый слон · c5 белая пешка · d4 белый слон · h4 белая пешка · f3 белая пешка · a2 белая пешка · b2 белая пешка · c2 белая пешка · c1 белый король · e1 белая ладья | c8 чёрная ладья · d8 чёрный ферзь · e8 чёрный король · f8 чёрная ладья · g8 белый ферзь · a7 чёрная пешка · b7 чёрная пешка · d7 чёрный конь · e7 чёрный слон · f6 белый конь · b5 белый слон · c5 белая пешка · d4 белый слон · h4 белая пешка · f3 белая пешка · a2 белая пешка · b2 белая пешка · c2 белая пешка · c1 белый король · e1 белая ладья | c8 чёрная ладья · d8 чёрный ферзь · e8 чёрный король · f8 чёрная ладья · g8 белый ферзь · a7 чёрная пешка · b7 чёрная пешка · d7 чёрный конь · e7 чёрный слон · f6 белый конь · b5 белый слон · c5 белая пешка · d4 белый слон · h4 белая пешка · f3 белая пешка · a2 белая пешка · b2 белая пешка · c2 белая пешка · c1 белый король · e1 белая ладья | c8 чёрная ладья · d8 чёрный ферзь · e8 чёрный король · f8 чёрная ладья · g8 белый ферзь · a7 чёрная пешка · b7 чёрная пешка · d7 чёрный конь · e7 чёрный слон · f6 белый конь · b5 белый слон · c5 белая пешка · d4 белый слон · h4 белая пешка · f3 белая пешка · a2 белая пешка · b2 белая пешка · c2 белая пешка · c1 белый король · e1 белая ладья | c8 чёрная ладья · d8 чёрный ферзь · e8 чёрный король · f8 чёрная ладья · g8 белый ферзь · a7 чёрная пешка · b7 чёрная пешка · d7 чёрный конь · e7 чёрный слон · f6 белый конь · b5 белый слон · c5 белая пешка · d4 белый слон · h4 белая пешка · f3 белая пешка · a2 белая пешка · b2 белая пешка · c2 белая пешка · c1 белый король · e1 белая ладья | c8 чёрная ладья · d8 чёрный ферзь · e8 чёрный король · f8 чёрная ладья · g8 белый ферзь · a7 чёрная пешка · b7 чёрная пешка · d7 чёрный конь · e7 чёрный слон · f6 белый конь · b5 белый слон · c5 белая пешка · d4 белый слон · h4 белая пешка · f3 белая пешка · a2 белая пешка · b2 белая пешка · c2 белая пешка · c1 белый король · e1 белая ладья | c8 чёрная ладья · d8 чёрный ферзь · e8 чёрный король · f8 чёрная ладья · g8 белый ферзь · a7 чёрная пешка · b7 чёрная пешка · d7 чёрный конь · e7 чёрный слон · f6 белый конь · b5 белый слон · c5 белая пешка · d4 белый слон · h4 белая пешка · f3 белая пешка · a2 белая пешка · b2 белая пешка · c2 белая пешка · c1 белый король · e1 белая ладья | c8 чёрная ладья · d8 чёрный ферзь · e8 чёрный король · f8 чёрная ладья · g8 белый ферзь · a7 чёрная пешка · b7 чёрная пешка · d7 чёрный конь · e7 чёрный слон · f6 белый конь · b5 белый слон · c5 белая пешка · d4 белый слон · h4 белая пешка · f3 белая пешка · a2 белая пешка · b2 белая пешка · c2 белая пешка · c1 белый король · e1 белая ладья | 6 |
| 5 | c8 чёрная ладья · d8 чёрный ферзь · e8 чёрный король · f8 чёрная ладья · g8 белый ферзь · a7 чёрная пешка · b7 чёрная пешка · d7 чёрный конь · e7 чёрный слон · f6 белый конь · b5 белый слон · c5 белая пешка · d4 белый слон · h4 белая пешка · f3 белая пешка · a2 белая пешка · b2 белая пешка · c2 белая пешка · c1 белый король · e1 белая ладья | c8 чёрная ладья · d8 чёрный ферзь · e8 чёрный король · f8 чёрная ладья · g8 белый ферзь · a7 чёрная пешка · b7 чёрная пешка · d7 чёрный конь · e7 чёрный слон · f6 белый конь · b5 белый слон · c5 белая пешка · d4 белый слон · h4 белая пешка · f3 белая пешка · a2 белая пешка · b2 белая пешка · c2 белая пешка · c1 белый король · e1 белая ладья | c8 чёрная ладья · d8 чёрный ферзь · e8 чёрный король · f8 чёрная ладья · g8 белый ферзь · a7 чёрная пешка · b7 чёрная пешка · d7 чёрный конь · e7 чёрный слон · f6 белый конь · b5 белый слон · c5 белая пешка · d4 белый слон · h4 белая пешка · f3 белая пешка · a2 белая пешка · b2 белая пешка · c2 белая пешка · c1 белый король · e1 белая ладья | c8 чёрная ладья · d8 чёрный ферзь · e8 чёрный король · f8 чёрная ладья · g8 белый ферзь · a7 чёрная пешка · b7 чёрная пешка · d7 чёрный конь · e7 чёрный слон · f6 белый конь · b5 белый слон · c5 белая пешка · d4 белый слон · h4 белая пешка · f3 белая пешка · a2 белая пешка · b2 белая пешка · c2 белая пешка · c1 белый король · e1 белая ладья | c8 чёрная ладья · d8 чёрный ферзь · e8 чёрный король · f8 чёрная ладья · g8 белый ферзь · a7 чёрная пешка · b7 чёрная пешка · d7 чёрный конь · e7 чёрный слон · f6 белый конь · b5 белый слон · c5 белая пешка · d4 белый слон · h4 белая пешка · f3 белая пешка · a2 белая пешка · b2 белая пешка · c2 белая пешка · c1 белый король · e1 белая ладья | c8 чёрная ладья · d8 чёрный ферзь · e8 чёрный король · f8 чёрная ладья · g8 белый ферзь · a7 чёрная пешка · b7 чёрная пешка · d7 чёрный конь · e7 чёрный слон · f6 белый конь · b5 белый слон · c5 белая пешка · d4 белый слон · h4 белая пешка · f3 белая пешка · a2 белая пешка · b2 белая пешка · c2 белая пешка · c1 белый король · e1 белая ладья | c8 чёрная ладья · d8 чёрный ферзь · e8 чёрный король · f8 чёрная ладья · g8 белый ферзь · a7 чёрная пешка · b7 чёрная пешка · d7 чёрный конь · e7 чёрный слон · f6 белый конь · b5 белый слон · c5 белая пешка · d4 белый слон · h4 белая пешка · f3 белая пешка · a2 белая пешка · b2 белая пешка · c2 белая пешка · c1 белый король · e1 белая ладья | c8 чёрная ладья · d8 чёрный ферзь · e8 чёрный король · f8 чёрная ладья · g8 белый ферзь · a7 чёрная пешка · b7 чёрная пешка · d7 чёрный конь · e7 чёрный слон · f6 белый конь · b5 белый слон · c5 белая пешка · d4 белый слон · h4 белая пешка · f3 белая пешка · a2 белая пешка · b2 белая пешка · c2 белая пешка · c1 белый король · e1 белая ладья | 5 |
| 4 | c8 чёрная ладья · d8 чёрный ферзь · e8 чёрный король · f8 чёрная ладья · g8 белый ферзь · a7 чёрная пешка · b7 чёрная пешка · d7 чёрный конь · e7 чёрный слон · f6 белый конь · b5 белый слон · c5 белая пешка · d4 белый слон · h4 белая пешка · f3 белая пешка · a2 белая пешка · b2 белая пешка · c2 белая пешка · c1 белый король · e1 белая ладья | c8 чёрная ладья · d8 чёрный ферзь · e8 чёрный король · f8 чёрная ладья · g8 белый ферзь · a7 чёрная пешка · b7 чёрная пешка · d7 чёрный конь · e7 чёрный слон · f6 белый конь · b5 белый слон · c5 белая пешка · d4 белый слон · h4 белая пешка · f3 белая пешка · a2 белая пешка · b2 белая пешка · c2 белая пешка · c1 белый король · e1 белая ладья | c8 чёрная ладья · d8 чёрный ферзь · e8 чёрный король · f8 чёрная ладья · g8 белый ферзь · a7 чёрная пешка · b7 чёрная пешка · d7 чёрный конь · e7 чёрный слон · f6 белый конь · b5 белый слон · c5 белая пешка · d4 белый слон · h4 белая пешка · f3 белая пешка · a2 белая пешка · b2 белая пешка · c2 белая пешка · c1 белый король · e1 белая ладья | c8 чёрная ладья · d8 чёрный ферзь · e8 чёрный король · f8 чёрная ладья · g8 белый ферзь · a7 чёрная пешка · b7 чёрная пешка · d7 чёрный конь · e7 чёрный слон · f6 белый конь · b5 белый слон · c5 белая пешка · d4 белый слон · h4 белая пешка · f3 белая пешка · a2 белая пешка · b2 белая пешка · c2 белая пешка · c1 белый король · e1 белая ладья | c8 чёрная ладья · d8 чёрный ферзь · e8 чёрный король · f8 чёрная ладья · g8 белый ферзь · a7 чёрная пешка · b7 чёрная пешка · d7 чёрный конь · e7 чёрный слон · f6 белый конь · b5 белый слон · c5 белая пешка · d4 белый слон · h4 белая пешка · f3 белая пешка · a2 белая пешка · b2 белая пешка · c2 белая пешка · c1 белый король · e1 белая ладья | c8 чёрная ладья · d8 чёрный ферзь · e8 чёрный король · f8 чёрная ладья · g8 белый ферзь · a7 чёрная пешка · b7 чёрная пешка · d7 чёрный конь · e7 чёрный слон · f6 белый конь · b5 белый слон · c5 белая пешка · d4 белый слон · h4 белая пешка · f3 белая пешка · a2 белая пешка · b2 белая пешка · c2 белая пешка · c1 белый король · e1 белая ладья | c8 чёрная ладья · d8 чёрный ферзь · e8 чёрный король · f8 чёрная ладья · g8 белый ферзь · a7 чёрная пешка · b7 чёрная пешка · d7 чёрный конь · e7 чёрный слон · f6 белый конь · b5 белый слон · c5 белая пешка · d4 белый слон · h4 белая пешка · f3 белая пешка · a2 белая пешка · b2 белая пешка · c2 белая пешка · c1 белый король · e1 белая ладья | c8 чёрная ладья · d8 чёрный ферзь · e8 чёрный король · f8 чёрная ладья · g8 белый ферзь · a7 чёрная пешка · b7 чёрная пешка · d7 чёрный конь · e7 чёрный слон · f6 белый конь · b5 белый слон · c5 белая пешка · d4 белый слон · h4 белая пешка · f3 белая пешка · a2 белая пешка · b2 белая пешка · c2 белая пешка · c1 белый король · e1 белая ладья | 4 |
| 3 | c8 чёрная ладья · d8 чёрный ферзь · e8 чёрный король · f8 чёрная ладья · g8 белый ферзь · a7 чёрная пешка · b7 чёрная пешка · d7 чёрный конь · e7 чёрный слон · f6 белый конь · b5 белый слон · c5 белая пешка · d4 белый слон · h4 белая пешка · f3 белая пешка · a2 белая пешка · b2 белая пешка · c2 белая пешка · c1 белый король · e1 белая ладья | c8 чёрная ладья · d8 чёрный ферзь · e8 чёрный король · f8 чёрная ладья · g8 белый ферзь · a7 чёрная пешка · b7 чёрная пешка · d7 чёрный конь · e7 чёрный слон · f6 белый конь · b5 белый слон · c5 белая пешка · d4 белый слон · h4 белая пешка · f3 белая пешка · a2 белая пешка · b2 белая пешка · c2 белая пешка · c1 белый король · e1 белая ладья | c8 чёрная ладья · d8 чёрный ферзь · e8 чёрный король · f8 чёрная ладья · g8 белый ферзь · a7 чёрная пешка · b7 чёрная пешка · d7 чёрный конь · e7 чёрный слон · f6 белый конь · b5 белый слон · c5 белая пешка · d4 белый слон · h4 белая пешка · f3 белая пешка · a2 белая пешка · b2 белая пешка · c2 белая пешка · c1 белый король · e1 белая ладья | c8 чёрная ладья · d8 чёрный ферзь · e8 чёрный король · f8 чёрная ладья · g8 белый ферзь · a7 чёрная пешка · b7 чёрная пешка · d7 чёрный конь · e7 чёрный слон · f6 белый конь · b5 белый слон · c5 белая пешка · d4 белый слон · h4 белая пешка · f3 белая пешка · a2 белая пешка · b2 белая пешка · c2 белая пешка · c1 белый король · e1 белая ладья | c8 чёрная ладья · d8 чёрный ферзь · e8 чёрный король · f8 чёрная ладья · g8 белый ферзь · a7 чёрная пешка · b7 чёрная пешка · d7 чёрный конь · e7 чёрный слон · f6 белый конь · b5 белый слон · c5 белая пешка · d4 белый слон · h4 белая пешка · f3 белая пешка · a2 белая пешка · b2 белая пешка · c2 белая пешка · c1 белый король · e1 белая ладья | c8 чёрная ладья · d8 чёрный ферзь · e8 чёрный король · f8 чёрная ладья · g8 белый ферзь · a7 чёрная пешка · b7 чёрная пешка · d7 чёрный конь · e7 чёрный слон · f6 белый конь · b5 белый слон · c5 белая пешка · d4 белый слон · h4 белая пешка · f3 белая пешка · a2 белая пешка · b2 белая пешка · c2 белая пешка · c1 белый король · e1 белая ладья | c8 чёрная ладья · d8 чёрный ферзь · e8 чёрный король · f8 чёрная ладья · g8 белый ферзь · a7 чёрная пешка · b7 чёрная пешка · d7 чёрный конь · e7 чёрный слон · f6 белый конь · b5 белый слон · c5 белая пешка · d4 белый слон · h4 белая пешка · f3 белая пешка · a2 белая пешка · b2 белая пешка · c2 белая пешка · c1 белый король · e1 белая ладья | c8 чёрная ладья · d8 чёрный ферзь · e8 чёрный король · f8 чёрная ладья · g8 белый ферзь · a7 чёрная пешка · b7 чёрная пешка · d7 чёрный конь · e7 чёрный слон · f6 белый конь · b5 белый слон · c5 белая пешка · d4 белый слон · h4 белая пешка · f3 белая пешка · a2 белая пешка · b2 белая пешка · c2 белая пешка · c1 белый король · e1 белая ладья | 3 |
| 2 | c8 чёрная ладья · d8 чёрный ферзь · e8 чёрный король · f8 чёрная ладья · g8 белый ферзь · a7 чёрная пешка · b7 чёрная пешка · d7 чёрный конь · e7 чёрный слон · f6 белый конь · b5 белый слон · c5 белая пешка · d4 белый слон · h4 белая пешка · f3 белая пешка · a2 белая пешка · b2 белая пешка · c2 белая пешка · c1 белый король · e1 белая ладья | c8 чёрная ладья · d8 чёрный ферзь · e8 чёрный король · f8 чёрная ладья · g8 белый ферзь · a7 чёрная пешка · b7 чёрная пешка · d7 чёрный конь · e7 чёрный слон · f6 белый конь · b5 белый слон · c5 белая пешка · d4 белый слон · h4 белая пешка · f3 белая пешка · a2 белая пешка · b2 белая пешка · c2 белая пешка · c1 белый король · e1 белая ладья | c8 чёрная ладья · d8 чёрный ферзь · e8 чёрный король · f8 чёрная ладья · g8 белый ферзь · a7 чёрная пешка · b7 чёрная пешка · d7 чёрный конь · e7 чёрный слон · f6 белый конь · b5 белый слон · c5 белая пешка · d4 белый слон · h4 белая пешка · f3 белая пешка · a2 белая пешка · b2 белая пешка · c2 белая пешка · c1 белый король · e1 белая ладья | c8 чёрная ладья · d8 чёрный ферзь · e8 чёрный король · f8 чёрная ладья · g8 белый ферзь · a7 чёрная пешка · b7 чёрная пешка · d7 чёрный конь · e7 чёрный слон · f6 белый конь · b5 белый слон · c5 белая пешка · d4 белый слон · h4 белая пешка · f3 белая пешка · a2 белая пешка · b2 белая пешка · c2 белая пешка · c1 белый король · e1 белая ладья | c8 чёрная ладья · d8 чёрный ферзь · e8 чёрный король · f8 чёрная ладья · g8 белый ферзь · a7 чёрная пешка · b7 чёрная пешка · d7 чёрный конь · e7 чёрный слон · f6 белый конь · b5 белый слон · c5 белая пешка · d4 белый слон · h4 белая пешка · f3 белая пешка · a2 белая пешка · b2 белая пешка · c2 белая пешка · c1 белый король · e1 белая ладья | c8 чёрная ладья · d8 чёрный ферзь · e8 чёрный король · f8 чёрная ладья · g8 белый ферзь · a7 чёрная пешка · b7 чёрная пешка · d7 чёрный конь · e7 чёрный слон · f6 белый конь · b5 белый слон · c5 белая пешка · d4 белый слон · h4 белая пешка · f3 белая пешка · a2 белая пешка · b2 белая пешка · c2 белая пешка · c1 белый король · e1 белая ладья | c8 чёрная ладья · d8 чёрный ферзь · e8 чёрный король · f8 чёрная ладья · g8 белый ферзь · a7 чёрная пешка · b7 чёрная пешка · d7 чёрный конь · e7 чёрный слон · f6 белый конь · b5 белый слон · c5 белая пешка · d4 белый слон · h4 белая пешка · f3 белая пешка · a2 белая пешка · b2 белая пешка · c2 белая пешка · c1 белый король · e1 белая ладья | c8 чёрная ладья · d8 чёрный ферзь · e8 чёрный король · f8 чёрная ладья · g8 белый ферзь · a7 чёрная пешка · b7 чёрная пешка · d7 чёрный конь · e7 чёрный слон · f6 белый конь · b5 белый слон · c5 белая пешка · d4 белый слон · h4 белая пешка · f3 белая пешка · a2 белая пешка · b2 белая пешка · c2 белая пешка · c1 белый король · e1 белая ладья | 2 |
| 1 | c8 чёрная ладья · d8 чёрный ферзь · e8 чёрный король · f8 чёрная ладья · g8 белый ферзь · a7 чёрная пешка · b7 чёрная пешка · d7 чёрный конь · e7 чёрный слон · f6 белый конь · b5 белый слон · c5 белая пешка · d4 белый слон · h4 белая пешка · f3 белая пешка · a2 белая пешка · b2 белая пешка · c2 белая пешка · c1 белый король · e1 белая ладья | c8 чёрная ладья · d8 чёрный ферзь · e8 чёрный король · f8 чёрная ладья · g8 белый ферзь · a7 чёрная пешка · b7 чёрная пешка · d7 чёрный конь · e7 чёрный слон · f6 белый конь · b5 белый слон · c5 белая пешка · d4 белый слон · h4 белая пешка · f3 белая пешка · a2 белая пешка · b2 белая пешка · c2 белая пешка · c1 белый король · e1 белая ладья | c8 чёрная ладья · d8 чёрный ферзь · e8 чёрный король · f8 чёрная ладья · g8 белый ферзь · a7 чёрная пешка · b7 чёрная пешка · d7 чёрный конь · e7 чёрный слон · f6 белый конь · b5 белый слон · c5 белая пешка · d4 белый слон · h4 белая пешка · f3 белая пешка · a2 белая пешка · b2 белая пешка · c2 белая пешка · c1 белый король · e1 белая ладья | c8 чёрная ладья · d8 чёрный ферзь · e8 чёрный король · f8 чёрная ладья · g8 белый ферзь · a7 чёрная пешка · b7 чёрная пешка · d7 чёрный конь · e7 чёрный слон · f6 белый конь · b5 белый слон · c5 белая пешка · d4 белый слон · h4 белая пешка · f3 белая пешка · a2 белая пешка · b2 белая пешка · c2 белая пешка · c1 белый король · e1 белая ладья | c8 чёрная ладья · d8 чёрный ферзь · e8 чёрный король · f8 чёрная ладья · g8 белый ферзь · a7 чёрная пешка · b7 чёрная пешка · d7 чёрный конь · e7 чёрный слон · f6 белый конь · b5 белый слон · c5 белая пешка · d4 белый слон · h4 белая пешка · f3 белая пешка · a2 белая пешка · b2 белая пешка · c2 белая пешка · c1 белый король · e1 белая ладья | c8 чёрная ладья · d8 чёрный ферзь · e8 чёрный король · f8 чёрная ладья · g8 белый ферзь · a7 чёрная пешка · b7 чёрная пешка · d7 чёрный конь · e7 чёрный слон · f6 белый конь · b5 белый слон · c5 белая пешка · d4 белый слон · h4 белая пешка · f3 белая пешка · a2 белая пешка · b2 белая пешка · c2 белая пешка · c1 белый король · e1 белая ладья | c8 чёрная ладья · d8 чёрный ферзь · e8 чёрный король · f8 чёрная ладья · g8 белый ферзь · a7 чёрная пешка · b7 чёрная пешка · d7 чёрный конь · e7 чёрный слон · f6 белый конь · b5 белый слон · c5 белая пешка · d4 белый слон · h4 белая пешка · f3 белая пешка · a2 белая пешка · b2 белая пешка · c2 белая пешка · c1 белый король · e1 белая ладья | c8 чёрная ладья · d8 чёрный ферзь · e8 чёрный король · f8 чёрная ладья · g8 белый ферзь · a7 чёрная пешка · b7 чёрная пешка · d7 чёрный конь · e7 чёрный слон · f6 белый конь · b5 белый слон · c5 белая пешка · d4 белый слон · h4 белая пешка · f3 белая пешка · a2 белая пешка · b2 белая пешка · c2 белая пешка · c1 белый король · e1 белая ладья | 1 |
|   | a | b | c | d | e | f | g | h |   |

В финальной позиции партии Чандлер-Кайнох (Эдинбург, 1981) белый конь на f6 объявляет мат чёрному королю, и при этом ни одна из трёх связанных чёрных фигур не может побить этого коня.

### Теоретические новинки
В книге «1000 лучших теоретических новинок» приводятся партии с 10 высокорейтинговыми новинками, которые появлялись в 11-110 томах «Шахматного информатора» В партии Карпов-Майлс (Бугойно, 1978) теоретическая новинка произошла на 4-м ходу, а именно: 1. c4 b6 2. d4 e6 3. d5 Фh4 4. Кc3!. В партии Шульман-Марин (Рейкьявик, 2009), новинкой оказался 34-й ход чёрных. Единственная партия с идеальным рейтингом по решению судейской коллегии «Шахматного информатора» — Майлс-Белявский (Тилбург, 1986), в которой фигурировала новинка 18. f4!, получившая 90 баллов (по 10 из 10 возможных от каждого из 9 судей).

### Самая длинная серия последовательных разменов
Рекорд делят две партии:
- Блодиг-Виммер (Вильдфлеккен, 1988): с 12 по 20 ходы происходила серия разменов, которая составила 17 полуходов.[8][56]
- Радд-Роберсон (Суонси, 2006)[57]: серия разменов произошла на отрезке с 15 по 23 ходы.

### Самая ранняя ничья по правилу 50 ходов
Рекорд принадлежит партии Паув-Ван Дорт (Угстгест, 2005), где чёрные потребовали ничью по правилу 50 ходов на 69 ходу.

### Самая длинная серия разменов на одном поле
|   | a | b | c | d | e | f | g | h |   |
| - | --- | --- | --- | --- | --- | --- | --- | --- | - |
| 8 | d8 чёрная ладья · f8 чёрный слон · g8 чёрная ладья · d7 чёрный ферзь · h7 чёрный король · b6 чёрная пешка · e6 чёрный слон · f6 чёрный конь · h6 чёрный конь · a5 чёрная пешка · b5 белая пешка · c5 чёрная пешка · e5 чёрная пешка · h5 чёрная пешка · a4 белая пешка · c4 белая пешка · d4 чёрная пешка · e4 белая пешка · f4 чёрная пешка · g4 чёрная пешка · d3 белая пешка · f3 белая пешка · h3 белая пешка · b2 белая ладья · d2 белый король · e2 белый слон · f2 белый конь · g2 белая пешка · h2 белый конь · c1 белый слон · d1 белый ферзь · f1 белая ладья | d8 чёрная ладья · f8 чёрный слон · g8 чёрная ладья · d7 чёрный ферзь · h7 чёрный король · b6 чёрная пешка · e6 чёрный слон · f6 чёрный конь · h6 чёрный конь · a5 чёрная пешка · b5 белая пешка · c5 чёрная пешка · e5 чёрная пешка · h5 чёрная пешка · a4 белая пешка · c4 белая пешка · d4 чёрная пешка · e4 белая пешка · f4 чёрная пешка · g4 чёрная пешка · d3 белая пешка · f3 белая пешка · h3 белая пешка · b2 белая ладья · d2 белый король · e2 белый слон · f2 белый конь · g2 белая пешка · h2 белый конь · c1 белый слон · d1 белый ферзь · f1 белая ладья | d8 чёрная ладья · f8 чёрный слон · g8 чёрная ладья · d7 чёрный ферзь · h7 чёрный король · b6 чёрная пешка · e6 чёрный слон · f6 чёрный конь · h6 чёрный конь · a5 чёрная пешка · b5 белая пешка · c5 чёрная пешка · e5 чёрная пешка · h5 чёрная пешка · a4 белая пешка · c4 белая пешка · d4 чёрная пешка · e4 белая пешка · f4 чёрная пешка · g4 чёрная пешка · d3 белая пешка · f3 белая пешка · h3 белая пешка · b2 белая ладья · d2 белый король · e2 белый слон · f2 белый конь · g2 белая пешка · h2 белый конь · c1 белый слон · d1 белый ферзь · f1 белая ладья | d8 чёрная ладья · f8 чёрный слон · g8 чёрная ладья · d7 чёрный ферзь · h7 чёрный король · b6 чёрная пешка · e6 чёрный слон · f6 чёрный конь · h6 чёрный конь · a5 чёрная пешка · b5 белая пешка · c5 чёрная пешка · e5 чёрная пешка · h5 чёрная пешка · a4 белая пешка · c4 белая пешка · d4 чёрная пешка · e4 белая пешка · f4 чёрная пешка · g4 чёрная пешка · d3 белая пешка · f3 белая пешка · h3 белая пешка · b2 белая ладья · d2 белый король · e2 белый слон · f2 белый конь · g2 белая пешка · h2 белый конь · c1 белый слон · d1 белый ферзь · f1 белая ладья | d8 чёрная ладья · f8 чёрный слон · g8 чёрная ладья · d7 чёрный ферзь · h7 чёрный король · b6 чёрная пешка · e6 чёрный слон · f6 чёрный конь · h6 чёрный конь · a5 чёрная пешка · b5 белая пешка · c5 чёрная пешка · e5 чёрная пешка · h5 чёрная пешка · a4 белая пешка · c4 белая пешка · d4 чёрная пешка · e4 белая пешка · f4 чёрная пешка · g4 чёрная пешка · d3 белая пешка · f3 белая пешка · h3 белая пешка · b2 белая ладья · d2 белый король · e2 белый слон · f2 белый конь · g2 белая пешка · h2 белый конь · c1 белый слон · d1 белый ферзь · f1 белая ладья | d8 чёрная ладья · f8 чёрный слон · g8 чёрная ладья · d7 чёрный ферзь · h7 чёрный король · b6 чёрная пешка · e6 чёрный слон · f6 чёрный конь · h6 чёрный конь · a5 чёрная пешка · b5 белая пешка · c5 чёрная пешка · e5 чёрная пешка · h5 чёрная пешка · a4 белая пешка · c4 белая пешка · d4 чёрная пешка · e4 белая пешка · f4 чёрная пешка · g4 чёрная пешка · d3 белая пешка · f3 белая пешка · h3 белая пешка · b2 белая ладья · d2 белый король · e2 белый слон · f2 белый конь · g2 белая пешка · h2 белый конь · c1 белый слон · d1 белый ферзь · f1 белая ладья | d8 чёрная ладья · f8 чёрный слон · g8 чёрная ладья · d7 чёрный ферзь · h7 чёрный король · b6 чёрная пешка · e6 чёрный слон · f6 чёрный конь · h6 чёрный конь · a5 чёрная пешка · b5 белая пешка · c5 чёрная пешка · e5 чёрная пешка · h5 чёрная пешка · a4 белая пешка · c4 белая пешка · d4 чёрная пешка · e4 белая пешка · f4 чёрная пешка · g4 чёрная пешка · d3 белая пешка · f3 белая пешка · h3 белая пешка · b2 белая ладья · d2 белый король · e2 белый слон · f2 белый конь · g2 белая пешка · h2 белый конь · c1 белый слон · d1 белый ферзь · f1 белая ладья | d8 чёрная ладья · f8 чёрный слон · g8 чёрная ладья · d7 чёрный ферзь · h7 чёрный король · b6 чёрная пешка · e6 чёрный слон · f6 чёрный конь · h6 чёрный конь · a5 чёрная пешка · b5 белая пешка · c5 чёрная пешка · e5 чёрная пешка · h5 чёрная пешка · a4 белая пешка · c4 белая пешка · d4 чёрная пешка · e4 белая пешка · f4 чёрная пешка · g4 чёрная пешка · d3 белая пешка · f3 белая пешка · h3 белая пешка · b2 белая ладья · d2 белый король · e2 белый слон · f2 белый конь · g2 белая пешка · h2 белый конь · c1 белый слон · d1 белый ферзь · f1 белая ладья | 8 |
| 7 | d8 чёрная ладья · f8 чёрный слон · g8 чёрная ладья · d7 чёрный ферзь · h7 чёрный король · b6 чёрная пешка · e6 чёрный слон · f6 чёрный конь · h6 чёрный конь · a5 чёрная пешка · b5 белая пешка · c5 чёрная пешка · e5 чёрная пешка · h5 чёрная пешка · a4 белая пешка · c4 белая пешка · d4 чёрная пешка · e4 белая пешка · f4 чёрная пешка · g4 чёрная пешка · d3 белая пешка · f3 белая пешка · h3 белая пешка · b2 белая ладья · d2 белый король · e2 белый слон · f2 белый конь · g2 белая пешка · h2 белый конь · c1 белый слон · d1 белый ферзь · f1 белая ладья | d8 чёрная ладья · f8 чёрный слон · g8 чёрная ладья · d7 чёрный ферзь · h7 чёрный король · b6 чёрная пешка · e6 чёрный слон · f6 чёрный конь · h6 чёрный конь · a5 чёрная пешка · b5 белая пешка · c5 чёрная пешка · e5 чёрная пешка · h5 чёрная пешка · a4 белая пешка · c4 белая пешка · d4 чёрная пешка · e4 белая пешка · f4 чёрная пешка · g4 чёрная пешка · d3 белая пешка · f3 белая пешка · h3 белая пешка · b2 белая ладья · d2 белый король · e2 белый слон · f2 белый конь · g2 белая пешка · h2 белый конь · c1 белый слон · d1 белый ферзь · f1 белая ладья | d8 чёрная ладья · f8 чёрный слон · g8 чёрная ладья · d7 чёрный ферзь · h7 чёрный король · b6 чёрная пешка · e6 чёрный слон · f6 чёрный конь · h6 чёрный конь · a5 чёрная пешка · b5 белая пешка · c5 чёрная пешка · e5 чёрная пешка · h5 чёрная пешка · a4 белая пешка · c4 белая пешка · d4 чёрная пешка · e4 белая пешка · f4 чёрная пешка · g4 чёрная пешка · d3 белая пешка · f3 белая пешка · h3 белая пешка · b2 белая ладья · d2 белый король · e2 белый слон · f2 белый конь · g2 белая пешка · h2 белый конь · c1 белый слон · d1 белый ферзь · f1 белая ладья | d8 чёрная ладья · f8 чёрный слон · g8 чёрная ладья · d7 чёрный ферзь · h7 чёрный король · b6 чёрная пешка · e6 чёрный слон · f6 чёрный конь · h6 чёрный конь · a5 чёрная пешка · b5 белая пешка · c5 чёрная пешка · e5 чёрная пешка · h5 чёрная пешка · a4 белая пешка · c4 белая пешка · d4 чёрная пешка · e4 белая пешка · f4 чёрная пешка · g4 чёрная пешка · d3 белая пешка · f3 белая пешка · h3 белая пешка · b2 белая ладья · d2 белый король · e2 белый слон · f2 белый конь · g2 белая пешка · h2 белый конь · c1 белый слон · d1 белый ферзь · f1 белая ладья | d8 чёрная ладья · f8 чёрный слон · g8 чёрная ладья · d7 чёрный ферзь · h7 чёрный король · b6 чёрная пешка · e6 чёрный слон · f6 чёрный конь · h6 чёрный конь · a5 чёрная пешка · b5 белая пешка · c5 чёрная пешка · e5 чёрная пешка · h5 чёрная пешка · a4 белая пешка · c4 белая пешка · d4 чёрная пешка · e4 белая пешка · f4 чёрная пешка · g4 чёрная пешка · d3 белая пешка · f3 белая пешка · h3 белая пешка · b2 белая ладья · d2 белый король · e2 белый слон · f2 белый конь · g2 белая пешка · h2 белый конь · c1 белый слон · d1 белый ферзь · f1 белая ладья | d8 чёрная ладья · f8 чёрный слон · g8 чёрная ладья · d7 чёрный ферзь · h7 чёрный король · b6 чёрная пешка · e6 чёрный слон · f6 чёрный конь · h6 чёрный конь · a5 чёрная пешка · b5 белая пешка · c5 чёрная пешка · e5 чёрная пешка · h5 чёрная пешка · a4 белая пешка · c4 белая пешка · d4 чёрная пешка · e4 белая пешка · f4 чёрная пешка · g4 чёрная пешка · d3 белая пешка · f3 белая пешка · h3 белая пешка · b2 белая ладья · d2 белый король · e2 белый слон · f2 белый конь · g2 белая пешка · h2 белый конь · c1 белый слон · d1 белый ферзь · f1 белая ладья | d8 чёрная ладья · f8 чёрный слон · g8 чёрная ладья · d7 чёрный ферзь · h7 чёрный король · b6 чёрная пешка · e6 чёрный слон · f6 чёрный конь · h6 чёрный конь · a5 чёрная пешка · b5 белая пешка · c5 чёрная пешка · e5 чёрная пешка · h5 чёрная пешка · a4 белая пешка · c4 белая пешка · d4 чёрная пешка · e4 белая пешка · f4 чёрная пешка · g4 чёрная пешка · d3 белая пешка · f3 белая пешка · h3 белая пешка · b2 белая ладья · d2 белый король · e2 белый слон · f2 белый конь · g2 белая пешка · h2 белый конь · c1 белый слон · d1 белый ферзь · f1 белая ладья | d8 чёрная ладья · f8 чёрный слон · g8 чёрная ладья · d7 чёрный ферзь · h7 чёрный король · b6 чёрная пешка · e6 чёрный слон · f6 чёрный конь · h6 чёрный конь · a5 чёрная пешка · b5 белая пешка · c5 чёрная пешка · e5 чёрная пешка · h5 чёрная пешка · a4 белая пешка · c4 белая пешка · d4 чёрная пешка · e4 белая пешка · f4 чёрная пешка · g4 чёрная пешка · d3 белая пешка · f3 белая пешка · h3 белая пешка · b2 белая ладья · d2 белый король · e2 белый слон · f2 белый конь · g2 белая пешка · h2 белый конь · c1 белый слон · d1 белый ферзь · f1 белая ладья | 7 |
| 6 | d8 чёрная ладья · f8 чёрный слон · g8 чёрная ладья · d7 чёрный ферзь · h7 чёрный король · b6 чёрная пешка · e6 чёрный слон · f6 чёрный конь · h6 чёрный конь · a5 чёрная пешка · b5 белая пешка · c5 чёрная пешка · e5 чёрная пешка · h5 чёрная пешка · a4 белая пешка · c4 белая пешка · d4 чёрная пешка · e4 белая пешка · f4 чёрная пешка · g4 чёрная пешка · d3 белая пешка · f3 белая пешка · h3 белая пешка · b2 белая ладья · d2 белый король · e2 белый слон · f2 белый конь · g2 белая пешка · h2 белый конь · c1 белый слон · d1 белый ферзь · f1 белая ладья | d8 чёрная ладья · f8 чёрный слон · g8 чёрная ладья · d7 чёрный ферзь · h7 чёрный король · b6 чёрная пешка · e6 чёрный слон · f6 чёрный конь · h6 чёрный конь · a5 чёрная пешка · b5 белая пешка · c5 чёрная пешка · e5 чёрная пешка · h5 чёрная пешка · a4 белая пешка · c4 белая пешка · d4 чёрная пешка · e4 белая пешка · f4 чёрная пешка · g4 чёрная пешка · d3 белая пешка · f3 белая пешка · h3 белая пешка · b2 белая ладья · d2 белый король · e2 белый слон · f2 белый конь · g2 белая пешка · h2 белый конь · c1 белый слон · d1 белый ферзь · f1 белая ладья | d8 чёрная ладья · f8 чёрный слон · g8 чёрная ладья · d7 чёрный ферзь · h7 чёрный король · b6 чёрная пешка · e6 чёрный слон · f6 чёрный конь · h6 чёрный конь · a5 чёрная пешка · b5 белая пешка · c5 чёрная пешка · e5 чёрная пешка · h5 чёрная пешка · a4 белая пешка · c4 белая пешка · d4 чёрная пешка · e4 белая пешка · f4 чёрная пешка · g4 чёрная пешка · d3 белая пешка · f3 белая пешка · h3 белая пешка · b2 белая ладья · d2 белый король · e2 белый слон · f2 белый конь · g2 белая пешка · h2 белый конь · c1 белый слон · d1 белый ферзь · f1 белая ладья | d8 чёрная ладья · f8 чёрный слон · g8 чёрная ладья · d7 чёрный ферзь · h7 чёрный король · b6 чёрная пешка · e6 чёрный слон · f6 чёрный конь · h6 чёрный конь · a5 чёрная пешка · b5 белая пешка · c5 чёрная пешка · e5 чёрная пешка · h5 чёрная пешка · a4 белая пешка · c4 белая пешка · d4 чёрная пешка · e4 белая пешка · f4 чёрная пешка · g4 чёрная пешка · d3 белая пешка · f3 белая пешка · h3 белая пешка · b2 белая ладья · d2 белый король · e2 белый слон · f2 белый конь · g2 белая пешка · h2 белый конь · c1 белый слон · d1 белый ферзь · f1 белая ладья | d8 чёрная ладья · f8 чёрный слон · g8 чёрная ладья · d7 чёрный ферзь · h7 чёрный король · b6 чёрная пешка · e6 чёрный слон · f6 чёрный конь · h6 чёрный конь · a5 чёрная пешка · b5 белая пешка · c5 чёрная пешка · e5 чёрная пешка · h5 чёрная пешка · a4 белая пешка · c4 белая пешка · d4 чёрная пешка · e4 белая пешка · f4 чёрная пешка · g4 чёрная пешка · d3 белая пешка · f3 белая пешка · h3 белая пешка · b2 белая ладья · d2 белый король · e2 белый слон · f2 белый конь · g2 белая пешка · h2 белый конь · c1 белый слон · d1 белый ферзь · f1 белая ладья | d8 чёрная ладья · f8 чёрный слон · g8 чёрная ладья · d7 чёрный ферзь · h7 чёрный король · b6 чёрная пешка · e6 чёрный слон · f6 чёрный конь · h6 чёрный конь · a5 чёрная пешка · b5 белая пешка · c5 чёрная пешка · e5 чёрная пешка · h5 чёрная пешка · a4 белая пешка · c4 белая пешка · d4 чёрная пешка · e4 белая пешка · f4 чёрная пешка · g4 чёрная пешка · d3 белая пешка · f3 белая пешка · h3 белая пешка · b2 белая ладья · d2 белый король · e2 белый слон · f2 белый конь · g2 белая пешка · h2 белый конь · c1 белый слон · d1 белый ферзь · f1 белая ладья | d8 чёрная ладья · f8 чёрный слон · g8 чёрная ладья · d7 чёрный ферзь · h7 чёрный король · b6 чёрная пешка · e6 чёрный слон · f6 чёрный конь · h6 чёрный конь · a5 чёрная пешка · b5 белая пешка · c5 чёрная пешка · e5 чёрная пешка · h5 чёрная пешка · a4 белая пешка · c4 белая пешка · d4 чёрная пешка · e4 белая пешка · f4 чёрная пешка · g4 чёрная пешка · d3 белая пешка · f3 белая пешка · h3 белая пешка · b2 белая ладья · d2 белый король · e2 белый слон · f2 белый конь · g2 белая пешка · h2 белый конь · c1 белый слон · d1 белый ферзь · f1 белая ладья | d8 чёрная ладья · f8 чёрный слон · g8 чёрная ладья · d7 чёрный ферзь · h7 чёрный король · b6 чёрная пешка · e6 чёрный слон · f6 чёрный конь · h6 чёрный конь · a5 чёрная пешка · b5 белая пешка · c5 чёрная пешка · e5 чёрная пешка · h5 чёрная пешка · a4 белая пешка · c4 белая пешка · d4 чёрная пешка · e4 белая пешка · f4 чёрная пешка · g4 чёрная пешка · d3 белая пешка · f3 белая пешка · h3 белая пешка · b2 белая ладья · d2 белый король · e2 белый слон · f2 белый конь · g2 белая пешка · h2 белый конь · c1 белый слон · d1 белый ферзь · f1 белая ладья | 6 |
| 5 | d8 чёрная ладья · f8 чёрный слон · g8 чёрная ладья · d7 чёрный ферзь · h7 чёрный король · b6 чёрная пешка · e6 чёрный слон · f6 чёрный конь · h6 чёрный конь · a5 чёрная пешка · b5 белая пешка · c5 чёрная пешка · e5 чёрная пешка · h5 чёрная пешка · a4 белая пешка · c4 белая пешка · d4 чёрная пешка · e4 белая пешка · f4 чёрная пешка · g4 чёрная пешка · d3 белая пешка · f3 белая пешка · h3 белая пешка · b2 белая ладья · d2 белый король · e2 белый слон · f2 белый конь · g2 белая пешка · h2 белый конь · c1 белый слон · d1 белый ферзь · f1 белая ладья | d8 чёрная ладья · f8 чёрный слон · g8 чёрная ладья · d7 чёрный ферзь · h7 чёрный король · b6 чёрная пешка · e6 чёрный слон · f6 чёрный конь · h6 чёрный конь · a5 чёрная пешка · b5 белая пешка · c5 чёрная пешка · e5 чёрная пешка · h5 чёрная пешка · a4 белая пешка · c4 белая пешка · d4 чёрная пешка · e4 белая пешка · f4 чёрная пешка · g4 чёрная пешка · d3 белая пешка · f3 белая пешка · h3 белая пешка · b2 белая ладья · d2 белый король · e2 белый слон · f2 белый конь · g2 белая пешка · h2 белый конь · c1 белый слон · d1 белый ферзь · f1 белая ладья | d8 чёрная ладья · f8 чёрный слон · g8 чёрная ладья · d7 чёрный ферзь · h7 чёрный король · b6 чёрная пешка · e6 чёрный слон · f6 чёрный конь · h6 чёрный конь · a5 чёрная пешка · b5 белая пешка · c5 чёрная пешка · e5 чёрная пешка · h5 чёрная пешка · a4 белая пешка · c4 белая пешка · d4 чёрная пешка · e4 белая пешка · f4 чёрная пешка · g4 чёрная пешка · d3 белая пешка · f3 белая пешка · h3 белая пешка · b2 белая ладья · d2 белый король · e2 белый слон · f2 белый конь · g2 белая пешка · h2 белый конь · c1 белый слон · d1 белый ферзь · f1 белая ладья | d8 чёрная ладья · f8 чёрный слон · g8 чёрная ладья · d7 чёрный ферзь · h7 чёрный король · b6 чёрная пешка · e6 чёрный слон · f6 чёрный конь · h6 чёрный конь · a5 чёрная пешка · b5 белая пешка · c5 чёрная пешка · e5 чёрная пешка · h5 чёрная пешка · a4 белая пешка · c4 белая пешка · d4 чёрная пешка · e4 белая пешка · f4 чёрная пешка · g4 чёрная пешка · d3 белая пешка · f3 белая пешка · h3 белая пешка · b2 белая ладья · d2 белый король · e2 белый слон · f2 белый конь · g2 белая пешка · h2 белый конь · c1 белый слон · d1 белый ферзь · f1 белая ладья | d8 чёрная ладья · f8 чёрный слон · g8 чёрная ладья · d7 чёрный ферзь · h7 чёрный король · b6 чёрная пешка · e6 чёрный слон · f6 чёрный конь · h6 чёрный конь · a5 чёрная пешка · b5 белая пешка · c5 чёрная пешка · e5 чёрная пешка · h5 чёрная пешка · a4 белая пешка · c4 белая пешка · d4 чёрная пешка · e4 белая пешка · f4 чёрная пешка · g4 чёрная пешка · d3 белая пешка · f3 белая пешка · h3 белая пешка · b2 белая ладья · d2 белый король · e2 белый слон · f2 белый конь · g2 белая пешка · h2 белый конь · c1 белый слон · d1 белый ферзь · f1 белая ладья | d8 чёрная ладья · f8 чёрный слон · g8 чёрная ладья · d7 чёрный ферзь · h7 чёрный король · b6 чёрная пешка · e6 чёрный слон · f6 чёрный конь · h6 чёрный конь · a5 чёрная пешка · b5 белая пешка · c5 чёрная пешка · e5 чёрная пешка · h5 чёрная пешка · a4 белая пешка · c4 белая пешка · d4 чёрная пешка · e4 белая пешка · f4 чёрная пешка · g4 чёрная пешка · d3 белая пешка · f3 белая пешка · h3 белая пешка · b2 белая ладья · d2 белый король · e2 белый слон · f2 белый конь · g2 белая пешка · h2 белый конь · c1 белый слон · d1 белый ферзь · f1 белая ладья | d8 чёрная ладья · f8 чёрный слон · g8 чёрная ладья · d7 чёрный ферзь · h7 чёрный король · b6 чёрная пешка · e6 чёрный слон · f6 чёрный конь · h6 чёрный конь · a5 чёрная пешка · b5 белая пешка · c5 чёрная пешка · e5 чёрная пешка · h5 чёрная пешка · a4 белая пешка · c4 белая пешка · d4 чёрная пешка · e4 белая пешка · f4 чёрная пешка · g4 чёрная пешка · d3 белая пешка · f3 белая пешка · h3 белая пешка · b2 белая ладья · d2 белый король · e2 белый слон · f2 белый конь · g2 белая пешка · h2 белый конь · c1 белый слон · d1 белый ферзь · f1 белая ладья | d8 чёрная ладья · f8 чёрный слон · g8 чёрная ладья · d7 чёрный ферзь · h7 чёрный король · b6 чёрная пешка · e6 чёрный слон · f6 чёрный конь · h6 чёрный конь · a5 чёрная пешка · b5 белая пешка · c5 чёрная пешка · e5 чёрная пешка · h5 чёрная пешка · a4 белая пешка · c4 белая пешка · d4 чёрная пешка · e4 белая пешка · f4 чёрная пешка · g4 чёрная пешка · d3 белая пешка · f3 белая пешка · h3 белая пешка · b2 белая ладья · d2 белый король · e2 белый слон · f2 белый конь · g2 белая пешка · h2 белый конь · c1 белый слон · d1 белый ферзь · f1 белая ладья | 5 |
| 4 | d8 чёрная ладья · f8 чёрный слон · g8 чёрная ладья · d7 чёрный ферзь · h7 чёрный король · b6 чёрная пешка · e6 чёрный слон · f6 чёрный конь · h6 чёрный конь · a5 чёрная пешка · b5 белая пешка · c5 чёрная пешка · e5 чёрная пешка · h5 чёрная пешка · a4 белая пешка · c4 белая пешка · d4 чёрная пешка · e4 белая пешка · f4 чёрная пешка · g4 чёрная пешка · d3 белая пешка · f3 белая пешка · h3 белая пешка · b2 белая ладья · d2 белый король · e2 белый слон · f2 белый конь · g2 белая пешка · h2 белый конь · c1 белый слон · d1 белый ферзь · f1 белая ладья | d8 чёрная ладья · f8 чёрный слон · g8 чёрная ладья · d7 чёрный ферзь · h7 чёрный король · b6 чёрная пешка · e6 чёрный слон · f6 чёрный конь · h6 чёрный конь · a5 чёрная пешка · b5 белая пешка · c5 чёрная пешка · e5 чёрная пешка · h5 чёрная пешка · a4 белая пешка · c4 белая пешка · d4 чёрная пешка · e4 белая пешка · f4 чёрная пешка · g4 чёрная пешка · d3 белая пешка · f3 белая пешка · h3 белая пешка · b2 белая ладья · d2 белый король · e2 белый слон · f2 белый конь · g2 белая пешка · h2 белый конь · c1 белый слон · d1 белый ферзь · f1 белая ладья | d8 чёрная ладья · f8 чёрный слон · g8 чёрная ладья · d7 чёрный ферзь · h7 чёрный король · b6 чёрная пешка · e6 чёрный слон · f6 чёрный конь · h6 чёрный конь · a5 чёрная пешка · b5 белая пешка · c5 чёрная пешка · e5 чёрная пешка · h5 чёрная пешка · a4 белая пешка · c4 белая пешка · d4 чёрная пешка · e4 белая пешка · f4 чёрная пешка · g4 чёрная пешка · d3 белая пешка · f3 белая пешка · h3 белая пешка · b2 белая ладья · d2 белый король · e2 белый слон · f2 белый конь · g2 белая пешка · h2 белый конь · c1 белый слон · d1 белый ферзь · f1 белая ладья | d8 чёрная ладья · f8 чёрный слон · g8 чёрная ладья · d7 чёрный ферзь · h7 чёрный король · b6 чёрная пешка · e6 чёрный слон · f6 чёрный конь · h6 чёрный конь · a5 чёрная пешка · b5 белая пешка · c5 чёрная пешка · e5 чёрная пешка · h5 чёрная пешка · a4 белая пешка · c4 белая пешка · d4 чёрная пешка · e4 белая пешка · f4 чёрная пешка · g4 чёрная пешка · d3 белая пешка · f3 белая пешка · h3 белая пешка · b2 белая ладья · d2 белый король · e2 белый слон · f2 белый конь · g2 белая пешка · h2 белый конь · c1 белый слон · d1 белый ферзь · f1 белая ладья | d8 чёрная ладья · f8 чёрный слон · g8 чёрная ладья · d7 чёрный ферзь · h7 чёрный король · b6 чёрная пешка · e6 чёрный слон · f6 чёрный конь · h6 чёрный конь · a5 чёрная пешка · b5 белая пешка · c5 чёрная пешка · e5 чёрная пешка · h5 чёрная пешка · a4 белая пешка · c4 белая пешка · d4 чёрная пешка · e4 белая пешка · f4 чёрная пешка · g4 чёрная пешка · d3 белая пешка · f3 белая пешка · h3 белая пешка · b2 белая ладья · d2 белый король · e2 белый слон · f2 белый конь · g2 белая пешка · h2 белый конь · c1 белый слон · d1 белый ферзь · f1 белая ладья | d8 чёрная ладья · f8 чёрный слон · g8 чёрная ладья · d7 чёрный ферзь · h7 чёрный король · b6 чёрная пешка · e6 чёрный слон · f6 чёрный конь · h6 чёрный конь · a5 чёрная пешка · b5 белая пешка · c5 чёрная пешка · e5 чёрная пешка · h5 чёрная пешка · a4 белая пешка · c4 белая пешка · d4 чёрная пешка · e4 белая пешка · f4 чёрная пешка · g4 чёрная пешка · d3 белая пешка · f3 белая пешка · h3 белая пешка · b2 белая ладья · d2 белый король · e2 белый слон · f2 белый конь · g2 белая пешка · h2 белый конь · c1 белый слон · d1 белый ферзь · f1 белая ладья | d8 чёрная ладья · f8 чёрный слон · g8 чёрная ладья · d7 чёрный ферзь · h7 чёрный король · b6 чёрная пешка · e6 чёрный слон · f6 чёрный конь · h6 чёрный конь · a5 чёрная пешка · b5 белая пешка · c5 чёрная пешка · e5 чёрная пешка · h5 чёрная пешка · a4 белая пешка · c4 белая пешка · d4 чёрная пешка · e4 белая пешка · f4 чёрная пешка · g4 чёрная пешка · d3 белая пешка · f3 белая пешка · h3 белая пешка · b2 белая ладья · d2 белый король · e2 белый слон · f2 белый конь · g2 белая пешка · h2 белый конь · c1 белый слон · d1 белый ферзь · f1 белая ладья | d8 чёрная ладья · f8 чёрный слон · g8 чёрная ладья · d7 чёрный ферзь · h7 чёрный король · b6 чёрная пешка · e6 чёрный слон · f6 чёрный конь · h6 чёрный конь · a5 чёрная пешка · b5 белая пешка · c5 чёрная пешка · e5 чёрная пешка · h5 чёрная пешка · a4 белая пешка · c4 белая пешка · d4 чёрная пешка · e4 белая пешка · f4 чёрная пешка · g4 чёрная пешка · d3 белая пешка · f3 белая пешка · h3 белая пешка · b2 белая ладья · d2 белый король · e2 белый слон · f2 белый конь · g2 белая пешка · h2 белый конь · c1 белый слон · d1 белый ферзь · f1 белая ладья | 4 |
| 3 | d8 чёрная ладья · f8 чёрный слон · g8 чёрная ладья · d7 чёрный ферзь · h7 чёрный король · b6 чёрная пешка · e6 чёрный слон · f6 чёрный конь · h6 чёрный конь · a5 чёрная пешка · b5 белая пешка · c5 чёрная пешка · e5 чёрная пешка · h5 чёрная пешка · a4 белая пешка · c4 белая пешка · d4 чёрная пешка · e4 белая пешка · f4 чёрная пешка · g4 чёрная пешка · d3 белая пешка · f3 белая пешка · h3 белая пешка · b2 белая ладья · d2 белый король · e2 белый слон · f2 белый конь · g2 белая пешка · h2 белый конь · c1 белый слон · d1 белый ферзь · f1 белая ладья | d8 чёрная ладья · f8 чёрный слон · g8 чёрная ладья · d7 чёрный ферзь · h7 чёрный король · b6 чёрная пешка · e6 чёрный слон · f6 чёрный конь · h6 чёрный конь · a5 чёрная пешка · b5 белая пешка · c5 чёрная пешка · e5 чёрная пешка · h5 чёрная пешка · a4 белая пешка · c4 белая пешка · d4 чёрная пешка · e4 белая пешка · f4 чёрная пешка · g4 чёрная пешка · d3 белая пешка · f3 белая пешка · h3 белая пешка · b2 белая ладья · d2 белый король · e2 белый слон · f2 белый конь · g2 белая пешка · h2 белый конь · c1 белый слон · d1 белый ферзь · f1 белая ладья | d8 чёрная ладья · f8 чёрный слон · g8 чёрная ладья · d7 чёрный ферзь · h7 чёрный король · b6 чёрная пешка · e6 чёрный слон · f6 чёрный конь · h6 чёрный конь · a5 чёрная пешка · b5 белая пешка · c5 чёрная пешка · e5 чёрная пешка · h5 чёрная пешка · a4 белая пешка · c4 белая пешка · d4 чёрная пешка · e4 белая пешка · f4 чёрная пешка · g4 чёрная пешка · d3 белая пешка · f3 белая пешка · h3 белая пешка · b2 белая ладья · d2 белый король · e2 белый слон · f2 белый конь · g2 белая пешка · h2 белый конь · c1 белый слон · d1 белый ферзь · f1 белая ладья | d8 чёрная ладья · f8 чёрный слон · g8 чёрная ладья · d7 чёрный ферзь · h7 чёрный король · b6 чёрная пешка · e6 чёрный слон · f6 чёрный конь · h6 чёрный конь · a5 чёрная пешка · b5 белая пешка · c5 чёрная пешка · e5 чёрная пешка · h5 чёрная пешка · a4 белая пешка · c4 белая пешка · d4 чёрная пешка · e4 белая пешка · f4 чёрная пешка · g4 чёрная пешка · d3 белая пешка · f3 белая пешка · h3 белая пешка · b2 белая ладья · d2 белый король · e2 белый слон · f2 белый конь · g2 белая пешка · h2 белый конь · c1 белый слон · d1 белый ферзь · f1 белая ладья | d8 чёрная ладья · f8 чёрный слон · g8 чёрная ладья · d7 чёрный ферзь · h7 чёрный король · b6 чёрная пешка · e6 чёрный слон · f6 чёрный конь · h6 чёрный конь · a5 чёрная пешка · b5 белая пешка · c5 чёрная пешка · e5 чёрная пешка · h5 чёрная пешка · a4 белая пешка · c4 белая пешка · d4 чёрная пешка · e4 белая пешка · f4 чёрная пешка · g4 чёрная пешка · d3 белая пешка · f3 белая пешка · h3 белая пешка · b2 белая ладья · d2 белый король · e2 белый слон · f2 белый конь · g2 белая пешка · h2 белый конь · c1 белый слон · d1 белый ферзь · f1 белая ладья | d8 чёрная ладья · f8 чёрный слон · g8 чёрная ладья · d7 чёрный ферзь · h7 чёрный король · b6 чёрная пешка · e6 чёрный слон · f6 чёрный конь · h6 чёрный конь · a5 чёрная пешка · b5 белая пешка · c5 чёрная пешка · e5 чёрная пешка · h5 чёрная пешка · a4 белая пешка · c4 белая пешка · d4 чёрная пешка · e4 белая пешка · f4 чёрная пешка · g4 чёрная пешка · d3 белая пешка · f3 белая пешка · h3 белая пешка · b2 белая ладья · d2 белый король · e2 белый слон · f2 белый конь · g2 белая пешка · h2 белый конь · c1 белый слон · d1 белый ферзь · f1 белая ладья | d8 чёрная ладья · f8 чёрный слон · g8 чёрная ладья · d7 чёрный ферзь · h7 чёрный король · b6 чёрная пешка · e6 чёрный слон · f6 чёрный конь · h6 чёрный конь · a5 чёрная пешка · b5 белая пешка · c5 чёрная пешка · e5 чёрная пешка · h5 чёрная пешка · a4 белая пешка · c4 белая пешка · d4 чёрная пешка · e4 белая пешка · f4 чёрная пешка · g4 чёрная пешка · d3 белая пешка · f3 белая пешка · h3 белая пешка · b2 белая ладья · d2 белый король · e2 белый слон · f2 белый конь · g2 белая пешка · h2 белый конь · c1 белый слон · d1 белый ферзь · f1 белая ладья | d8 чёрная ладья · f8 чёрный слон · g8 чёрная ладья · d7 чёрный ферзь · h7 чёрный король · b6 чёрная пешка · e6 чёрный слон · f6 чёрный конь · h6 чёрный конь · a5 чёрная пешка · b5 белая пешка · c5 чёрная пешка · e5 чёрная пешка · h5 чёрная пешка · a4 белая пешка · c4 белая пешка · d4 чёрная пешка · e4 белая пешка · f4 чёрная пешка · g4 чёрная пешка · d3 белая пешка · f3 белая пешка · h3 белая пешка · b2 белая ладья · d2 белый король · e2 белый слон · f2 белый конь · g2 белая пешка · h2 белый конь · c1 белый слон · d1 белый ферзь · f1 белая ладья | 3 |
| 2 | d8 чёрная ладья · f8 чёрный слон · g8 чёрная ладья · d7 чёрный ферзь · h7 чёрный король · b6 чёрная пешка · e6 чёрный слон · f6 чёрный конь · h6 чёрный конь · a5 чёрная пешка · b5 белая пешка · c5 чёрная пешка · e5 чёрная пешка · h5 чёрная пешка · a4 белая пешка · c4 белая пешка · d4 чёрная пешка · e4 белая пешка · f4 чёрная пешка · g4 чёрная пешка · d3 белая пешка · f3 белая пешка · h3 белая пешка · b2 белая ладья · d2 белый король · e2 белый слон · f2 белый конь · g2 белая пешка · h2 белый конь · c1 белый слон · d1 белый ферзь · f1 белая ладья | d8 чёрная ладья · f8 чёрный слон · g8 чёрная ладья · d7 чёрный ферзь · h7 чёрный король · b6 чёрная пешка · e6 чёрный слон · f6 чёрный конь · h6 чёрный конь · a5 чёрная пешка · b5 белая пешка · c5 чёрная пешка · e5 чёрная пешка · h5 чёрная пешка · a4 белая пешка · c4 белая пешка · d4 чёрная пешка · e4 белая пешка · f4 чёрная пешка · g4 чёрная пешка · d3 белая пешка · f3 белая пешка · h3 белая пешка · b2 белая ладья · d2 белый король · e2 белый слон · f2 белый конь · g2 белая пешка · h2 белый конь · c1 белый слон · d1 белый ферзь · f1 белая ладья | d8 чёрная ладья · f8 чёрный слон · g8 чёрная ладья · d7 чёрный ферзь · h7 чёрный король · b6 чёрная пешка · e6 чёрный слон · f6 чёрный конь · h6 чёрный конь · a5 чёрная пешка · b5 белая пешка · c5 чёрная пешка · e5 чёрная пешка · h5 чёрная пешка · a4 белая пешка · c4 белая пешка · d4 чёрная пешка · e4 белая пешка · f4 чёрная пешка · g4 чёрная пешка · d3 белая пешка · f3 белая пешка · h3 белая пешка · b2 белая ладья · d2 белый король · e2 белый слон · f2 белый конь · g2 белая пешка · h2 белый конь · c1 белый слон · d1 белый ферзь · f1 белая ладья | d8 чёрная ладья · f8 чёрный слон · g8 чёрная ладья · d7 чёрный ферзь · h7 чёрный король · b6 чёрная пешка · e6 чёрный слон · f6 чёрный конь · h6 чёрный конь · a5 чёрная пешка · b5 белая пешка · c5 чёрная пешка · e5 чёрная пешка · h5 чёрная пешка · a4 белая пешка · c4 белая пешка · d4 чёрная пешка · e4 белая пешка · f4 чёрная пешка · g4 чёрная пешка · d3 белая пешка · f3 белая пешка · h3 белая пешка · b2 белая ладья · d2 белый король · e2 белый слон · f2 белый конь · g2 белая пешка · h2 белый конь · c1 белый слон · d1 белый ферзь · f1 белая ладья | d8 чёрная ладья · f8 чёрный слон · g8 чёрная ладья · d7 чёрный ферзь · h7 чёрный король · b6 чёрная пешка · e6 чёрный слон · f6 чёрный конь · h6 чёрный конь · a5 чёрная пешка · b5 белая пешка · c5 чёрная пешка · e5 чёрная пешка · h5 чёрная пешка · a4 белая пешка · c4 белая пешка · d4 чёрная пешка · e4 белая пешка · f4 чёрная пешка · g4 чёрная пешка · d3 белая пешка · f3 белая пешка · h3 белая пешка · b2 белая ладья · d2 белый король · e2 белый слон · f2 белый конь · g2 белая пешка · h2 белый конь · c1 белый слон · d1 белый ферзь · f1 белая ладья | d8 чёрная ладья · f8 чёрный слон · g8 чёрная ладья · d7 чёрный ферзь · h7 чёрный король · b6 чёрная пешка · e6 чёрный слон · f6 чёрный конь · h6 чёрный конь · a5 чёрная пешка · b5 белая пешка · c5 чёрная пешка · e5 чёрная пешка · h5 чёрная пешка · a4 белая пешка · c4 белая пешка · d4 чёрная пешка · e4 белая пешка · f4 чёрная пешка · g4 чёрная пешка · d3 белая пешка · f3 белая пешка · h3 белая пешка · b2 белая ладья · d2 белый король · e2 белый слон · f2 белый конь · g2 белая пешка · h2 белый конь · c1 белый слон · d1 белый ферзь · f1 белая ладья | d8 чёрная ладья · f8 чёрный слон · g8 чёрная ладья · d7 чёрный ферзь · h7 чёрный король · b6 чёрная пешка · e6 чёрный слон · f6 чёрный конь · h6 чёрный конь · a5 чёрная пешка · b5 белая пешка · c5 чёрная пешка · e5 чёрная пешка · h5 чёрная пешка · a4 белая пешка · c4 белая пешка · d4 чёрная пешка · e4 белая пешка · f4 чёрная пешка · g4 чёрная пешка · d3 белая пешка · f3 белая пешка · h3 белая пешка · b2 белая ладья · d2 белый король · e2 белый слон · f2 белый конь · g2 белая пешка · h2 белый конь · c1 белый слон · d1 белый ферзь · f1 белая ладья | d8 чёрная ладья · f8 чёрный слон · g8 чёрная ладья · d7 чёрный ферзь · h7 чёрный король · b6 чёрная пешка · e6 чёрный слон · f6 чёрный конь · h6 чёрный конь · a5 чёрная пешка · b5 белая пешка · c5 чёрная пешка · e5 чёрная пешка · h5 чёрная пешка · a4 белая пешка · c4 белая пешка · d4 чёрная пешка · e4 белая пешка · f4 чёрная пешка · g4 чёрная пешка · d3 белая пешка · f3 белая пешка · h3 белая пешка · b2 белая ладья · d2 белый король · e2 белый слон · f2 белый конь · g2 белая пешка · h2 белый конь · c1 белый слон · d1 белый ферзь · f1 белая ладья | 2 |
| 1 | d8 чёрная ладья · f8 чёрный слон · g8 чёрная ладья · d7 чёрный ферзь · h7 чёрный король · b6 чёрная пешка · e6 чёрный слон · f6 чёрный конь · h6 чёрный конь · a5 чёрная пешка · b5 белая пешка · c5 чёрная пешка · e5 чёрная пешка · h5 чёрная пешка · a4 белая пешка · c4 белая пешка · d4 чёрная пешка · e4 белая пешка · f4 чёрная пешка · g4 чёрная пешка · d3 белая пешка · f3 белая пешка · h3 белая пешка · b2 белая ладья · d2 белый король · e2 белый слон · f2 белый конь · g2 белая пешка · h2 белый конь · c1 белый слон · d1 белый ферзь · f1 белая ладья | d8 чёрная ладья · f8 чёрный слон · g8 чёрная ладья · d7 чёрный ферзь · h7 чёрный король · b6 чёрная пешка · e6 чёрный слон · f6 чёрный конь · h6 чёрный конь · a5 чёрная пешка · b5 белая пешка · c5 чёрная пешка · e5 чёрная пешка · h5 чёрная пешка · a4 белая пешка · c4 белая пешка · d4 чёрная пешка · e4 белая пешка · f4 чёрная пешка · g4 чёрная пешка · d3 белая пешка · f3 белая пешка · h3 белая пешка · b2 белая ладья · d2 белый король · e2 белый слон · f2 белый конь · g2 белая пешка · h2 белый конь · c1 белый слон · d1 белый ферзь · f1 белая ладья | d8 чёрная ладья · f8 чёрный слон · g8 чёрная ладья · d7 чёрный ферзь · h7 чёрный король · b6 чёрная пешка · e6 чёрный слон · f6 чёрный конь · h6 чёрный конь · a5 чёрная пешка · b5 белая пешка · c5 чёрная пешка · e5 чёрная пешка · h5 чёрная пешка · a4 белая пешка · c4 белая пешка · d4 чёрная пешка · e4 белая пешка · f4 чёрная пешка · g4 чёрная пешка · d3 белая пешка · f3 белая пешка · h3 белая пешка · b2 белая ладья · d2 белый король · e2 белый слон · f2 белый конь · g2 белая пешка · h2 белый конь · c1 белый слон · d1 белый ферзь · f1 белая ладья | d8 чёрная ладья · f8 чёрный слон · g8 чёрная ладья · d7 чёрный ферзь · h7 чёрный король · b6 чёрная пешка · e6 чёрный слон · f6 чёрный конь · h6 чёрный конь · a5 чёрная пешка · b5 белая пешка · c5 чёрная пешка · e5 чёрная пешка · h5 чёрная пешка · a4 белая пешка · c4 белая пешка · d4 чёрная пешка · e4 белая пешка · f4 чёрная пешка · g4 чёрная пешка · d3 белая пешка · f3 белая пешка · h3 белая пешка · b2 белая ладья · d2 белый король · e2 белый слон · f2 белый конь · g2 белая пешка · h2 белый конь · c1 белый слон · d1 белый ферзь · f1 белая ладья | d8 чёрная ладья · f8 чёрный слон · g8 чёрная ладья · d7 чёрный ферзь · h7 чёрный король · b6 чёрная пешка · e6 чёрный слон · f6 чёрный конь · h6 чёрный конь · a5 чёрная пешка · b5 белая пешка · c5 чёрная пешка · e5 чёрная пешка · h5 чёрная пешка · a4 белая пешка · c4 белая пешка · d4 чёрная пешка · e4 белая пешка · f4 чёрная пешка · g4 чёрная пешка · d3 белая пешка · f3 белая пешка · h3 белая пешка · b2 белая ладья · d2 белый король · e2 белый слон · f2 белый конь · g2 белая пешка · h2 белый конь · c1 белый слон · d1 белый ферзь · f1 белая ладья | d8 чёрная ладья · f8 чёрный слон · g8 чёрная ладья · d7 чёрный ферзь · h7 чёрный король · b6 чёрная пешка · e6 чёрный слон · f6 чёрный конь · h6 чёрный конь · a5 чёрная пешка · b5 белая пешка · c5 чёрная пешка · e5 чёрная пешка · h5 чёрная пешка · a4 белая пешка · c4 белая пешка · d4 чёрная пешка · e4 белая пешка · f4 чёрная пешка · g4 чёрная пешка · d3 белая пешка · f3 белая пешка · h3 белая пешка · b2 белая ладья · d2 белый король · e2 белый слон · f2 белый конь · g2 белая пешка · h2 белый конь · c1 белый слон · d1 белый ферзь · f1 белая ладья | d8 чёрная ладья · f8 чёрный слон · g8 чёрная ладья · d7 чёрный ферзь · h7 чёрный король · b6 чёрная пешка · e6 чёрный слон · f6 чёрный конь · h6 чёрный конь · a5 чёрная пешка · b5 белая пешка · c5 чёрная пешка · e5 чёрная пешка · h5 чёрная пешка · a4 белая пешка · c4 белая пешка · d4 чёрная пешка · e4 белая пешка · f4 чёрная пешка · g4 чёрная пешка · d3 белая пешка · f3 белая пешка · h3 белая пешка · b2 белая ладья · d2 белый король · e2 белый слон · f2 белый конь · g2 белая пешка · h2 белый конь · c1 белый слон · d1 белый ферзь · f1 белая ладья | d8 чёрная ладья · f8 чёрный слон · g8 чёрная ладья · d7 чёрный ферзь · h7 чёрный король · b6 чёрная пешка · e6 чёрный слон · f6 чёрный конь · h6 чёрный конь · a5 чёрная пешка · b5 белая пешка · c5 чёрная пешка · e5 чёрная пешка · h5 чёрная пешка · a4 белая пешка · c4 белая пешка · d4 чёрная пешка · e4 белая пешка · f4 чёрная пешка · g4 чёрная пешка · d3 белая пешка · f3 белая пешка · h3 белая пешка · b2 белая ладья · d2 белый король · e2 белый слон · f2 белый конь · g2 белая пешка · h2 белый конь · c1 белый слон · d1 белый ферзь · f1 белая ладья | 1 |
|   | a | b | c | d | e | f | g | h |   |

В партии Вайс-Буршовский (Австрия, 1995) с 37 по 42 ходы произошла серия из 12 последовательных взятий на поле g4:
37. hg hg 38.fg Кh: g4 39.Кh: g4 К:g4 40.К:g4 C:g4 41.C:g4 Ф:g4 42.Ф:g4 Л:g4 (см. диаграмму) 43.Лg1 Ch6 44.Крe1 Лdg8 45.Крf1 Лg3 46.Лb3 Л8g6 47.Cd2 f3 48.C:h6 fg+ 49.Крf2 Кр: h6 50.Лa3 Крh5 51.Крe2 Крh4, и белые сдались.

### Самая длинная серия ходов одной фигурой
Долгое время рекорд принадлежал партии Макензи-Мэзон (Лондон, 1882), где с 72 по 144 ходы чёрные делали ферзём.. Однако в партии Ребичкова-Ворацова (Пльзень, 1995) чёрный ферзь шаховал короля на протяжении 74 ходов. Чуть позже был побит и этот рекорд: в партии Ю Вэй По - Арора (Турин, 2006) чёрная ладья сделала 80 ходов подряд.

### Наибольшее число взятий одной фигурой
В партии Лайелл-Фридленд (Лондон, 2001) белый ферзь побил 11 фигур.

### Самое большое число шахов
В вышеупомянутой партии Вегнер-Йонсен (Гаусдаль, 1991) белые дали рекордные 100 шахов, а в общей сложности в партии был 141 шах.

### Самая длинная серия взаимных шахов
|   | a | b | c | d | e | f | g | h |   |
| - | --- | --- | --- | --- | --- | --- | --- | --- | - |
| 8 | c8 чёрный слон · e8 чёрный король · h8 чёрная ладья · a7 чёрная пешка · d7 чёрный конь · f7 чёрная пешка · d6 белый ферзь · f6 чёрный конь · b5 чёрная пешка · f4 белый слон · b3 белый слон · e3 белый король · f3 чёрная пешка · g3 белая пешка · a2 белая пешка · b2 белая пешка · h2 чёрный ферзь · e1 белая ладья · f1 белая ладья | c8 чёрный слон · e8 чёрный король · h8 чёрная ладья · a7 чёрная пешка · d7 чёрный конь · f7 чёрная пешка · d6 белый ферзь · f6 чёрный конь · b5 чёрная пешка · f4 белый слон · b3 белый слон · e3 белый король · f3 чёрная пешка · g3 белая пешка · a2 белая пешка · b2 белая пешка · h2 чёрный ферзь · e1 белая ладья · f1 белая ладья | c8 чёрный слон · e8 чёрный король · h8 чёрная ладья · a7 чёрная пешка · d7 чёрный конь · f7 чёрная пешка · d6 белый ферзь · f6 чёрный конь · b5 чёрная пешка · f4 белый слон · b3 белый слон · e3 белый король · f3 чёрная пешка · g3 белая пешка · a2 белая пешка · b2 белая пешка · h2 чёрный ферзь · e1 белая ладья · f1 белая ладья | c8 чёрный слон · e8 чёрный король · h8 чёрная ладья · a7 чёрная пешка · d7 чёрный конь · f7 чёрная пешка · d6 белый ферзь · f6 чёрный конь · b5 чёрная пешка · f4 белый слон · b3 белый слон · e3 белый король · f3 чёрная пешка · g3 белая пешка · a2 белая пешка · b2 белая пешка · h2 чёрный ферзь · e1 белая ладья · f1 белая ладья | c8 чёрный слон · e8 чёрный король · h8 чёрная ладья · a7 чёрная пешка · d7 чёрный конь · f7 чёрная пешка · d6 белый ферзь · f6 чёрный конь · b5 чёрная пешка · f4 белый слон · b3 белый слон · e3 белый король · f3 чёрная пешка · g3 белая пешка · a2 белая пешка · b2 белая пешка · h2 чёрный ферзь · e1 белая ладья · f1 белая ладья | c8 чёрный слон · e8 чёрный король · h8 чёрная ладья · a7 чёрная пешка · d7 чёрный конь · f7 чёрная пешка · d6 белый ферзь · f6 чёрный конь · b5 чёрная пешка · f4 белый слон · b3 белый слон · e3 белый король · f3 чёрная пешка · g3 белая пешка · a2 белая пешка · b2 белая пешка · h2 чёрный ферзь · e1 белая ладья · f1 белая ладья | c8 чёрный слон · e8 чёрный король · h8 чёрная ладья · a7 чёрная пешка · d7 чёрный конь · f7 чёрная пешка · d6 белый ферзь · f6 чёрный конь · b5 чёрная пешка · f4 белый слон · b3 белый слон · e3 белый король · f3 чёрная пешка · g3 белая пешка · a2 белая пешка · b2 белая пешка · h2 чёрный ферзь · e1 белая ладья · f1 белая ладья | c8 чёрный слон · e8 чёрный король · h8 чёрная ладья · a7 чёрная пешка · d7 чёрный конь · f7 чёрная пешка · d6 белый ферзь · f6 чёрный конь · b5 чёрная пешка · f4 белый слон · b3 белый слон · e3 белый король · f3 чёрная пешка · g3 белая пешка · a2 белая пешка · b2 белая пешка · h2 чёрный ферзь · e1 белая ладья · f1 белая ладья | 8 |
| 7 | c8 чёрный слон · e8 чёрный король · h8 чёрная ладья · a7 чёрная пешка · d7 чёрный конь · f7 чёрная пешка · d6 белый ферзь · f6 чёрный конь · b5 чёрная пешка · f4 белый слон · b3 белый слон · e3 белый король · f3 чёрная пешка · g3 белая пешка · a2 белая пешка · b2 белая пешка · h2 чёрный ферзь · e1 белая ладья · f1 белая ладья | c8 чёрный слон · e8 чёрный король · h8 чёрная ладья · a7 чёрная пешка · d7 чёрный конь · f7 чёрная пешка · d6 белый ферзь · f6 чёрный конь · b5 чёрная пешка · f4 белый слон · b3 белый слон · e3 белый король · f3 чёрная пешка · g3 белая пешка · a2 белая пешка · b2 белая пешка · h2 чёрный ферзь · e1 белая ладья · f1 белая ладья | c8 чёрный слон · e8 чёрный король · h8 чёрная ладья · a7 чёрная пешка · d7 чёрный конь · f7 чёрная пешка · d6 белый ферзь · f6 чёрный конь · b5 чёрная пешка · f4 белый слон · b3 белый слон · e3 белый король · f3 чёрная пешка · g3 белая пешка · a2 белая пешка · b2 белая пешка · h2 чёрный ферзь · e1 белая ладья · f1 белая ладья | c8 чёрный слон · e8 чёрный король · h8 чёрная ладья · a7 чёрная пешка · d7 чёрный конь · f7 чёрная пешка · d6 белый ферзь · f6 чёрный конь · b5 чёрная пешка · f4 белый слон · b3 белый слон · e3 белый король · f3 чёрная пешка · g3 белая пешка · a2 белая пешка · b2 белая пешка · h2 чёрный ферзь · e1 белая ладья · f1 белая ладья | c8 чёрный слон · e8 чёрный король · h8 чёрная ладья · a7 чёрная пешка · d7 чёрный конь · f7 чёрная пешка · d6 белый ферзь · f6 чёрный конь · b5 чёрная пешка · f4 белый слон · b3 белый слон · e3 белый король · f3 чёрная пешка · g3 белая пешка · a2 белая пешка · b2 белая пешка · h2 чёрный ферзь · e1 белая ладья · f1 белая ладья | c8 чёрный слон · e8 чёрный король · h8 чёрная ладья · a7 чёрная пешка · d7 чёрный конь · f7 чёрная пешка · d6 белый ферзь · f6 чёрный конь · b5 чёрная пешка · f4 белый слон · b3 белый слон · e3 белый король · f3 чёрная пешка · g3 белая пешка · a2 белая пешка · b2 белая пешка · h2 чёрный ферзь · e1 белая ладья · f1 белая ладья | c8 чёрный слон · e8 чёрный король · h8 чёрная ладья · a7 чёрная пешка · d7 чёрный конь · f7 чёрная пешка · d6 белый ферзь · f6 чёрный конь · b5 чёрная пешка · f4 белый слон · b3 белый слон · e3 белый король · f3 чёрная пешка · g3 белая пешка · a2 белая пешка · b2 белая пешка · h2 чёрный ферзь · e1 белая ладья · f1 белая ладья | c8 чёрный слон · e8 чёрный король · h8 чёрная ладья · a7 чёрная пешка · d7 чёрный конь · f7 чёрная пешка · d6 белый ферзь · f6 чёрный конь · b5 чёрная пешка · f4 белый слон · b3 белый слон · e3 белый король · f3 чёрная пешка · g3 белая пешка · a2 белая пешка · b2 белая пешка · h2 чёрный ферзь · e1 белая ладья · f1 белая ладья | 7 |
| 6 | c8 чёрный слон · e8 чёрный король · h8 чёрная ладья · a7 чёрная пешка · d7 чёрный конь · f7 чёрная пешка · d6 белый ферзь · f6 чёрный конь · b5 чёрная пешка · f4 белый слон · b3 белый слон · e3 белый король · f3 чёрная пешка · g3 белая пешка · a2 белая пешка · b2 белая пешка · h2 чёрный ферзь · e1 белая ладья · f1 белая ладья | c8 чёрный слон · e8 чёрный король · h8 чёрная ладья · a7 чёрная пешка · d7 чёрный конь · f7 чёрная пешка · d6 белый ферзь · f6 чёрный конь · b5 чёрная пешка · f4 белый слон · b3 белый слон · e3 белый король · f3 чёрная пешка · g3 белая пешка · a2 белая пешка · b2 белая пешка · h2 чёрный ферзь · e1 белая ладья · f1 белая ладья | c8 чёрный слон · e8 чёрный король · h8 чёрная ладья · a7 чёрная пешка · d7 чёрный конь · f7 чёрная пешка · d6 белый ферзь · f6 чёрный конь · b5 чёрная пешка · f4 белый слон · b3 белый слон · e3 белый король · f3 чёрная пешка · g3 белая пешка · a2 белая пешка · b2 белая пешка · h2 чёрный ферзь · e1 белая ладья · f1 белая ладья | c8 чёрный слон · e8 чёрный король · h8 чёрная ладья · a7 чёрная пешка · d7 чёрный конь · f7 чёрная пешка · d6 белый ферзь · f6 чёрный конь · b5 чёрная пешка · f4 белый слон · b3 белый слон · e3 белый король · f3 чёрная пешка · g3 белая пешка · a2 белая пешка · b2 белая пешка · h2 чёрный ферзь · e1 белая ладья · f1 белая ладья | c8 чёрный слон · e8 чёрный король · h8 чёрная ладья · a7 чёрная пешка · d7 чёрный конь · f7 чёрная пешка · d6 белый ферзь · f6 чёрный конь · b5 чёрная пешка · f4 белый слон · b3 белый слон · e3 белый король · f3 чёрная пешка · g3 белая пешка · a2 белая пешка · b2 белая пешка · h2 чёрный ферзь · e1 белая ладья · f1 белая ладья | c8 чёрный слон · e8 чёрный король · h8 чёрная ладья · a7 чёрная пешка · d7 чёрный конь · f7 чёрная пешка · d6 белый ферзь · f6 чёрный конь · b5 чёрная пешка · f4 белый слон · b3 белый слон · e3 белый король · f3 чёрная пешка · g3 белая пешка · a2 белая пешка · b2 белая пешка · h2 чёрный ферзь · e1 белая ладья · f1 белая ладья | c8 чёрный слон · e8 чёрный король · h8 чёрная ладья · a7 чёрная пешка · d7 чёрный конь · f7 чёрная пешка · d6 белый ферзь · f6 чёрный конь · b5 чёрная пешка · f4 белый слон · b3 белый слон · e3 белый король · f3 чёрная пешка · g3 белая пешка · a2 белая пешка · b2 белая пешка · h2 чёрный ферзь · e1 белая ладья · f1 белая ладья | c8 чёрный слон · e8 чёрный король · h8 чёрная ладья · a7 чёрная пешка · d7 чёрный конь · f7 чёрная пешка · d6 белый ферзь · f6 чёрный конь · b5 чёрная пешка · f4 белый слон · b3 белый слон · e3 белый король · f3 чёрная пешка · g3 белая пешка · a2 белая пешка · b2 белая пешка · h2 чёрный ферзь · e1 белая ладья · f1 белая ладья | 6 |
| 5 | c8 чёрный слон · e8 чёрный король · h8 чёрная ладья · a7 чёрная пешка · d7 чёрный конь · f7 чёрная пешка · d6 белый ферзь · f6 чёрный конь · b5 чёрная пешка · f4 белый слон · b3 белый слон · e3 белый король · f3 чёрная пешка · g3 белая пешка · a2 белая пешка · b2 белая пешка · h2 чёрный ферзь · e1 белая ладья · f1 белая ладья | c8 чёрный слон · e8 чёрный король · h8 чёрная ладья · a7 чёрная пешка · d7 чёрный конь · f7 чёрная пешка · d6 белый ферзь · f6 чёрный конь · b5 чёрная пешка · f4 белый слон · b3 белый слон · e3 белый король · f3 чёрная пешка · g3 белая пешка · a2 белая пешка · b2 белая пешка · h2 чёрный ферзь · e1 белая ладья · f1 белая ладья | c8 чёрный слон · e8 чёрный король · h8 чёрная ладья · a7 чёрная пешка · d7 чёрный конь · f7 чёрная пешка · d6 белый ферзь · f6 чёрный конь · b5 чёрная пешка · f4 белый слон · b3 белый слон · e3 белый король · f3 чёрная пешка · g3 белая пешка · a2 белая пешка · b2 белая пешка · h2 чёрный ферзь · e1 белая ладья · f1 белая ладья | c8 чёрный слон · e8 чёрный король · h8 чёрная ладья · a7 чёрная пешка · d7 чёрный конь · f7 чёрная пешка · d6 белый ферзь · f6 чёрный конь · b5 чёрная пешка · f4 белый слон · b3 белый слон · e3 белый король · f3 чёрная пешка · g3 белая пешка · a2 белая пешка · b2 белая пешка · h2 чёрный ферзь · e1 белая ладья · f1 белая ладья | c8 чёрный слон · e8 чёрный король · h8 чёрная ладья · a7 чёрная пешка · d7 чёрный конь · f7 чёрная пешка · d6 белый ферзь · f6 чёрный конь · b5 чёрная пешка · f4 белый слон · b3 белый слон · e3 белый король · f3 чёрная пешка · g3 белая пешка · a2 белая пешка · b2 белая пешка · h2 чёрный ферзь · e1 белая ладья · f1 белая ладья | c8 чёрный слон · e8 чёрный король · h8 чёрная ладья · a7 чёрная пешка · d7 чёрный конь · f7 чёрная пешка · d6 белый ферзь · f6 чёрный конь · b5 чёрная пешка · f4 белый слон · b3 белый слон · e3 белый король · f3 чёрная пешка · g3 белая пешка · a2 белая пешка · b2 белая пешка · h2 чёрный ферзь · e1 белая ладья · f1 белая ладья | c8 чёрный слон · e8 чёрный король · h8 чёрная ладья · a7 чёрная пешка · d7 чёрный конь · f7 чёрная пешка · d6 белый ферзь · f6 чёрный конь · b5 чёрная пешка · f4 белый слон · b3 белый слон · e3 белый король · f3 чёрная пешка · g3 белая пешка · a2 белая пешка · b2 белая пешка · h2 чёрный ферзь · e1 белая ладья · f1 белая ладья | c8 чёрный слон · e8 чёрный король · h8 чёрная ладья · a7 чёрная пешка · d7 чёрный конь · f7 чёрная пешка · d6 белый ферзь · f6 чёрный конь · b5 чёрная пешка · f4 белый слон · b3 белый слон · e3 белый король · f3 чёрная пешка · g3 белая пешка · a2 белая пешка · b2 белая пешка · h2 чёрный ферзь · e1 белая ладья · f1 белая ладья | 5 |
| 4 | c8 чёрный слон · e8 чёрный король · h8 чёрная ладья · a7 чёрная пешка · d7 чёрный конь · f7 чёрная пешка · d6 белый ферзь · f6 чёрный конь · b5 чёрная пешка · f4 белый слон · b3 белый слон · e3 белый король · f3 чёрная пешка · g3 белая пешка · a2 белая пешка · b2 белая пешка · h2 чёрный ферзь · e1 белая ладья · f1 белая ладья | c8 чёрный слон · e8 чёрный король · h8 чёрная ладья · a7 чёрная пешка · d7 чёрный конь · f7 чёрная пешка · d6 белый ферзь · f6 чёрный конь · b5 чёрная пешка · f4 белый слон · b3 белый слон · e3 белый король · f3 чёрная пешка · g3 белая пешка · a2 белая пешка · b2 белая пешка · h2 чёрный ферзь · e1 белая ладья · f1 белая ладья | c8 чёрный слон · e8 чёрный король · h8 чёрная ладья · a7 чёрная пешка · d7 чёрный конь · f7 чёрная пешка · d6 белый ферзь · f6 чёрный конь · b5 чёрная пешка · f4 белый слон · b3 белый слон · e3 белый король · f3 чёрная пешка · g3 белая пешка · a2 белая пешка · b2 белая пешка · h2 чёрный ферзь · e1 белая ладья · f1 белая ладья | c8 чёрный слон · e8 чёрный король · h8 чёрная ладья · a7 чёрная пешка · d7 чёрный конь · f7 чёрная пешка · d6 белый ферзь · f6 чёрный конь · b5 чёрная пешка · f4 белый слон · b3 белый слон · e3 белый король · f3 чёрная пешка · g3 белая пешка · a2 белая пешка · b2 белая пешка · h2 чёрный ферзь · e1 белая ладья · f1 белая ладья | c8 чёрный слон · e8 чёрный король · h8 чёрная ладья · a7 чёрная пешка · d7 чёрный конь · f7 чёрная пешка · d6 белый ферзь · f6 чёрный конь · b5 чёрная пешка · f4 белый слон · b3 белый слон · e3 белый король · f3 чёрная пешка · g3 белая пешка · a2 белая пешка · b2 белая пешка · h2 чёрный ферзь · e1 белая ладья · f1 белая ладья | c8 чёрный слон · e8 чёрный король · h8 чёрная ладья · a7 чёрная пешка · d7 чёрный конь · f7 чёрная пешка · d6 белый ферзь · f6 чёрный конь · b5 чёрная пешка · f4 белый слон · b3 белый слон · e3 белый король · f3 чёрная пешка · g3 белая пешка · a2 белая пешка · b2 белая пешка · h2 чёрный ферзь · e1 белая ладья · f1 белая ладья | c8 чёрный слон · e8 чёрный король · h8 чёрная ладья · a7 чёрная пешка · d7 чёрный конь · f7 чёрная пешка · d6 белый ферзь · f6 чёрный конь · b5 чёрная пешка · f4 белый слон · b3 белый слон · e3 белый король · f3 чёрная пешка · g3 белая пешка · a2 белая пешка · b2 белая пешка · h2 чёрный ферзь · e1 белая ладья · f1 белая ладья | c8 чёрный слон · e8 чёрный король · h8 чёрная ладья · a7 чёрная пешка · d7 чёрный конь · f7 чёрная пешка · d6 белый ферзь · f6 чёрный конь · b5 чёрная пешка · f4 белый слон · b3 белый слон · e3 белый король · f3 чёрная пешка · g3 белая пешка · a2 белая пешка · b2 белая пешка · h2 чёрный ферзь · e1 белая ладья · f1 белая ладья | 4 |
| 3 | c8 чёрный слон · e8 чёрный король · h8 чёрная ладья · a7 чёрная пешка · d7 чёрный конь · f7 чёрная пешка · d6 белый ферзь · f6 чёрный конь · b5 чёрная пешка · f4 белый слон · b3 белый слон · e3 белый король · f3 чёрная пешка · g3 белая пешка · a2 белая пешка · b2 белая пешка · h2 чёрный ферзь · e1 белая ладья · f1 белая ладья | c8 чёрный слон · e8 чёрный король · h8 чёрная ладья · a7 чёрная пешка · d7 чёрный конь · f7 чёрная пешка · d6 белый ферзь · f6 чёрный конь · b5 чёрная пешка · f4 белый слон · b3 белый слон · e3 белый король · f3 чёрная пешка · g3 белая пешка · a2 белая пешка · b2 белая пешка · h2 чёрный ферзь · e1 белая ладья · f1 белая ладья | c8 чёрный слон · e8 чёрный король · h8 чёрная ладья · a7 чёрная пешка · d7 чёрный конь · f7 чёрная пешка · d6 белый ферзь · f6 чёрный конь · b5 чёрная пешка · f4 белый слон · b3 белый слон · e3 белый король · f3 чёрная пешка · g3 белая пешка · a2 белая пешка · b2 белая пешка · h2 чёрный ферзь · e1 белая ладья · f1 белая ладья | c8 чёрный слон · e8 чёрный король · h8 чёрная ладья · a7 чёрная пешка · d7 чёрный конь · f7 чёрная пешка · d6 белый ферзь · f6 чёрный конь · b5 чёрная пешка · f4 белый слон · b3 белый слон · e3 белый король · f3 чёрная пешка · g3 белая пешка · a2 белая пешка · b2 белая пешка · h2 чёрный ферзь · e1 белая ладья · f1 белая ладья | c8 чёрный слон · e8 чёрный король · h8 чёрная ладья · a7 чёрная пешка · d7 чёрный конь · f7 чёрная пешка · d6 белый ферзь · f6 чёрный конь · b5 чёрная пешка · f4 белый слон · b3 белый слон · e3 белый король · f3 чёрная пешка · g3 белая пешка · a2 белая пешка · b2 белая пешка · h2 чёрный ферзь · e1 белая ладья · f1 белая ладья | c8 чёрный слон · e8 чёрный король · h8 чёрная ладья · a7 чёрная пешка · d7 чёрный конь · f7 чёрная пешка · d6 белый ферзь · f6 чёрный конь · b5 чёрная пешка · f4 белый слон · b3 белый слон · e3 белый король · f3 чёрная пешка · g3 белая пешка · a2 белая пешка · b2 белая пешка · h2 чёрный ферзь · e1 белая ладья · f1 белая ладья | c8 чёрный слон · e8 чёрный король · h8 чёрная ладья · a7 чёрная пешка · d7 чёрный конь · f7 чёрная пешка · d6 белый ферзь · f6 чёрный конь · b5 чёрная пешка · f4 белый слон · b3 белый слон · e3 белый король · f3 чёрная пешка · g3 белая пешка · a2 белая пешка · b2 белая пешка · h2 чёрный ферзь · e1 белая ладья · f1 белая ладья | c8 чёрный слон · e8 чёрный король · h8 чёрная ладья · a7 чёрная пешка · d7 чёрный конь · f7 чёрная пешка · d6 белый ферзь · f6 чёрный конь · b5 чёрная пешка · f4 белый слон · b3 белый слон · e3 белый король · f3 чёрная пешка · g3 белая пешка · a2 белая пешка · b2 белая пешка · h2 чёрный ферзь · e1 белая ладья · f1 белая ладья | 3 |
| 2 | c8 чёрный слон · e8 чёрный король · h8 чёрная ладья · a7 чёрная пешка · d7 чёрный конь · f7 чёрная пешка · d6 белый ферзь · f6 чёрный конь · b5 чёрная пешка · f4 белый слон · b3 белый слон · e3 белый король · f3 чёрная пешка · g3 белая пешка · a2 белая пешка · b2 белая пешка · h2 чёрный ферзь · e1 белая ладья · f1 белая ладья | c8 чёрный слон · e8 чёрный король · h8 чёрная ладья · a7 чёрная пешка · d7 чёрный конь · f7 чёрная пешка · d6 белый ферзь · f6 чёрный конь · b5 чёрная пешка · f4 белый слон · b3 белый слон · e3 белый король · f3 чёрная пешка · g3 белая пешка · a2 белая пешка · b2 белая пешка · h2 чёрный ферзь · e1 белая ладья · f1 белая ладья | c8 чёрный слон · e8 чёрный король · h8 чёрная ладья · a7 чёрная пешка · d7 чёрный конь · f7 чёрная пешка · d6 белый ферзь · f6 чёрный конь · b5 чёрная пешка · f4 белый слон · b3 белый слон · e3 белый король · f3 чёрная пешка · g3 белая пешка · a2 белая пешка · b2 белая пешка · h2 чёрный ферзь · e1 белая ладья · f1 белая ладья | c8 чёрный слон · e8 чёрный король · h8 чёрная ладья · a7 чёрная пешка · d7 чёрный конь · f7 чёрная пешка · d6 белый ферзь · f6 чёрный конь · b5 чёрная пешка · f4 белый слон · b3 белый слон · e3 белый король · f3 чёрная пешка · g3 белая пешка · a2 белая пешка · b2 белая пешка · h2 чёрный ферзь · e1 белая ладья · f1 белая ладья | c8 чёрный слон · e8 чёрный король · h8 чёрная ладья · a7 чёрная пешка · d7 чёрный конь · f7 чёрная пешка · d6 белый ферзь · f6 чёрный конь · b5 чёрная пешка · f4 белый слон · b3 белый слон · e3 белый король · f3 чёрная пешка · g3 белая пешка · a2 белая пешка · b2 белая пешка · h2 чёрный ферзь · e1 белая ладья · f1 белая ладья | c8 чёрный слон · e8 чёрный король · h8 чёрная ладья · a7 чёрная пешка · d7 чёрный конь · f7 чёрная пешка · d6 белый ферзь · f6 чёрный конь · b5 чёрная пешка · f4 белый слон · b3 белый слон · e3 белый король · f3 чёрная пешка · g3 белая пешка · a2 белая пешка · b2 белая пешка · h2 чёрный ферзь · e1 белая ладья · f1 белая ладья | c8 чёрный слон · e8 чёрный король · h8 чёрная ладья · a7 чёрная пешка · d7 чёрный конь · f7 чёрная пешка · d6 белый ферзь · f6 чёрный конь · b5 чёрная пешка · f4 белый слон · b3 белый слон · e3 белый король · f3 чёрная пешка · g3 белая пешка · a2 белая пешка · b2 белая пешка · h2 чёрный ферзь · e1 белая ладья · f1 белая ладья | c8 чёрный слон · e8 чёрный король · h8 чёрная ладья · a7 чёрная пешка · d7 чёрный конь · f7 чёрная пешка · d6 белый ферзь · f6 чёрный конь · b5 чёрная пешка · f4 белый слон · b3 белый слон · e3 белый король · f3 чёрная пешка · g3 белая пешка · a2 белая пешка · b2 белая пешка · h2 чёрный ферзь · e1 белая ладья · f1 белая ладья | 2 |
| 1 | c8 чёрный слон · e8 чёрный король · h8 чёрная ладья · a7 чёрная пешка · d7 чёрный конь · f7 чёрная пешка · d6 белый ферзь · f6 чёрный конь · b5 чёрная пешка · f4 белый слон · b3 белый слон · e3 белый король · f3 чёрная пешка · g3 белая пешка · a2 белая пешка · b2 белая пешка · h2 чёрный ферзь · e1 белая ладья · f1 белая ладья | c8 чёрный слон · e8 чёрный король · h8 чёрная ладья · a7 чёрная пешка · d7 чёрный конь · f7 чёрная пешка · d6 белый ферзь · f6 чёрный конь · b5 чёрная пешка · f4 белый слон · b3 белый слон · e3 белый король · f3 чёрная пешка · g3 белая пешка · a2 белая пешка · b2 белая пешка · h2 чёрный ферзь · e1 белая ладья · f1 белая ладья | c8 чёрный слон · e8 чёрный король · h8 чёрная ладья · a7 чёрная пешка · d7 чёрный конь · f7 чёрная пешка · d6 белый ферзь · f6 чёрный конь · b5 чёрная пешка · f4 белый слон · b3 белый слон · e3 белый король · f3 чёрная пешка · g3 белая пешка · a2 белая пешка · b2 белая пешка · h2 чёрный ферзь · e1 белая ладья · f1 белая ладья | c8 чёрный слон · e8 чёрный король · h8 чёрная ладья · a7 чёрная пешка · d7 чёрный конь · f7 чёрная пешка · d6 белый ферзь · f6 чёрный конь · b5 чёрная пешка · f4 белый слон · b3 белый слон · e3 белый король · f3 чёрная пешка · g3 белая пешка · a2 белая пешка · b2 белая пешка · h2 чёрный ферзь · e1 белая ладья · f1 белая ладья | c8 чёрный слон · e8 чёрный король · h8 чёрная ладья · a7 чёрная пешка · d7 чёрный конь · f7 чёрная пешка · d6 белый ферзь · f6 чёрный конь · b5 чёрная пешка · f4 белый слон · b3 белый слон · e3 белый король · f3 чёрная пешка · g3 белая пешка · a2 белая пешка · b2 белая пешка · h2 чёрный ферзь · e1 белая ладья · f1 белая ладья | c8 чёрный слон · e8 чёрный король · h8 чёрная ладья · a7 чёрная пешка · d7 чёрный конь · f7 чёрная пешка · d6 белый ферзь · f6 чёрный конь · b5 чёрная пешка · f4 белый слон · b3 белый слон · e3 белый король · f3 чёрная пешка · g3 белая пешка · a2 белая пешка · b2 белая пешка · h2 чёрный ферзь · e1 белая ладья · f1 белая ладья | c8 чёрный слон · e8 чёрный король · h8 чёрная ладья · a7 чёрная пешка · d7 чёрный конь · f7 чёрная пешка · d6 белый ферзь · f6 чёрный конь · b5 чёрная пешка · f4 белый слон · b3 белый слон · e3 белый король · f3 чёрная пешка · g3 белая пешка · a2 белая пешка · b2 белая пешка · h2 чёрный ферзь · e1 белая ладья · f1 белая ладья | c8 чёрный слон · e8 чёрный король · h8 чёрная ладья · a7 чёрная пешка · d7 чёрный конь · f7 чёрная пешка · d6 белый ферзь · f6 чёрный конь · b5 чёрная пешка · f4 белый слон · b3 белый слон · e3 белый король · f3 чёрная пешка · g3 белая пешка · a2 белая пешка · b2 белая пешка · h2 чёрный ферзь · e1 белая ладья · f1 белая ладья | 1 |
|   | a | b | c | d | e | f | g | h |   |

Известны две партии, в которых встречается 6 шахов подряд (по 3 шаха с каждой стороны). Одна из таких партий — Зарруати-Браукман (Тулуза, 1990):
1.d4 Кf6 2.Кf3 Лg8 3.g3 d6 4.Cg2 c6 5.c4 h6 6.Кc3 g5 7.O-O g4 8.Кe1 Фc7 9.Кd3 Кbd7 10.c5 e5 11.cd C:d6 12.d5 h5 13.dc bc 14.Кb5 cb 15.C:a8 e4 16.Кf4 Кb6 17.Cd5 h4 18.Ce3 hg 19.hg C:f4 20.C:f4 Фc5 21.Cb3 Фh5 22.Фd6 Кbd7 23.f3 Лh8 24.Крf2 Фh2+ 25.Крe3 gf 26.ef ef 27.Лae1 (см. диаграмму) Кg4+ 28.Кр: f3+ Кde5+ 29.Л:e5+ К:e5+ 30.Ф:e5+ Ce6 31.C:e6 Лh5 32.Cf5+ Крf8, и чёрные сдались.
|   | a | b | c | d | e | f | g | h |   |
| - | --- | --- | --- | --- | --- | --- | --- | --- | - |
| 8 | b8 чёрная ладья · f8 чёрная ладья · g8 чёрный король · b7 чёрная пешка · d7 чёрный конь · f7 чёрная пешка · a6 чёрная пешка · d6 чёрная пешка · f6 чёрный конь · h6 белый слон · c5 чёрная пешка · d5 белая пешка · h5 белая пешка · a4 белая пешка · c4 белая пешка · d4 чёрный слон · e4 белая пешка · f4 чёрная пешка · h4 чёрный ферзь · d3 белый ферзь · f3 белый слон · h3 белая пешка · b2 белая пешка · h2 белый король · a1 белая ладья · f1 белая ладья | b8 чёрная ладья · f8 чёрная ладья · g8 чёрный король · b7 чёрная пешка · d7 чёрный конь · f7 чёрная пешка · a6 чёрная пешка · d6 чёрная пешка · f6 чёрный конь · h6 белый слон · c5 чёрная пешка · d5 белая пешка · h5 белая пешка · a4 белая пешка · c4 белая пешка · d4 чёрный слон · e4 белая пешка · f4 чёрная пешка · h4 чёрный ферзь · d3 белый ферзь · f3 белый слон · h3 белая пешка · b2 белая пешка · h2 белый король · a1 белая ладья · f1 белая ладья | b8 чёрная ладья · f8 чёрная ладья · g8 чёрный король · b7 чёрная пешка · d7 чёрный конь · f7 чёрная пешка · a6 чёрная пешка · d6 чёрная пешка · f6 чёрный конь · h6 белый слон · c5 чёрная пешка · d5 белая пешка · h5 белая пешка · a4 белая пешка · c4 белая пешка · d4 чёрный слон · e4 белая пешка · f4 чёрная пешка · h4 чёрный ферзь · d3 белый ферзь · f3 белый слон · h3 белая пешка · b2 белая пешка · h2 белый король · a1 белая ладья · f1 белая ладья | b8 чёрная ладья · f8 чёрная ладья · g8 чёрный король · b7 чёрная пешка · d7 чёрный конь · f7 чёрная пешка · a6 чёрная пешка · d6 чёрная пешка · f6 чёрный конь · h6 белый слон · c5 чёрная пешка · d5 белая пешка · h5 белая пешка · a4 белая пешка · c4 белая пешка · d4 чёрный слон · e4 белая пешка · f4 чёрная пешка · h4 чёрный ферзь · d3 белый ферзь · f3 белый слон · h3 белая пешка · b2 белая пешка · h2 белый король · a1 белая ладья · f1 белая ладья | b8 чёрная ладья · f8 чёрная ладья · g8 чёрный король · b7 чёрная пешка · d7 чёрный конь · f7 чёрная пешка · a6 чёрная пешка · d6 чёрная пешка · f6 чёрный конь · h6 белый слон · c5 чёрная пешка · d5 белая пешка · h5 белая пешка · a4 белая пешка · c4 белая пешка · d4 чёрный слон · e4 белая пешка · f4 чёрная пешка · h4 чёрный ферзь · d3 белый ферзь · f3 белый слон · h3 белая пешка · b2 белая пешка · h2 белый король · a1 белая ладья · f1 белая ладья | b8 чёрная ладья · f8 чёрная ладья · g8 чёрный король · b7 чёрная пешка · d7 чёрный конь · f7 чёрная пешка · a6 чёрная пешка · d6 чёрная пешка · f6 чёрный конь · h6 белый слон · c5 чёрная пешка · d5 белая пешка · h5 белая пешка · a4 белая пешка · c4 белая пешка · d4 чёрный слон · e4 белая пешка · f4 чёрная пешка · h4 чёрный ферзь · d3 белый ферзь · f3 белый слон · h3 белая пешка · b2 белая пешка · h2 белый король · a1 белая ладья · f1 белая ладья | b8 чёрная ладья · f8 чёрная ладья · g8 чёрный король · b7 чёрная пешка · d7 чёрный конь · f7 чёрная пешка · a6 чёрная пешка · d6 чёрная пешка · f6 чёрный конь · h6 белый слон · c5 чёрная пешка · d5 белая пешка · h5 белая пешка · a4 белая пешка · c4 белая пешка · d4 чёрный слон · e4 белая пешка · f4 чёрная пешка · h4 чёрный ферзь · d3 белый ферзь · f3 белый слон · h3 белая пешка · b2 белая пешка · h2 белый король · a1 белая ладья · f1 белая ладья | b8 чёрная ладья · f8 чёрная ладья · g8 чёрный король · b7 чёрная пешка · d7 чёрный конь · f7 чёрная пешка · a6 чёрная пешка · d6 чёрная пешка · f6 чёрный конь · h6 белый слон · c5 чёрная пешка · d5 белая пешка · h5 белая пешка · a4 белая пешка · c4 белая пешка · d4 чёрный слон · e4 белая пешка · f4 чёрная пешка · h4 чёрный ферзь · d3 белый ферзь · f3 белый слон · h3 белая пешка · b2 белая пешка · h2 белый король · a1 белая ладья · f1 белая ладья | 8 |
| 7 | b8 чёрная ладья · f8 чёрная ладья · g8 чёрный король · b7 чёрная пешка · d7 чёрный конь · f7 чёрная пешка · a6 чёрная пешка · d6 чёрная пешка · f6 чёрный конь · h6 белый слон · c5 чёрная пешка · d5 белая пешка · h5 белая пешка · a4 белая пешка · c4 белая пешка · d4 чёрный слон · e4 белая пешка · f4 чёрная пешка · h4 чёрный ферзь · d3 белый ферзь · f3 белый слон · h3 белая пешка · b2 белая пешка · h2 белый король · a1 белая ладья · f1 белая ладья | b8 чёрная ладья · f8 чёрная ладья · g8 чёрный король · b7 чёрная пешка · d7 чёрный конь · f7 чёрная пешка · a6 чёрная пешка · d6 чёрная пешка · f6 чёрный конь · h6 белый слон · c5 чёрная пешка · d5 белая пешка · h5 белая пешка · a4 белая пешка · c4 белая пешка · d4 чёрный слон · e4 белая пешка · f4 чёрная пешка · h4 чёрный ферзь · d3 белый ферзь · f3 белый слон · h3 белая пешка · b2 белая пешка · h2 белый король · a1 белая ладья · f1 белая ладья | b8 чёрная ладья · f8 чёрная ладья · g8 чёрный король · b7 чёрная пешка · d7 чёрный конь · f7 чёрная пешка · a6 чёрная пешка · d6 чёрная пешка · f6 чёрный конь · h6 белый слон · c5 чёрная пешка · d5 белая пешка · h5 белая пешка · a4 белая пешка · c4 белая пешка · d4 чёрный слон · e4 белая пешка · f4 чёрная пешка · h4 чёрный ферзь · d3 белый ферзь · f3 белый слон · h3 белая пешка · b2 белая пешка · h2 белый король · a1 белая ладья · f1 белая ладья | b8 чёрная ладья · f8 чёрная ладья · g8 чёрный король · b7 чёрная пешка · d7 чёрный конь · f7 чёрная пешка · a6 чёрная пешка · d6 чёрная пешка · f6 чёрный конь · h6 белый слон · c5 чёрная пешка · d5 белая пешка · h5 белая пешка · a4 белая пешка · c4 белая пешка · d4 чёрный слон · e4 белая пешка · f4 чёрная пешка · h4 чёрный ферзь · d3 белый ферзь · f3 белый слон · h3 белая пешка · b2 белая пешка · h2 белый король · a1 белая ладья · f1 белая ладья | b8 чёрная ладья · f8 чёрная ладья · g8 чёрный король · b7 чёрная пешка · d7 чёрный конь · f7 чёрная пешка · a6 чёрная пешка · d6 чёрная пешка · f6 чёрный конь · h6 белый слон · c5 чёрная пешка · d5 белая пешка · h5 белая пешка · a4 белая пешка · c4 белая пешка · d4 чёрный слон · e4 белая пешка · f4 чёрная пешка · h4 чёрный ферзь · d3 белый ферзь · f3 белый слон · h3 белая пешка · b2 белая пешка · h2 белый король · a1 белая ладья · f1 белая ладья | b8 чёрная ладья · f8 чёрная ладья · g8 чёрный король · b7 чёрная пешка · d7 чёрный конь · f7 чёрная пешка · a6 чёрная пешка · d6 чёрная пешка · f6 чёрный конь · h6 белый слон · c5 чёрная пешка · d5 белая пешка · h5 белая пешка · a4 белая пешка · c4 белая пешка · d4 чёрный слон · e4 белая пешка · f4 чёрная пешка · h4 чёрный ферзь · d3 белый ферзь · f3 белый слон · h3 белая пешка · b2 белая пешка · h2 белый король · a1 белая ладья · f1 белая ладья | b8 чёрная ладья · f8 чёрная ладья · g8 чёрный король · b7 чёрная пешка · d7 чёрный конь · f7 чёрная пешка · a6 чёрная пешка · d6 чёрная пешка · f6 чёрный конь · h6 белый слон · c5 чёрная пешка · d5 белая пешка · h5 белая пешка · a4 белая пешка · c4 белая пешка · d4 чёрный слон · e4 белая пешка · f4 чёрная пешка · h4 чёрный ферзь · d3 белый ферзь · f3 белый слон · h3 белая пешка · b2 белая пешка · h2 белый король · a1 белая ладья · f1 белая ладья | b8 чёрная ладья · f8 чёрная ладья · g8 чёрный король · b7 чёрная пешка · d7 чёрный конь · f7 чёрная пешка · a6 чёрная пешка · d6 чёрная пешка · f6 чёрный конь · h6 белый слон · c5 чёрная пешка · d5 белая пешка · h5 белая пешка · a4 белая пешка · c4 белая пешка · d4 чёрный слон · e4 белая пешка · f4 чёрная пешка · h4 чёрный ферзь · d3 белый ферзь · f3 белый слон · h3 белая пешка · b2 белая пешка · h2 белый король · a1 белая ладья · f1 белая ладья | 7 |
| 6 | b8 чёрная ладья · f8 чёрная ладья · g8 чёрный король · b7 чёрная пешка · d7 чёрный конь · f7 чёрная пешка · a6 чёрная пешка · d6 чёрная пешка · f6 чёрный конь · h6 белый слон · c5 чёрная пешка · d5 белая пешка · h5 белая пешка · a4 белая пешка · c4 белая пешка · d4 чёрный слон · e4 белая пешка · f4 чёрная пешка · h4 чёрный ферзь · d3 белый ферзь · f3 белый слон · h3 белая пешка · b2 белая пешка · h2 белый король · a1 белая ладья · f1 белая ладья | b8 чёрная ладья · f8 чёрная ладья · g8 чёрный король · b7 чёрная пешка · d7 чёрный конь · f7 чёрная пешка · a6 чёрная пешка · d6 чёрная пешка · f6 чёрный конь · h6 белый слон · c5 чёрная пешка · d5 белая пешка · h5 белая пешка · a4 белая пешка · c4 белая пешка · d4 чёрный слон · e4 белая пешка · f4 чёрная пешка · h4 чёрный ферзь · d3 белый ферзь · f3 белый слон · h3 белая пешка · b2 белая пешка · h2 белый король · a1 белая ладья · f1 белая ладья | b8 чёрная ладья · f8 чёрная ладья · g8 чёрный король · b7 чёрная пешка · d7 чёрный конь · f7 чёрная пешка · a6 чёрная пешка · d6 чёрная пешка · f6 чёрный конь · h6 белый слон · c5 чёрная пешка · d5 белая пешка · h5 белая пешка · a4 белая пешка · c4 белая пешка · d4 чёрный слон · e4 белая пешка · f4 чёрная пешка · h4 чёрный ферзь · d3 белый ферзь · f3 белый слон · h3 белая пешка · b2 белая пешка · h2 белый король · a1 белая ладья · f1 белая ладья | b8 чёрная ладья · f8 чёрная ладья · g8 чёрный король · b7 чёрная пешка · d7 чёрный конь · f7 чёрная пешка · a6 чёрная пешка · d6 чёрная пешка · f6 чёрный конь · h6 белый слон · c5 чёрная пешка · d5 белая пешка · h5 белая пешка · a4 белая пешка · c4 белая пешка · d4 чёрный слон · e4 белая пешка · f4 чёрная пешка · h4 чёрный ферзь · d3 белый ферзь · f3 белый слон · h3 белая пешка · b2 белая пешка · h2 белый король · a1 белая ладья · f1 белая ладья | b8 чёрная ладья · f8 чёрная ладья · g8 чёрный король · b7 чёрная пешка · d7 чёрный конь · f7 чёрная пешка · a6 чёрная пешка · d6 чёрная пешка · f6 чёрный конь · h6 белый слон · c5 чёрная пешка · d5 белая пешка · h5 белая пешка · a4 белая пешка · c4 белая пешка · d4 чёрный слон · e4 белая пешка · f4 чёрная пешка · h4 чёрный ферзь · d3 белый ферзь · f3 белый слон · h3 белая пешка · b2 белая пешка · h2 белый король · a1 белая ладья · f1 белая ладья | b8 чёрная ладья · f8 чёрная ладья · g8 чёрный король · b7 чёрная пешка · d7 чёрный конь · f7 чёрная пешка · a6 чёрная пешка · d6 чёрная пешка · f6 чёрный конь · h6 белый слон · c5 чёрная пешка · d5 белая пешка · h5 белая пешка · a4 белая пешка · c4 белая пешка · d4 чёрный слон · e4 белая пешка · f4 чёрная пешка · h4 чёрный ферзь · d3 белый ферзь · f3 белый слон · h3 белая пешка · b2 белая пешка · h2 белый король · a1 белая ладья · f1 белая ладья | b8 чёрная ладья · f8 чёрная ладья · g8 чёрный король · b7 чёрная пешка · d7 чёрный конь · f7 чёрная пешка · a6 чёрная пешка · d6 чёрная пешка · f6 чёрный конь · h6 белый слон · c5 чёрная пешка · d5 белая пешка · h5 белая пешка · a4 белая пешка · c4 белая пешка · d4 чёрный слон · e4 белая пешка · f4 чёрная пешка · h4 чёрный ферзь · d3 белый ферзь · f3 белый слон · h3 белая пешка · b2 белая пешка · h2 белый король · a1 белая ладья · f1 белая ладья | b8 чёрная ладья · f8 чёрная ладья · g8 чёрный король · b7 чёрная пешка · d7 чёрный конь · f7 чёрная пешка · a6 чёрная пешка · d6 чёрная пешка · f6 чёрный конь · h6 белый слон · c5 чёрная пешка · d5 белая пешка · h5 белая пешка · a4 белая пешка · c4 белая пешка · d4 чёрный слон · e4 белая пешка · f4 чёрная пешка · h4 чёрный ферзь · d3 белый ферзь · f3 белый слон · h3 белая пешка · b2 белая пешка · h2 белый король · a1 белая ладья · f1 белая ладья | 6 |
| 5 | b8 чёрная ладья · f8 чёрная ладья · g8 чёрный король · b7 чёрная пешка · d7 чёрный конь · f7 чёрная пешка · a6 чёрная пешка · d6 чёрная пешка · f6 чёрный конь · h6 белый слон · c5 чёрная пешка · d5 белая пешка · h5 белая пешка · a4 белая пешка · c4 белая пешка · d4 чёрный слон · e4 белая пешка · f4 чёрная пешка · h4 чёрный ферзь · d3 белый ферзь · f3 белый слон · h3 белая пешка · b2 белая пешка · h2 белый король · a1 белая ладья · f1 белая ладья | b8 чёрная ладья · f8 чёрная ладья · g8 чёрный король · b7 чёрная пешка · d7 чёрный конь · f7 чёрная пешка · a6 чёрная пешка · d6 чёрная пешка · f6 чёрный конь · h6 белый слон · c5 чёрная пешка · d5 белая пешка · h5 белая пешка · a4 белая пешка · c4 белая пешка · d4 чёрный слон · e4 белая пешка · f4 чёрная пешка · h4 чёрный ферзь · d3 белый ферзь · f3 белый слон · h3 белая пешка · b2 белая пешка · h2 белый король · a1 белая ладья · f1 белая ладья | b8 чёрная ладья · f8 чёрная ладья · g8 чёрный король · b7 чёрная пешка · d7 чёрный конь · f7 чёрная пешка · a6 чёрная пешка · d6 чёрная пешка · f6 чёрный конь · h6 белый слон · c5 чёрная пешка · d5 белая пешка · h5 белая пешка · a4 белая пешка · c4 белая пешка · d4 чёрный слон · e4 белая пешка · f4 чёрная пешка · h4 чёрный ферзь · d3 белый ферзь · f3 белый слон · h3 белая пешка · b2 белая пешка · h2 белый король · a1 белая ладья · f1 белая ладья | b8 чёрная ладья · f8 чёрная ладья · g8 чёрный король · b7 чёрная пешка · d7 чёрный конь · f7 чёрная пешка · a6 чёрная пешка · d6 чёрная пешка · f6 чёрный конь · h6 белый слон · c5 чёрная пешка · d5 белая пешка · h5 белая пешка · a4 белая пешка · c4 белая пешка · d4 чёрный слон · e4 белая пешка · f4 чёрная пешка · h4 чёрный ферзь · d3 белый ферзь · f3 белый слон · h3 белая пешка · b2 белая пешка · h2 белый король · a1 белая ладья · f1 белая ладья | b8 чёрная ладья · f8 чёрная ладья · g8 чёрный король · b7 чёрная пешка · d7 чёрный конь · f7 чёрная пешка · a6 чёрная пешка · d6 чёрная пешка · f6 чёрный конь · h6 белый слон · c5 чёрная пешка · d5 белая пешка · h5 белая пешка · a4 белая пешка · c4 белая пешка · d4 чёрный слон · e4 белая пешка · f4 чёрная пешка · h4 чёрный ферзь · d3 белый ферзь · f3 белый слон · h3 белая пешка · b2 белая пешка · h2 белый король · a1 белая ладья · f1 белая ладья | b8 чёрная ладья · f8 чёрная ладья · g8 чёрный король · b7 чёрная пешка · d7 чёрный конь · f7 чёрная пешка · a6 чёрная пешка · d6 чёрная пешка · f6 чёрный конь · h6 белый слон · c5 чёрная пешка · d5 белая пешка · h5 белая пешка · a4 белая пешка · c4 белая пешка · d4 чёрный слон · e4 белая пешка · f4 чёрная пешка · h4 чёрный ферзь · d3 белый ферзь · f3 белый слон · h3 белая пешка · b2 белая пешка · h2 белый король · a1 белая ладья · f1 белая ладья | b8 чёрная ладья · f8 чёрная ладья · g8 чёрный король · b7 чёрная пешка · d7 чёрный конь · f7 чёрная пешка · a6 чёрная пешка · d6 чёрная пешка · f6 чёрный конь · h6 белый слон · c5 чёрная пешка · d5 белая пешка · h5 белая пешка · a4 белая пешка · c4 белая пешка · d4 чёрный слон · e4 белая пешка · f4 чёрная пешка · h4 чёрный ферзь · d3 белый ферзь · f3 белый слон · h3 белая пешка · b2 белая пешка · h2 белый король · a1 белая ладья · f1 белая ладья | b8 чёрная ладья · f8 чёрная ладья · g8 чёрный король · b7 чёрная пешка · d7 чёрный конь · f7 чёрная пешка · a6 чёрная пешка · d6 чёрная пешка · f6 чёрный конь · h6 белый слон · c5 чёрная пешка · d5 белая пешка · h5 белая пешка · a4 белая пешка · c4 белая пешка · d4 чёрный слон · e4 белая пешка · f4 чёрная пешка · h4 чёрный ферзь · d3 белый ферзь · f3 белый слон · h3 белая пешка · b2 белая пешка · h2 белый король · a1 белая ладья · f1 белая ладья | 5 |
| 4 | b8 чёрная ладья · f8 чёрная ладья · g8 чёрный король · b7 чёрная пешка · d7 чёрный конь · f7 чёрная пешка · a6 чёрная пешка · d6 чёрная пешка · f6 чёрный конь · h6 белый слон · c5 чёрная пешка · d5 белая пешка · h5 белая пешка · a4 белая пешка · c4 белая пешка · d4 чёрный слон · e4 белая пешка · f4 чёрная пешка · h4 чёрный ферзь · d3 белый ферзь · f3 белый слон · h3 белая пешка · b2 белая пешка · h2 белый король · a1 белая ладья · f1 белая ладья | b8 чёрная ладья · f8 чёрная ладья · g8 чёрный король · b7 чёрная пешка · d7 чёрный конь · f7 чёрная пешка · a6 чёрная пешка · d6 чёрная пешка · f6 чёрный конь · h6 белый слон · c5 чёрная пешка · d5 белая пешка · h5 белая пешка · a4 белая пешка · c4 белая пешка · d4 чёрный слон · e4 белая пешка · f4 чёрная пешка · h4 чёрный ферзь · d3 белый ферзь · f3 белый слон · h3 белая пешка · b2 белая пешка · h2 белый король · a1 белая ладья · f1 белая ладья | b8 чёрная ладья · f8 чёрная ладья · g8 чёрный король · b7 чёрная пешка · d7 чёрный конь · f7 чёрная пешка · a6 чёрная пешка · d6 чёрная пешка · f6 чёрный конь · h6 белый слон · c5 чёрная пешка · d5 белая пешка · h5 белая пешка · a4 белая пешка · c4 белая пешка · d4 чёрный слон · e4 белая пешка · f4 чёрная пешка · h4 чёрный ферзь · d3 белый ферзь · f3 белый слон · h3 белая пешка · b2 белая пешка · h2 белый король · a1 белая ладья · f1 белая ладья | b8 чёрная ладья · f8 чёрная ладья · g8 чёрный король · b7 чёрная пешка · d7 чёрный конь · f7 чёрная пешка · a6 чёрная пешка · d6 чёрная пешка · f6 чёрный конь · h6 белый слон · c5 чёрная пешка · d5 белая пешка · h5 белая пешка · a4 белая пешка · c4 белая пешка · d4 чёрный слон · e4 белая пешка · f4 чёрная пешка · h4 чёрный ферзь · d3 белый ферзь · f3 белый слон · h3 белая пешка · b2 белая пешка · h2 белый король · a1 белая ладья · f1 белая ладья | b8 чёрная ладья · f8 чёрная ладья · g8 чёрный король · b7 чёрная пешка · d7 чёрный конь · f7 чёрная пешка · a6 чёрная пешка · d6 чёрная пешка · f6 чёрный конь · h6 белый слон · c5 чёрная пешка · d5 белая пешка · h5 белая пешка · a4 белая пешка · c4 белая пешка · d4 чёрный слон · e4 белая пешка · f4 чёрная пешка · h4 чёрный ферзь · d3 белый ферзь · f3 белый слон · h3 белая пешка · b2 белая пешка · h2 белый король · a1 белая ладья · f1 белая ладья | b8 чёрная ладья · f8 чёрная ладья · g8 чёрный король · b7 чёрная пешка · d7 чёрный конь · f7 чёрная пешка · a6 чёрная пешка · d6 чёрная пешка · f6 чёрный конь · h6 белый слон · c5 чёрная пешка · d5 белая пешка · h5 белая пешка · a4 белая пешка · c4 белая пешка · d4 чёрный слон · e4 белая пешка · f4 чёрная пешка · h4 чёрный ферзь · d3 белый ферзь · f3 белый слон · h3 белая пешка · b2 белая пешка · h2 белый король · a1 белая ладья · f1 белая ладья | b8 чёрная ладья · f8 чёрная ладья · g8 чёрный король · b7 чёрная пешка · d7 чёрный конь · f7 чёрная пешка · a6 чёрная пешка · d6 чёрная пешка · f6 чёрный конь · h6 белый слон · c5 чёрная пешка · d5 белая пешка · h5 белая пешка · a4 белая пешка · c4 белая пешка · d4 чёрный слон · e4 белая пешка · f4 чёрная пешка · h4 чёрный ферзь · d3 белый ферзь · f3 белый слон · h3 белая пешка · b2 белая пешка · h2 белый король · a1 белая ладья · f1 белая ладья | b8 чёрная ладья · f8 чёрная ладья · g8 чёрный король · b7 чёрная пешка · d7 чёрный конь · f7 чёрная пешка · a6 чёрная пешка · d6 чёрная пешка · f6 чёрный конь · h6 белый слон · c5 чёрная пешка · d5 белая пешка · h5 белая пешка · a4 белая пешка · c4 белая пешка · d4 чёрный слон · e4 белая пешка · f4 чёрная пешка · h4 чёрный ферзь · d3 белый ферзь · f3 белый слон · h3 белая пешка · b2 белая пешка · h2 белый король · a1 белая ладья · f1 белая ладья | 4 |
| 3 | b8 чёрная ладья · f8 чёрная ладья · g8 чёрный король · b7 чёрная пешка · d7 чёрный конь · f7 чёрная пешка · a6 чёрная пешка · d6 чёрная пешка · f6 чёрный конь · h6 белый слон · c5 чёрная пешка · d5 белая пешка · h5 белая пешка · a4 белая пешка · c4 белая пешка · d4 чёрный слон · e4 белая пешка · f4 чёрная пешка · h4 чёрный ферзь · d3 белый ферзь · f3 белый слон · h3 белая пешка · b2 белая пешка · h2 белый король · a1 белая ладья · f1 белая ладья | b8 чёрная ладья · f8 чёрная ладья · g8 чёрный король · b7 чёрная пешка · d7 чёрный конь · f7 чёрная пешка · a6 чёрная пешка · d6 чёрная пешка · f6 чёрный конь · h6 белый слон · c5 чёрная пешка · d5 белая пешка · h5 белая пешка · a4 белая пешка · c4 белая пешка · d4 чёрный слон · e4 белая пешка · f4 чёрная пешка · h4 чёрный ферзь · d3 белый ферзь · f3 белый слон · h3 белая пешка · b2 белая пешка · h2 белый король · a1 белая ладья · f1 белая ладья | b8 чёрная ладья · f8 чёрная ладья · g8 чёрный король · b7 чёрная пешка · d7 чёрный конь · f7 чёрная пешка · a6 чёрная пешка · d6 чёрная пешка · f6 чёрный конь · h6 белый слон · c5 чёрная пешка · d5 белая пешка · h5 белая пешка · a4 белая пешка · c4 белая пешка · d4 чёрный слон · e4 белая пешка · f4 чёрная пешка · h4 чёрный ферзь · d3 белый ферзь · f3 белый слон · h3 белая пешка · b2 белая пешка · h2 белый король · a1 белая ладья · f1 белая ладья | b8 чёрная ладья · f8 чёрная ладья · g8 чёрный король · b7 чёрная пешка · d7 чёрный конь · f7 чёрная пешка · a6 чёрная пешка · d6 чёрная пешка · f6 чёрный конь · h6 белый слон · c5 чёрная пешка · d5 белая пешка · h5 белая пешка · a4 белая пешка · c4 белая пешка · d4 чёрный слон · e4 белая пешка · f4 чёрная пешка · h4 чёрный ферзь · d3 белый ферзь · f3 белый слон · h3 белая пешка · b2 белая пешка · h2 белый король · a1 белая ладья · f1 белая ладья | b8 чёрная ладья · f8 чёрная ладья · g8 чёрный король · b7 чёрная пешка · d7 чёрный конь · f7 чёрная пешка · a6 чёрная пешка · d6 чёрная пешка · f6 чёрный конь · h6 белый слон · c5 чёрная пешка · d5 белая пешка · h5 белая пешка · a4 белая пешка · c4 белая пешка · d4 чёрный слон · e4 белая пешка · f4 чёрная пешка · h4 чёрный ферзь · d3 белый ферзь · f3 белый слон · h3 белая пешка · b2 белая пешка · h2 белый король · a1 белая ладья · f1 белая ладья | b8 чёрная ладья · f8 чёрная ладья · g8 чёрный король · b7 чёрная пешка · d7 чёрный конь · f7 чёрная пешка · a6 чёрная пешка · d6 чёрная пешка · f6 чёрный конь · h6 белый слон · c5 чёрная пешка · d5 белая пешка · h5 белая пешка · a4 белая пешка · c4 белая пешка · d4 чёрный слон · e4 белая пешка · f4 чёрная пешка · h4 чёрный ферзь · d3 белый ферзь · f3 белый слон · h3 белая пешка · b2 белая пешка · h2 белый король · a1 белая ладья · f1 белая ладья | b8 чёрная ладья · f8 чёрная ладья · g8 чёрный король · b7 чёрная пешка · d7 чёрный конь · f7 чёрная пешка · a6 чёрная пешка · d6 чёрная пешка · f6 чёрный конь · h6 белый слон · c5 чёрная пешка · d5 белая пешка · h5 белая пешка · a4 белая пешка · c4 белая пешка · d4 чёрный слон · e4 белая пешка · f4 чёрная пешка · h4 чёрный ферзь · d3 белый ферзь · f3 белый слон · h3 белая пешка · b2 белая пешка · h2 белый король · a1 белая ладья · f1 белая ладья | b8 чёрная ладья · f8 чёрная ладья · g8 чёрный король · b7 чёрная пешка · d7 чёрный конь · f7 чёрная пешка · a6 чёрная пешка · d6 чёрная пешка · f6 чёрный конь · h6 белый слон · c5 чёрная пешка · d5 белая пешка · h5 белая пешка · a4 белая пешка · c4 белая пешка · d4 чёрный слон · e4 белая пешка · f4 чёрная пешка · h4 чёрный ферзь · d3 белый ферзь · f3 белый слон · h3 белая пешка · b2 белая пешка · h2 белый король · a1 белая ладья · f1 белая ладья | 3 |
| 2 | b8 чёрная ладья · f8 чёрная ладья · g8 чёрный король · b7 чёрная пешка · d7 чёрный конь · f7 чёрная пешка · a6 чёрная пешка · d6 чёрная пешка · f6 чёрный конь · h6 белый слон · c5 чёрная пешка · d5 белая пешка · h5 белая пешка · a4 белая пешка · c4 белая пешка · d4 чёрный слон · e4 белая пешка · f4 чёрная пешка · h4 чёрный ферзь · d3 белый ферзь · f3 белый слон · h3 белая пешка · b2 белая пешка · h2 белый король · a1 белая ладья · f1 белая ладья | b8 чёрная ладья · f8 чёрная ладья · g8 чёрный король · b7 чёрная пешка · d7 чёрный конь · f7 чёрная пешка · a6 чёрная пешка · d6 чёрная пешка · f6 чёрный конь · h6 белый слон · c5 чёрная пешка · d5 белая пешка · h5 белая пешка · a4 белая пешка · c4 белая пешка · d4 чёрный слон · e4 белая пешка · f4 чёрная пешка · h4 чёрный ферзь · d3 белый ферзь · f3 белый слон · h3 белая пешка · b2 белая пешка · h2 белый король · a1 белая ладья · f1 белая ладья | b8 чёрная ладья · f8 чёрная ладья · g8 чёрный король · b7 чёрная пешка · d7 чёрный конь · f7 чёрная пешка · a6 чёрная пешка · d6 чёрная пешка · f6 чёрный конь · h6 белый слон · c5 чёрная пешка · d5 белая пешка · h5 белая пешка · a4 белая пешка · c4 белая пешка · d4 чёрный слон · e4 белая пешка · f4 чёрная пешка · h4 чёрный ферзь · d3 белый ферзь · f3 белый слон · h3 белая пешка · b2 белая пешка · h2 белый король · a1 белая ладья · f1 белая ладья | b8 чёрная ладья · f8 чёрная ладья · g8 чёрный король · b7 чёрная пешка · d7 чёрный конь · f7 чёрная пешка · a6 чёрная пешка · d6 чёрная пешка · f6 чёрный конь · h6 белый слон · c5 чёрная пешка · d5 белая пешка · h5 белая пешка · a4 белая пешка · c4 белая пешка · d4 чёрный слон · e4 белая пешка · f4 чёрная пешка · h4 чёрный ферзь · d3 белый ферзь · f3 белый слон · h3 белая пешка · b2 белая пешка · h2 белый король · a1 белая ладья · f1 белая ладья | b8 чёрная ладья · f8 чёрная ладья · g8 чёрный король · b7 чёрная пешка · d7 чёрный конь · f7 чёрная пешка · a6 чёрная пешка · d6 чёрная пешка · f6 чёрный конь · h6 белый слон · c5 чёрная пешка · d5 белая пешка · h5 белая пешка · a4 белая пешка · c4 белая пешка · d4 чёрный слон · e4 белая пешка · f4 чёрная пешка · h4 чёрный ферзь · d3 белый ферзь · f3 белый слон · h3 белая пешка · b2 белая пешка · h2 белый король · a1 белая ладья · f1 белая ладья | b8 чёрная ладья · f8 чёрная ладья · g8 чёрный король · b7 чёрная пешка · d7 чёрный конь · f7 чёрная пешка · a6 чёрная пешка · d6 чёрная пешка · f6 чёрный конь · h6 белый слон · c5 чёрная пешка · d5 белая пешка · h5 белая пешка · a4 белая пешка · c4 белая пешка · d4 чёрный слон · e4 белая пешка · f4 чёрная пешка · h4 чёрный ферзь · d3 белый ферзь · f3 белый слон · h3 белая пешка · b2 белая пешка · h2 белый король · a1 белая ладья · f1 белая ладья | b8 чёрная ладья · f8 чёрная ладья · g8 чёрный король · b7 чёрная пешка · d7 чёрный конь · f7 чёрная пешка · a6 чёрная пешка · d6 чёрная пешка · f6 чёрный конь · h6 белый слон · c5 чёрная пешка · d5 белая пешка · h5 белая пешка · a4 белая пешка · c4 белая пешка · d4 чёрный слон · e4 белая пешка · f4 чёрная пешка · h4 чёрный ферзь · d3 белый ферзь · f3 белый слон · h3 белая пешка · b2 белая пешка · h2 белый король · a1 белая ладья · f1 белая ладья | b8 чёрная ладья · f8 чёрная ладья · g8 чёрный король · b7 чёрная пешка · d7 чёрный конь · f7 чёрная пешка · a6 чёрная пешка · d6 чёрная пешка · f6 чёрный конь · h6 белый слон · c5 чёрная пешка · d5 белая пешка · h5 белая пешка · a4 белая пешка · c4 белая пешка · d4 чёрный слон · e4 белая пешка · f4 чёрная пешка · h4 чёрный ферзь · d3 белый ферзь · f3 белый слон · h3 белая пешка · b2 белая пешка · h2 белый король · a1 белая ладья · f1 белая ладья | 2 |
| 1 | b8 чёрная ладья · f8 чёрная ладья · g8 чёрный король · b7 чёрная пешка · d7 чёрный конь · f7 чёрная пешка · a6 чёрная пешка · d6 чёрная пешка · f6 чёрный конь · h6 белый слон · c5 чёрная пешка · d5 белая пешка · h5 белая пешка · a4 белая пешка · c4 белая пешка · d4 чёрный слон · e4 белая пешка · f4 чёрная пешка · h4 чёрный ферзь · d3 белый ферзь · f3 белый слон · h3 белая пешка · b2 белая пешка · h2 белый король · a1 белая ладья · f1 белая ладья | b8 чёрная ладья · f8 чёрная ладья · g8 чёрный король · b7 чёрная пешка · d7 чёрный конь · f7 чёрная пешка · a6 чёрная пешка · d6 чёрная пешка · f6 чёрный конь · h6 белый слон · c5 чёрная пешка · d5 белая пешка · h5 белая пешка · a4 белая пешка · c4 белая пешка · d4 чёрный слон · e4 белая пешка · f4 чёрная пешка · h4 чёрный ферзь · d3 белый ферзь · f3 белый слон · h3 белая пешка · b2 белая пешка · h2 белый король · a1 белая ладья · f1 белая ладья | b8 чёрная ладья · f8 чёрная ладья · g8 чёрный король · b7 чёрная пешка · d7 чёрный конь · f7 чёрная пешка · a6 чёрная пешка · d6 чёрная пешка · f6 чёрный конь · h6 белый слон · c5 чёрная пешка · d5 белая пешка · h5 белая пешка · a4 белая пешка · c4 белая пешка · d4 чёрный слон · e4 белая пешка · f4 чёрная пешка · h4 чёрный ферзь · d3 белый ферзь · f3 белый слон · h3 белая пешка · b2 белая пешка · h2 белый король · a1 белая ладья · f1 белая ладья | b8 чёрная ладья · f8 чёрная ладья · g8 чёрный король · b7 чёрная пешка · d7 чёрный конь · f7 чёрная пешка · a6 чёрная пешка · d6 чёрная пешка · f6 чёрный конь · h6 белый слон · c5 чёрная пешка · d5 белая пешка · h5 белая пешка · a4 белая пешка · c4 белая пешка · d4 чёрный слон · e4 белая пешка · f4 чёрная пешка · h4 чёрный ферзь · d3 белый ферзь · f3 белый слон · h3 белая пешка · b2 белая пешка · h2 белый король · a1 белая ладья · f1 белая ладья | b8 чёрная ладья · f8 чёрная ладья · g8 чёрный король · b7 чёрная пешка · d7 чёрный конь · f7 чёрная пешка · a6 чёрная пешка · d6 чёрная пешка · f6 чёрный конь · h6 белый слон · c5 чёрная пешка · d5 белая пешка · h5 белая пешка · a4 белая пешка · c4 белая пешка · d4 чёрный слон · e4 белая пешка · f4 чёрная пешка · h4 чёрный ферзь · d3 белый ферзь · f3 белый слон · h3 белая пешка · b2 белая пешка · h2 белый король · a1 белая ладья · f1 белая ладья | b8 чёрная ладья · f8 чёрная ладья · g8 чёрный король · b7 чёрная пешка · d7 чёрный конь · f7 чёрная пешка · a6 чёрная пешка · d6 чёрная пешка · f6 чёрный конь · h6 белый слон · c5 чёрная пешка · d5 белая пешка · h5 белая пешка · a4 белая пешка · c4 белая пешка · d4 чёрный слон · e4 белая пешка · f4 чёрная пешка · h4 чёрный ферзь · d3 белый ферзь · f3 белый слон · h3 белая пешка · b2 белая пешка · h2 белый король · a1 белая ладья · f1 белая ладья | b8 чёрная ладья · f8 чёрная ладья · g8 чёрный король · b7 чёрная пешка · d7 чёрный конь · f7 чёрная пешка · a6 чёрная пешка · d6 чёрная пешка · f6 чёрный конь · h6 белый слон · c5 чёрная пешка · d5 белая пешка · h5 белая пешка · a4 белая пешка · c4 белая пешка · d4 чёрный слон · e4 белая пешка · f4 чёрная пешка · h4 чёрный ферзь · d3 белый ферзь · f3 белый слон · h3 белая пешка · b2 белая пешка · h2 белый король · a1 белая ладья · f1 белая ладья | b8 чёрная ладья · f8 чёрная ладья · g8 чёрный король · b7 чёрная пешка · d7 чёрный конь · f7 чёрная пешка · a6 чёрная пешка · d6 чёрная пешка · f6 чёрный конь · h6 белый слон · c5 чёрная пешка · d5 белая пешка · h5 белая пешка · a4 белая пешка · c4 белая пешка · d4 чёрный слон · e4 белая пешка · f4 чёрная пешка · h4 чёрный ферзь · d3 белый ферзь · f3 белый слон · h3 белая пешка · b2 белая пешка · h2 белый король · a1 белая ладья · f1 белая ладья | 1 |
|   | a | b | c | d | e | f | g | h |   |

Вторая партия — Кардона-Конехеро (Мислата, 2003):
1.e4 g6 2.d4 Cg7 3.c4 d6 4.f4 c5 5.d5 Кf6 6.Кc3 O-O 7.Кf3 Cg4 8.Ce2 Кbd7 9.O-O a6 10.h3 C:f3 11.C:f3 Лb8 12.a4 Кe8 13.g4 Cd4+ 14.Крh1 e6 15.Фd3 Фh4 16.Крh2 e5 17.f5 h5 18.gh gf 19.Ch6 f4 20.Кe2 Кef6 21.К:f4 ef (см. диаграмму) 22.Лg1+ C:g1+ 23.Л:g1+ Фg3+ 24.Л:g3+ fg+ 25.Кр: g3 Кe5 26.Фe3 Крh7 27.C:f8 Л:f8 28.Фf4 Лg8+ 29.Крh2 Кfd7 30.Cg4 К:g4+ 31.hg Кe5 32.Крh3 Лg7 33.g5 К:c4 34.h6, и чёрные сдались.

### Самая долгая неподвижность фигур
- В партии Сейраван-Сюй Цзюнь (Салоники, 1988) чёрная пешка простояла на поле f7 172 хода.[64] Однако этот рекорд был побит в партии Розен-Эфроимски (Хайфа, 2021), где чёрная пешка g не двигалась на протяжении 225 ходов[45].
- В партии Галанов-Косанский (Будапешт, 1994) чёрный конь оставался неподвижным в течение всей партии (85 ходов).[8][65]
- В партии Левитт-Лев (Тель-Авив, 1989) чёрный слон не ходил в течение всей партии (81 ход).[66]
- В вышеупомянутой партии Ребичкова-Ворацова (Пльзень, 1995) белая ладья не двигалась в течение всей партии (105 ходов). В партии Крамлинг-Ланденберг (Биль, 1991) белая ладья впервые двинулась на 56 ходу.[1][67]
- В партии Альварадо-Карвахал (Сан-Хосе, 2001) чёрный ферзь был неподвижен на протяжении 75 ходов.[68]
- В партии Качо-Шуба (Кала Гальдана, 2001) чёрные не играли королём до 70 хода.[69]
- В партии Тоурхалльссон-Йоханнессон (Хафнаборг, 2003) оба короля вообще не сдвинулись с места в течение всей партии (47 ходов).[70]
- В партии Димер-Хайлинг (Нюрнберг, 1984) до 18 хода белые ходили только пешками.[71]
- В партии Видарссон-Хьяртарсон (Вестманнаэйяр, 1994) после 1. e4 e5 пешки так и простояли на этих полях до конца партии (180 ходов).[8]
- В партии Валькесальми-Агопов (Финляндия, 1998) чёрная пешка, встав на втором ходу на поле d5, не двигалась до конца партии.[72]
- В вышеупомянутой партии Макензи-Мэзон (Лондон, 1882) чёрный король простоял на поле g8 136 ходов.[59]
- В партии Сэммс-Бейнбридж (Англия, 1994) все чёрные фигуры стояли на исходных позициях до 21 хода.[8]
- В партии Сабо-Ристоя (Хельсинки, 1975) ни одна из четырёх ладей не сделала ни одного хода.[1][73]

### Самая большая подвижность фигур
- В партии Липшюц-Бёрд (Нью-Йорк, 1889) конь b1 сделал 93 хода.[74]
- В партии Хансен-Ковачев (Хельсингёр, 2009) слон c1 сделал 111 ходов.[75]
- В партии Николич-Арсович чёрная ладья a8 сделала 156 ходов.[76]
- В партии Розен-Эфроимски чёрный ферзь сделал 166 ходов.
- В партии Бозкурт-Танривермиш (Кушадасы, 2004) чёрный король сделал 123 хода.[77]
- В партии Вегнер-Йонсен (Гёусдал, 1991) белая пешка h сделала 108 ходов, из которых 102 хода в виде ферзя.

### Наибольшее количество посещённых клеток
Существует по меньшей мере 33 партии, в которых все 64 клетки хотя бы раз посещались какой-либо фигурой. Из них самая короткая — Рантанен-Смилтинер (Мюнхен, 1958) (87 ходов), и в ней же это произошло раньше всего: на 81-м ходу чёрные поставили ладью на ранее никем не занятое поле a3.
В партиях Николич-Арсович и Фрессине-Костенюк одна из сторон посетила 62 поля (белые в первой партии, чёрные — во второй).

### Наибольшее количество клеток, посещённых одной фигурой
- В партии Бабриковский-Лай Хоп Зыонг (Германия, 1994) чёрный король посетил 45 разных клеток.[79]
- В партии Розен-Эфроимски (Хайфа, 2021) чёрный ферзь посетил 46 разных клеток.
- В партии Данин-Азаров (Турнов, 2016) ладья a1 посетила 53 разные клетки.
- В партии Гонсалес Родригес-Карлссон (Сиджес, 2009) слон c8 посетил 27 разных клеток.[80]
- В партии Луговой-Скачков (Санкт-Петербург, 1999) конь g8 посетил 37 разных клеток.[81]
- В партии Вегнер-Йонсен (Гёусдал, 1991) пешка h2 посетила 47 разных клеток (с учётом того, что она превратилась в ферзя).

### Наибольшее количество возможных ходов
|   | a | b | c | d | e | f | g | h |   |
| - | --- | --- | --- | --- | --- | --- | --- | --- | - |
| 8 | e8 чёрная ладья · g8 чёрный король · a7 чёрная пешка · f7 чёрная пешка · g7 чёрная пешка · c6 чёрный конь · f6 чёрный конь · h6 белый слон · c5 чёрный слон · a4 белый конь · h4 белый ферзь · a3 белая пешка · d3 чёрный ферзь · f3 белый конь · b2 чёрная ладья · g2 белая пешка · h2 белая пешка · a1 белая ладья · f1 белая ладья · h1 белый король | e8 чёрная ладья · g8 чёрный король · a7 чёрная пешка · f7 чёрная пешка · g7 чёрная пешка · c6 чёрный конь · f6 чёрный конь · h6 белый слон · c5 чёрный слон · a4 белый конь · h4 белый ферзь · a3 белая пешка · d3 чёрный ферзь · f3 белый конь · b2 чёрная ладья · g2 белая пешка · h2 белая пешка · a1 белая ладья · f1 белая ладья · h1 белый король | e8 чёрная ладья · g8 чёрный король · a7 чёрная пешка · f7 чёрная пешка · g7 чёрная пешка · c6 чёрный конь · f6 чёрный конь · h6 белый слон · c5 чёрный слон · a4 белый конь · h4 белый ферзь · a3 белая пешка · d3 чёрный ферзь · f3 белый конь · b2 чёрная ладья · g2 белая пешка · h2 белая пешка · a1 белая ладья · f1 белая ладья · h1 белый король | e8 чёрная ладья · g8 чёрный король · a7 чёрная пешка · f7 чёрная пешка · g7 чёрная пешка · c6 чёрный конь · f6 чёрный конь · h6 белый слон · c5 чёрный слон · a4 белый конь · h4 белый ферзь · a3 белая пешка · d3 чёрный ферзь · f3 белый конь · b2 чёрная ладья · g2 белая пешка · h2 белая пешка · a1 белая ладья · f1 белая ладья · h1 белый король | e8 чёрная ладья · g8 чёрный король · a7 чёрная пешка · f7 чёрная пешка · g7 чёрная пешка · c6 чёрный конь · f6 чёрный конь · h6 белый слон · c5 чёрный слон · a4 белый конь · h4 белый ферзь · a3 белая пешка · d3 чёрный ферзь · f3 белый конь · b2 чёрная ладья · g2 белая пешка · h2 белая пешка · a1 белая ладья · f1 белая ладья · h1 белый король | e8 чёрная ладья · g8 чёрный король · a7 чёрная пешка · f7 чёрная пешка · g7 чёрная пешка · c6 чёрный конь · f6 чёрный конь · h6 белый слон · c5 чёрный слон · a4 белый конь · h4 белый ферзь · a3 белая пешка · d3 чёрный ферзь · f3 белый конь · b2 чёрная ладья · g2 белая пешка · h2 белая пешка · a1 белая ладья · f1 белая ладья · h1 белый король | e8 чёрная ладья · g8 чёрный король · a7 чёрная пешка · f7 чёрная пешка · g7 чёрная пешка · c6 чёрный конь · f6 чёрный конь · h6 белый слон · c5 чёрный слон · a4 белый конь · h4 белый ферзь · a3 белая пешка · d3 чёрный ферзь · f3 белый конь · b2 чёрная ладья · g2 белая пешка · h2 белая пешка · a1 белая ладья · f1 белая ладья · h1 белый король | e8 чёрная ладья · g8 чёрный король · a7 чёрная пешка · f7 чёрная пешка · g7 чёрная пешка · c6 чёрный конь · f6 чёрный конь · h6 белый слон · c5 чёрный слон · a4 белый конь · h4 белый ферзь · a3 белая пешка · d3 чёрный ферзь · f3 белый конь · b2 чёрная ладья · g2 белая пешка · h2 белая пешка · a1 белая ладья · f1 белая ладья · h1 белый король | 8 |
| 7 | e8 чёрная ладья · g8 чёрный король · a7 чёрная пешка · f7 чёрная пешка · g7 чёрная пешка · c6 чёрный конь · f6 чёрный конь · h6 белый слон · c5 чёрный слон · a4 белый конь · h4 белый ферзь · a3 белая пешка · d3 чёрный ферзь · f3 белый конь · b2 чёрная ладья · g2 белая пешка · h2 белая пешка · a1 белая ладья · f1 белая ладья · h1 белый король | e8 чёрная ладья · g8 чёрный король · a7 чёрная пешка · f7 чёрная пешка · g7 чёрная пешка · c6 чёрный конь · f6 чёрный конь · h6 белый слон · c5 чёрный слон · a4 белый конь · h4 белый ферзь · a3 белая пешка · d3 чёрный ферзь · f3 белый конь · b2 чёрная ладья · g2 белая пешка · h2 белая пешка · a1 белая ладья · f1 белая ладья · h1 белый король | e8 чёрная ладья · g8 чёрный король · a7 чёрная пешка · f7 чёрная пешка · g7 чёрная пешка · c6 чёрный конь · f6 чёрный конь · h6 белый слон · c5 чёрный слон · a4 белый конь · h4 белый ферзь · a3 белая пешка · d3 чёрный ферзь · f3 белый конь · b2 чёрная ладья · g2 белая пешка · h2 белая пешка · a1 белая ладья · f1 белая ладья · h1 белый король | e8 чёрная ладья · g8 чёрный король · a7 чёрная пешка · f7 чёрная пешка · g7 чёрная пешка · c6 чёрный конь · f6 чёрный конь · h6 белый слон · c5 чёрный слон · a4 белый конь · h4 белый ферзь · a3 белая пешка · d3 чёрный ферзь · f3 белый конь · b2 чёрная ладья · g2 белая пешка · h2 белая пешка · a1 белая ладья · f1 белая ладья · h1 белый король | e8 чёрная ладья · g8 чёрный король · a7 чёрная пешка · f7 чёрная пешка · g7 чёрная пешка · c6 чёрный конь · f6 чёрный конь · h6 белый слон · c5 чёрный слон · a4 белый конь · h4 белый ферзь · a3 белая пешка · d3 чёрный ферзь · f3 белый конь · b2 чёрная ладья · g2 белая пешка · h2 белая пешка · a1 белая ладья · f1 белая ладья · h1 белый король | e8 чёрная ладья · g8 чёрный король · a7 чёрная пешка · f7 чёрная пешка · g7 чёрная пешка · c6 чёрный конь · f6 чёрный конь · h6 белый слон · c5 чёрный слон · a4 белый конь · h4 белый ферзь · a3 белая пешка · d3 чёрный ферзь · f3 белый конь · b2 чёрная ладья · g2 белая пешка · h2 белая пешка · a1 белая ладья · f1 белая ладья · h1 белый король | e8 чёрная ладья · g8 чёрный король · a7 чёрная пешка · f7 чёрная пешка · g7 чёрная пешка · c6 чёрный конь · f6 чёрный конь · h6 белый слон · c5 чёрный слон · a4 белый конь · h4 белый ферзь · a3 белая пешка · d3 чёрный ферзь · f3 белый конь · b2 чёрная ладья · g2 белая пешка · h2 белая пешка · a1 белая ладья · f1 белая ладья · h1 белый король | e8 чёрная ладья · g8 чёрный король · a7 чёрная пешка · f7 чёрная пешка · g7 чёрная пешка · c6 чёрный конь · f6 чёрный конь · h6 белый слон · c5 чёрный слон · a4 белый конь · h4 белый ферзь · a3 белая пешка · d3 чёрный ферзь · f3 белый конь · b2 чёрная ладья · g2 белая пешка · h2 белая пешка · a1 белая ладья · f1 белая ладья · h1 белый король | 7 |
| 6 | e8 чёрная ладья · g8 чёрный король · a7 чёрная пешка · f7 чёрная пешка · g7 чёрная пешка · c6 чёрный конь · f6 чёрный конь · h6 белый слон · c5 чёрный слон · a4 белый конь · h4 белый ферзь · a3 белая пешка · d3 чёрный ферзь · f3 белый конь · b2 чёрная ладья · g2 белая пешка · h2 белая пешка · a1 белая ладья · f1 белая ладья · h1 белый король | e8 чёрная ладья · g8 чёрный король · a7 чёрная пешка · f7 чёрная пешка · g7 чёрная пешка · c6 чёрный конь · f6 чёрный конь · h6 белый слон · c5 чёрный слон · a4 белый конь · h4 белый ферзь · a3 белая пешка · d3 чёрный ферзь · f3 белый конь · b2 чёрная ладья · g2 белая пешка · h2 белая пешка · a1 белая ладья · f1 белая ладья · h1 белый король | e8 чёрная ладья · g8 чёрный король · a7 чёрная пешка · f7 чёрная пешка · g7 чёрная пешка · c6 чёрный конь · f6 чёрный конь · h6 белый слон · c5 чёрный слон · a4 белый конь · h4 белый ферзь · a3 белая пешка · d3 чёрный ферзь · f3 белый конь · b2 чёрная ладья · g2 белая пешка · h2 белая пешка · a1 белая ладья · f1 белая ладья · h1 белый король | e8 чёрная ладья · g8 чёрный король · a7 чёрная пешка · f7 чёрная пешка · g7 чёрная пешка · c6 чёрный конь · f6 чёрный конь · h6 белый слон · c5 чёрный слон · a4 белый конь · h4 белый ферзь · a3 белая пешка · d3 чёрный ферзь · f3 белый конь · b2 чёрная ладья · g2 белая пешка · h2 белая пешка · a1 белая ладья · f1 белая ладья · h1 белый король | e8 чёрная ладья · g8 чёрный король · a7 чёрная пешка · f7 чёрная пешка · g7 чёрная пешка · c6 чёрный конь · f6 чёрный конь · h6 белый слон · c5 чёрный слон · a4 белый конь · h4 белый ферзь · a3 белая пешка · d3 чёрный ферзь · f3 белый конь · b2 чёрная ладья · g2 белая пешка · h2 белая пешка · a1 белая ладья · f1 белая ладья · h1 белый король | e8 чёрная ладья · g8 чёрный король · a7 чёрная пешка · f7 чёрная пешка · g7 чёрная пешка · c6 чёрный конь · f6 чёрный конь · h6 белый слон · c5 чёрный слон · a4 белый конь · h4 белый ферзь · a3 белая пешка · d3 чёрный ферзь · f3 белый конь · b2 чёрная ладья · g2 белая пешка · h2 белая пешка · a1 белая ладья · f1 белая ладья · h1 белый король | e8 чёрная ладья · g8 чёрный король · a7 чёрная пешка · f7 чёрная пешка · g7 чёрная пешка · c6 чёрный конь · f6 чёрный конь · h6 белый слон · c5 чёрный слон · a4 белый конь · h4 белый ферзь · a3 белая пешка · d3 чёрный ферзь · f3 белый конь · b2 чёрная ладья · g2 белая пешка · h2 белая пешка · a1 белая ладья · f1 белая ладья · h1 белый король | e8 чёрная ладья · g8 чёрный король · a7 чёрная пешка · f7 чёрная пешка · g7 чёрная пешка · c6 чёрный конь · f6 чёрный конь · h6 белый слон · c5 чёрный слон · a4 белый конь · h4 белый ферзь · a3 белая пешка · d3 чёрный ферзь · f3 белый конь · b2 чёрная ладья · g2 белая пешка · h2 белая пешка · a1 белая ладья · f1 белая ладья · h1 белый король | 6 |
| 5 | e8 чёрная ладья · g8 чёрный король · a7 чёрная пешка · f7 чёрная пешка · g7 чёрная пешка · c6 чёрный конь · f6 чёрный конь · h6 белый слон · c5 чёрный слон · a4 белый конь · h4 белый ферзь · a3 белая пешка · d3 чёрный ферзь · f3 белый конь · b2 чёрная ладья · g2 белая пешка · h2 белая пешка · a1 белая ладья · f1 белая ладья · h1 белый король | e8 чёрная ладья · g8 чёрный король · a7 чёрная пешка · f7 чёрная пешка · g7 чёрная пешка · c6 чёрный конь · f6 чёрный конь · h6 белый слон · c5 чёрный слон · a4 белый конь · h4 белый ферзь · a3 белая пешка · d3 чёрный ферзь · f3 белый конь · b2 чёрная ладья · g2 белая пешка · h2 белая пешка · a1 белая ладья · f1 белая ладья · h1 белый король | e8 чёрная ладья · g8 чёрный король · a7 чёрная пешка · f7 чёрная пешка · g7 чёрная пешка · c6 чёрный конь · f6 чёрный конь · h6 белый слон · c5 чёрный слон · a4 белый конь · h4 белый ферзь · a3 белая пешка · d3 чёрный ферзь · f3 белый конь · b2 чёрная ладья · g2 белая пешка · h2 белая пешка · a1 белая ладья · f1 белая ладья · h1 белый король | e8 чёрная ладья · g8 чёрный король · a7 чёрная пешка · f7 чёрная пешка · g7 чёрная пешка · c6 чёрный конь · f6 чёрный конь · h6 белый слон · c5 чёрный слон · a4 белый конь · h4 белый ферзь · a3 белая пешка · d3 чёрный ферзь · f3 белый конь · b2 чёрная ладья · g2 белая пешка · h2 белая пешка · a1 белая ладья · f1 белая ладья · h1 белый король | e8 чёрная ладья · g8 чёрный король · a7 чёрная пешка · f7 чёрная пешка · g7 чёрная пешка · c6 чёрный конь · f6 чёрный конь · h6 белый слон · c5 чёрный слон · a4 белый конь · h4 белый ферзь · a3 белая пешка · d3 чёрный ферзь · f3 белый конь · b2 чёрная ладья · g2 белая пешка · h2 белая пешка · a1 белая ладья · f1 белая ладья · h1 белый король | e8 чёрная ладья · g8 чёрный король · a7 чёрная пешка · f7 чёрная пешка · g7 чёрная пешка · c6 чёрный конь · f6 чёрный конь · h6 белый слон · c5 чёрный слон · a4 белый конь · h4 белый ферзь · a3 белая пешка · d3 чёрный ферзь · f3 белый конь · b2 чёрная ладья · g2 белая пешка · h2 белая пешка · a1 белая ладья · f1 белая ладья · h1 белый король | e8 чёрная ладья · g8 чёрный король · a7 чёрная пешка · f7 чёрная пешка · g7 чёрная пешка · c6 чёрный конь · f6 чёрный конь · h6 белый слон · c5 чёрный слон · a4 белый конь · h4 белый ферзь · a3 белая пешка · d3 чёрный ферзь · f3 белый конь · b2 чёрная ладья · g2 белая пешка · h2 белая пешка · a1 белая ладья · f1 белая ладья · h1 белый король | e8 чёрная ладья · g8 чёрный король · a7 чёрная пешка · f7 чёрная пешка · g7 чёрная пешка · c6 чёрный конь · f6 чёрный конь · h6 белый слон · c5 чёрный слон · a4 белый конь · h4 белый ферзь · a3 белая пешка · d3 чёрный ферзь · f3 белый конь · b2 чёрная ладья · g2 белая пешка · h2 белая пешка · a1 белая ладья · f1 белая ладья · h1 белый король | 5 |
| 4 | e8 чёрная ладья · g8 чёрный король · a7 чёрная пешка · f7 чёрная пешка · g7 чёрная пешка · c6 чёрный конь · f6 чёрный конь · h6 белый слон · c5 чёрный слон · a4 белый конь · h4 белый ферзь · a3 белая пешка · d3 чёрный ферзь · f3 белый конь · b2 чёрная ладья · g2 белая пешка · h2 белая пешка · a1 белая ладья · f1 белая ладья · h1 белый король | e8 чёрная ладья · g8 чёрный король · a7 чёрная пешка · f7 чёрная пешка · g7 чёрная пешка · c6 чёрный конь · f6 чёрный конь · h6 белый слон · c5 чёрный слон · a4 белый конь · h4 белый ферзь · a3 белая пешка · d3 чёрный ферзь · f3 белый конь · b2 чёрная ладья · g2 белая пешка · h2 белая пешка · a1 белая ладья · f1 белая ладья · h1 белый король | e8 чёрная ладья · g8 чёрный король · a7 чёрная пешка · f7 чёрная пешка · g7 чёрная пешка · c6 чёрный конь · f6 чёрный конь · h6 белый слон · c5 чёрный слон · a4 белый конь · h4 белый ферзь · a3 белая пешка · d3 чёрный ферзь · f3 белый конь · b2 чёрная ладья · g2 белая пешка · h2 белая пешка · a1 белая ладья · f1 белая ладья · h1 белый король | e8 чёрная ладья · g8 чёрный король · a7 чёрная пешка · f7 чёрная пешка · g7 чёрная пешка · c6 чёрный конь · f6 чёрный конь · h6 белый слон · c5 чёрный слон · a4 белый конь · h4 белый ферзь · a3 белая пешка · d3 чёрный ферзь · f3 белый конь · b2 чёрная ладья · g2 белая пешка · h2 белая пешка · a1 белая ладья · f1 белая ладья · h1 белый король | e8 чёрная ладья · g8 чёрный король · a7 чёрная пешка · f7 чёрная пешка · g7 чёрная пешка · c6 чёрный конь · f6 чёрный конь · h6 белый слон · c5 чёрный слон · a4 белый конь · h4 белый ферзь · a3 белая пешка · d3 чёрный ферзь · f3 белый конь · b2 чёрная ладья · g2 белая пешка · h2 белая пешка · a1 белая ладья · f1 белая ладья · h1 белый король | e8 чёрная ладья · g8 чёрный король · a7 чёрная пешка · f7 чёрная пешка · g7 чёрная пешка · c6 чёрный конь · f6 чёрный конь · h6 белый слон · c5 чёрный слон · a4 белый конь · h4 белый ферзь · a3 белая пешка · d3 чёрный ферзь · f3 белый конь · b2 чёрная ладья · g2 белая пешка · h2 белая пешка · a1 белая ладья · f1 белая ладья · h1 белый король | e8 чёрная ладья · g8 чёрный король · a7 чёрная пешка · f7 чёрная пешка · g7 чёрная пешка · c6 чёрный конь · f6 чёрный конь · h6 белый слон · c5 чёрный слон · a4 белый конь · h4 белый ферзь · a3 белая пешка · d3 чёрный ферзь · f3 белый конь · b2 чёрная ладья · g2 белая пешка · h2 белая пешка · a1 белая ладья · f1 белая ладья · h1 белый король | e8 чёрная ладья · g8 чёрный король · a7 чёрная пешка · f7 чёрная пешка · g7 чёрная пешка · c6 чёрный конь · f6 чёрный конь · h6 белый слон · c5 чёрный слон · a4 белый конь · h4 белый ферзь · a3 белая пешка · d3 чёрный ферзь · f3 белый конь · b2 чёрная ладья · g2 белая пешка · h2 белая пешка · a1 белая ладья · f1 белая ладья · h1 белый король | 4 |
| 3 | e8 чёрная ладья · g8 чёрный король · a7 чёрная пешка · f7 чёрная пешка · g7 чёрная пешка · c6 чёрный конь · f6 чёрный конь · h6 белый слон · c5 чёрный слон · a4 белый конь · h4 белый ферзь · a3 белая пешка · d3 чёрный ферзь · f3 белый конь · b2 чёрная ладья · g2 белая пешка · h2 белая пешка · a1 белая ладья · f1 белая ладья · h1 белый король | e8 чёрная ладья · g8 чёрный король · a7 чёрная пешка · f7 чёрная пешка · g7 чёрная пешка · c6 чёрный конь · f6 чёрный конь · h6 белый слон · c5 чёрный слон · a4 белый конь · h4 белый ферзь · a3 белая пешка · d3 чёрный ферзь · f3 белый конь · b2 чёрная ладья · g2 белая пешка · h2 белая пешка · a1 белая ладья · f1 белая ладья · h1 белый король | e8 чёрная ладья · g8 чёрный король · a7 чёрная пешка · f7 чёрная пешка · g7 чёрная пешка · c6 чёрный конь · f6 чёрный конь · h6 белый слон · c5 чёрный слон · a4 белый конь · h4 белый ферзь · a3 белая пешка · d3 чёрный ферзь · f3 белый конь · b2 чёрная ладья · g2 белая пешка · h2 белая пешка · a1 белая ладья · f1 белая ладья · h1 белый король | e8 чёрная ладья · g8 чёрный король · a7 чёрная пешка · f7 чёрная пешка · g7 чёрная пешка · c6 чёрный конь · f6 чёрный конь · h6 белый слон · c5 чёрный слон · a4 белый конь · h4 белый ферзь · a3 белая пешка · d3 чёрный ферзь · f3 белый конь · b2 чёрная ладья · g2 белая пешка · h2 белая пешка · a1 белая ладья · f1 белая ладья · h1 белый король | e8 чёрная ладья · g8 чёрный король · a7 чёрная пешка · f7 чёрная пешка · g7 чёрная пешка · c6 чёрный конь · f6 чёрный конь · h6 белый слон · c5 чёрный слон · a4 белый конь · h4 белый ферзь · a3 белая пешка · d3 чёрный ферзь · f3 белый конь · b2 чёрная ладья · g2 белая пешка · h2 белая пешка · a1 белая ладья · f1 белая ладья · h1 белый король | e8 чёрная ладья · g8 чёрный король · a7 чёрная пешка · f7 чёрная пешка · g7 чёрная пешка · c6 чёрный конь · f6 чёрный конь · h6 белый слон · c5 чёрный слон · a4 белый конь · h4 белый ферзь · a3 белая пешка · d3 чёрный ферзь · f3 белый конь · b2 чёрная ладья · g2 белая пешка · h2 белая пешка · a1 белая ладья · f1 белая ладья · h1 белый король | e8 чёрная ладья · g8 чёрный король · a7 чёрная пешка · f7 чёрная пешка · g7 чёрная пешка · c6 чёрный конь · f6 чёрный конь · h6 белый слон · c5 чёрный слон · a4 белый конь · h4 белый ферзь · a3 белая пешка · d3 чёрный ферзь · f3 белый конь · b2 чёрная ладья · g2 белая пешка · h2 белая пешка · a1 белая ладья · f1 белая ладья · h1 белый король | e8 чёрная ладья · g8 чёрный король · a7 чёрная пешка · f7 чёрная пешка · g7 чёрная пешка · c6 чёрный конь · f6 чёрный конь · h6 белый слон · c5 чёрный слон · a4 белый конь · h4 белый ферзь · a3 белая пешка · d3 чёрный ферзь · f3 белый конь · b2 чёрная ладья · g2 белая пешка · h2 белая пешка · a1 белая ладья · f1 белая ладья · h1 белый король | 3 |
| 2 | e8 чёрная ладья · g8 чёрный король · a7 чёрная пешка · f7 чёрная пешка · g7 чёрная пешка · c6 чёрный конь · f6 чёрный конь · h6 белый слон · c5 чёрный слон · a4 белый конь · h4 белый ферзь · a3 белая пешка · d3 чёрный ферзь · f3 белый конь · b2 чёрная ладья · g2 белая пешка · h2 белая пешка · a1 белая ладья · f1 белая ладья · h1 белый король | e8 чёрная ладья · g8 чёрный король · a7 чёрная пешка · f7 чёрная пешка · g7 чёрная пешка · c6 чёрный конь · f6 чёрный конь · h6 белый слон · c5 чёрный слон · a4 белый конь · h4 белый ферзь · a3 белая пешка · d3 чёрный ферзь · f3 белый конь · b2 чёрная ладья · g2 белая пешка · h2 белая пешка · a1 белая ладья · f1 белая ладья · h1 белый король | e8 чёрная ладья · g8 чёрный король · a7 чёрная пешка · f7 чёрная пешка · g7 чёрная пешка · c6 чёрный конь · f6 чёрный конь · h6 белый слон · c5 чёрный слон · a4 белый конь · h4 белый ферзь · a3 белая пешка · d3 чёрный ферзь · f3 белый конь · b2 чёрная ладья · g2 белая пешка · h2 белая пешка · a1 белая ладья · f1 белая ладья · h1 белый король | e8 чёрная ладья · g8 чёрный король · a7 чёрная пешка · f7 чёрная пешка · g7 чёрная пешка · c6 чёрный конь · f6 чёрный конь · h6 белый слон · c5 чёрный слон · a4 белый конь · h4 белый ферзь · a3 белая пешка · d3 чёрный ферзь · f3 белый конь · b2 чёрная ладья · g2 белая пешка · h2 белая пешка · a1 белая ладья · f1 белая ладья · h1 белый король | e8 чёрная ладья · g8 чёрный король · a7 чёрная пешка · f7 чёрная пешка · g7 чёрная пешка · c6 чёрный конь · f6 чёрный конь · h6 белый слон · c5 чёрный слон · a4 белый конь · h4 белый ферзь · a3 белая пешка · d3 чёрный ферзь · f3 белый конь · b2 чёрная ладья · g2 белая пешка · h2 белая пешка · a1 белая ладья · f1 белая ладья · h1 белый король | e8 чёрная ладья · g8 чёрный король · a7 чёрная пешка · f7 чёрная пешка · g7 чёрная пешка · c6 чёрный конь · f6 чёрный конь · h6 белый слон · c5 чёрный слон · a4 белый конь · h4 белый ферзь · a3 белая пешка · d3 чёрный ферзь · f3 белый конь · b2 чёрная ладья · g2 белая пешка · h2 белая пешка · a1 белая ладья · f1 белая ладья · h1 белый король | e8 чёрная ладья · g8 чёрный король · a7 чёрная пешка · f7 чёрная пешка · g7 чёрная пешка · c6 чёрный конь · f6 чёрный конь · h6 белый слон · c5 чёрный слон · a4 белый конь · h4 белый ферзь · a3 белая пешка · d3 чёрный ферзь · f3 белый конь · b2 чёрная ладья · g2 белая пешка · h2 белая пешка · a1 белая ладья · f1 белая ладья · h1 белый король | e8 чёрная ладья · g8 чёрный король · a7 чёрная пешка · f7 чёрная пешка · g7 чёрная пешка · c6 чёрный конь · f6 чёрный конь · h6 белый слон · c5 чёрный слон · a4 белый конь · h4 белый ферзь · a3 белая пешка · d3 чёрный ферзь · f3 белый конь · b2 чёрная ладья · g2 белая пешка · h2 белая пешка · a1 белая ладья · f1 белая ладья · h1 белый король | 2 |
| 1 | e8 чёрная ладья · g8 чёрный король · a7 чёрная пешка · f7 чёрная пешка · g7 чёрная пешка · c6 чёрный конь · f6 чёрный конь · h6 белый слон · c5 чёрный слон · a4 белый конь · h4 белый ферзь · a3 белая пешка · d3 чёрный ферзь · f3 белый конь · b2 чёрная ладья · g2 белая пешка · h2 белая пешка · a1 белая ладья · f1 белая ладья · h1 белый король | e8 чёрная ладья · g8 чёрный король · a7 чёрная пешка · f7 чёрная пешка · g7 чёрная пешка · c6 чёрный конь · f6 чёрный конь · h6 белый слон · c5 чёрный слон · a4 белый конь · h4 белый ферзь · a3 белая пешка · d3 чёрный ферзь · f3 белый конь · b2 чёрная ладья · g2 белая пешка · h2 белая пешка · a1 белая ладья · f1 белая ладья · h1 белый король | e8 чёрная ладья · g8 чёрный король · a7 чёрная пешка · f7 чёрная пешка · g7 чёрная пешка · c6 чёрный конь · f6 чёрный конь · h6 белый слон · c5 чёрный слон · a4 белый конь · h4 белый ферзь · a3 белая пешка · d3 чёрный ферзь · f3 белый конь · b2 чёрная ладья · g2 белая пешка · h2 белая пешка · a1 белая ладья · f1 белая ладья · h1 белый король | e8 чёрная ладья · g8 чёрный король · a7 чёрная пешка · f7 чёрная пешка · g7 чёрная пешка · c6 чёрный конь · f6 чёрный конь · h6 белый слон · c5 чёрный слон · a4 белый конь · h4 белый ферзь · a3 белая пешка · d3 чёрный ферзь · f3 белый конь · b2 чёрная ладья · g2 белая пешка · h2 белая пешка · a1 белая ладья · f1 белая ладья · h1 белый король | e8 чёрная ладья · g8 чёрный король · a7 чёрная пешка · f7 чёрная пешка · g7 чёрная пешка · c6 чёрный конь · f6 чёрный конь · h6 белый слон · c5 чёрный слон · a4 белый конь · h4 белый ферзь · a3 белая пешка · d3 чёрный ферзь · f3 белый конь · b2 чёрная ладья · g2 белая пешка · h2 белая пешка · a1 белая ладья · f1 белая ладья · h1 белый король | e8 чёрная ладья · g8 чёрный король · a7 чёрная пешка · f7 чёрная пешка · g7 чёрная пешка · c6 чёрный конь · f6 чёрный конь · h6 белый слон · c5 чёрный слон · a4 белый конь · h4 белый ферзь · a3 белая пешка · d3 чёрный ферзь · f3 белый конь · b2 чёрная ладья · g2 белая пешка · h2 белая пешка · a1 белая ладья · f1 белая ладья · h1 белый король | e8 чёрная ладья · g8 чёрный король · a7 чёрная пешка · f7 чёрная пешка · g7 чёрная пешка · c6 чёрный конь · f6 чёрный конь · h6 белый слон · c5 чёрный слон · a4 белый конь · h4 белый ферзь · a3 белая пешка · d3 чёрный ферзь · f3 белый конь · b2 чёрная ладья · g2 белая пешка · h2 белая пешка · a1 белая ладья · f1 белая ладья · h1 белый король | e8 чёрная ладья · g8 чёрный король · a7 чёрная пешка · f7 чёрная пешка · g7 чёрная пешка · c6 чёрный конь · f6 чёрный конь · h6 белый слон · c5 чёрный слон · a4 белый конь · h4 белый ферзь · a3 белая пешка · d3 чёрный ферзь · f3 белый конь · b2 чёрная ладья · g2 белая пешка · h2 белая пешка · a1 белая ладья · f1 белая ладья · h1 белый король | 1 |
|   | a | b | c | d | e | f | g | h |   |

В партии Дэвис-Панчанатан (Миннеаполис, 2005) у чёрных на 23-м ходу было 79 возможных продолжений.

### Самая продолжительная симметричная партия
|   | a | b | c | d | e | f | g | h |   |
| - | --- | --- | --- | --- | --- | --- | --- | --- | - |
| 8 | g8 чёрный король · a7 чёрная пешка · c7 чёрная пешка · f7 чёрная пешка · g7 чёрный ферзь · h7 чёрная пешка · d6 чёрная пешка · e5 чёрная пешка · e4 белая пешка · d3 белая пешка · a2 белая пешка · c2 белая пешка · f2 белая пешка · g2 белый ферзь · h2 белая пешка · g1 белый король | g8 чёрный король · a7 чёрная пешка · c7 чёрная пешка · f7 чёрная пешка · g7 чёрный ферзь · h7 чёрная пешка · d6 чёрная пешка · e5 чёрная пешка · e4 белая пешка · d3 белая пешка · a2 белая пешка · c2 белая пешка · f2 белая пешка · g2 белый ферзь · h2 белая пешка · g1 белый король | g8 чёрный король · a7 чёрная пешка · c7 чёрная пешка · f7 чёрная пешка · g7 чёрный ферзь · h7 чёрная пешка · d6 чёрная пешка · e5 чёрная пешка · e4 белая пешка · d3 белая пешка · a2 белая пешка · c2 белая пешка · f2 белая пешка · g2 белый ферзь · h2 белая пешка · g1 белый король | g8 чёрный король · a7 чёрная пешка · c7 чёрная пешка · f7 чёрная пешка · g7 чёрный ферзь · h7 чёрная пешка · d6 чёрная пешка · e5 чёрная пешка · e4 белая пешка · d3 белая пешка · a2 белая пешка · c2 белая пешка · f2 белая пешка · g2 белый ферзь · h2 белая пешка · g1 белый король | g8 чёрный король · a7 чёрная пешка · c7 чёрная пешка · f7 чёрная пешка · g7 чёрный ферзь · h7 чёрная пешка · d6 чёрная пешка · e5 чёрная пешка · e4 белая пешка · d3 белая пешка · a2 белая пешка · c2 белая пешка · f2 белая пешка · g2 белый ферзь · h2 белая пешка · g1 белый король | g8 чёрный король · a7 чёрная пешка · c7 чёрная пешка · f7 чёрная пешка · g7 чёрный ферзь · h7 чёрная пешка · d6 чёрная пешка · e5 чёрная пешка · e4 белая пешка · d3 белая пешка · a2 белая пешка · c2 белая пешка · f2 белая пешка · g2 белый ферзь · h2 белая пешка · g1 белый король | g8 чёрный король · a7 чёрная пешка · c7 чёрная пешка · f7 чёрная пешка · g7 чёрный ферзь · h7 чёрная пешка · d6 чёрная пешка · e5 чёрная пешка · e4 белая пешка · d3 белая пешка · a2 белая пешка · c2 белая пешка · f2 белая пешка · g2 белый ферзь · h2 белая пешка · g1 белый король | g8 чёрный король · a7 чёрная пешка · c7 чёрная пешка · f7 чёрная пешка · g7 чёрный ферзь · h7 чёрная пешка · d6 чёрная пешка · e5 чёрная пешка · e4 белая пешка · d3 белая пешка · a2 белая пешка · c2 белая пешка · f2 белая пешка · g2 белый ферзь · h2 белая пешка · g1 белый король | 8 |
| 7 | g8 чёрный король · a7 чёрная пешка · c7 чёрная пешка · f7 чёрная пешка · g7 чёрный ферзь · h7 чёрная пешка · d6 чёрная пешка · e5 чёрная пешка · e4 белая пешка · d3 белая пешка · a2 белая пешка · c2 белая пешка · f2 белая пешка · g2 белый ферзь · h2 белая пешка · g1 белый король | g8 чёрный король · a7 чёрная пешка · c7 чёрная пешка · f7 чёрная пешка · g7 чёрный ферзь · h7 чёрная пешка · d6 чёрная пешка · e5 чёрная пешка · e4 белая пешка · d3 белая пешка · a2 белая пешка · c2 белая пешка · f2 белая пешка · g2 белый ферзь · h2 белая пешка · g1 белый король | g8 чёрный король · a7 чёрная пешка · c7 чёрная пешка · f7 чёрная пешка · g7 чёрный ферзь · h7 чёрная пешка · d6 чёрная пешка · e5 чёрная пешка · e4 белая пешка · d3 белая пешка · a2 белая пешка · c2 белая пешка · f2 белая пешка · g2 белый ферзь · h2 белая пешка · g1 белый король | g8 чёрный король · a7 чёрная пешка · c7 чёрная пешка · f7 чёрная пешка · g7 чёрный ферзь · h7 чёрная пешка · d6 чёрная пешка · e5 чёрная пешка · e4 белая пешка · d3 белая пешка · a2 белая пешка · c2 белая пешка · f2 белая пешка · g2 белый ферзь · h2 белая пешка · g1 белый король | g8 чёрный король · a7 чёрная пешка · c7 чёрная пешка · f7 чёрная пешка · g7 чёрный ферзь · h7 чёрная пешка · d6 чёрная пешка · e5 чёрная пешка · e4 белая пешка · d3 белая пешка · a2 белая пешка · c2 белая пешка · f2 белая пешка · g2 белый ферзь · h2 белая пешка · g1 белый король | g8 чёрный король · a7 чёрная пешка · c7 чёрная пешка · f7 чёрная пешка · g7 чёрный ферзь · h7 чёрная пешка · d6 чёрная пешка · e5 чёрная пешка · e4 белая пешка · d3 белая пешка · a2 белая пешка · c2 белая пешка · f2 белая пешка · g2 белый ферзь · h2 белая пешка · g1 белый король | g8 чёрный король · a7 чёрная пешка · c7 чёрная пешка · f7 чёрная пешка · g7 чёрный ферзь · h7 чёрная пешка · d6 чёрная пешка · e5 чёрная пешка · e4 белая пешка · d3 белая пешка · a2 белая пешка · c2 белая пешка · f2 белая пешка · g2 белый ферзь · h2 белая пешка · g1 белый король | g8 чёрный король · a7 чёрная пешка · c7 чёрная пешка · f7 чёрная пешка · g7 чёрный ферзь · h7 чёрная пешка · d6 чёрная пешка · e5 чёрная пешка · e4 белая пешка · d3 белая пешка · a2 белая пешка · c2 белая пешка · f2 белая пешка · g2 белый ферзь · h2 белая пешка · g1 белый король | 7 |
| 6 | g8 чёрный король · a7 чёрная пешка · c7 чёрная пешка · f7 чёрная пешка · g7 чёрный ферзь · h7 чёрная пешка · d6 чёрная пешка · e5 чёрная пешка · e4 белая пешка · d3 белая пешка · a2 белая пешка · c2 белая пешка · f2 белая пешка · g2 белый ферзь · h2 белая пешка · g1 белый король | g8 чёрный король · a7 чёрная пешка · c7 чёрная пешка · f7 чёрная пешка · g7 чёрный ферзь · h7 чёрная пешка · d6 чёрная пешка · e5 чёрная пешка · e4 белая пешка · d3 белая пешка · a2 белая пешка · c2 белая пешка · f2 белая пешка · g2 белый ферзь · h2 белая пешка · g1 белый король | g8 чёрный король · a7 чёрная пешка · c7 чёрная пешка · f7 чёрная пешка · g7 чёрный ферзь · h7 чёрная пешка · d6 чёрная пешка · e5 чёрная пешка · e4 белая пешка · d3 белая пешка · a2 белая пешка · c2 белая пешка · f2 белая пешка · g2 белый ферзь · h2 белая пешка · g1 белый король | g8 чёрный король · a7 чёрная пешка · c7 чёрная пешка · f7 чёрная пешка · g7 чёрный ферзь · h7 чёрная пешка · d6 чёрная пешка · e5 чёрная пешка · e4 белая пешка · d3 белая пешка · a2 белая пешка · c2 белая пешка · f2 белая пешка · g2 белый ферзь · h2 белая пешка · g1 белый король | g8 чёрный король · a7 чёрная пешка · c7 чёрная пешка · f7 чёрная пешка · g7 чёрный ферзь · h7 чёрная пешка · d6 чёрная пешка · e5 чёрная пешка · e4 белая пешка · d3 белая пешка · a2 белая пешка · c2 белая пешка · f2 белая пешка · g2 белый ферзь · h2 белая пешка · g1 белый король | g8 чёрный король · a7 чёрная пешка · c7 чёрная пешка · f7 чёрная пешка · g7 чёрный ферзь · h7 чёрная пешка · d6 чёрная пешка · e5 чёрная пешка · e4 белая пешка · d3 белая пешка · a2 белая пешка · c2 белая пешка · f2 белая пешка · g2 белый ферзь · h2 белая пешка · g1 белый король | g8 чёрный король · a7 чёрная пешка · c7 чёрная пешка · f7 чёрная пешка · g7 чёрный ферзь · h7 чёрная пешка · d6 чёрная пешка · e5 чёрная пешка · e4 белая пешка · d3 белая пешка · a2 белая пешка · c2 белая пешка · f2 белая пешка · g2 белый ферзь · h2 белая пешка · g1 белый король | g8 чёрный король · a7 чёрная пешка · c7 чёрная пешка · f7 чёрная пешка · g7 чёрный ферзь · h7 чёрная пешка · d6 чёрная пешка · e5 чёрная пешка · e4 белая пешка · d3 белая пешка · a2 белая пешка · c2 белая пешка · f2 белая пешка · g2 белый ферзь · h2 белая пешка · g1 белый король | 6 |
| 5 | g8 чёрный король · a7 чёрная пешка · c7 чёрная пешка · f7 чёрная пешка · g7 чёрный ферзь · h7 чёрная пешка · d6 чёрная пешка · e5 чёрная пешка · e4 белая пешка · d3 белая пешка · a2 белая пешка · c2 белая пешка · f2 белая пешка · g2 белый ферзь · h2 белая пешка · g1 белый король | g8 чёрный король · a7 чёрная пешка · c7 чёрная пешка · f7 чёрная пешка · g7 чёрный ферзь · h7 чёрная пешка · d6 чёрная пешка · e5 чёрная пешка · e4 белая пешка · d3 белая пешка · a2 белая пешка · c2 белая пешка · f2 белая пешка · g2 белый ферзь · h2 белая пешка · g1 белый король | g8 чёрный король · a7 чёрная пешка · c7 чёрная пешка · f7 чёрная пешка · g7 чёрный ферзь · h7 чёрная пешка · d6 чёрная пешка · e5 чёрная пешка · e4 белая пешка · d3 белая пешка · a2 белая пешка · c2 белая пешка · f2 белая пешка · g2 белый ферзь · h2 белая пешка · g1 белый король | g8 чёрный король · a7 чёрная пешка · c7 чёрная пешка · f7 чёрная пешка · g7 чёрный ферзь · h7 чёрная пешка · d6 чёрная пешка · e5 чёрная пешка · e4 белая пешка · d3 белая пешка · a2 белая пешка · c2 белая пешка · f2 белая пешка · g2 белый ферзь · h2 белая пешка · g1 белый король | g8 чёрный король · a7 чёрная пешка · c7 чёрная пешка · f7 чёрная пешка · g7 чёрный ферзь · h7 чёрная пешка · d6 чёрная пешка · e5 чёрная пешка · e4 белая пешка · d3 белая пешка · a2 белая пешка · c2 белая пешка · f2 белая пешка · g2 белый ферзь · h2 белая пешка · g1 белый король | g8 чёрный король · a7 чёрная пешка · c7 чёрная пешка · f7 чёрная пешка · g7 чёрный ферзь · h7 чёрная пешка · d6 чёрная пешка · e5 чёрная пешка · e4 белая пешка · d3 белая пешка · a2 белая пешка · c2 белая пешка · f2 белая пешка · g2 белый ферзь · h2 белая пешка · g1 белый король | g8 чёрный король · a7 чёрная пешка · c7 чёрная пешка · f7 чёрная пешка · g7 чёрный ферзь · h7 чёрная пешка · d6 чёрная пешка · e5 чёрная пешка · e4 белая пешка · d3 белая пешка · a2 белая пешка · c2 белая пешка · f2 белая пешка · g2 белый ферзь · h2 белая пешка · g1 белый король | g8 чёрный король · a7 чёрная пешка · c7 чёрная пешка · f7 чёрная пешка · g7 чёрный ферзь · h7 чёрная пешка · d6 чёрная пешка · e5 чёрная пешка · e4 белая пешка · d3 белая пешка · a2 белая пешка · c2 белая пешка · f2 белая пешка · g2 белый ферзь · h2 белая пешка · g1 белый король | 5 |
| 4 | g8 чёрный король · a7 чёрная пешка · c7 чёрная пешка · f7 чёрная пешка · g7 чёрный ферзь · h7 чёрная пешка · d6 чёрная пешка · e5 чёрная пешка · e4 белая пешка · d3 белая пешка · a2 белая пешка · c2 белая пешка · f2 белая пешка · g2 белый ферзь · h2 белая пешка · g1 белый король | g8 чёрный король · a7 чёрная пешка · c7 чёрная пешка · f7 чёрная пешка · g7 чёрный ферзь · h7 чёрная пешка · d6 чёрная пешка · e5 чёрная пешка · e4 белая пешка · d3 белая пешка · a2 белая пешка · c2 белая пешка · f2 белая пешка · g2 белый ферзь · h2 белая пешка · g1 белый король | g8 чёрный король · a7 чёрная пешка · c7 чёрная пешка · f7 чёрная пешка · g7 чёрный ферзь · h7 чёрная пешка · d6 чёрная пешка · e5 чёрная пешка · e4 белая пешка · d3 белая пешка · a2 белая пешка · c2 белая пешка · f2 белая пешка · g2 белый ферзь · h2 белая пешка · g1 белый король | g8 чёрный король · a7 чёрная пешка · c7 чёрная пешка · f7 чёрная пешка · g7 чёрный ферзь · h7 чёрная пешка · d6 чёрная пешка · e5 чёрная пешка · e4 белая пешка · d3 белая пешка · a2 белая пешка · c2 белая пешка · f2 белая пешка · g2 белый ферзь · h2 белая пешка · g1 белый король | g8 чёрный король · a7 чёрная пешка · c7 чёрная пешка · f7 чёрная пешка · g7 чёрный ферзь · h7 чёрная пешка · d6 чёрная пешка · e5 чёрная пешка · e4 белая пешка · d3 белая пешка · a2 белая пешка · c2 белая пешка · f2 белая пешка · g2 белый ферзь · h2 белая пешка · g1 белый король | g8 чёрный король · a7 чёрная пешка · c7 чёрная пешка · f7 чёрная пешка · g7 чёрный ферзь · h7 чёрная пешка · d6 чёрная пешка · e5 чёрная пешка · e4 белая пешка · d3 белая пешка · a2 белая пешка · c2 белая пешка · f2 белая пешка · g2 белый ферзь · h2 белая пешка · g1 белый король | g8 чёрный король · a7 чёрная пешка · c7 чёрная пешка · f7 чёрная пешка · g7 чёрный ферзь · h7 чёрная пешка · d6 чёрная пешка · e5 чёрная пешка · e4 белая пешка · d3 белая пешка · a2 белая пешка · c2 белая пешка · f2 белая пешка · g2 белый ферзь · h2 белая пешка · g1 белый король | g8 чёрный король · a7 чёрная пешка · c7 чёрная пешка · f7 чёрная пешка · g7 чёрный ферзь · h7 чёрная пешка · d6 чёрная пешка · e5 чёрная пешка · e4 белая пешка · d3 белая пешка · a2 белая пешка · c2 белая пешка · f2 белая пешка · g2 белый ферзь · h2 белая пешка · g1 белый король | 4 |
| 3 | g8 чёрный король · a7 чёрная пешка · c7 чёрная пешка · f7 чёрная пешка · g7 чёрный ферзь · h7 чёрная пешка · d6 чёрная пешка · e5 чёрная пешка · e4 белая пешка · d3 белая пешка · a2 белая пешка · c2 белая пешка · f2 белая пешка · g2 белый ферзь · h2 белая пешка · g1 белый король | g8 чёрный король · a7 чёрная пешка · c7 чёрная пешка · f7 чёрная пешка · g7 чёрный ферзь · h7 чёрная пешка · d6 чёрная пешка · e5 чёрная пешка · e4 белая пешка · d3 белая пешка · a2 белая пешка · c2 белая пешка · f2 белая пешка · g2 белый ферзь · h2 белая пешка · g1 белый король | g8 чёрный король · a7 чёрная пешка · c7 чёрная пешка · f7 чёрная пешка · g7 чёрный ферзь · h7 чёрная пешка · d6 чёрная пешка · e5 чёрная пешка · e4 белая пешка · d3 белая пешка · a2 белая пешка · c2 белая пешка · f2 белая пешка · g2 белый ферзь · h2 белая пешка · g1 белый король | g8 чёрный король · a7 чёрная пешка · c7 чёрная пешка · f7 чёрная пешка · g7 чёрный ферзь · h7 чёрная пешка · d6 чёрная пешка · e5 чёрная пешка · e4 белая пешка · d3 белая пешка · a2 белая пешка · c2 белая пешка · f2 белая пешка · g2 белый ферзь · h2 белая пешка · g1 белый король | g8 чёрный король · a7 чёрная пешка · c7 чёрная пешка · f7 чёрная пешка · g7 чёрный ферзь · h7 чёрная пешка · d6 чёрная пешка · e5 чёрная пешка · e4 белая пешка · d3 белая пешка · a2 белая пешка · c2 белая пешка · f2 белая пешка · g2 белый ферзь · h2 белая пешка · g1 белый король | g8 чёрный король · a7 чёрная пешка · c7 чёрная пешка · f7 чёрная пешка · g7 чёрный ферзь · h7 чёрная пешка · d6 чёрная пешка · e5 чёрная пешка · e4 белая пешка · d3 белая пешка · a2 белая пешка · c2 белая пешка · f2 белая пешка · g2 белый ферзь · h2 белая пешка · g1 белый король | g8 чёрный король · a7 чёрная пешка · c7 чёрная пешка · f7 чёрная пешка · g7 чёрный ферзь · h7 чёрная пешка · d6 чёрная пешка · e5 чёрная пешка · e4 белая пешка · d3 белая пешка · a2 белая пешка · c2 белая пешка · f2 белая пешка · g2 белый ферзь · h2 белая пешка · g1 белый король | g8 чёрный король · a7 чёрная пешка · c7 чёрная пешка · f7 чёрная пешка · g7 чёрный ферзь · h7 чёрная пешка · d6 чёрная пешка · e5 чёрная пешка · e4 белая пешка · d3 белая пешка · a2 белая пешка · c2 белая пешка · f2 белая пешка · g2 белый ферзь · h2 белая пешка · g1 белый король | 3 |
| 2 | g8 чёрный король · a7 чёрная пешка · c7 чёрная пешка · f7 чёрная пешка · g7 чёрный ферзь · h7 чёрная пешка · d6 чёрная пешка · e5 чёрная пешка · e4 белая пешка · d3 белая пешка · a2 белая пешка · c2 белая пешка · f2 белая пешка · g2 белый ферзь · h2 белая пешка · g1 белый король | g8 чёрный король · a7 чёрная пешка · c7 чёрная пешка · f7 чёрная пешка · g7 чёрный ферзь · h7 чёрная пешка · d6 чёрная пешка · e5 чёрная пешка · e4 белая пешка · d3 белая пешка · a2 белая пешка · c2 белая пешка · f2 белая пешка · g2 белый ферзь · h2 белая пешка · g1 белый король | g8 чёрный король · a7 чёрная пешка · c7 чёрная пешка · f7 чёрная пешка · g7 чёрный ферзь · h7 чёрная пешка · d6 чёрная пешка · e5 чёрная пешка · e4 белая пешка · d3 белая пешка · a2 белая пешка · c2 белая пешка · f2 белая пешка · g2 белый ферзь · h2 белая пешка · g1 белый король | g8 чёрный король · a7 чёрная пешка · c7 чёрная пешка · f7 чёрная пешка · g7 чёрный ферзь · h7 чёрная пешка · d6 чёрная пешка · e5 чёрная пешка · e4 белая пешка · d3 белая пешка · a2 белая пешка · c2 белая пешка · f2 белая пешка · g2 белый ферзь · h2 белая пешка · g1 белый король | g8 чёрный король · a7 чёрная пешка · c7 чёрная пешка · f7 чёрная пешка · g7 чёрный ферзь · h7 чёрная пешка · d6 чёрная пешка · e5 чёрная пешка · e4 белая пешка · d3 белая пешка · a2 белая пешка · c2 белая пешка · f2 белая пешка · g2 белый ферзь · h2 белая пешка · g1 белый король | g8 чёрный король · a7 чёрная пешка · c7 чёрная пешка · f7 чёрная пешка · g7 чёрный ферзь · h7 чёрная пешка · d6 чёрная пешка · e5 чёрная пешка · e4 белая пешка · d3 белая пешка · a2 белая пешка · c2 белая пешка · f2 белая пешка · g2 белый ферзь · h2 белая пешка · g1 белый король | g8 чёрный король · a7 чёрная пешка · c7 чёрная пешка · f7 чёрная пешка · g7 чёрный ферзь · h7 чёрная пешка · d6 чёрная пешка · e5 чёрная пешка · e4 белая пешка · d3 белая пешка · a2 белая пешка · c2 белая пешка · f2 белая пешка · g2 белый ферзь · h2 белая пешка · g1 белый король | g8 чёрный король · a7 чёрная пешка · c7 чёрная пешка · f7 чёрная пешка · g7 чёрный ферзь · h7 чёрная пешка · d6 чёрная пешка · e5 чёрная пешка · e4 белая пешка · d3 белая пешка · a2 белая пешка · c2 белая пешка · f2 белая пешка · g2 белый ферзь · h2 белая пешка · g1 белый король | 2 |
| 1 | g8 чёрный король · a7 чёрная пешка · c7 чёрная пешка · f7 чёрная пешка · g7 чёрный ферзь · h7 чёрная пешка · d6 чёрная пешка · e5 чёрная пешка · e4 белая пешка · d3 белая пешка · a2 белая пешка · c2 белая пешка · f2 белая пешка · g2 белый ферзь · h2 белая пешка · g1 белый король | g8 чёрный король · a7 чёрная пешка · c7 чёрная пешка · f7 чёрная пешка · g7 чёрный ферзь · h7 чёрная пешка · d6 чёрная пешка · e5 чёрная пешка · e4 белая пешка · d3 белая пешка · a2 белая пешка · c2 белая пешка · f2 белая пешка · g2 белый ферзь · h2 белая пешка · g1 белый король | g8 чёрный король · a7 чёрная пешка · c7 чёрная пешка · f7 чёрная пешка · g7 чёрный ферзь · h7 чёрная пешка · d6 чёрная пешка · e5 чёрная пешка · e4 белая пешка · d3 белая пешка · a2 белая пешка · c2 белая пешка · f2 белая пешка · g2 белый ферзь · h2 белая пешка · g1 белый король | g8 чёрный король · a7 чёрная пешка · c7 чёрная пешка · f7 чёрная пешка · g7 чёрный ферзь · h7 чёрная пешка · d6 чёрная пешка · e5 чёрная пешка · e4 белая пешка · d3 белая пешка · a2 белая пешка · c2 белая пешка · f2 белая пешка · g2 белый ферзь · h2 белая пешка · g1 белый король | g8 чёрный король · a7 чёрная пешка · c7 чёрная пешка · f7 чёрная пешка · g7 чёрный ферзь · h7 чёрная пешка · d6 чёрная пешка · e5 чёрная пешка · e4 белая пешка · d3 белая пешка · a2 белая пешка · c2 белая пешка · f2 белая пешка · g2 белый ферзь · h2 белая пешка · g1 белый король | g8 чёрный король · a7 чёрная пешка · c7 чёрная пешка · f7 чёрная пешка · g7 чёрный ферзь · h7 чёрная пешка · d6 чёрная пешка · e5 чёрная пешка · e4 белая пешка · d3 белая пешка · a2 белая пешка · c2 белая пешка · f2 белая пешка · g2 белый ферзь · h2 белая пешка · g1 белый король | g8 чёрный король · a7 чёрная пешка · c7 чёрная пешка · f7 чёрная пешка · g7 чёрный ферзь · h7 чёрная пешка · d6 чёрная пешка · e5 чёрная пешка · e4 белая пешка · d3 белая пешка · a2 белая пешка · c2 белая пешка · f2 белая пешка · g2 белый ферзь · h2 белая пешка · g1 белый король | g8 чёрный король · a7 чёрная пешка · c7 чёрная пешка · f7 чёрная пешка · g7 чёрный ферзь · h7 чёрная пешка · d6 чёрная пешка · e5 чёрная пешка · e4 белая пешка · d3 белая пешка · a2 белая пешка · c2 белая пешка · f2 белая пешка · g2 белый ферзь · h2 белая пешка · g1 белый король | 1 |
|   | a | b | c | d | e | f | g | h |   |

Самой продолжительной симметричной партией является партия Ротлеви-Эльяшов (Санкт-Петербург, 1909):
1.e4 e5 2.Кf3 Кf6 3.Кc3 Кc6 4.Cb5 Cb4 5.O-O O-O 6.d3 d6 7.C:c6 C:c3 8.C:b7 C:b2 9.C:a8 C:a1 10.Cg5 Cg4 11.Ф:a1 Ф:a8 12.C:f6 C:f3 13.C:g7 C:g2 14.C:f8 C:f1 15.Ф:f1 Ф:f8 16.Фg2 Фg7 (см. диаграмму) ½-½

### Самая поздняя рокировка
Рекорд принадлежит двум партиям:
- Нэшьюит-Гаррисон (Детройт, 1994)[84]
- Шомодьи-Блэк (Нью-Йорк, 2002)[85]

В обеих партиях чёрные сделали рокировку на 48 ходу: в первой из этих партий была сделана короткая рокировка, во второй — длинная.

### Самое длинное повторение ходов
Как правило, для фиксации ничьей достаточно троекратного повторения позиции. Но иногда позиция повторяется чаще, чем нужно. Рекорд принадлежит партии Саттор-Лин Чжиген (Таггеранонг, 2006), где позиция повторилась 15 раз и даже после этого ещё продолжалась, хотя всё равно завершилась вничью.

### Самое большое число рокировок
|   | a | b | c | d | e | f | g | h |   |
| - | --- | --- | --- | --- | --- | --- | --- | --- | - |
| 8 | a8 чёрная ладья · e8 чёрный король · f8 чёрный конь · h8 чёрная ладья · a7 чёрная пешка · b7 чёрная пешка · g7 чёрная пешка · h7 чёрная пешка · b6 чёрный ферзь · e6 чёрный слон · a5 чёрный конь · d5 чёрная пешка · e5 белая пешка · f5 чёрная пешка · g5 белая пешка · c4 чёрная пешка · d4 белая пешка · c3 белая пешка · e3 белый слон · f3 белый слон · a2 белая пешка · b2 белая пешка · g2 белый ферзь · h2 белая пешка · a1 белая ладья · b1 белый конь · f1 белая ладья · g1 белый король | a8 чёрная ладья · e8 чёрный король · f8 чёрный конь · h8 чёрная ладья · a7 чёрная пешка · b7 чёрная пешка · g7 чёрная пешка · h7 чёрная пешка · b6 чёрный ферзь · e6 чёрный слон · a5 чёрный конь · d5 чёрная пешка · e5 белая пешка · f5 чёрная пешка · g5 белая пешка · c4 чёрная пешка · d4 белая пешка · c3 белая пешка · e3 белый слон · f3 белый слон · a2 белая пешка · b2 белая пешка · g2 белый ферзь · h2 белая пешка · a1 белая ладья · b1 белый конь · f1 белая ладья · g1 белый король | a8 чёрная ладья · e8 чёрный король · f8 чёрный конь · h8 чёрная ладья · a7 чёрная пешка · b7 чёрная пешка · g7 чёрная пешка · h7 чёрная пешка · b6 чёрный ферзь · e6 чёрный слон · a5 чёрный конь · d5 чёрная пешка · e5 белая пешка · f5 чёрная пешка · g5 белая пешка · c4 чёрная пешка · d4 белая пешка · c3 белая пешка · e3 белый слон · f3 белый слон · a2 белая пешка · b2 белая пешка · g2 белый ферзь · h2 белая пешка · a1 белая ладья · b1 белый конь · f1 белая ладья · g1 белый король | a8 чёрная ладья · e8 чёрный король · f8 чёрный конь · h8 чёрная ладья · a7 чёрная пешка · b7 чёрная пешка · g7 чёрная пешка · h7 чёрная пешка · b6 чёрный ферзь · e6 чёрный слон · a5 чёрный конь · d5 чёрная пешка · e5 белая пешка · f5 чёрная пешка · g5 белая пешка · c4 чёрная пешка · d4 белая пешка · c3 белая пешка · e3 белый слон · f3 белый слон · a2 белая пешка · b2 белая пешка · g2 белый ферзь · h2 белая пешка · a1 белая ладья · b1 белый конь · f1 белая ладья · g1 белый король | a8 чёрная ладья · e8 чёрный король · f8 чёрный конь · h8 чёрная ладья · a7 чёрная пешка · b7 чёрная пешка · g7 чёрная пешка · h7 чёрная пешка · b6 чёрный ферзь · e6 чёрный слон · a5 чёрный конь · d5 чёрная пешка · e5 белая пешка · f5 чёрная пешка · g5 белая пешка · c4 чёрная пешка · d4 белая пешка · c3 белая пешка · e3 белый слон · f3 белый слон · a2 белая пешка · b2 белая пешка · g2 белый ферзь · h2 белая пешка · a1 белая ладья · b1 белый конь · f1 белая ладья · g1 белый король | a8 чёрная ладья · e8 чёрный король · f8 чёрный конь · h8 чёрная ладья · a7 чёрная пешка · b7 чёрная пешка · g7 чёрная пешка · h7 чёрная пешка · b6 чёрный ферзь · e6 чёрный слон · a5 чёрный конь · d5 чёрная пешка · e5 белая пешка · f5 чёрная пешка · g5 белая пешка · c4 чёрная пешка · d4 белая пешка · c3 белая пешка · e3 белый слон · f3 белый слон · a2 белая пешка · b2 белая пешка · g2 белый ферзь · h2 белая пешка · a1 белая ладья · b1 белый конь · f1 белая ладья · g1 белый король | a8 чёрная ладья · e8 чёрный король · f8 чёрный конь · h8 чёрная ладья · a7 чёрная пешка · b7 чёрная пешка · g7 чёрная пешка · h7 чёрная пешка · b6 чёрный ферзь · e6 чёрный слон · a5 чёрный конь · d5 чёрная пешка · e5 белая пешка · f5 чёрная пешка · g5 белая пешка · c4 чёрная пешка · d4 белая пешка · c3 белая пешка · e3 белый слон · f3 белый слон · a2 белая пешка · b2 белая пешка · g2 белый ферзь · h2 белая пешка · a1 белая ладья · b1 белый конь · f1 белая ладья · g1 белый король | a8 чёрная ладья · e8 чёрный король · f8 чёрный конь · h8 чёрная ладья · a7 чёрная пешка · b7 чёрная пешка · g7 чёрная пешка · h7 чёрная пешка · b6 чёрный ферзь · e6 чёрный слон · a5 чёрный конь · d5 чёрная пешка · e5 белая пешка · f5 чёрная пешка · g5 белая пешка · c4 чёрная пешка · d4 белая пешка · c3 белая пешка · e3 белый слон · f3 белый слон · a2 белая пешка · b2 белая пешка · g2 белый ферзь · h2 белая пешка · a1 белая ладья · b1 белый конь · f1 белая ладья · g1 белый король | 8 |
| 7 | a8 чёрная ладья · e8 чёрный король · f8 чёрный конь · h8 чёрная ладья · a7 чёрная пешка · b7 чёрная пешка · g7 чёрная пешка · h7 чёрная пешка · b6 чёрный ферзь · e6 чёрный слон · a5 чёрный конь · d5 чёрная пешка · e5 белая пешка · f5 чёрная пешка · g5 белая пешка · c4 чёрная пешка · d4 белая пешка · c3 белая пешка · e3 белый слон · f3 белый слон · a2 белая пешка · b2 белая пешка · g2 белый ферзь · h2 белая пешка · a1 белая ладья · b1 белый конь · f1 белая ладья · g1 белый король | a8 чёрная ладья · e8 чёрный король · f8 чёрный конь · h8 чёрная ладья · a7 чёрная пешка · b7 чёрная пешка · g7 чёрная пешка · h7 чёрная пешка · b6 чёрный ферзь · e6 чёрный слон · a5 чёрный конь · d5 чёрная пешка · e5 белая пешка · f5 чёрная пешка · g5 белая пешка · c4 чёрная пешка · d4 белая пешка · c3 белая пешка · e3 белый слон · f3 белый слон · a2 белая пешка · b2 белая пешка · g2 белый ферзь · h2 белая пешка · a1 белая ладья · b1 белый конь · f1 белая ладья · g1 белый король | a8 чёрная ладья · e8 чёрный король · f8 чёрный конь · h8 чёрная ладья · a7 чёрная пешка · b7 чёрная пешка · g7 чёрная пешка · h7 чёрная пешка · b6 чёрный ферзь · e6 чёрный слон · a5 чёрный конь · d5 чёрная пешка · e5 белая пешка · f5 чёрная пешка · g5 белая пешка · c4 чёрная пешка · d4 белая пешка · c3 белая пешка · e3 белый слон · f3 белый слон · a2 белая пешка · b2 белая пешка · g2 белый ферзь · h2 белая пешка · a1 белая ладья · b1 белый конь · f1 белая ладья · g1 белый король | a8 чёрная ладья · e8 чёрный король · f8 чёрный конь · h8 чёрная ладья · a7 чёрная пешка · b7 чёрная пешка · g7 чёрная пешка · h7 чёрная пешка · b6 чёрный ферзь · e6 чёрный слон · a5 чёрный конь · d5 чёрная пешка · e5 белая пешка · f5 чёрная пешка · g5 белая пешка · c4 чёрная пешка · d4 белая пешка · c3 белая пешка · e3 белый слон · f3 белый слон · a2 белая пешка · b2 белая пешка · g2 белый ферзь · h2 белая пешка · a1 белая ладья · b1 белый конь · f1 белая ладья · g1 белый король | a8 чёрная ладья · e8 чёрный король · f8 чёрный конь · h8 чёрная ладья · a7 чёрная пешка · b7 чёрная пешка · g7 чёрная пешка · h7 чёрная пешка · b6 чёрный ферзь · e6 чёрный слон · a5 чёрный конь · d5 чёрная пешка · e5 белая пешка · f5 чёрная пешка · g5 белая пешка · c4 чёрная пешка · d4 белая пешка · c3 белая пешка · e3 белый слон · f3 белый слон · a2 белая пешка · b2 белая пешка · g2 белый ферзь · h2 белая пешка · a1 белая ладья · b1 белый конь · f1 белая ладья · g1 белый король | a8 чёрная ладья · e8 чёрный король · f8 чёрный конь · h8 чёрная ладья · a7 чёрная пешка · b7 чёрная пешка · g7 чёрная пешка · h7 чёрная пешка · b6 чёрный ферзь · e6 чёрный слон · a5 чёрный конь · d5 чёрная пешка · e5 белая пешка · f5 чёрная пешка · g5 белая пешка · c4 чёрная пешка · d4 белая пешка · c3 белая пешка · e3 белый слон · f3 белый слон · a2 белая пешка · b2 белая пешка · g2 белый ферзь · h2 белая пешка · a1 белая ладья · b1 белый конь · f1 белая ладья · g1 белый король | a8 чёрная ладья · e8 чёрный король · f8 чёрный конь · h8 чёрная ладья · a7 чёрная пешка · b7 чёрная пешка · g7 чёрная пешка · h7 чёрная пешка · b6 чёрный ферзь · e6 чёрный слон · a5 чёрный конь · d5 чёрная пешка · e5 белая пешка · f5 чёрная пешка · g5 белая пешка · c4 чёрная пешка · d4 белая пешка · c3 белая пешка · e3 белый слон · f3 белый слон · a2 белая пешка · b2 белая пешка · g2 белый ферзь · h2 белая пешка · a1 белая ладья · b1 белый конь · f1 белая ладья · g1 белый король | a8 чёрная ладья · e8 чёрный король · f8 чёрный конь · h8 чёрная ладья · a7 чёрная пешка · b7 чёрная пешка · g7 чёрная пешка · h7 чёрная пешка · b6 чёрный ферзь · e6 чёрный слон · a5 чёрный конь · d5 чёрная пешка · e5 белая пешка · f5 чёрная пешка · g5 белая пешка · c4 чёрная пешка · d4 белая пешка · c3 белая пешка · e3 белый слон · f3 белый слон · a2 белая пешка · b2 белая пешка · g2 белый ферзь · h2 белая пешка · a1 белая ладья · b1 белый конь · f1 белая ладья · g1 белый король | 7 |
| 6 | a8 чёрная ладья · e8 чёрный король · f8 чёрный конь · h8 чёрная ладья · a7 чёрная пешка · b7 чёрная пешка · g7 чёрная пешка · h7 чёрная пешка · b6 чёрный ферзь · e6 чёрный слон · a5 чёрный конь · d5 чёрная пешка · e5 белая пешка · f5 чёрная пешка · g5 белая пешка · c4 чёрная пешка · d4 белая пешка · c3 белая пешка · e3 белый слон · f3 белый слон · a2 белая пешка · b2 белая пешка · g2 белый ферзь · h2 белая пешка · a1 белая ладья · b1 белый конь · f1 белая ладья · g1 белый король | a8 чёрная ладья · e8 чёрный король · f8 чёрный конь · h8 чёрная ладья · a7 чёрная пешка · b7 чёрная пешка · g7 чёрная пешка · h7 чёрная пешка · b6 чёрный ферзь · e6 чёрный слон · a5 чёрный конь · d5 чёрная пешка · e5 белая пешка · f5 чёрная пешка · g5 белая пешка · c4 чёрная пешка · d4 белая пешка · c3 белая пешка · e3 белый слон · f3 белый слон · a2 белая пешка · b2 белая пешка · g2 белый ферзь · h2 белая пешка · a1 белая ладья · b1 белый конь · f1 белая ладья · g1 белый король | a8 чёрная ладья · e8 чёрный король · f8 чёрный конь · h8 чёрная ладья · a7 чёрная пешка · b7 чёрная пешка · g7 чёрная пешка · h7 чёрная пешка · b6 чёрный ферзь · e6 чёрный слон · a5 чёрный конь · d5 чёрная пешка · e5 белая пешка · f5 чёрная пешка · g5 белая пешка · c4 чёрная пешка · d4 белая пешка · c3 белая пешка · e3 белый слон · f3 белый слон · a2 белая пешка · b2 белая пешка · g2 белый ферзь · h2 белая пешка · a1 белая ладья · b1 белый конь · f1 белая ладья · g1 белый король | a8 чёрная ладья · e8 чёрный король · f8 чёрный конь · h8 чёрная ладья · a7 чёрная пешка · b7 чёрная пешка · g7 чёрная пешка · h7 чёрная пешка · b6 чёрный ферзь · e6 чёрный слон · a5 чёрный конь · d5 чёрная пешка · e5 белая пешка · f5 чёрная пешка · g5 белая пешка · c4 чёрная пешка · d4 белая пешка · c3 белая пешка · e3 белый слон · f3 белый слон · a2 белая пешка · b2 белая пешка · g2 белый ферзь · h2 белая пешка · a1 белая ладья · b1 белый конь · f1 белая ладья · g1 белый король | a8 чёрная ладья · e8 чёрный король · f8 чёрный конь · h8 чёрная ладья · a7 чёрная пешка · b7 чёрная пешка · g7 чёрная пешка · h7 чёрная пешка · b6 чёрный ферзь · e6 чёрный слон · a5 чёрный конь · d5 чёрная пешка · e5 белая пешка · f5 чёрная пешка · g5 белая пешка · c4 чёрная пешка · d4 белая пешка · c3 белая пешка · e3 белый слон · f3 белый слон · a2 белая пешка · b2 белая пешка · g2 белый ферзь · h2 белая пешка · a1 белая ладья · b1 белый конь · f1 белая ладья · g1 белый король | a8 чёрная ладья · e8 чёрный король · f8 чёрный конь · h8 чёрная ладья · a7 чёрная пешка · b7 чёрная пешка · g7 чёрная пешка · h7 чёрная пешка · b6 чёрный ферзь · e6 чёрный слон · a5 чёрный конь · d5 чёрная пешка · e5 белая пешка · f5 чёрная пешка · g5 белая пешка · c4 чёрная пешка · d4 белая пешка · c3 белая пешка · e3 белый слон · f3 белый слон · a2 белая пешка · b2 белая пешка · g2 белый ферзь · h2 белая пешка · a1 белая ладья · b1 белый конь · f1 белая ладья · g1 белый король | a8 чёрная ладья · e8 чёрный король · f8 чёрный конь · h8 чёрная ладья · a7 чёрная пешка · b7 чёрная пешка · g7 чёрная пешка · h7 чёрная пешка · b6 чёрный ферзь · e6 чёрный слон · a5 чёрный конь · d5 чёрная пешка · e5 белая пешка · f5 чёрная пешка · g5 белая пешка · c4 чёрная пешка · d4 белая пешка · c3 белая пешка · e3 белый слон · f3 белый слон · a2 белая пешка · b2 белая пешка · g2 белый ферзь · h2 белая пешка · a1 белая ладья · b1 белый конь · f1 белая ладья · g1 белый король | a8 чёрная ладья · e8 чёрный король · f8 чёрный конь · h8 чёрная ладья · a7 чёрная пешка · b7 чёрная пешка · g7 чёрная пешка · h7 чёрная пешка · b6 чёрный ферзь · e6 чёрный слон · a5 чёрный конь · d5 чёрная пешка · e5 белая пешка · f5 чёрная пешка · g5 белая пешка · c4 чёрная пешка · d4 белая пешка · c3 белая пешка · e3 белый слон · f3 белый слон · a2 белая пешка · b2 белая пешка · g2 белый ферзь · h2 белая пешка · a1 белая ладья · b1 белый конь · f1 белая ладья · g1 белый король | 6 |
| 5 | a8 чёрная ладья · e8 чёрный король · f8 чёрный конь · h8 чёрная ладья · a7 чёрная пешка · b7 чёрная пешка · g7 чёрная пешка · h7 чёрная пешка · b6 чёрный ферзь · e6 чёрный слон · a5 чёрный конь · d5 чёрная пешка · e5 белая пешка · f5 чёрная пешка · g5 белая пешка · c4 чёрная пешка · d4 белая пешка · c3 белая пешка · e3 белый слон · f3 белый слон · a2 белая пешка · b2 белая пешка · g2 белый ферзь · h2 белая пешка · a1 белая ладья · b1 белый конь · f1 белая ладья · g1 белый король | a8 чёрная ладья · e8 чёрный король · f8 чёрный конь · h8 чёрная ладья · a7 чёрная пешка · b7 чёрная пешка · g7 чёрная пешка · h7 чёрная пешка · b6 чёрный ферзь · e6 чёрный слон · a5 чёрный конь · d5 чёрная пешка · e5 белая пешка · f5 чёрная пешка · g5 белая пешка · c4 чёрная пешка · d4 белая пешка · c3 белая пешка · e3 белый слон · f3 белый слон · a2 белая пешка · b2 белая пешка · g2 белый ферзь · h2 белая пешка · a1 белая ладья · b1 белый конь · f1 белая ладья · g1 белый король | a8 чёрная ладья · e8 чёрный король · f8 чёрный конь · h8 чёрная ладья · a7 чёрная пешка · b7 чёрная пешка · g7 чёрная пешка · h7 чёрная пешка · b6 чёрный ферзь · e6 чёрный слон · a5 чёрный конь · d5 чёрная пешка · e5 белая пешка · f5 чёрная пешка · g5 белая пешка · c4 чёрная пешка · d4 белая пешка · c3 белая пешка · e3 белый слон · f3 белый слон · a2 белая пешка · b2 белая пешка · g2 белый ферзь · h2 белая пешка · a1 белая ладья · b1 белый конь · f1 белая ладья · g1 белый король | a8 чёрная ладья · e8 чёрный король · f8 чёрный конь · h8 чёрная ладья · a7 чёрная пешка · b7 чёрная пешка · g7 чёрная пешка · h7 чёрная пешка · b6 чёрный ферзь · e6 чёрный слон · a5 чёрный конь · d5 чёрная пешка · e5 белая пешка · f5 чёрная пешка · g5 белая пешка · c4 чёрная пешка · d4 белая пешка · c3 белая пешка · e3 белый слон · f3 белый слон · a2 белая пешка · b2 белая пешка · g2 белый ферзь · h2 белая пешка · a1 белая ладья · b1 белый конь · f1 белая ладья · g1 белый король | a8 чёрная ладья · e8 чёрный король · f8 чёрный конь · h8 чёрная ладья · a7 чёрная пешка · b7 чёрная пешка · g7 чёрная пешка · h7 чёрная пешка · b6 чёрный ферзь · e6 чёрный слон · a5 чёрный конь · d5 чёрная пешка · e5 белая пешка · f5 чёрная пешка · g5 белая пешка · c4 чёрная пешка · d4 белая пешка · c3 белая пешка · e3 белый слон · f3 белый слон · a2 белая пешка · b2 белая пешка · g2 белый ферзь · h2 белая пешка · a1 белая ладья · b1 белый конь · f1 белая ладья · g1 белый король | a8 чёрная ладья · e8 чёрный король · f8 чёрный конь · h8 чёрная ладья · a7 чёрная пешка · b7 чёрная пешка · g7 чёрная пешка · h7 чёрная пешка · b6 чёрный ферзь · e6 чёрный слон · a5 чёрный конь · d5 чёрная пешка · e5 белая пешка · f5 чёрная пешка · g5 белая пешка · c4 чёрная пешка · d4 белая пешка · c3 белая пешка · e3 белый слон · f3 белый слон · a2 белая пешка · b2 белая пешка · g2 белый ферзь · h2 белая пешка · a1 белая ладья · b1 белый конь · f1 белая ладья · g1 белый король | a8 чёрная ладья · e8 чёрный король · f8 чёрный конь · h8 чёрная ладья · a7 чёрная пешка · b7 чёрная пешка · g7 чёрная пешка · h7 чёрная пешка · b6 чёрный ферзь · e6 чёрный слон · a5 чёрный конь · d5 чёрная пешка · e5 белая пешка · f5 чёрная пешка · g5 белая пешка · c4 чёрная пешка · d4 белая пешка · c3 белая пешка · e3 белый слон · f3 белый слон · a2 белая пешка · b2 белая пешка · g2 белый ферзь · h2 белая пешка · a1 белая ладья · b1 белый конь · f1 белая ладья · g1 белый король | a8 чёрная ладья · e8 чёрный король · f8 чёрный конь · h8 чёрная ладья · a7 чёрная пешка · b7 чёрная пешка · g7 чёрная пешка · h7 чёрная пешка · b6 чёрный ферзь · e6 чёрный слон · a5 чёрный конь · d5 чёрная пешка · e5 белая пешка · f5 чёрная пешка · g5 белая пешка · c4 чёрная пешка · d4 белая пешка · c3 белая пешка · e3 белый слон · f3 белый слон · a2 белая пешка · b2 белая пешка · g2 белый ферзь · h2 белая пешка · a1 белая ладья · b1 белый конь · f1 белая ладья · g1 белый король | 5 |
| 4 | a8 чёрная ладья · e8 чёрный король · f8 чёрный конь · h8 чёрная ладья · a7 чёрная пешка · b7 чёрная пешка · g7 чёрная пешка · h7 чёрная пешка · b6 чёрный ферзь · e6 чёрный слон · a5 чёрный конь · d5 чёрная пешка · e5 белая пешка · f5 чёрная пешка · g5 белая пешка · c4 чёрная пешка · d4 белая пешка · c3 белая пешка · e3 белый слон · f3 белый слон · a2 белая пешка · b2 белая пешка · g2 белый ферзь · h2 белая пешка · a1 белая ладья · b1 белый конь · f1 белая ладья · g1 белый король | a8 чёрная ладья · e8 чёрный король · f8 чёрный конь · h8 чёрная ладья · a7 чёрная пешка · b7 чёрная пешка · g7 чёрная пешка · h7 чёрная пешка · b6 чёрный ферзь · e6 чёрный слон · a5 чёрный конь · d5 чёрная пешка · e5 белая пешка · f5 чёрная пешка · g5 белая пешка · c4 чёрная пешка · d4 белая пешка · c3 белая пешка · e3 белый слон · f3 белый слон · a2 белая пешка · b2 белая пешка · g2 белый ферзь · h2 белая пешка · a1 белая ладья · b1 белый конь · f1 белая ладья · g1 белый король | a8 чёрная ладья · e8 чёрный король · f8 чёрный конь · h8 чёрная ладья · a7 чёрная пешка · b7 чёрная пешка · g7 чёрная пешка · h7 чёрная пешка · b6 чёрный ферзь · e6 чёрный слон · a5 чёрный конь · d5 чёрная пешка · e5 белая пешка · f5 чёрная пешка · g5 белая пешка · c4 чёрная пешка · d4 белая пешка · c3 белая пешка · e3 белый слон · f3 белый слон · a2 белая пешка · b2 белая пешка · g2 белый ферзь · h2 белая пешка · a1 белая ладья · b1 белый конь · f1 белая ладья · g1 белый король | a8 чёрная ладья · e8 чёрный король · f8 чёрный конь · h8 чёрная ладья · a7 чёрная пешка · b7 чёрная пешка · g7 чёрная пешка · h7 чёрная пешка · b6 чёрный ферзь · e6 чёрный слон · a5 чёрный конь · d5 чёрная пешка · e5 белая пешка · f5 чёрная пешка · g5 белая пешка · c4 чёрная пешка · d4 белая пешка · c3 белая пешка · e3 белый слон · f3 белый слон · a2 белая пешка · b2 белая пешка · g2 белый ферзь · h2 белая пешка · a1 белая ладья · b1 белый конь · f1 белая ладья · g1 белый король | a8 чёрная ладья · e8 чёрный король · f8 чёрный конь · h8 чёрная ладья · a7 чёрная пешка · b7 чёрная пешка · g7 чёрная пешка · h7 чёрная пешка · b6 чёрный ферзь · e6 чёрный слон · a5 чёрный конь · d5 чёрная пешка · e5 белая пешка · f5 чёрная пешка · g5 белая пешка · c4 чёрная пешка · d4 белая пешка · c3 белая пешка · e3 белый слон · f3 белый слон · a2 белая пешка · b2 белая пешка · g2 белый ферзь · h2 белая пешка · a1 белая ладья · b1 белый конь · f1 белая ладья · g1 белый король | a8 чёрная ладья · e8 чёрный король · f8 чёрный конь · h8 чёрная ладья · a7 чёрная пешка · b7 чёрная пешка · g7 чёрная пешка · h7 чёрная пешка · b6 чёрный ферзь · e6 чёрный слон · a5 чёрный конь · d5 чёрная пешка · e5 белая пешка · f5 чёрная пешка · g5 белая пешка · c4 чёрная пешка · d4 белая пешка · c3 белая пешка · e3 белый слон · f3 белый слон · a2 белая пешка · b2 белая пешка · g2 белый ферзь · h2 белая пешка · a1 белая ладья · b1 белый конь · f1 белая ладья · g1 белый король | a8 чёрная ладья · e8 чёрный король · f8 чёрный конь · h8 чёрная ладья · a7 чёрная пешка · b7 чёрная пешка · g7 чёрная пешка · h7 чёрная пешка · b6 чёрный ферзь · e6 чёрный слон · a5 чёрный конь · d5 чёрная пешка · e5 белая пешка · f5 чёрная пешка · g5 белая пешка · c4 чёрная пешка · d4 белая пешка · c3 белая пешка · e3 белый слон · f3 белый слон · a2 белая пешка · b2 белая пешка · g2 белый ферзь · h2 белая пешка · a1 белая ладья · b1 белый конь · f1 белая ладья · g1 белый король | a8 чёрная ладья · e8 чёрный король · f8 чёрный конь · h8 чёрная ладья · a7 чёрная пешка · b7 чёрная пешка · g7 чёрная пешка · h7 чёрная пешка · b6 чёрный ферзь · e6 чёрный слон · a5 чёрный конь · d5 чёрная пешка · e5 белая пешка · f5 чёрная пешка · g5 белая пешка · c4 чёрная пешка · d4 белая пешка · c3 белая пешка · e3 белый слон · f3 белый слон · a2 белая пешка · b2 белая пешка · g2 белый ферзь · h2 белая пешка · a1 белая ладья · b1 белый конь · f1 белая ладья · g1 белый король | 4 |
| 3 | a8 чёрная ладья · e8 чёрный король · f8 чёрный конь · h8 чёрная ладья · a7 чёрная пешка · b7 чёрная пешка · g7 чёрная пешка · h7 чёрная пешка · b6 чёрный ферзь · e6 чёрный слон · a5 чёрный конь · d5 чёрная пешка · e5 белая пешка · f5 чёрная пешка · g5 белая пешка · c4 чёрная пешка · d4 белая пешка · c3 белая пешка · e3 белый слон · f3 белый слон · a2 белая пешка · b2 белая пешка · g2 белый ферзь · h2 белая пешка · a1 белая ладья · b1 белый конь · f1 белая ладья · g1 белый король | a8 чёрная ладья · e8 чёрный король · f8 чёрный конь · h8 чёрная ладья · a7 чёрная пешка · b7 чёрная пешка · g7 чёрная пешка · h7 чёрная пешка · b6 чёрный ферзь · e6 чёрный слон · a5 чёрный конь · d5 чёрная пешка · e5 белая пешка · f5 чёрная пешка · g5 белая пешка · c4 чёрная пешка · d4 белая пешка · c3 белая пешка · e3 белый слон · f3 белый слон · a2 белая пешка · b2 белая пешка · g2 белый ферзь · h2 белая пешка · a1 белая ладья · b1 белый конь · f1 белая ладья · g1 белый король | a8 чёрная ладья · e8 чёрный король · f8 чёрный конь · h8 чёрная ладья · a7 чёрная пешка · b7 чёрная пешка · g7 чёрная пешка · h7 чёрная пешка · b6 чёрный ферзь · e6 чёрный слон · a5 чёрный конь · d5 чёрная пешка · e5 белая пешка · f5 чёрная пешка · g5 белая пешка · c4 чёрная пешка · d4 белая пешка · c3 белая пешка · e3 белый слон · f3 белый слон · a2 белая пешка · b2 белая пешка · g2 белый ферзь · h2 белая пешка · a1 белая ладья · b1 белый конь · f1 белая ладья · g1 белый король | a8 чёрная ладья · e8 чёрный король · f8 чёрный конь · h8 чёрная ладья · a7 чёрная пешка · b7 чёрная пешка · g7 чёрная пешка · h7 чёрная пешка · b6 чёрный ферзь · e6 чёрный слон · a5 чёрный конь · d5 чёрная пешка · e5 белая пешка · f5 чёрная пешка · g5 белая пешка · c4 чёрная пешка · d4 белая пешка · c3 белая пешка · e3 белый слон · f3 белый слон · a2 белая пешка · b2 белая пешка · g2 белый ферзь · h2 белая пешка · a1 белая ладья · b1 белый конь · f1 белая ладья · g1 белый король | a8 чёрная ладья · e8 чёрный король · f8 чёрный конь · h8 чёрная ладья · a7 чёрная пешка · b7 чёрная пешка · g7 чёрная пешка · h7 чёрная пешка · b6 чёрный ферзь · e6 чёрный слон · a5 чёрный конь · d5 чёрная пешка · e5 белая пешка · f5 чёрная пешка · g5 белая пешка · c4 чёрная пешка · d4 белая пешка · c3 белая пешка · e3 белый слон · f3 белый слон · a2 белая пешка · b2 белая пешка · g2 белый ферзь · h2 белая пешка · a1 белая ладья · b1 белый конь · f1 белая ладья · g1 белый король | a8 чёрная ладья · e8 чёрный король · f8 чёрный конь · h8 чёрная ладья · a7 чёрная пешка · b7 чёрная пешка · g7 чёрная пешка · h7 чёрная пешка · b6 чёрный ферзь · e6 чёрный слон · a5 чёрный конь · d5 чёрная пешка · e5 белая пешка · f5 чёрная пешка · g5 белая пешка · c4 чёрная пешка · d4 белая пешка · c3 белая пешка · e3 белый слон · f3 белый слон · a2 белая пешка · b2 белая пешка · g2 белый ферзь · h2 белая пешка · a1 белая ладья · b1 белый конь · f1 белая ладья · g1 белый король | a8 чёрная ладья · e8 чёрный король · f8 чёрный конь · h8 чёрная ладья · a7 чёрная пешка · b7 чёрная пешка · g7 чёрная пешка · h7 чёрная пешка · b6 чёрный ферзь · e6 чёрный слон · a5 чёрный конь · d5 чёрная пешка · e5 белая пешка · f5 чёрная пешка · g5 белая пешка · c4 чёрная пешка · d4 белая пешка · c3 белая пешка · e3 белый слон · f3 белый слон · a2 белая пешка · b2 белая пешка · g2 белый ферзь · h2 белая пешка · a1 белая ладья · b1 белый конь · f1 белая ладья · g1 белый король | a8 чёрная ладья · e8 чёрный король · f8 чёрный конь · h8 чёрная ладья · a7 чёрная пешка · b7 чёрная пешка · g7 чёрная пешка · h7 чёрная пешка · b6 чёрный ферзь · e6 чёрный слон · a5 чёрный конь · d5 чёрная пешка · e5 белая пешка · f5 чёрная пешка · g5 белая пешка · c4 чёрная пешка · d4 белая пешка · c3 белая пешка · e3 белый слон · f3 белый слон · a2 белая пешка · b2 белая пешка · g2 белый ферзь · h2 белая пешка · a1 белая ладья · b1 белый конь · f1 белая ладья · g1 белый король | 3 |
| 2 | a8 чёрная ладья · e8 чёрный король · f8 чёрный конь · h8 чёрная ладья · a7 чёрная пешка · b7 чёрная пешка · g7 чёрная пешка · h7 чёрная пешка · b6 чёрный ферзь · e6 чёрный слон · a5 чёрный конь · d5 чёрная пешка · e5 белая пешка · f5 чёрная пешка · g5 белая пешка · c4 чёрная пешка · d4 белая пешка · c3 белая пешка · e3 белый слон · f3 белый слон · a2 белая пешка · b2 белая пешка · g2 белый ферзь · h2 белая пешка · a1 белая ладья · b1 белый конь · f1 белая ладья · g1 белый король | a8 чёрная ладья · e8 чёрный король · f8 чёрный конь · h8 чёрная ладья · a7 чёрная пешка · b7 чёрная пешка · g7 чёрная пешка · h7 чёрная пешка · b6 чёрный ферзь · e6 чёрный слон · a5 чёрный конь · d5 чёрная пешка · e5 белая пешка · f5 чёрная пешка · g5 белая пешка · c4 чёрная пешка · d4 белая пешка · c3 белая пешка · e3 белый слон · f3 белый слон · a2 белая пешка · b2 белая пешка · g2 белый ферзь · h2 белая пешка · a1 белая ладья · b1 белый конь · f1 белая ладья · g1 белый король | a8 чёрная ладья · e8 чёрный король · f8 чёрный конь · h8 чёрная ладья · a7 чёрная пешка · b7 чёрная пешка · g7 чёрная пешка · h7 чёрная пешка · b6 чёрный ферзь · e6 чёрный слон · a5 чёрный конь · d5 чёрная пешка · e5 белая пешка · f5 чёрная пешка · g5 белая пешка · c4 чёрная пешка · d4 белая пешка · c3 белая пешка · e3 белый слон · f3 белый слон · a2 белая пешка · b2 белая пешка · g2 белый ферзь · h2 белая пешка · a1 белая ладья · b1 белый конь · f1 белая ладья · g1 белый король | a8 чёрная ладья · e8 чёрный король · f8 чёрный конь · h8 чёрная ладья · a7 чёрная пешка · b7 чёрная пешка · g7 чёрная пешка · h7 чёрная пешка · b6 чёрный ферзь · e6 чёрный слон · a5 чёрный конь · d5 чёрная пешка · e5 белая пешка · f5 чёрная пешка · g5 белая пешка · c4 чёрная пешка · d4 белая пешка · c3 белая пешка · e3 белый слон · f3 белый слон · a2 белая пешка · b2 белая пешка · g2 белый ферзь · h2 белая пешка · a1 белая ладья · b1 белый конь · f1 белая ладья · g1 белый король | a8 чёрная ладья · e8 чёрный король · f8 чёрный конь · h8 чёрная ладья · a7 чёрная пешка · b7 чёрная пешка · g7 чёрная пешка · h7 чёрная пешка · b6 чёрный ферзь · e6 чёрный слон · a5 чёрный конь · d5 чёрная пешка · e5 белая пешка · f5 чёрная пешка · g5 белая пешка · c4 чёрная пешка · d4 белая пешка · c3 белая пешка · e3 белый слон · f3 белый слон · a2 белая пешка · b2 белая пешка · g2 белый ферзь · h2 белая пешка · a1 белая ладья · b1 белый конь · f1 белая ладья · g1 белый король | a8 чёрная ладья · e8 чёрный король · f8 чёрный конь · h8 чёрная ладья · a7 чёрная пешка · b7 чёрная пешка · g7 чёрная пешка · h7 чёрная пешка · b6 чёрный ферзь · e6 чёрный слон · a5 чёрный конь · d5 чёрная пешка · e5 белая пешка · f5 чёрная пешка · g5 белая пешка · c4 чёрная пешка · d4 белая пешка · c3 белая пешка · e3 белый слон · f3 белый слон · a2 белая пешка · b2 белая пешка · g2 белый ферзь · h2 белая пешка · a1 белая ладья · b1 белый конь · f1 белая ладья · g1 белый король | a8 чёрная ладья · e8 чёрный король · f8 чёрный конь · h8 чёрная ладья · a7 чёрная пешка · b7 чёрная пешка · g7 чёрная пешка · h7 чёрная пешка · b6 чёрный ферзь · e6 чёрный слон · a5 чёрный конь · d5 чёрная пешка · e5 белая пешка · f5 чёрная пешка · g5 белая пешка · c4 чёрная пешка · d4 белая пешка · c3 белая пешка · e3 белый слон · f3 белый слон · a2 белая пешка · b2 белая пешка · g2 белый ферзь · h2 белая пешка · a1 белая ладья · b1 белый конь · f1 белая ладья · g1 белый король | a8 чёрная ладья · e8 чёрный король · f8 чёрный конь · h8 чёрная ладья · a7 чёрная пешка · b7 чёрная пешка · g7 чёрная пешка · h7 чёрная пешка · b6 чёрный ферзь · e6 чёрный слон · a5 чёрный конь · d5 чёрная пешка · e5 белая пешка · f5 чёрная пешка · g5 белая пешка · c4 чёрная пешка · d4 белая пешка · c3 белая пешка · e3 белый слон · f3 белый слон · a2 белая пешка · b2 белая пешка · g2 белый ферзь · h2 белая пешка · a1 белая ладья · b1 белый конь · f1 белая ладья · g1 белый король | 2 |
| 1 | a8 чёрная ладья · e8 чёрный король · f8 чёрный конь · h8 чёрная ладья · a7 чёрная пешка · b7 чёрная пешка · g7 чёрная пешка · h7 чёрная пешка · b6 чёрный ферзь · e6 чёрный слон · a5 чёрный конь · d5 чёрная пешка · e5 белая пешка · f5 чёрная пешка · g5 белая пешка · c4 чёрная пешка · d4 белая пешка · c3 белая пешка · e3 белый слон · f3 белый слон · a2 белая пешка · b2 белая пешка · g2 белый ферзь · h2 белая пешка · a1 белая ладья · b1 белый конь · f1 белая ладья · g1 белый король | a8 чёрная ладья · e8 чёрный король · f8 чёрный конь · h8 чёрная ладья · a7 чёрная пешка · b7 чёрная пешка · g7 чёрная пешка · h7 чёрная пешка · b6 чёрный ферзь · e6 чёрный слон · a5 чёрный конь · d5 чёрная пешка · e5 белая пешка · f5 чёрная пешка · g5 белая пешка · c4 чёрная пешка · d4 белая пешка · c3 белая пешка · e3 белый слон · f3 белый слон · a2 белая пешка · b2 белая пешка · g2 белый ферзь · h2 белая пешка · a1 белая ладья · b1 белый конь · f1 белая ладья · g1 белый король | a8 чёрная ладья · e8 чёрный король · f8 чёрный конь · h8 чёрная ладья · a7 чёрная пешка · b7 чёрная пешка · g7 чёрная пешка · h7 чёрная пешка · b6 чёрный ферзь · e6 чёрный слон · a5 чёрный конь · d5 чёрная пешка · e5 белая пешка · f5 чёрная пешка · g5 белая пешка · c4 чёрная пешка · d4 белая пешка · c3 белая пешка · e3 белый слон · f3 белый слон · a2 белая пешка · b2 белая пешка · g2 белый ферзь · h2 белая пешка · a1 белая ладья · b1 белый конь · f1 белая ладья · g1 белый король | a8 чёрная ладья · e8 чёрный король · f8 чёрный конь · h8 чёрная ладья · a7 чёрная пешка · b7 чёрная пешка · g7 чёрная пешка · h7 чёрная пешка · b6 чёрный ферзь · e6 чёрный слон · a5 чёрный конь · d5 чёрная пешка · e5 белая пешка · f5 чёрная пешка · g5 белая пешка · c4 чёрная пешка · d4 белая пешка · c3 белая пешка · e3 белый слон · f3 белый слон · a2 белая пешка · b2 белая пешка · g2 белый ферзь · h2 белая пешка · a1 белая ладья · b1 белый конь · f1 белая ладья · g1 белый король | a8 чёрная ладья · e8 чёрный король · f8 чёрный конь · h8 чёрная ладья · a7 чёрная пешка · b7 чёрная пешка · g7 чёрная пешка · h7 чёрная пешка · b6 чёрный ферзь · e6 чёрный слон · a5 чёрный конь · d5 чёрная пешка · e5 белая пешка · f5 чёрная пешка · g5 белая пешка · c4 чёрная пешка · d4 белая пешка · c3 белая пешка · e3 белый слон · f3 белый слон · a2 белая пешка · b2 белая пешка · g2 белый ферзь · h2 белая пешка · a1 белая ладья · b1 белый конь · f1 белая ладья · g1 белый король | a8 чёрная ладья · e8 чёрный король · f8 чёрный конь · h8 чёрная ладья · a7 чёрная пешка · b7 чёрная пешка · g7 чёрная пешка · h7 чёрная пешка · b6 чёрный ферзь · e6 чёрный слон · a5 чёрный конь · d5 чёрная пешка · e5 белая пешка · f5 чёрная пешка · g5 белая пешка · c4 чёрная пешка · d4 белая пешка · c3 белая пешка · e3 белый слон · f3 белый слон · a2 белая пешка · b2 белая пешка · g2 белый ферзь · h2 белая пешка · a1 белая ладья · b1 белый конь · f1 белая ладья · g1 белый король | a8 чёрная ладья · e8 чёрный король · f8 чёрный конь · h8 чёрная ладья · a7 чёрная пешка · b7 чёрная пешка · g7 чёрная пешка · h7 чёрная пешка · b6 чёрный ферзь · e6 чёрный слон · a5 чёрный конь · d5 чёрная пешка · e5 белая пешка · f5 чёрная пешка · g5 белая пешка · c4 чёрная пешка · d4 белая пешка · c3 белая пешка · e3 белый слон · f3 белый слон · a2 белая пешка · b2 белая пешка · g2 белый ферзь · h2 белая пешка · a1 белая ладья · b1 белый конь · f1 белая ладья · g1 белый король | a8 чёрная ладья · e8 чёрный король · f8 чёрный конь · h8 чёрная ладья · a7 чёрная пешка · b7 чёрная пешка · g7 чёрная пешка · h7 чёрная пешка · b6 чёрный ферзь · e6 чёрный слон · a5 чёрный конь · d5 чёрная пешка · e5 белая пешка · f5 чёрная пешка · g5 белая пешка · c4 чёрная пешка · d4 белая пешка · c3 белая пешка · e3 белый слон · f3 белый слон · a2 белая пешка · b2 белая пешка · g2 белый ферзь · h2 белая пешка · a1 белая ладья · b1 белый конь · f1 белая ладья · g1 белый король | 1 |
|   | a | b | c | d | e | f | g | h |   |

|   | a | b | c | d | e | f | g | h |   |
| - | --- | --- | --- | --- | --- | --- | --- | --- | - |
| 8 | c8 чёрный король · d8 чёрная ладья · a7 чёрная пешка · b7 чёрная пешка · e7 чёрный конь · g7 чёрная пешка · a5 чёрный конь · d5 белая пешка · e5 белая пешка · f5 чёрный ферзь · b4 белый конь · c4 чёрная пешка · f4 чёрная пешка · c3 белая пешка · f3 белый ферзь · a2 белая пешка · f2 белый слон · h2 чёрная ладья · a1 белая ладья · e1 белый король | c8 чёрный король · d8 чёрная ладья · a7 чёрная пешка · b7 чёрная пешка · e7 чёрный конь · g7 чёрная пешка · a5 чёрный конь · d5 белая пешка · e5 белая пешка · f5 чёрный ферзь · b4 белый конь · c4 чёрная пешка · f4 чёрная пешка · c3 белая пешка · f3 белый ферзь · a2 белая пешка · f2 белый слон · h2 чёрная ладья · a1 белая ладья · e1 белый король | c8 чёрный король · d8 чёрная ладья · a7 чёрная пешка · b7 чёрная пешка · e7 чёрный конь · g7 чёрная пешка · a5 чёрный конь · d5 белая пешка · e5 белая пешка · f5 чёрный ферзь · b4 белый конь · c4 чёрная пешка · f4 чёрная пешка · c3 белая пешка · f3 белый ферзь · a2 белая пешка · f2 белый слон · h2 чёрная ладья · a1 белая ладья · e1 белый король | c8 чёрный король · d8 чёрная ладья · a7 чёрная пешка · b7 чёрная пешка · e7 чёрный конь · g7 чёрная пешка · a5 чёрный конь · d5 белая пешка · e5 белая пешка · f5 чёрный ферзь · b4 белый конь · c4 чёрная пешка · f4 чёрная пешка · c3 белая пешка · f3 белый ферзь · a2 белая пешка · f2 белый слон · h2 чёрная ладья · a1 белая ладья · e1 белый король | c8 чёрный король · d8 чёрная ладья · a7 чёрная пешка · b7 чёрная пешка · e7 чёрный конь · g7 чёрная пешка · a5 чёрный конь · d5 белая пешка · e5 белая пешка · f5 чёрный ферзь · b4 белый конь · c4 чёрная пешка · f4 чёрная пешка · c3 белая пешка · f3 белый ферзь · a2 белая пешка · f2 белый слон · h2 чёрная ладья · a1 белая ладья · e1 белый король | c8 чёрный король · d8 чёрная ладья · a7 чёрная пешка · b7 чёрная пешка · e7 чёрный конь · g7 чёрная пешка · a5 чёрный конь · d5 белая пешка · e5 белая пешка · f5 чёрный ферзь · b4 белый конь · c4 чёрная пешка · f4 чёрная пешка · c3 белая пешка · f3 белый ферзь · a2 белая пешка · f2 белый слон · h2 чёрная ладья · a1 белая ладья · e1 белый король | c8 чёрный король · d8 чёрная ладья · a7 чёрная пешка · b7 чёрная пешка · e7 чёрный конь · g7 чёрная пешка · a5 чёрный конь · d5 белая пешка · e5 белая пешка · f5 чёрный ферзь · b4 белый конь · c4 чёрная пешка · f4 чёрная пешка · c3 белая пешка · f3 белый ферзь · a2 белая пешка · f2 белый слон · h2 чёрная ладья · a1 белая ладья · e1 белый король | c8 чёрный король · d8 чёрная ладья · a7 чёрная пешка · b7 чёрная пешка · e7 чёрный конь · g7 чёрная пешка · a5 чёрный конь · d5 белая пешка · e5 белая пешка · f5 чёрный ферзь · b4 белый конь · c4 чёрная пешка · f4 чёрная пешка · c3 белая пешка · f3 белый ферзь · a2 белая пешка · f2 белый слон · h2 чёрная ладья · a1 белая ладья · e1 белый король | 8 |
| 7 | c8 чёрный король · d8 чёрная ладья · a7 чёрная пешка · b7 чёрная пешка · e7 чёрный конь · g7 чёрная пешка · a5 чёрный конь · d5 белая пешка · e5 белая пешка · f5 чёрный ферзь · b4 белый конь · c4 чёрная пешка · f4 чёрная пешка · c3 белая пешка · f3 белый ферзь · a2 белая пешка · f2 белый слон · h2 чёрная ладья · a1 белая ладья · e1 белый король | c8 чёрный король · d8 чёрная ладья · a7 чёрная пешка · b7 чёрная пешка · e7 чёрный конь · g7 чёрная пешка · a5 чёрный конь · d5 белая пешка · e5 белая пешка · f5 чёрный ферзь · b4 белый конь · c4 чёрная пешка · f4 чёрная пешка · c3 белая пешка · f3 белый ферзь · a2 белая пешка · f2 белый слон · h2 чёрная ладья · a1 белая ладья · e1 белый король | c8 чёрный король · d8 чёрная ладья · a7 чёрная пешка · b7 чёрная пешка · e7 чёрный конь · g7 чёрная пешка · a5 чёрный конь · d5 белая пешка · e5 белая пешка · f5 чёрный ферзь · b4 белый конь · c4 чёрная пешка · f4 чёрная пешка · c3 белая пешка · f3 белый ферзь · a2 белая пешка · f2 белый слон · h2 чёрная ладья · a1 белая ладья · e1 белый король | c8 чёрный король · d8 чёрная ладья · a7 чёрная пешка · b7 чёрная пешка · e7 чёрный конь · g7 чёрная пешка · a5 чёрный конь · d5 белая пешка · e5 белая пешка · f5 чёрный ферзь · b4 белый конь · c4 чёрная пешка · f4 чёрная пешка · c3 белая пешка · f3 белый ферзь · a2 белая пешка · f2 белый слон · h2 чёрная ладья · a1 белая ладья · e1 белый король | c8 чёрный король · d8 чёрная ладья · a7 чёрная пешка · b7 чёрная пешка · e7 чёрный конь · g7 чёрная пешка · a5 чёрный конь · d5 белая пешка · e5 белая пешка · f5 чёрный ферзь · b4 белый конь · c4 чёрная пешка · f4 чёрная пешка · c3 белая пешка · f3 белый ферзь · a2 белая пешка · f2 белый слон · h2 чёрная ладья · a1 белая ладья · e1 белый король | c8 чёрный король · d8 чёрная ладья · a7 чёрная пешка · b7 чёрная пешка · e7 чёрный конь · g7 чёрная пешка · a5 чёрный конь · d5 белая пешка · e5 белая пешка · f5 чёрный ферзь · b4 белый конь · c4 чёрная пешка · f4 чёрная пешка · c3 белая пешка · f3 белый ферзь · a2 белая пешка · f2 белый слон · h2 чёрная ладья · a1 белая ладья · e1 белый король | c8 чёрный король · d8 чёрная ладья · a7 чёрная пешка · b7 чёрная пешка · e7 чёрный конь · g7 чёрная пешка · a5 чёрный конь · d5 белая пешка · e5 белая пешка · f5 чёрный ферзь · b4 белый конь · c4 чёрная пешка · f4 чёрная пешка · c3 белая пешка · f3 белый ферзь · a2 белая пешка · f2 белый слон · h2 чёрная ладья · a1 белая ладья · e1 белый король | c8 чёрный король · d8 чёрная ладья · a7 чёрная пешка · b7 чёрная пешка · e7 чёрный конь · g7 чёрная пешка · a5 чёрный конь · d5 белая пешка · e5 белая пешка · f5 чёрный ферзь · b4 белый конь · c4 чёрная пешка · f4 чёрная пешка · c3 белая пешка · f3 белый ферзь · a2 белая пешка · f2 белый слон · h2 чёрная ладья · a1 белая ладья · e1 белый король | 7 |
| 6 | c8 чёрный король · d8 чёрная ладья · a7 чёрная пешка · b7 чёрная пешка · e7 чёрный конь · g7 чёрная пешка · a5 чёрный конь · d5 белая пешка · e5 белая пешка · f5 чёрный ферзь · b4 белый конь · c4 чёрная пешка · f4 чёрная пешка · c3 белая пешка · f3 белый ферзь · a2 белая пешка · f2 белый слон · h2 чёрная ладья · a1 белая ладья · e1 белый король | c8 чёрный король · d8 чёрная ладья · a7 чёрная пешка · b7 чёрная пешка · e7 чёрный конь · g7 чёрная пешка · a5 чёрный конь · d5 белая пешка · e5 белая пешка · f5 чёрный ферзь · b4 белый конь · c4 чёрная пешка · f4 чёрная пешка · c3 белая пешка · f3 белый ферзь · a2 белая пешка · f2 белый слон · h2 чёрная ладья · a1 белая ладья · e1 белый король | c8 чёрный король · d8 чёрная ладья · a7 чёрная пешка · b7 чёрная пешка · e7 чёрный конь · g7 чёрная пешка · a5 чёрный конь · d5 белая пешка · e5 белая пешка · f5 чёрный ферзь · b4 белый конь · c4 чёрная пешка · f4 чёрная пешка · c3 белая пешка · f3 белый ферзь · a2 белая пешка · f2 белый слон · h2 чёрная ладья · a1 белая ладья · e1 белый король | c8 чёрный король · d8 чёрная ладья · a7 чёрная пешка · b7 чёрная пешка · e7 чёрный конь · g7 чёрная пешка · a5 чёрный конь · d5 белая пешка · e5 белая пешка · f5 чёрный ферзь · b4 белый конь · c4 чёрная пешка · f4 чёрная пешка · c3 белая пешка · f3 белый ферзь · a2 белая пешка · f2 белый слон · h2 чёрная ладья · a1 белая ладья · e1 белый король | c8 чёрный король · d8 чёрная ладья · a7 чёрная пешка · b7 чёрная пешка · e7 чёрный конь · g7 чёрная пешка · a5 чёрный конь · d5 белая пешка · e5 белая пешка · f5 чёрный ферзь · b4 белый конь · c4 чёрная пешка · f4 чёрная пешка · c3 белая пешка · f3 белый ферзь · a2 белая пешка · f2 белый слон · h2 чёрная ладья · a1 белая ладья · e1 белый король | c8 чёрный король · d8 чёрная ладья · a7 чёрная пешка · b7 чёрная пешка · e7 чёрный конь · g7 чёрная пешка · a5 чёрный конь · d5 белая пешка · e5 белая пешка · f5 чёрный ферзь · b4 белый конь · c4 чёрная пешка · f4 чёрная пешка · c3 белая пешка · f3 белый ферзь · a2 белая пешка · f2 белый слон · h2 чёрная ладья · a1 белая ладья · e1 белый король | c8 чёрный король · d8 чёрная ладья · a7 чёрная пешка · b7 чёрная пешка · e7 чёрный конь · g7 чёрная пешка · a5 чёрный конь · d5 белая пешка · e5 белая пешка · f5 чёрный ферзь · b4 белый конь · c4 чёрная пешка · f4 чёрная пешка · c3 белая пешка · f3 белый ферзь · a2 белая пешка · f2 белый слон · h2 чёрная ладья · a1 белая ладья · e1 белый король | c8 чёрный король · d8 чёрная ладья · a7 чёрная пешка · b7 чёрная пешка · e7 чёрный конь · g7 чёрная пешка · a5 чёрный конь · d5 белая пешка · e5 белая пешка · f5 чёрный ферзь · b4 белый конь · c4 чёрная пешка · f4 чёрная пешка · c3 белая пешка · f3 белый ферзь · a2 белая пешка · f2 белый слон · h2 чёрная ладья · a1 белая ладья · e1 белый король | 6 |
| 5 | c8 чёрный король · d8 чёрная ладья · a7 чёрная пешка · b7 чёрная пешка · e7 чёрный конь · g7 чёрная пешка · a5 чёрный конь · d5 белая пешка · e5 белая пешка · f5 чёрный ферзь · b4 белый конь · c4 чёрная пешка · f4 чёрная пешка · c3 белая пешка · f3 белый ферзь · a2 белая пешка · f2 белый слон · h2 чёрная ладья · a1 белая ладья · e1 белый король | c8 чёрный король · d8 чёрная ладья · a7 чёрная пешка · b7 чёрная пешка · e7 чёрный конь · g7 чёрная пешка · a5 чёрный конь · d5 белая пешка · e5 белая пешка · f5 чёрный ферзь · b4 белый конь · c4 чёрная пешка · f4 чёрная пешка · c3 белая пешка · f3 белый ферзь · a2 белая пешка · f2 белый слон · h2 чёрная ладья · a1 белая ладья · e1 белый король | c8 чёрный король · d8 чёрная ладья · a7 чёрная пешка · b7 чёрная пешка · e7 чёрный конь · g7 чёрная пешка · a5 чёрный конь · d5 белая пешка · e5 белая пешка · f5 чёрный ферзь · b4 белый конь · c4 чёрная пешка · f4 чёрная пешка · c3 белая пешка · f3 белый ферзь · a2 белая пешка · f2 белый слон · h2 чёрная ладья · a1 белая ладья · e1 белый король | c8 чёрный король · d8 чёрная ладья · a7 чёрная пешка · b7 чёрная пешка · e7 чёрный конь · g7 чёрная пешка · a5 чёрный конь · d5 белая пешка · e5 белая пешка · f5 чёрный ферзь · b4 белый конь · c4 чёрная пешка · f4 чёрная пешка · c3 белая пешка · f3 белый ферзь · a2 белая пешка · f2 белый слон · h2 чёрная ладья · a1 белая ладья · e1 белый король | c8 чёрный король · d8 чёрная ладья · a7 чёрная пешка · b7 чёрная пешка · e7 чёрный конь · g7 чёрная пешка · a5 чёрный конь · d5 белая пешка · e5 белая пешка · f5 чёрный ферзь · b4 белый конь · c4 чёрная пешка · f4 чёрная пешка · c3 белая пешка · f3 белый ферзь · a2 белая пешка · f2 белый слон · h2 чёрная ладья · a1 белая ладья · e1 белый король | c8 чёрный король · d8 чёрная ладья · a7 чёрная пешка · b7 чёрная пешка · e7 чёрный конь · g7 чёрная пешка · a5 чёрный конь · d5 белая пешка · e5 белая пешка · f5 чёрный ферзь · b4 белый конь · c4 чёрная пешка · f4 чёрная пешка · c3 белая пешка · f3 белый ферзь · a2 белая пешка · f2 белый слон · h2 чёрная ладья · a1 белая ладья · e1 белый король | c8 чёрный король · d8 чёрная ладья · a7 чёрная пешка · b7 чёрная пешка · e7 чёрный конь · g7 чёрная пешка · a5 чёрный конь · d5 белая пешка · e5 белая пешка · f5 чёрный ферзь · b4 белый конь · c4 чёрная пешка · f4 чёрная пешка · c3 белая пешка · f3 белый ферзь · a2 белая пешка · f2 белый слон · h2 чёрная ладья · a1 белая ладья · e1 белый король | c8 чёрный король · d8 чёрная ладья · a7 чёрная пешка · b7 чёрная пешка · e7 чёрный конь · g7 чёрная пешка · a5 чёрный конь · d5 белая пешка · e5 белая пешка · f5 чёрный ферзь · b4 белый конь · c4 чёрная пешка · f4 чёрная пешка · c3 белая пешка · f3 белый ферзь · a2 белая пешка · f2 белый слон · h2 чёрная ладья · a1 белая ладья · e1 белый король | 5 |
| 4 | c8 чёрный король · d8 чёрная ладья · a7 чёрная пешка · b7 чёрная пешка · e7 чёрный конь · g7 чёрная пешка · a5 чёрный конь · d5 белая пешка · e5 белая пешка · f5 чёрный ферзь · b4 белый конь · c4 чёрная пешка · f4 чёрная пешка · c3 белая пешка · f3 белый ферзь · a2 белая пешка · f2 белый слон · h2 чёрная ладья · a1 белая ладья · e1 белый король | c8 чёрный король · d8 чёрная ладья · a7 чёрная пешка · b7 чёрная пешка · e7 чёрный конь · g7 чёрная пешка · a5 чёрный конь · d5 белая пешка · e5 белая пешка · f5 чёрный ферзь · b4 белый конь · c4 чёрная пешка · f4 чёрная пешка · c3 белая пешка · f3 белый ферзь · a2 белая пешка · f2 белый слон · h2 чёрная ладья · a1 белая ладья · e1 белый король | c8 чёрный король · d8 чёрная ладья · a7 чёрная пешка · b7 чёрная пешка · e7 чёрный конь · g7 чёрная пешка · a5 чёрный конь · d5 белая пешка · e5 белая пешка · f5 чёрный ферзь · b4 белый конь · c4 чёрная пешка · f4 чёрная пешка · c3 белая пешка · f3 белый ферзь · a2 белая пешка · f2 белый слон · h2 чёрная ладья · a1 белая ладья · e1 белый король | c8 чёрный король · d8 чёрная ладья · a7 чёрная пешка · b7 чёрная пешка · e7 чёрный конь · g7 чёрная пешка · a5 чёрный конь · d5 белая пешка · e5 белая пешка · f5 чёрный ферзь · b4 белый конь · c4 чёрная пешка · f4 чёрная пешка · c3 белая пешка · f3 белый ферзь · a2 белая пешка · f2 белый слон · h2 чёрная ладья · a1 белая ладья · e1 белый король | c8 чёрный король · d8 чёрная ладья · a7 чёрная пешка · b7 чёрная пешка · e7 чёрный конь · g7 чёрная пешка · a5 чёрный конь · d5 белая пешка · e5 белая пешка · f5 чёрный ферзь · b4 белый конь · c4 чёрная пешка · f4 чёрная пешка · c3 белая пешка · f3 белый ферзь · a2 белая пешка · f2 белый слон · h2 чёрная ладья · a1 белая ладья · e1 белый король | c8 чёрный король · d8 чёрная ладья · a7 чёрная пешка · b7 чёрная пешка · e7 чёрный конь · g7 чёрная пешка · a5 чёрный конь · d5 белая пешка · e5 белая пешка · f5 чёрный ферзь · b4 белый конь · c4 чёрная пешка · f4 чёрная пешка · c3 белая пешка · f3 белый ферзь · a2 белая пешка · f2 белый слон · h2 чёрная ладья · a1 белая ладья · e1 белый король | c8 чёрный король · d8 чёрная ладья · a7 чёрная пешка · b7 чёрная пешка · e7 чёрный конь · g7 чёрная пешка · a5 чёрный конь · d5 белая пешка · e5 белая пешка · f5 чёрный ферзь · b4 белый конь · c4 чёрная пешка · f4 чёрная пешка · c3 белая пешка · f3 белый ферзь · a2 белая пешка · f2 белый слон · h2 чёрная ладья · a1 белая ладья · e1 белый король | c8 чёрный король · d8 чёрная ладья · a7 чёрная пешка · b7 чёрная пешка · e7 чёрный конь · g7 чёрная пешка · a5 чёрный конь · d5 белая пешка · e5 белая пешка · f5 чёрный ферзь · b4 белый конь · c4 чёрная пешка · f4 чёрная пешка · c3 белая пешка · f3 белый ферзь · a2 белая пешка · f2 белый слон · h2 чёрная ладья · a1 белая ладья · e1 белый король | 4 |
| 3 | c8 чёрный король · d8 чёрная ладья · a7 чёрная пешка · b7 чёрная пешка · e7 чёрный конь · g7 чёрная пешка · a5 чёрный конь · d5 белая пешка · e5 белая пешка · f5 чёрный ферзь · b4 белый конь · c4 чёрная пешка · f4 чёрная пешка · c3 белая пешка · f3 белый ферзь · a2 белая пешка · f2 белый слон · h2 чёрная ладья · a1 белая ладья · e1 белый король | c8 чёрный король · d8 чёрная ладья · a7 чёрная пешка · b7 чёрная пешка · e7 чёрный конь · g7 чёрная пешка · a5 чёрный конь · d5 белая пешка · e5 белая пешка · f5 чёрный ферзь · b4 белый конь · c4 чёрная пешка · f4 чёрная пешка · c3 белая пешка · f3 белый ферзь · a2 белая пешка · f2 белый слон · h2 чёрная ладья · a1 белая ладья · e1 белый король | c8 чёрный король · d8 чёрная ладья · a7 чёрная пешка · b7 чёрная пешка · e7 чёрный конь · g7 чёрная пешка · a5 чёрный конь · d5 белая пешка · e5 белая пешка · f5 чёрный ферзь · b4 белый конь · c4 чёрная пешка · f4 чёрная пешка · c3 белая пешка · f3 белый ферзь · a2 белая пешка · f2 белый слон · h2 чёрная ладья · a1 белая ладья · e1 белый король | c8 чёрный король · d8 чёрная ладья · a7 чёрная пешка · b7 чёрная пешка · e7 чёрный конь · g7 чёрная пешка · a5 чёрный конь · d5 белая пешка · e5 белая пешка · f5 чёрный ферзь · b4 белый конь · c4 чёрная пешка · f4 чёрная пешка · c3 белая пешка · f3 белый ферзь · a2 белая пешка · f2 белый слон · h2 чёрная ладья · a1 белая ладья · e1 белый король | c8 чёрный король · d8 чёрная ладья · a7 чёрная пешка · b7 чёрная пешка · e7 чёрный конь · g7 чёрная пешка · a5 чёрный конь · d5 белая пешка · e5 белая пешка · f5 чёрный ферзь · b4 белый конь · c4 чёрная пешка · f4 чёрная пешка · c3 белая пешка · f3 белый ферзь · a2 белая пешка · f2 белый слон · h2 чёрная ладья · a1 белая ладья · e1 белый король | c8 чёрный король · d8 чёрная ладья · a7 чёрная пешка · b7 чёрная пешка · e7 чёрный конь · g7 чёрная пешка · a5 чёрный конь · d5 белая пешка · e5 белая пешка · f5 чёрный ферзь · b4 белый конь · c4 чёрная пешка · f4 чёрная пешка · c3 белая пешка · f3 белый ферзь · a2 белая пешка · f2 белый слон · h2 чёрная ладья · a1 белая ладья · e1 белый король | c8 чёрный король · d8 чёрная ладья · a7 чёрная пешка · b7 чёрная пешка · e7 чёрный конь · g7 чёрная пешка · a5 чёрный конь · d5 белая пешка · e5 белая пешка · f5 чёрный ферзь · b4 белый конь · c4 чёрная пешка · f4 чёрная пешка · c3 белая пешка · f3 белый ферзь · a2 белая пешка · f2 белый слон · h2 чёрная ладья · a1 белая ладья · e1 белый король | c8 чёрный король · d8 чёрная ладья · a7 чёрная пешка · b7 чёрная пешка · e7 чёрный конь · g7 чёрная пешка · a5 чёрный конь · d5 белая пешка · e5 белая пешка · f5 чёрный ферзь · b4 белый конь · c4 чёрная пешка · f4 чёрная пешка · c3 белая пешка · f3 белый ферзь · a2 белая пешка · f2 белый слон · h2 чёрная ладья · a1 белая ладья · e1 белый король | 3 |
| 2 | c8 чёрный король · d8 чёрная ладья · a7 чёрная пешка · b7 чёрная пешка · e7 чёрный конь · g7 чёрная пешка · a5 чёрный конь · d5 белая пешка · e5 белая пешка · f5 чёрный ферзь · b4 белый конь · c4 чёрная пешка · f4 чёрная пешка · c3 белая пешка · f3 белый ферзь · a2 белая пешка · f2 белый слон · h2 чёрная ладья · a1 белая ладья · e1 белый король | c8 чёрный король · d8 чёрная ладья · a7 чёрная пешка · b7 чёрная пешка · e7 чёрный конь · g7 чёрная пешка · a5 чёрный конь · d5 белая пешка · e5 белая пешка · f5 чёрный ферзь · b4 белый конь · c4 чёрная пешка · f4 чёрная пешка · c3 белая пешка · f3 белый ферзь · a2 белая пешка · f2 белый слон · h2 чёрная ладья · a1 белая ладья · e1 белый король | c8 чёрный король · d8 чёрная ладья · a7 чёрная пешка · b7 чёрная пешка · e7 чёрный конь · g7 чёрная пешка · a5 чёрный конь · d5 белая пешка · e5 белая пешка · f5 чёрный ферзь · b4 белый конь · c4 чёрная пешка · f4 чёрная пешка · c3 белая пешка · f3 белый ферзь · a2 белая пешка · f2 белый слон · h2 чёрная ладья · a1 белая ладья · e1 белый король | c8 чёрный король · d8 чёрная ладья · a7 чёрная пешка · b7 чёрная пешка · e7 чёрный конь · g7 чёрная пешка · a5 чёрный конь · d5 белая пешка · e5 белая пешка · f5 чёрный ферзь · b4 белый конь · c4 чёрная пешка · f4 чёрная пешка · c3 белая пешка · f3 белый ферзь · a2 белая пешка · f2 белый слон · h2 чёрная ладья · a1 белая ладья · e1 белый король | c8 чёрный король · d8 чёрная ладья · a7 чёрная пешка · b7 чёрная пешка · e7 чёрный конь · g7 чёрная пешка · a5 чёрный конь · d5 белая пешка · e5 белая пешка · f5 чёрный ферзь · b4 белый конь · c4 чёрная пешка · f4 чёрная пешка · c3 белая пешка · f3 белый ферзь · a2 белая пешка · f2 белый слон · h2 чёрная ладья · a1 белая ладья · e1 белый король | c8 чёрный король · d8 чёрная ладья · a7 чёрная пешка · b7 чёрная пешка · e7 чёрный конь · g7 чёрная пешка · a5 чёрный конь · d5 белая пешка · e5 белая пешка · f5 чёрный ферзь · b4 белый конь · c4 чёрная пешка · f4 чёрная пешка · c3 белая пешка · f3 белый ферзь · a2 белая пешка · f2 белый слон · h2 чёрная ладья · a1 белая ладья · e1 белый король | c8 чёрный король · d8 чёрная ладья · a7 чёрная пешка · b7 чёрная пешка · e7 чёрный конь · g7 чёрная пешка · a5 чёрный конь · d5 белая пешка · e5 белая пешка · f5 чёрный ферзь · b4 белый конь · c4 чёрная пешка · f4 чёрная пешка · c3 белая пешка · f3 белый ферзь · a2 белая пешка · f2 белый слон · h2 чёрная ладья · a1 белая ладья · e1 белый король | c8 чёрный король · d8 чёрная ладья · a7 чёрная пешка · b7 чёрная пешка · e7 чёрный конь · g7 чёрная пешка · a5 чёрный конь · d5 белая пешка · e5 белая пешка · f5 чёрный ферзь · b4 белый конь · c4 чёрная пешка · f4 чёрная пешка · c3 белая пешка · f3 белый ферзь · a2 белая пешка · f2 белый слон · h2 чёрная ладья · a1 белая ладья · e1 белый король | 2 |
| 1 | c8 чёрный король · d8 чёрная ладья · a7 чёрная пешка · b7 чёрная пешка · e7 чёрный конь · g7 чёрная пешка · a5 чёрный конь · d5 белая пешка · e5 белая пешка · f5 чёрный ферзь · b4 белый конь · c4 чёрная пешка · f4 чёрная пешка · c3 белая пешка · f3 белый ферзь · a2 белая пешка · f2 белый слон · h2 чёрная ладья · a1 белая ладья · e1 белый король | c8 чёрный король · d8 чёрная ладья · a7 чёрная пешка · b7 чёрная пешка · e7 чёрный конь · g7 чёрная пешка · a5 чёрный конь · d5 белая пешка · e5 белая пешка · f5 чёрный ферзь · b4 белый конь · c4 чёрная пешка · f4 чёрная пешка · c3 белая пешка · f3 белый ферзь · a2 белая пешка · f2 белый слон · h2 чёрная ладья · a1 белая ладья · e1 белый король | c8 чёрный король · d8 чёрная ладья · a7 чёрная пешка · b7 чёрная пешка · e7 чёрный конь · g7 чёрная пешка · a5 чёрный конь · d5 белая пешка · e5 белая пешка · f5 чёрный ферзь · b4 белый конь · c4 чёрная пешка · f4 чёрная пешка · c3 белая пешка · f3 белый ферзь · a2 белая пешка · f2 белый слон · h2 чёрная ладья · a1 белая ладья · e1 белый король | c8 чёрный король · d8 чёрная ладья · a7 чёрная пешка · b7 чёрная пешка · e7 чёрный конь · g7 чёрная пешка · a5 чёрный конь · d5 белая пешка · e5 белая пешка · f5 чёрный ферзь · b4 белый конь · c4 чёрная пешка · f4 чёрная пешка · c3 белая пешка · f3 белый ферзь · a2 белая пешка · f2 белый слон · h2 чёрная ладья · a1 белая ладья · e1 белый король | c8 чёрный король · d8 чёрная ладья · a7 чёрная пешка · b7 чёрная пешка · e7 чёрный конь · g7 чёрная пешка · a5 чёрный конь · d5 белая пешка · e5 белая пешка · f5 чёрный ферзь · b4 белый конь · c4 чёрная пешка · f4 чёрная пешка · c3 белая пешка · f3 белый ферзь · a2 белая пешка · f2 белый слон · h2 чёрная ладья · a1 белая ладья · e1 белый король | c8 чёрный король · d8 чёрная ладья · a7 чёрная пешка · b7 чёрная пешка · e7 чёрный конь · g7 чёрная пешка · a5 чёрный конь · d5 белая пешка · e5 белая пешка · f5 чёрный ферзь · b4 белый конь · c4 чёрная пешка · f4 чёрная пешка · c3 белая пешка · f3 белый ферзь · a2 белая пешка · f2 белый слон · h2 чёрная ладья · a1 белая ладья · e1 белый король | c8 чёрный король · d8 чёрная ладья · a7 чёрная пешка · b7 чёрная пешка · e7 чёрный конь · g7 чёрная пешка · a5 чёрный конь · d5 белая пешка · e5 белая пешка · f5 чёрный ферзь · b4 белый конь · c4 чёрная пешка · f4 чёрная пешка · c3 белая пешка · f3 белый ферзь · a2 белая пешка · f2 белый слон · h2 чёрная ладья · a1 белая ладья · e1 белый король | c8 чёрный король · d8 чёрная ладья · a7 чёрная пешка · b7 чёрная пешка · e7 чёрный конь · g7 чёрная пешка · a5 чёрный конь · d5 белая пешка · e5 белая пешка · f5 чёрный ферзь · b4 белый конь · c4 чёрная пешка · f4 чёрная пешка · c3 белая пешка · f3 белый ферзь · a2 белая пешка · f2 белый слон · h2 чёрная ладья · a1 белая ладья · e1 белый король | 1 |
|   | a | b | c | d | e | f | g | h |   |

Уникальна партия Хайденфельд-Керинс (Дублин, 1973): в ней рокировка происходит три раза — два раза её делают белые (хотя это и невозможно по правилам) и один раз чёрные:
1.e4 e6 2.d4 d5 3.Ce3 Кf6 4.e5 Кfd7 5.f4 c5 6.c3 Кc6 7.Кf3 Фb6 8.Фd2 c4 9.Ce2 Кa5 10.O-O f5 11.Кg5 Ce7 12.g4 C:g5 13.fg Кf8 14.gf ef 15.Cf3 Ce6 16.Фg2 (см. диаграмму) O-O-O 17.Кa3 Кg6 18.Фd2 f4 19.Cf2 Ch3 20.Лfb1 Cf5 21.Кc2 h6 22.gh Л:h6 23.Кb4 Фe6 24.Фe2 Кe7 25.b3 Фg6+ 26.Крf1 C:b1 27.bc dc 28.Фb2 Cd3+ 29.Крe1 Ce4 30.Фe2 C:f3 31.Ф:f3 Л:h2 32.d5 Фf5 (см. диаграмму) 33.O-O-O Лh3 34.Фe2 Л:c3+ 35.Крb2 Лh3 36.d6 Кec6 37.К:c6 К:c6 38.e6 Фe5+ 39.Ф:e5 К:e5 40.d7+ К:d7 0-1

### Самое долгое пребывание под боем пешки
В партии Майлс-Любоевич (Тилбург, 1986) чёрный конь находился под боем пешки на протяжении 27 ходов (правда, только на 24 из них взятие было возможным).
В партии Морозевич-Вашье-Лаграв (Биль, 2009) чёрная ладья находилась под боем пешки на протяжении 24 ходов, из которых только на 17 взятие было возможным.

### Самая большая «чёрная дыра»
В партии Нг-Эригаяма (Манила, 1992) 15 фигур были взяты на поле d5.

### Наибольшее число проходных пешек
|   | a | b | c | d | e | f | g | h |   |
| - | --- | --- | --- | --- | --- | --- | --- | --- | - |
| 8 | b8 чёрная ладья · e8 чёрная ладья · h8 чёрный король · h7 белая ладья · g6 белая пешка · b5 чёрный слон · e5 белый конь · a4 чёрный конь · b4 белая пешка · d4 белая пешка · f4 белая пешка · g4 белый слон · e3 белая пешка · a2 белая пешка · e2 чёрная пешка · h2 белая пешка · e1 белая ладья · g1 белый король | b8 чёрная ладья · e8 чёрная ладья · h8 чёрный король · h7 белая ладья · g6 белая пешка · b5 чёрный слон · e5 белый конь · a4 чёрный конь · b4 белая пешка · d4 белая пешка · f4 белая пешка · g4 белый слон · e3 белая пешка · a2 белая пешка · e2 чёрная пешка · h2 белая пешка · e1 белая ладья · g1 белый король | b8 чёрная ладья · e8 чёрная ладья · h8 чёрный король · h7 белая ладья · g6 белая пешка · b5 чёрный слон · e5 белый конь · a4 чёрный конь · b4 белая пешка · d4 белая пешка · f4 белая пешка · g4 белый слон · e3 белая пешка · a2 белая пешка · e2 чёрная пешка · h2 белая пешка · e1 белая ладья · g1 белый король | b8 чёрная ладья · e8 чёрная ладья · h8 чёрный король · h7 белая ладья · g6 белая пешка · b5 чёрный слон · e5 белый конь · a4 чёрный конь · b4 белая пешка · d4 белая пешка · f4 белая пешка · g4 белый слон · e3 белая пешка · a2 белая пешка · e2 чёрная пешка · h2 белая пешка · e1 белая ладья · g1 белый король | b8 чёрная ладья · e8 чёрная ладья · h8 чёрный король · h7 белая ладья · g6 белая пешка · b5 чёрный слон · e5 белый конь · a4 чёрный конь · b4 белая пешка · d4 белая пешка · f4 белая пешка · g4 белый слон · e3 белая пешка · a2 белая пешка · e2 чёрная пешка · h2 белая пешка · e1 белая ладья · g1 белый король | b8 чёрная ладья · e8 чёрная ладья · h8 чёрный король · h7 белая ладья · g6 белая пешка · b5 чёрный слон · e5 белый конь · a4 чёрный конь · b4 белая пешка · d4 белая пешка · f4 белая пешка · g4 белый слон · e3 белая пешка · a2 белая пешка · e2 чёрная пешка · h2 белая пешка · e1 белая ладья · g1 белый король | b8 чёрная ладья · e8 чёрная ладья · h8 чёрный король · h7 белая ладья · g6 белая пешка · b5 чёрный слон · e5 белый конь · a4 чёрный конь · b4 белая пешка · d4 белая пешка · f4 белая пешка · g4 белый слон · e3 белая пешка · a2 белая пешка · e2 чёрная пешка · h2 белая пешка · e1 белая ладья · g1 белый король | b8 чёрная ладья · e8 чёрная ладья · h8 чёрный король · h7 белая ладья · g6 белая пешка · b5 чёрный слон · e5 белый конь · a4 чёрный конь · b4 белая пешка · d4 белая пешка · f4 белая пешка · g4 белый слон · e3 белая пешка · a2 белая пешка · e2 чёрная пешка · h2 белая пешка · e1 белая ладья · g1 белый король | 8 |
| 7 | b8 чёрная ладья · e8 чёрная ладья · h8 чёрный король · h7 белая ладья · g6 белая пешка · b5 чёрный слон · e5 белый конь · a4 чёрный конь · b4 белая пешка · d4 белая пешка · f4 белая пешка · g4 белый слон · e3 белая пешка · a2 белая пешка · e2 чёрная пешка · h2 белая пешка · e1 белая ладья · g1 белый король | b8 чёрная ладья · e8 чёрная ладья · h8 чёрный король · h7 белая ладья · g6 белая пешка · b5 чёрный слон · e5 белый конь · a4 чёрный конь · b4 белая пешка · d4 белая пешка · f4 белая пешка · g4 белый слон · e3 белая пешка · a2 белая пешка · e2 чёрная пешка · h2 белая пешка · e1 белая ладья · g1 белый король | b8 чёрная ладья · e8 чёрная ладья · h8 чёрный король · h7 белая ладья · g6 белая пешка · b5 чёрный слон · e5 белый конь · a4 чёрный конь · b4 белая пешка · d4 белая пешка · f4 белая пешка · g4 белый слон · e3 белая пешка · a2 белая пешка · e2 чёрная пешка · h2 белая пешка · e1 белая ладья · g1 белый король | b8 чёрная ладья · e8 чёрная ладья · h8 чёрный король · h7 белая ладья · g6 белая пешка · b5 чёрный слон · e5 белый конь · a4 чёрный конь · b4 белая пешка · d4 белая пешка · f4 белая пешка · g4 белый слон · e3 белая пешка · a2 белая пешка · e2 чёрная пешка · h2 белая пешка · e1 белая ладья · g1 белый король | b8 чёрная ладья · e8 чёрная ладья · h8 чёрный король · h7 белая ладья · g6 белая пешка · b5 чёрный слон · e5 белый конь · a4 чёрный конь · b4 белая пешка · d4 белая пешка · f4 белая пешка · g4 белый слон · e3 белая пешка · a2 белая пешка · e2 чёрная пешка · h2 белая пешка · e1 белая ладья · g1 белый король | b8 чёрная ладья · e8 чёрная ладья · h8 чёрный король · h7 белая ладья · g6 белая пешка · b5 чёрный слон · e5 белый конь · a4 чёрный конь · b4 белая пешка · d4 белая пешка · f4 белая пешка · g4 белый слон · e3 белая пешка · a2 белая пешка · e2 чёрная пешка · h2 белая пешка · e1 белая ладья · g1 белый король | b8 чёрная ладья · e8 чёрная ладья · h8 чёрный король · h7 белая ладья · g6 белая пешка · b5 чёрный слон · e5 белый конь · a4 чёрный конь · b4 белая пешка · d4 белая пешка · f4 белая пешка · g4 белый слон · e3 белая пешка · a2 белая пешка · e2 чёрная пешка · h2 белая пешка · e1 белая ладья · g1 белый король | b8 чёрная ладья · e8 чёрная ладья · h8 чёрный король · h7 белая ладья · g6 белая пешка · b5 чёрный слон · e5 белый конь · a4 чёрный конь · b4 белая пешка · d4 белая пешка · f4 белая пешка · g4 белый слон · e3 белая пешка · a2 белая пешка · e2 чёрная пешка · h2 белая пешка · e1 белая ладья · g1 белый король | 7 |
| 6 | b8 чёрная ладья · e8 чёрная ладья · h8 чёрный король · h7 белая ладья · g6 белая пешка · b5 чёрный слон · e5 белый конь · a4 чёрный конь · b4 белая пешка · d4 белая пешка · f4 белая пешка · g4 белый слон · e3 белая пешка · a2 белая пешка · e2 чёрная пешка · h2 белая пешка · e1 белая ладья · g1 белый король | b8 чёрная ладья · e8 чёрная ладья · h8 чёрный король · h7 белая ладья · g6 белая пешка · b5 чёрный слон · e5 белый конь · a4 чёрный конь · b4 белая пешка · d4 белая пешка · f4 белая пешка · g4 белый слон · e3 белая пешка · a2 белая пешка · e2 чёрная пешка · h2 белая пешка · e1 белая ладья · g1 белый король | b8 чёрная ладья · e8 чёрная ладья · h8 чёрный король · h7 белая ладья · g6 белая пешка · b5 чёрный слон · e5 белый конь · a4 чёрный конь · b4 белая пешка · d4 белая пешка · f4 белая пешка · g4 белый слон · e3 белая пешка · a2 белая пешка · e2 чёрная пешка · h2 белая пешка · e1 белая ладья · g1 белый король | b8 чёрная ладья · e8 чёрная ладья · h8 чёрный король · h7 белая ладья · g6 белая пешка · b5 чёрный слон · e5 белый конь · a4 чёрный конь · b4 белая пешка · d4 белая пешка · f4 белая пешка · g4 белый слон · e3 белая пешка · a2 белая пешка · e2 чёрная пешка · h2 белая пешка · e1 белая ладья · g1 белый король | b8 чёрная ладья · e8 чёрная ладья · h8 чёрный король · h7 белая ладья · g6 белая пешка · b5 чёрный слон · e5 белый конь · a4 чёрный конь · b4 белая пешка · d4 белая пешка · f4 белая пешка · g4 белый слон · e3 белая пешка · a2 белая пешка · e2 чёрная пешка · h2 белая пешка · e1 белая ладья · g1 белый король | b8 чёрная ладья · e8 чёрная ладья · h8 чёрный король · h7 белая ладья · g6 белая пешка · b5 чёрный слон · e5 белый конь · a4 чёрный конь · b4 белая пешка · d4 белая пешка · f4 белая пешка · g4 белый слон · e3 белая пешка · a2 белая пешка · e2 чёрная пешка · h2 белая пешка · e1 белая ладья · g1 белый король | b8 чёрная ладья · e8 чёрная ладья · h8 чёрный король · h7 белая ладья · g6 белая пешка · b5 чёрный слон · e5 белый конь · a4 чёрный конь · b4 белая пешка · d4 белая пешка · f4 белая пешка · g4 белый слон · e3 белая пешка · a2 белая пешка · e2 чёрная пешка · h2 белая пешка · e1 белая ладья · g1 белый король | b8 чёрная ладья · e8 чёрная ладья · h8 чёрный король · h7 белая ладья · g6 белая пешка · b5 чёрный слон · e5 белый конь · a4 чёрный конь · b4 белая пешка · d4 белая пешка · f4 белая пешка · g4 белый слон · e3 белая пешка · a2 белая пешка · e2 чёрная пешка · h2 белая пешка · e1 белая ладья · g1 белый король | 6 |
| 5 | b8 чёрная ладья · e8 чёрная ладья · h8 чёрный король · h7 белая ладья · g6 белая пешка · b5 чёрный слон · e5 белый конь · a4 чёрный конь · b4 белая пешка · d4 белая пешка · f4 белая пешка · g4 белый слон · e3 белая пешка · a2 белая пешка · e2 чёрная пешка · h2 белая пешка · e1 белая ладья · g1 белый король | b8 чёрная ладья · e8 чёрная ладья · h8 чёрный король · h7 белая ладья · g6 белая пешка · b5 чёрный слон · e5 белый конь · a4 чёрный конь · b4 белая пешка · d4 белая пешка · f4 белая пешка · g4 белый слон · e3 белая пешка · a2 белая пешка · e2 чёрная пешка · h2 белая пешка · e1 белая ладья · g1 белый король | b8 чёрная ладья · e8 чёрная ладья · h8 чёрный король · h7 белая ладья · g6 белая пешка · b5 чёрный слон · e5 белый конь · a4 чёрный конь · b4 белая пешка · d4 белая пешка · f4 белая пешка · g4 белый слон · e3 белая пешка · a2 белая пешка · e2 чёрная пешка · h2 белая пешка · e1 белая ладья · g1 белый король | b8 чёрная ладья · e8 чёрная ладья · h8 чёрный король · h7 белая ладья · g6 белая пешка · b5 чёрный слон · e5 белый конь · a4 чёрный конь · b4 белая пешка · d4 белая пешка · f4 белая пешка · g4 белый слон · e3 белая пешка · a2 белая пешка · e2 чёрная пешка · h2 белая пешка · e1 белая ладья · g1 белый король | b8 чёрная ладья · e8 чёрная ладья · h8 чёрный король · h7 белая ладья · g6 белая пешка · b5 чёрный слон · e5 белый конь · a4 чёрный конь · b4 белая пешка · d4 белая пешка · f4 белая пешка · g4 белый слон · e3 белая пешка · a2 белая пешка · e2 чёрная пешка · h2 белая пешка · e1 белая ладья · g1 белый король | b8 чёрная ладья · e8 чёрная ладья · h8 чёрный король · h7 белая ладья · g6 белая пешка · b5 чёрный слон · e5 белый конь · a4 чёрный конь · b4 белая пешка · d4 белая пешка · f4 белая пешка · g4 белый слон · e3 белая пешка · a2 белая пешка · e2 чёрная пешка · h2 белая пешка · e1 белая ладья · g1 белый король | b8 чёрная ладья · e8 чёрная ладья · h8 чёрный король · h7 белая ладья · g6 белая пешка · b5 чёрный слон · e5 белый конь · a4 чёрный конь · b4 белая пешка · d4 белая пешка · f4 белая пешка · g4 белый слон · e3 белая пешка · a2 белая пешка · e2 чёрная пешка · h2 белая пешка · e1 белая ладья · g1 белый король | b8 чёрная ладья · e8 чёрная ладья · h8 чёрный король · h7 белая ладья · g6 белая пешка · b5 чёрный слон · e5 белый конь · a4 чёрный конь · b4 белая пешка · d4 белая пешка · f4 белая пешка · g4 белый слон · e3 белая пешка · a2 белая пешка · e2 чёрная пешка · h2 белая пешка · e1 белая ладья · g1 белый король | 5 |
| 4 | b8 чёрная ладья · e8 чёрная ладья · h8 чёрный король · h7 белая ладья · g6 белая пешка · b5 чёрный слон · e5 белый конь · a4 чёрный конь · b4 белая пешка · d4 белая пешка · f4 белая пешка · g4 белый слон · e3 белая пешка · a2 белая пешка · e2 чёрная пешка · h2 белая пешка · e1 белая ладья · g1 белый король | b8 чёрная ладья · e8 чёрная ладья · h8 чёрный король · h7 белая ладья · g6 белая пешка · b5 чёрный слон · e5 белый конь · a4 чёрный конь · b4 белая пешка · d4 белая пешка · f4 белая пешка · g4 белый слон · e3 белая пешка · a2 белая пешка · e2 чёрная пешка · h2 белая пешка · e1 белая ладья · g1 белый король | b8 чёрная ладья · e8 чёрная ладья · h8 чёрный король · h7 белая ладья · g6 белая пешка · b5 чёрный слон · e5 белый конь · a4 чёрный конь · b4 белая пешка · d4 белая пешка · f4 белая пешка · g4 белый слон · e3 белая пешка · a2 белая пешка · e2 чёрная пешка · h2 белая пешка · e1 белая ладья · g1 белый король | b8 чёрная ладья · e8 чёрная ладья · h8 чёрный король · h7 белая ладья · g6 белая пешка · b5 чёрный слон · e5 белый конь · a4 чёрный конь · b4 белая пешка · d4 белая пешка · f4 белая пешка · g4 белый слон · e3 белая пешка · a2 белая пешка · e2 чёрная пешка · h2 белая пешка · e1 белая ладья · g1 белый король | b8 чёрная ладья · e8 чёрная ладья · h8 чёрный король · h7 белая ладья · g6 белая пешка · b5 чёрный слон · e5 белый конь · a4 чёрный конь · b4 белая пешка · d4 белая пешка · f4 белая пешка · g4 белый слон · e3 белая пешка · a2 белая пешка · e2 чёрная пешка · h2 белая пешка · e1 белая ладья · g1 белый король | b8 чёрная ладья · e8 чёрная ладья · h8 чёрный король · h7 белая ладья · g6 белая пешка · b5 чёрный слон · e5 белый конь · a4 чёрный конь · b4 белая пешка · d4 белая пешка · f4 белая пешка · g4 белый слон · e3 белая пешка · a2 белая пешка · e2 чёрная пешка · h2 белая пешка · e1 белая ладья · g1 белый король | b8 чёрная ладья · e8 чёрная ладья · h8 чёрный король · h7 белая ладья · g6 белая пешка · b5 чёрный слон · e5 белый конь · a4 чёрный конь · b4 белая пешка · d4 белая пешка · f4 белая пешка · g4 белый слон · e3 белая пешка · a2 белая пешка · e2 чёрная пешка · h2 белая пешка · e1 белая ладья · g1 белый король | b8 чёрная ладья · e8 чёрная ладья · h8 чёрный король · h7 белая ладья · g6 белая пешка · b5 чёрный слон · e5 белый конь · a4 чёрный конь · b4 белая пешка · d4 белая пешка · f4 белая пешка · g4 белый слон · e3 белая пешка · a2 белая пешка · e2 чёрная пешка · h2 белая пешка · e1 белая ладья · g1 белый король | 4 |
| 3 | b8 чёрная ладья · e8 чёрная ладья · h8 чёрный король · h7 белая ладья · g6 белая пешка · b5 чёрный слон · e5 белый конь · a4 чёрный конь · b4 белая пешка · d4 белая пешка · f4 белая пешка · g4 белый слон · e3 белая пешка · a2 белая пешка · e2 чёрная пешка · h2 белая пешка · e1 белая ладья · g1 белый король | b8 чёрная ладья · e8 чёрная ладья · h8 чёрный король · h7 белая ладья · g6 белая пешка · b5 чёрный слон · e5 белый конь · a4 чёрный конь · b4 белая пешка · d4 белая пешка · f4 белая пешка · g4 белый слон · e3 белая пешка · a2 белая пешка · e2 чёрная пешка · h2 белая пешка · e1 белая ладья · g1 белый король | b8 чёрная ладья · e8 чёрная ладья · h8 чёрный король · h7 белая ладья · g6 белая пешка · b5 чёрный слон · e5 белый конь · a4 чёрный конь · b4 белая пешка · d4 белая пешка · f4 белая пешка · g4 белый слон · e3 белая пешка · a2 белая пешка · e2 чёрная пешка · h2 белая пешка · e1 белая ладья · g1 белый король | b8 чёрная ладья · e8 чёрная ладья · h8 чёрный король · h7 белая ладья · g6 белая пешка · b5 чёрный слон · e5 белый конь · a4 чёрный конь · b4 белая пешка · d4 белая пешка · f4 белая пешка · g4 белый слон · e3 белая пешка · a2 белая пешка · e2 чёрная пешка · h2 белая пешка · e1 белая ладья · g1 белый король | b8 чёрная ладья · e8 чёрная ладья · h8 чёрный король · h7 белая ладья · g6 белая пешка · b5 чёрный слон · e5 белый конь · a4 чёрный конь · b4 белая пешка · d4 белая пешка · f4 белая пешка · g4 белый слон · e3 белая пешка · a2 белая пешка · e2 чёрная пешка · h2 белая пешка · e1 белая ладья · g1 белый король | b8 чёрная ладья · e8 чёрная ладья · h8 чёрный король · h7 белая ладья · g6 белая пешка · b5 чёрный слон · e5 белый конь · a4 чёрный конь · b4 белая пешка · d4 белая пешка · f4 белая пешка · g4 белый слон · e3 белая пешка · a2 белая пешка · e2 чёрная пешка · h2 белая пешка · e1 белая ладья · g1 белый король | b8 чёрная ладья · e8 чёрная ладья · h8 чёрный король · h7 белая ладья · g6 белая пешка · b5 чёрный слон · e5 белый конь · a4 чёрный конь · b4 белая пешка · d4 белая пешка · f4 белая пешка · g4 белый слон · e3 белая пешка · a2 белая пешка · e2 чёрная пешка · h2 белая пешка · e1 белая ладья · g1 белый король | b8 чёрная ладья · e8 чёрная ладья · h8 чёрный король · h7 белая ладья · g6 белая пешка · b5 чёрный слон · e5 белый конь · a4 чёрный конь · b4 белая пешка · d4 белая пешка · f4 белая пешка · g4 белый слон · e3 белая пешка · a2 белая пешка · e2 чёрная пешка · h2 белая пешка · e1 белая ладья · g1 белый король | 3 |
| 2 | b8 чёрная ладья · e8 чёрная ладья · h8 чёрный король · h7 белая ладья · g6 белая пешка · b5 чёрный слон · e5 белый конь · a4 чёрный конь · b4 белая пешка · d4 белая пешка · f4 белая пешка · g4 белый слон · e3 белая пешка · a2 белая пешка · e2 чёрная пешка · h2 белая пешка · e1 белая ладья · g1 белый король | b8 чёрная ладья · e8 чёрная ладья · h8 чёрный король · h7 белая ладья · g6 белая пешка · b5 чёрный слон · e5 белый конь · a4 чёрный конь · b4 белая пешка · d4 белая пешка · f4 белая пешка · g4 белый слон · e3 белая пешка · a2 белая пешка · e2 чёрная пешка · h2 белая пешка · e1 белая ладья · g1 белый король | b8 чёрная ладья · e8 чёрная ладья · h8 чёрный король · h7 белая ладья · g6 белая пешка · b5 чёрный слон · e5 белый конь · a4 чёрный конь · b4 белая пешка · d4 белая пешка · f4 белая пешка · g4 белый слон · e3 белая пешка · a2 белая пешка · e2 чёрная пешка · h2 белая пешка · e1 белая ладья · g1 белый король | b8 чёрная ладья · e8 чёрная ладья · h8 чёрный король · h7 белая ладья · g6 белая пешка · b5 чёрный слон · e5 белый конь · a4 чёрный конь · b4 белая пешка · d4 белая пешка · f4 белая пешка · g4 белый слон · e3 белая пешка · a2 белая пешка · e2 чёрная пешка · h2 белая пешка · e1 белая ладья · g1 белый король | b8 чёрная ладья · e8 чёрная ладья · h8 чёрный король · h7 белая ладья · g6 белая пешка · b5 чёрный слон · e5 белый конь · a4 чёрный конь · b4 белая пешка · d4 белая пешка · f4 белая пешка · g4 белый слон · e3 белая пешка · a2 белая пешка · e2 чёрная пешка · h2 белая пешка · e1 белая ладья · g1 белый король | b8 чёрная ладья · e8 чёрная ладья · h8 чёрный король · h7 белая ладья · g6 белая пешка · b5 чёрный слон · e5 белый конь · a4 чёрный конь · b4 белая пешка · d4 белая пешка · f4 белая пешка · g4 белый слон · e3 белая пешка · a2 белая пешка · e2 чёрная пешка · h2 белая пешка · e1 белая ладья · g1 белый король | b8 чёрная ладья · e8 чёрная ладья · h8 чёрный король · h7 белая ладья · g6 белая пешка · b5 чёрный слон · e5 белый конь · a4 чёрный конь · b4 белая пешка · d4 белая пешка · f4 белая пешка · g4 белый слон · e3 белая пешка · a2 белая пешка · e2 чёрная пешка · h2 белая пешка · e1 белая ладья · g1 белый король | b8 чёрная ладья · e8 чёрная ладья · h8 чёрный король · h7 белая ладья · g6 белая пешка · b5 чёрный слон · e5 белый конь · a4 чёрный конь · b4 белая пешка · d4 белая пешка · f4 белая пешка · g4 белый слон · e3 белая пешка · a2 белая пешка · e2 чёрная пешка · h2 белая пешка · e1 белая ладья · g1 белый король | 2 |
| 1 | b8 чёрная ладья · e8 чёрная ладья · h8 чёрный король · h7 белая ладья · g6 белая пешка · b5 чёрный слон · e5 белый конь · a4 чёрный конь · b4 белая пешка · d4 белая пешка · f4 белая пешка · g4 белый слон · e3 белая пешка · a2 белая пешка · e2 чёрная пешка · h2 белая пешка · e1 белая ладья · g1 белый король | b8 чёрная ладья · e8 чёрная ладья · h8 чёрный король · h7 белая ладья · g6 белая пешка · b5 чёрный слон · e5 белый конь · a4 чёрный конь · b4 белая пешка · d4 белая пешка · f4 белая пешка · g4 белый слон · e3 белая пешка · a2 белая пешка · e2 чёрная пешка · h2 белая пешка · e1 белая ладья · g1 белый король | b8 чёрная ладья · e8 чёрная ладья · h8 чёрный король · h7 белая ладья · g6 белая пешка · b5 чёрный слон · e5 белый конь · a4 чёрный конь · b4 белая пешка · d4 белая пешка · f4 белая пешка · g4 белый слон · e3 белая пешка · a2 белая пешка · e2 чёрная пешка · h2 белая пешка · e1 белая ладья · g1 белый король | b8 чёрная ладья · e8 чёрная ладья · h8 чёрный король · h7 белая ладья · g6 белая пешка · b5 чёрный слон · e5 белый конь · a4 чёрный конь · b4 белая пешка · d4 белая пешка · f4 белая пешка · g4 белый слон · e3 белая пешка · a2 белая пешка · e2 чёрная пешка · h2 белая пешка · e1 белая ладья · g1 белый король | b8 чёрная ладья · e8 чёрная ладья · h8 чёрный король · h7 белая ладья · g6 белая пешка · b5 чёрный слон · e5 белый конь · a4 чёрный конь · b4 белая пешка · d4 белая пешка · f4 белая пешка · g4 белый слон · e3 белая пешка · a2 белая пешка · e2 чёрная пешка · h2 белая пешка · e1 белая ладья · g1 белый король | b8 чёрная ладья · e8 чёрная ладья · h8 чёрный король · h7 белая ладья · g6 белая пешка · b5 чёрный слон · e5 белый конь · a4 чёрный конь · b4 белая пешка · d4 белая пешка · f4 белая пешка · g4 белый слон · e3 белая пешка · a2 белая пешка · e2 чёрная пешка · h2 белая пешка · e1 белая ладья · g1 белый король | b8 чёрная ладья · e8 чёрная ладья · h8 чёрный король · h7 белая ладья · g6 белая пешка · b5 чёрный слон · e5 белый конь · a4 чёрный конь · b4 белая пешка · d4 белая пешка · f4 белая пешка · g4 белый слон · e3 белая пешка · a2 белая пешка · e2 чёрная пешка · h2 белая пешка · e1 белая ладья · g1 белый король | b8 чёрная ладья · e8 чёрная ладья · h8 чёрный король · h7 белая ладья · g6 белая пешка · b5 чёрный слон · e5 белый конь · a4 чёрный конь · b4 белая пешка · d4 белая пешка · f4 белая пешка · g4 белый слон · e3 белая пешка · a2 белая пешка · e2 чёрная пешка · h2 белая пешка · e1 белая ладья · g1 белый король | 1 |
|   | a | b | c | d | e | f | g | h |   |

Тим Краббе приводит в качестве партии с наибольшим числом проходных поединок Смыслов-Ботвинник (матч-турнир, 1941), указывая на 9 проходных.. Пешки f3 и h6 не являются полноценными проходными, поэтому данный рекорд спорен. Однако точно зафиксированы случаи с восемью проходными:
- Пут-Маттерн (Хаймбах, 1997)[92]
- Штёбер-Касниц (Германия, 1999)[93]

|   | a | b | c | d | e | f | g | h |   |
| - | --- | --- | --- | --- | --- | --- | --- | --- | - |
| 8 | c7 чёрный король · d7 чёрная ладья · g7 чёрная пешка · b6 чёрная пешка · e6 белый ферзь · f6 чёрная пешка · a5 чёрная пешка · c5 чёрная пешка · d5 белая пешка · e5 чёрная пешка · a4 чёрный ферзь · g3 чёрная пешка · e2 белая ладья · g2 белый король | c7 чёрный король · d7 чёрная ладья · g7 чёрная пешка · b6 чёрная пешка · e6 белый ферзь · f6 чёрная пешка · a5 чёрная пешка · c5 чёрная пешка · d5 белая пешка · e5 чёрная пешка · a4 чёрный ферзь · g3 чёрная пешка · e2 белая ладья · g2 белый король | c7 чёрный король · d7 чёрная ладья · g7 чёрная пешка · b6 чёрная пешка · e6 белый ферзь · f6 чёрная пешка · a5 чёрная пешка · c5 чёрная пешка · d5 белая пешка · e5 чёрная пешка · a4 чёрный ферзь · g3 чёрная пешка · e2 белая ладья · g2 белый король | c7 чёрный король · d7 чёрная ладья · g7 чёрная пешка · b6 чёрная пешка · e6 белый ферзь · f6 чёрная пешка · a5 чёрная пешка · c5 чёрная пешка · d5 белая пешка · e5 чёрная пешка · a4 чёрный ферзь · g3 чёрная пешка · e2 белая ладья · g2 белый король | c7 чёрный король · d7 чёрная ладья · g7 чёрная пешка · b6 чёрная пешка · e6 белый ферзь · f6 чёрная пешка · a5 чёрная пешка · c5 чёрная пешка · d5 белая пешка · e5 чёрная пешка · a4 чёрный ферзь · g3 чёрная пешка · e2 белая ладья · g2 белый король | c7 чёрный король · d7 чёрная ладья · g7 чёрная пешка · b6 чёрная пешка · e6 белый ферзь · f6 чёрная пешка · a5 чёрная пешка · c5 чёрная пешка · d5 белая пешка · e5 чёрная пешка · a4 чёрный ферзь · g3 чёрная пешка · e2 белая ладья · g2 белый король | c7 чёрный король · d7 чёрная ладья · g7 чёрная пешка · b6 чёрная пешка · e6 белый ферзь · f6 чёрная пешка · a5 чёрная пешка · c5 чёрная пешка · d5 белая пешка · e5 чёрная пешка · a4 чёрный ферзь · g3 чёрная пешка · e2 белая ладья · g2 белый король | c7 чёрный король · d7 чёрная ладья · g7 чёрная пешка · b6 чёрная пешка · e6 белый ферзь · f6 чёрная пешка · a5 чёрная пешка · c5 чёрная пешка · d5 белая пешка · e5 чёрная пешка · a4 чёрный ферзь · g3 чёрная пешка · e2 белая ладья · g2 белый король | 8 |
| 7 | c7 чёрный король · d7 чёрная ладья · g7 чёрная пешка · b6 чёрная пешка · e6 белый ферзь · f6 чёрная пешка · a5 чёрная пешка · c5 чёрная пешка · d5 белая пешка · e5 чёрная пешка · a4 чёрный ферзь · g3 чёрная пешка · e2 белая ладья · g2 белый король | c7 чёрный король · d7 чёрная ладья · g7 чёрная пешка · b6 чёрная пешка · e6 белый ферзь · f6 чёрная пешка · a5 чёрная пешка · c5 чёрная пешка · d5 белая пешка · e5 чёрная пешка · a4 чёрный ферзь · g3 чёрная пешка · e2 белая ладья · g2 белый король | c7 чёрный король · d7 чёрная ладья · g7 чёрная пешка · b6 чёрная пешка · e6 белый ферзь · f6 чёрная пешка · a5 чёрная пешка · c5 чёрная пешка · d5 белая пешка · e5 чёрная пешка · a4 чёрный ферзь · g3 чёрная пешка · e2 белая ладья · g2 белый король | c7 чёрный король · d7 чёрная ладья · g7 чёрная пешка · b6 чёрная пешка · e6 белый ферзь · f6 чёрная пешка · a5 чёрная пешка · c5 чёрная пешка · d5 белая пешка · e5 чёрная пешка · a4 чёрный ферзь · g3 чёрная пешка · e2 белая ладья · g2 белый король | c7 чёрный король · d7 чёрная ладья · g7 чёрная пешка · b6 чёрная пешка · e6 белый ферзь · f6 чёрная пешка · a5 чёрная пешка · c5 чёрная пешка · d5 белая пешка · e5 чёрная пешка · a4 чёрный ферзь · g3 чёрная пешка · e2 белая ладья · g2 белый король | c7 чёрный король · d7 чёрная ладья · g7 чёрная пешка · b6 чёрная пешка · e6 белый ферзь · f6 чёрная пешка · a5 чёрная пешка · c5 чёрная пешка · d5 белая пешка · e5 чёрная пешка · a4 чёрный ферзь · g3 чёрная пешка · e2 белая ладья · g2 белый король | c7 чёрный король · d7 чёрная ладья · g7 чёрная пешка · b6 чёрная пешка · e6 белый ферзь · f6 чёрная пешка · a5 чёрная пешка · c5 чёрная пешка · d5 белая пешка · e5 чёрная пешка · a4 чёрный ферзь · g3 чёрная пешка · e2 белая ладья · g2 белый король | c7 чёрный король · d7 чёрная ладья · g7 чёрная пешка · b6 чёрная пешка · e6 белый ферзь · f6 чёрная пешка · a5 чёрная пешка · c5 чёрная пешка · d5 белая пешка · e5 чёрная пешка · a4 чёрный ферзь · g3 чёрная пешка · e2 белая ладья · g2 белый король | 7 |
| 6 | c7 чёрный король · d7 чёрная ладья · g7 чёрная пешка · b6 чёрная пешка · e6 белый ферзь · f6 чёрная пешка · a5 чёрная пешка · c5 чёрная пешка · d5 белая пешка · e5 чёрная пешка · a4 чёрный ферзь · g3 чёрная пешка · e2 белая ладья · g2 белый король | c7 чёрный король · d7 чёрная ладья · g7 чёрная пешка · b6 чёрная пешка · e6 белый ферзь · f6 чёрная пешка · a5 чёрная пешка · c5 чёрная пешка · d5 белая пешка · e5 чёрная пешка · a4 чёрный ферзь · g3 чёрная пешка · e2 белая ладья · g2 белый король | c7 чёрный король · d7 чёрная ладья · g7 чёрная пешка · b6 чёрная пешка · e6 белый ферзь · f6 чёрная пешка · a5 чёрная пешка · c5 чёрная пешка · d5 белая пешка · e5 чёрная пешка · a4 чёрный ферзь · g3 чёрная пешка · e2 белая ладья · g2 белый король | c7 чёрный король · d7 чёрная ладья · g7 чёрная пешка · b6 чёрная пешка · e6 белый ферзь · f6 чёрная пешка · a5 чёрная пешка · c5 чёрная пешка · d5 белая пешка · e5 чёрная пешка · a4 чёрный ферзь · g3 чёрная пешка · e2 белая ладья · g2 белый король | c7 чёрный король · d7 чёрная ладья · g7 чёрная пешка · b6 чёрная пешка · e6 белый ферзь · f6 чёрная пешка · a5 чёрная пешка · c5 чёрная пешка · d5 белая пешка · e5 чёрная пешка · a4 чёрный ферзь · g3 чёрная пешка · e2 белая ладья · g2 белый король | c7 чёрный король · d7 чёрная ладья · g7 чёрная пешка · b6 чёрная пешка · e6 белый ферзь · f6 чёрная пешка · a5 чёрная пешка · c5 чёрная пешка · d5 белая пешка · e5 чёрная пешка · a4 чёрный ферзь · g3 чёрная пешка · e2 белая ладья · g2 белый король | c7 чёрный король · d7 чёрная ладья · g7 чёрная пешка · b6 чёрная пешка · e6 белый ферзь · f6 чёрная пешка · a5 чёрная пешка · c5 чёрная пешка · d5 белая пешка · e5 чёрная пешка · a4 чёрный ферзь · g3 чёрная пешка · e2 белая ладья · g2 белый король | c7 чёрный король · d7 чёрная ладья · g7 чёрная пешка · b6 чёрная пешка · e6 белый ферзь · f6 чёрная пешка · a5 чёрная пешка · c5 чёрная пешка · d5 белая пешка · e5 чёрная пешка · a4 чёрный ферзь · g3 чёрная пешка · e2 белая ладья · g2 белый король | 6 |
| 5 | c7 чёрный король · d7 чёрная ладья · g7 чёрная пешка · b6 чёрная пешка · e6 белый ферзь · f6 чёрная пешка · a5 чёрная пешка · c5 чёрная пешка · d5 белая пешка · e5 чёрная пешка · a4 чёрный ферзь · g3 чёрная пешка · e2 белая ладья · g2 белый король | c7 чёрный король · d7 чёрная ладья · g7 чёрная пешка · b6 чёрная пешка · e6 белый ферзь · f6 чёрная пешка · a5 чёрная пешка · c5 чёрная пешка · d5 белая пешка · e5 чёрная пешка · a4 чёрный ферзь · g3 чёрная пешка · e2 белая ладья · g2 белый король | c7 чёрный король · d7 чёрная ладья · g7 чёрная пешка · b6 чёрная пешка · e6 белый ферзь · f6 чёрная пешка · a5 чёрная пешка · c5 чёрная пешка · d5 белая пешка · e5 чёрная пешка · a4 чёрный ферзь · g3 чёрная пешка · e2 белая ладья · g2 белый король | c7 чёрный король · d7 чёрная ладья · g7 чёрная пешка · b6 чёрная пешка · e6 белый ферзь · f6 чёрная пешка · a5 чёрная пешка · c5 чёрная пешка · d5 белая пешка · e5 чёрная пешка · a4 чёрный ферзь · g3 чёрная пешка · e2 белая ладья · g2 белый король | c7 чёрный король · d7 чёрная ладья · g7 чёрная пешка · b6 чёрная пешка · e6 белый ферзь · f6 чёрная пешка · a5 чёрная пешка · c5 чёрная пешка · d5 белая пешка · e5 чёрная пешка · a4 чёрный ферзь · g3 чёрная пешка · e2 белая ладья · g2 белый король | c7 чёрный король · d7 чёрная ладья · g7 чёрная пешка · b6 чёрная пешка · e6 белый ферзь · f6 чёрная пешка · a5 чёрная пешка · c5 чёрная пешка · d5 белая пешка · e5 чёрная пешка · a4 чёрный ферзь · g3 чёрная пешка · e2 белая ладья · g2 белый король | c7 чёрный король · d7 чёрная ладья · g7 чёрная пешка · b6 чёрная пешка · e6 белый ферзь · f6 чёрная пешка · a5 чёрная пешка · c5 чёрная пешка · d5 белая пешка · e5 чёрная пешка · a4 чёрный ферзь · g3 чёрная пешка · e2 белая ладья · g2 белый король | c7 чёрный король · d7 чёрная ладья · g7 чёрная пешка · b6 чёрная пешка · e6 белый ферзь · f6 чёрная пешка · a5 чёрная пешка · c5 чёрная пешка · d5 белая пешка · e5 чёрная пешка · a4 чёрный ферзь · g3 чёрная пешка · e2 белая ладья · g2 белый король | 5 |
| 4 | c7 чёрный король · d7 чёрная ладья · g7 чёрная пешка · b6 чёрная пешка · e6 белый ферзь · f6 чёрная пешка · a5 чёрная пешка · c5 чёрная пешка · d5 белая пешка · e5 чёрная пешка · a4 чёрный ферзь · g3 чёрная пешка · e2 белая ладья · g2 белый король | c7 чёрный король · d7 чёрная ладья · g7 чёрная пешка · b6 чёрная пешка · e6 белый ферзь · f6 чёрная пешка · a5 чёрная пешка · c5 чёрная пешка · d5 белая пешка · e5 чёрная пешка · a4 чёрный ферзь · g3 чёрная пешка · e2 белая ладья · g2 белый король | c7 чёрный король · d7 чёрная ладья · g7 чёрная пешка · b6 чёрная пешка · e6 белый ферзь · f6 чёрная пешка · a5 чёрная пешка · c5 чёрная пешка · d5 белая пешка · e5 чёрная пешка · a4 чёрный ферзь · g3 чёрная пешка · e2 белая ладья · g2 белый король | c7 чёрный король · d7 чёрная ладья · g7 чёрная пешка · b6 чёрная пешка · e6 белый ферзь · f6 чёрная пешка · a5 чёрная пешка · c5 чёрная пешка · d5 белая пешка · e5 чёрная пешка · a4 чёрный ферзь · g3 чёрная пешка · e2 белая ладья · g2 белый король | c7 чёрный король · d7 чёрная ладья · g7 чёрная пешка · b6 чёрная пешка · e6 белый ферзь · f6 чёрная пешка · a5 чёрная пешка · c5 чёрная пешка · d5 белая пешка · e5 чёрная пешка · a4 чёрный ферзь · g3 чёрная пешка · e2 белая ладья · g2 белый король | c7 чёрный король · d7 чёрная ладья · g7 чёрная пешка · b6 чёрная пешка · e6 белый ферзь · f6 чёрная пешка · a5 чёрная пешка · c5 чёрная пешка · d5 белая пешка · e5 чёрная пешка · a4 чёрный ферзь · g3 чёрная пешка · e2 белая ладья · g2 белый король | c7 чёрный король · d7 чёрная ладья · g7 чёрная пешка · b6 чёрная пешка · e6 белый ферзь · f6 чёрная пешка · a5 чёрная пешка · c5 чёрная пешка · d5 белая пешка · e5 чёрная пешка · a4 чёрный ферзь · g3 чёрная пешка · e2 белая ладья · g2 белый король | c7 чёрный король · d7 чёрная ладья · g7 чёрная пешка · b6 чёрная пешка · e6 белый ферзь · f6 чёрная пешка · a5 чёрная пешка · c5 чёрная пешка · d5 белая пешка · e5 чёрная пешка · a4 чёрный ферзь · g3 чёрная пешка · e2 белая ладья · g2 белый король | 4 |
| 3 | c7 чёрный король · d7 чёрная ладья · g7 чёрная пешка · b6 чёрная пешка · e6 белый ферзь · f6 чёрная пешка · a5 чёрная пешка · c5 чёрная пешка · d5 белая пешка · e5 чёрная пешка · a4 чёрный ферзь · g3 чёрная пешка · e2 белая ладья · g2 белый король | c7 чёрный король · d7 чёрная ладья · g7 чёрная пешка · b6 чёрная пешка · e6 белый ферзь · f6 чёрная пешка · a5 чёрная пешка · c5 чёрная пешка · d5 белая пешка · e5 чёрная пешка · a4 чёрный ферзь · g3 чёрная пешка · e2 белая ладья · g2 белый король | c7 чёрный король · d7 чёрная ладья · g7 чёрная пешка · b6 чёрная пешка · e6 белый ферзь · f6 чёрная пешка · a5 чёрная пешка · c5 чёрная пешка · d5 белая пешка · e5 чёрная пешка · a4 чёрный ферзь · g3 чёрная пешка · e2 белая ладья · g2 белый король | c7 чёрный король · d7 чёрная ладья · g7 чёрная пешка · b6 чёрная пешка · e6 белый ферзь · f6 чёрная пешка · a5 чёрная пешка · c5 чёрная пешка · d5 белая пешка · e5 чёрная пешка · a4 чёрный ферзь · g3 чёрная пешка · e2 белая ладья · g2 белый король | c7 чёрный король · d7 чёрная ладья · g7 чёрная пешка · b6 чёрная пешка · e6 белый ферзь · f6 чёрная пешка · a5 чёрная пешка · c5 чёрная пешка · d5 белая пешка · e5 чёрная пешка · a4 чёрный ферзь · g3 чёрная пешка · e2 белая ладья · g2 белый король | c7 чёрный король · d7 чёрная ладья · g7 чёрная пешка · b6 чёрная пешка · e6 белый ферзь · f6 чёрная пешка · a5 чёрная пешка · c5 чёрная пешка · d5 белая пешка · e5 чёрная пешка · a4 чёрный ферзь · g3 чёрная пешка · e2 белая ладья · g2 белый король | c7 чёрный король · d7 чёрная ладья · g7 чёрная пешка · b6 чёрная пешка · e6 белый ферзь · f6 чёрная пешка · a5 чёрная пешка · c5 чёрная пешка · d5 белая пешка · e5 чёрная пешка · a4 чёрный ферзь · g3 чёрная пешка · e2 белая ладья · g2 белый король | c7 чёрный король · d7 чёрная ладья · g7 чёрная пешка · b6 чёрная пешка · e6 белый ферзь · f6 чёрная пешка · a5 чёрная пешка · c5 чёрная пешка · d5 белая пешка · e5 чёрная пешка · a4 чёрный ферзь · g3 чёрная пешка · e2 белая ладья · g2 белый король | 3 |
| 2 | c7 чёрный король · d7 чёрная ладья · g7 чёрная пешка · b6 чёрная пешка · e6 белый ферзь · f6 чёрная пешка · a5 чёрная пешка · c5 чёрная пешка · d5 белая пешка · e5 чёрная пешка · a4 чёрный ферзь · g3 чёрная пешка · e2 белая ладья · g2 белый король | c7 чёрный король · d7 чёрная ладья · g7 чёрная пешка · b6 чёрная пешка · e6 белый ферзь · f6 чёрная пешка · a5 чёрная пешка · c5 чёрная пешка · d5 белая пешка · e5 чёрная пешка · a4 чёрный ферзь · g3 чёрная пешка · e2 белая ладья · g2 белый король | c7 чёрный король · d7 чёрная ладья · g7 чёрная пешка · b6 чёрная пешка · e6 белый ферзь · f6 чёрная пешка · a5 чёрная пешка · c5 чёрная пешка · d5 белая пешка · e5 чёрная пешка · a4 чёрный ферзь · g3 чёрная пешка · e2 белая ладья · g2 белый король | c7 чёрный король · d7 чёрная ладья · g7 чёрная пешка · b6 чёрная пешка · e6 белый ферзь · f6 чёрная пешка · a5 чёрная пешка · c5 чёрная пешка · d5 белая пешка · e5 чёрная пешка · a4 чёрный ферзь · g3 чёрная пешка · e2 белая ладья · g2 белый король | c7 чёрный король · d7 чёрная ладья · g7 чёрная пешка · b6 чёрная пешка · e6 белый ферзь · f6 чёрная пешка · a5 чёрная пешка · c5 чёрная пешка · d5 белая пешка · e5 чёрная пешка · a4 чёрный ферзь · g3 чёрная пешка · e2 белая ладья · g2 белый король | c7 чёрный король · d7 чёрная ладья · g7 чёрная пешка · b6 чёрная пешка · e6 белый ферзь · f6 чёрная пешка · a5 чёрная пешка · c5 чёрная пешка · d5 белая пешка · e5 чёрная пешка · a4 чёрный ферзь · g3 чёрная пешка · e2 белая ладья · g2 белый король | c7 чёрный король · d7 чёрная ладья · g7 чёрная пешка · b6 чёрная пешка · e6 белый ферзь · f6 чёрная пешка · a5 чёрная пешка · c5 чёрная пешка · d5 белая пешка · e5 чёрная пешка · a4 чёрный ферзь · g3 чёрная пешка · e2 белая ладья · g2 белый король | c7 чёрный король · d7 чёрная ладья · g7 чёрная пешка · b6 чёрная пешка · e6 белый ферзь · f6 чёрная пешка · a5 чёрная пешка · c5 чёрная пешка · d5 белая пешка · e5 чёрная пешка · a4 чёрный ферзь · g3 чёрная пешка · e2 белая ладья · g2 белый король | 2 |
| 1 | c7 чёрный король · d7 чёрная ладья · g7 чёрная пешка · b6 чёрная пешка · e6 белый ферзь · f6 чёрная пешка · a5 чёрная пешка · c5 чёрная пешка · d5 белая пешка · e5 чёрная пешка · a4 чёрный ферзь · g3 чёрная пешка · e2 белая ладья · g2 белый король | c7 чёрный король · d7 чёрная ладья · g7 чёрная пешка · b6 чёрная пешка · e6 белый ферзь · f6 чёрная пешка · a5 чёрная пешка · c5 чёрная пешка · d5 белая пешка · e5 чёрная пешка · a4 чёрный ферзь · g3 чёрная пешка · e2 белая ладья · g2 белый король | c7 чёрный король · d7 чёрная ладья · g7 чёрная пешка · b6 чёрная пешка · e6 белый ферзь · f6 чёрная пешка · a5 чёрная пешка · c5 чёрная пешка · d5 белая пешка · e5 чёрная пешка · a4 чёрный ферзь · g3 чёрная пешка · e2 белая ладья · g2 белый король | c7 чёрный король · d7 чёрная ладья · g7 чёрная пешка · b6 чёрная пешка · e6 белый ферзь · f6 чёрная пешка · a5 чёрная пешка · c5 чёрная пешка · d5 белая пешка · e5 чёрная пешка · a4 чёрный ферзь · g3 чёрная пешка · e2 белая ладья · g2 белый король | c7 чёрный король · d7 чёрная ладья · g7 чёрная пешка · b6 чёрная пешка · e6 белый ферзь · f6 чёрная пешка · a5 чёрная пешка · c5 чёрная пешка · d5 белая пешка · e5 чёрная пешка · a4 чёрный ферзь · g3 чёрная пешка · e2 белая ладья · g2 белый король | c7 чёрный король · d7 чёрная ладья · g7 чёрная пешка · b6 чёрная пешка · e6 белый ферзь · f6 чёрная пешка · a5 чёрная пешка · c5 чёрная пешка · d5 белая пешка · e5 чёрная пешка · a4 чёрный ферзь · g3 чёрная пешка · e2 белая ладья · g2 белый король | c7 чёрный король · d7 чёрная ладья · g7 чёрная пешка · b6 чёрная пешка · e6 белый ферзь · f6 чёрная пешка · a5 чёрная пешка · c5 чёрная пешка · d5 белая пешка · e5 чёрная пешка · a4 чёрный ферзь · g3 чёрная пешка · e2 белая ладья · g2 белый король | c7 чёрный король · d7 чёрная ладья · g7 чёрная пешка · b6 чёрная пешка · e6 белый ферзь · f6 чёрная пешка · a5 чёрная пешка · c5 чёрная пешка · d5 белая пешка · e5 чёрная пешка · a4 чёрный ферзь · g3 чёрная пешка · e2 белая ладья · g2 белый король | 1 |
|   | a | b | c | d | e | f | g | h |   |

### Наибольшее количество пешек на предпоследней горизонтали
Партия Ли-Шусмит (Лондон, 1904) — единственная партия, в которой на предпоследней горизонтали находятся одновременно 4 пешки.

### Счетверённые пешки
В партии Ковач-Барт (Балатон, 1994) на 22-м ходу у белых образовались счетверённые пешки и простояли так до конца партии.

### Наибольшее количество ферзей на доске
Во многих базах имеется партия Самптер-Кинг, (Австралия, 1965) с 7 ферзями, но она позже оказалась разоблачена как подделка. Точно так же подделками оказались партии Алехин-Григорьев (Москва, 1915) с пятью ферзями и Ван Халль-Краббе (Амстердам, 1963) с шестью ферзями. Но существуют две реальные партии, в которых на доске находилось одновременно пять ферзей:
- Белов-Прохоров (Челябинск, 1991)[96]
- Мацкич-Максименко (Югославия, 1994)[97]

Но этот рекорд был побит другими двумя партиями, в которых на доске находилось одновременно 6 ферзей:
- Шаланци-Нгуен (Будапешт, 2009)[98] (6 ферзей присутствовали на доске на протяжении 7 ходов)
- Антон Гихарро-Франко (Эльгойбар, 2011)[99].
- В 2019 году в Интернете была сыграна блицпартия Розен-Лэнг, в которой на доске также одновременно присутствовало 6 ферзей, но она не учитывается, поскольку не является серьёзной турнирной партией[100].

### Самое долгое четырёхферзие
|   | a | b | c | d | e | f | g | h |   |
| - | --- | --- | --- | --- | --- | --- | --- | --- | - |
| 8 | a8 чёрная ладья · d8 чёрный ферзь · e8 чёрный король · f8 чёрный слон · h8 белый ферзь · a7 чёрная пешка · b7 чёрный слон · d7 чёрный конь · f7 чёрная пешка · h7 чёрная пешка · c6 чёрная пешка · e6 чёрная пешка · d4 белая пешка · f3 белый конь · a2 белая пешка · e2 белый слон · f2 белая пешка · g2 белая пешка · h2 белая пешка · a1 чёрный ферзь · c1 белый слон · d1 белый ферзь · e1 белый король · h1 белая ладья | a8 чёрная ладья · d8 чёрный ферзь · e8 чёрный король · f8 чёрный слон · h8 белый ферзь · a7 чёрная пешка · b7 чёрный слон · d7 чёрный конь · f7 чёрная пешка · h7 чёрная пешка · c6 чёрная пешка · e6 чёрная пешка · d4 белая пешка · f3 белый конь · a2 белая пешка · e2 белый слон · f2 белая пешка · g2 белая пешка · h2 белая пешка · a1 чёрный ферзь · c1 белый слон · d1 белый ферзь · e1 белый король · h1 белая ладья | a8 чёрная ладья · d8 чёрный ферзь · e8 чёрный король · f8 чёрный слон · h8 белый ферзь · a7 чёрная пешка · b7 чёрный слон · d7 чёрный конь · f7 чёрная пешка · h7 чёрная пешка · c6 чёрная пешка · e6 чёрная пешка · d4 белая пешка · f3 белый конь · a2 белая пешка · e2 белый слон · f2 белая пешка · g2 белая пешка · h2 белая пешка · a1 чёрный ферзь · c1 белый слон · d1 белый ферзь · e1 белый король · h1 белая ладья | a8 чёрная ладья · d8 чёрный ферзь · e8 чёрный король · f8 чёрный слон · h8 белый ферзь · a7 чёрная пешка · b7 чёрный слон · d7 чёрный конь · f7 чёрная пешка · h7 чёрная пешка · c6 чёрная пешка · e6 чёрная пешка · d4 белая пешка · f3 белый конь · a2 белая пешка · e2 белый слон · f2 белая пешка · g2 белая пешка · h2 белая пешка · a1 чёрный ферзь · c1 белый слон · d1 белый ферзь · e1 белый король · h1 белая ладья | a8 чёрная ладья · d8 чёрный ферзь · e8 чёрный король · f8 чёрный слон · h8 белый ферзь · a7 чёрная пешка · b7 чёрный слон · d7 чёрный конь · f7 чёрная пешка · h7 чёрная пешка · c6 чёрная пешка · e6 чёрная пешка · d4 белая пешка · f3 белый конь · a2 белая пешка · e2 белый слон · f2 белая пешка · g2 белая пешка · h2 белая пешка · a1 чёрный ферзь · c1 белый слон · d1 белый ферзь · e1 белый король · h1 белая ладья | a8 чёрная ладья · d8 чёрный ферзь · e8 чёрный король · f8 чёрный слон · h8 белый ферзь · a7 чёрная пешка · b7 чёрный слон · d7 чёрный конь · f7 чёрная пешка · h7 чёрная пешка · c6 чёрная пешка · e6 чёрная пешка · d4 белая пешка · f3 белый конь · a2 белая пешка · e2 белый слон · f2 белая пешка · g2 белая пешка · h2 белая пешка · a1 чёрный ферзь · c1 белый слон · d1 белый ферзь · e1 белый король · h1 белая ладья | a8 чёрная ладья · d8 чёрный ферзь · e8 чёрный король · f8 чёрный слон · h8 белый ферзь · a7 чёрная пешка · b7 чёрный слон · d7 чёрный конь · f7 чёрная пешка · h7 чёрная пешка · c6 чёрная пешка · e6 чёрная пешка · d4 белая пешка · f3 белый конь · a2 белая пешка · e2 белый слон · f2 белая пешка · g2 белая пешка · h2 белая пешка · a1 чёрный ферзь · c1 белый слон · d1 белый ферзь · e1 белый король · h1 белая ладья | a8 чёрная ладья · d8 чёрный ферзь · e8 чёрный король · f8 чёрный слон · h8 белый ферзь · a7 чёрная пешка · b7 чёрный слон · d7 чёрный конь · f7 чёрная пешка · h7 чёрная пешка · c6 чёрная пешка · e6 чёрная пешка · d4 белая пешка · f3 белый конь · a2 белая пешка · e2 белый слон · f2 белая пешка · g2 белая пешка · h2 белая пешка · a1 чёрный ферзь · c1 белый слон · d1 белый ферзь · e1 белый король · h1 белая ладья | 8 |
| 7 | a8 чёрная ладья · d8 чёрный ферзь · e8 чёрный король · f8 чёрный слон · h8 белый ферзь · a7 чёрная пешка · b7 чёрный слон · d7 чёрный конь · f7 чёрная пешка · h7 чёрная пешка · c6 чёрная пешка · e6 чёрная пешка · d4 белая пешка · f3 белый конь · a2 белая пешка · e2 белый слон · f2 белая пешка · g2 белая пешка · h2 белая пешка · a1 чёрный ферзь · c1 белый слон · d1 белый ферзь · e1 белый король · h1 белая ладья | a8 чёрная ладья · d8 чёрный ферзь · e8 чёрный король · f8 чёрный слон · h8 белый ферзь · a7 чёрная пешка · b7 чёрный слон · d7 чёрный конь · f7 чёрная пешка · h7 чёрная пешка · c6 чёрная пешка · e6 чёрная пешка · d4 белая пешка · f3 белый конь · a2 белая пешка · e2 белый слон · f2 белая пешка · g2 белая пешка · h2 белая пешка · a1 чёрный ферзь · c1 белый слон · d1 белый ферзь · e1 белый король · h1 белая ладья | a8 чёрная ладья · d8 чёрный ферзь · e8 чёрный король · f8 чёрный слон · h8 белый ферзь · a7 чёрная пешка · b7 чёрный слон · d7 чёрный конь · f7 чёрная пешка · h7 чёрная пешка · c6 чёрная пешка · e6 чёрная пешка · d4 белая пешка · f3 белый конь · a2 белая пешка · e2 белый слон · f2 белая пешка · g2 белая пешка · h2 белая пешка · a1 чёрный ферзь · c1 белый слон · d1 белый ферзь · e1 белый король · h1 белая ладья | a8 чёрная ладья · d8 чёрный ферзь · e8 чёрный король · f8 чёрный слон · h8 белый ферзь · a7 чёрная пешка · b7 чёрный слон · d7 чёрный конь · f7 чёрная пешка · h7 чёрная пешка · c6 чёрная пешка · e6 чёрная пешка · d4 белая пешка · f3 белый конь · a2 белая пешка · e2 белый слон · f2 белая пешка · g2 белая пешка · h2 белая пешка · a1 чёрный ферзь · c1 белый слон · d1 белый ферзь · e1 белый король · h1 белая ладья | a8 чёрная ладья · d8 чёрный ферзь · e8 чёрный король · f8 чёрный слон · h8 белый ферзь · a7 чёрная пешка · b7 чёрный слон · d7 чёрный конь · f7 чёрная пешка · h7 чёрная пешка · c6 чёрная пешка · e6 чёрная пешка · d4 белая пешка · f3 белый конь · a2 белая пешка · e2 белый слон · f2 белая пешка · g2 белая пешка · h2 белая пешка · a1 чёрный ферзь · c1 белый слон · d1 белый ферзь · e1 белый король · h1 белая ладья | a8 чёрная ладья · d8 чёрный ферзь · e8 чёрный король · f8 чёрный слон · h8 белый ферзь · a7 чёрная пешка · b7 чёрный слон · d7 чёрный конь · f7 чёрная пешка · h7 чёрная пешка · c6 чёрная пешка · e6 чёрная пешка · d4 белая пешка · f3 белый конь · a2 белая пешка · e2 белый слон · f2 белая пешка · g2 белая пешка · h2 белая пешка · a1 чёрный ферзь · c1 белый слон · d1 белый ферзь · e1 белый король · h1 белая ладья | a8 чёрная ладья · d8 чёрный ферзь · e8 чёрный король · f8 чёрный слон · h8 белый ферзь · a7 чёрная пешка · b7 чёрный слон · d7 чёрный конь · f7 чёрная пешка · h7 чёрная пешка · c6 чёрная пешка · e6 чёрная пешка · d4 белая пешка · f3 белый конь · a2 белая пешка · e2 белый слон · f2 белая пешка · g2 белая пешка · h2 белая пешка · a1 чёрный ферзь · c1 белый слон · d1 белый ферзь · e1 белый король · h1 белая ладья | a8 чёрная ладья · d8 чёрный ферзь · e8 чёрный король · f8 чёрный слон · h8 белый ферзь · a7 чёрная пешка · b7 чёрный слон · d7 чёрный конь · f7 чёрная пешка · h7 чёрная пешка · c6 чёрная пешка · e6 чёрная пешка · d4 белая пешка · f3 белый конь · a2 белая пешка · e2 белый слон · f2 белая пешка · g2 белая пешка · h2 белая пешка · a1 чёрный ферзь · c1 белый слон · d1 белый ферзь · e1 белый король · h1 белая ладья | 7 |
| 6 | a8 чёрная ладья · d8 чёрный ферзь · e8 чёрный король · f8 чёрный слон · h8 белый ферзь · a7 чёрная пешка · b7 чёрный слон · d7 чёрный конь · f7 чёрная пешка · h7 чёрная пешка · c6 чёрная пешка · e6 чёрная пешка · d4 белая пешка · f3 белый конь · a2 белая пешка · e2 белый слон · f2 белая пешка · g2 белая пешка · h2 белая пешка · a1 чёрный ферзь · c1 белый слон · d1 белый ферзь · e1 белый король · h1 белая ладья | a8 чёрная ладья · d8 чёрный ферзь · e8 чёрный король · f8 чёрный слон · h8 белый ферзь · a7 чёрная пешка · b7 чёрный слон · d7 чёрный конь · f7 чёрная пешка · h7 чёрная пешка · c6 чёрная пешка · e6 чёрная пешка · d4 белая пешка · f3 белый конь · a2 белая пешка · e2 белый слон · f2 белая пешка · g2 белая пешка · h2 белая пешка · a1 чёрный ферзь · c1 белый слон · d1 белый ферзь · e1 белый король · h1 белая ладья | a8 чёрная ладья · d8 чёрный ферзь · e8 чёрный король · f8 чёрный слон · h8 белый ферзь · a7 чёрная пешка · b7 чёрный слон · d7 чёрный конь · f7 чёрная пешка · h7 чёрная пешка · c6 чёрная пешка · e6 чёрная пешка · d4 белая пешка · f3 белый конь · a2 белая пешка · e2 белый слон · f2 белая пешка · g2 белая пешка · h2 белая пешка · a1 чёрный ферзь · c1 белый слон · d1 белый ферзь · e1 белый король · h1 белая ладья | a8 чёрная ладья · d8 чёрный ферзь · e8 чёрный король · f8 чёрный слон · h8 белый ферзь · a7 чёрная пешка · b7 чёрный слон · d7 чёрный конь · f7 чёрная пешка · h7 чёрная пешка · c6 чёрная пешка · e6 чёрная пешка · d4 белая пешка · f3 белый конь · a2 белая пешка · e2 белый слон · f2 белая пешка · g2 белая пешка · h2 белая пешка · a1 чёрный ферзь · c1 белый слон · d1 белый ферзь · e1 белый король · h1 белая ладья | a8 чёрная ладья · d8 чёрный ферзь · e8 чёрный король · f8 чёрный слон · h8 белый ферзь · a7 чёрная пешка · b7 чёрный слон · d7 чёрный конь · f7 чёрная пешка · h7 чёрная пешка · c6 чёрная пешка · e6 чёрная пешка · d4 белая пешка · f3 белый конь · a2 белая пешка · e2 белый слон · f2 белая пешка · g2 белая пешка · h2 белая пешка · a1 чёрный ферзь · c1 белый слон · d1 белый ферзь · e1 белый король · h1 белая ладья | a8 чёрная ладья · d8 чёрный ферзь · e8 чёрный король · f8 чёрный слон · h8 белый ферзь · a7 чёрная пешка · b7 чёрный слон · d7 чёрный конь · f7 чёрная пешка · h7 чёрная пешка · c6 чёрная пешка · e6 чёрная пешка · d4 белая пешка · f3 белый конь · a2 белая пешка · e2 белый слон · f2 белая пешка · g2 белая пешка · h2 белая пешка · a1 чёрный ферзь · c1 белый слон · d1 белый ферзь · e1 белый король · h1 белая ладья | a8 чёрная ладья · d8 чёрный ферзь · e8 чёрный король · f8 чёрный слон · h8 белый ферзь · a7 чёрная пешка · b7 чёрный слон · d7 чёрный конь · f7 чёрная пешка · h7 чёрная пешка · c6 чёрная пешка · e6 чёрная пешка · d4 белая пешка · f3 белый конь · a2 белая пешка · e2 белый слон · f2 белая пешка · g2 белая пешка · h2 белая пешка · a1 чёрный ферзь · c1 белый слон · d1 белый ферзь · e1 белый король · h1 белая ладья | a8 чёрная ладья · d8 чёрный ферзь · e8 чёрный король · f8 чёрный слон · h8 белый ферзь · a7 чёрная пешка · b7 чёрный слон · d7 чёрный конь · f7 чёрная пешка · h7 чёрная пешка · c6 чёрная пешка · e6 чёрная пешка · d4 белая пешка · f3 белый конь · a2 белая пешка · e2 белый слон · f2 белая пешка · g2 белая пешка · h2 белая пешка · a1 чёрный ферзь · c1 белый слон · d1 белый ферзь · e1 белый король · h1 белая ладья | 6 |
| 5 | a8 чёрная ладья · d8 чёрный ферзь · e8 чёрный король · f8 чёрный слон · h8 белый ферзь · a7 чёрная пешка · b7 чёрный слон · d7 чёрный конь · f7 чёрная пешка · h7 чёрная пешка · c6 чёрная пешка · e6 чёрная пешка · d4 белая пешка · f3 белый конь · a2 белая пешка · e2 белый слон · f2 белая пешка · g2 белая пешка · h2 белая пешка · a1 чёрный ферзь · c1 белый слон · d1 белый ферзь · e1 белый король · h1 белая ладья | a8 чёрная ладья · d8 чёрный ферзь · e8 чёрный король · f8 чёрный слон · h8 белый ферзь · a7 чёрная пешка · b7 чёрный слон · d7 чёрный конь · f7 чёрная пешка · h7 чёрная пешка · c6 чёрная пешка · e6 чёрная пешка · d4 белая пешка · f3 белый конь · a2 белая пешка · e2 белый слон · f2 белая пешка · g2 белая пешка · h2 белая пешка · a1 чёрный ферзь · c1 белый слон · d1 белый ферзь · e1 белый король · h1 белая ладья | a8 чёрная ладья · d8 чёрный ферзь · e8 чёрный король · f8 чёрный слон · h8 белый ферзь · a7 чёрная пешка · b7 чёрный слон · d7 чёрный конь · f7 чёрная пешка · h7 чёрная пешка · c6 чёрная пешка · e6 чёрная пешка · d4 белая пешка · f3 белый конь · a2 белая пешка · e2 белый слон · f2 белая пешка · g2 белая пешка · h2 белая пешка · a1 чёрный ферзь · c1 белый слон · d1 белый ферзь · e1 белый король · h1 белая ладья | a8 чёрная ладья · d8 чёрный ферзь · e8 чёрный король · f8 чёрный слон · h8 белый ферзь · a7 чёрная пешка · b7 чёрный слон · d7 чёрный конь · f7 чёрная пешка · h7 чёрная пешка · c6 чёрная пешка · e6 чёрная пешка · d4 белая пешка · f3 белый конь · a2 белая пешка · e2 белый слон · f2 белая пешка · g2 белая пешка · h2 белая пешка · a1 чёрный ферзь · c1 белый слон · d1 белый ферзь · e1 белый король · h1 белая ладья | a8 чёрная ладья · d8 чёрный ферзь · e8 чёрный король · f8 чёрный слон · h8 белый ферзь · a7 чёрная пешка · b7 чёрный слон · d7 чёрный конь · f7 чёрная пешка · h7 чёрная пешка · c6 чёрная пешка · e6 чёрная пешка · d4 белая пешка · f3 белый конь · a2 белая пешка · e2 белый слон · f2 белая пешка · g2 белая пешка · h2 белая пешка · a1 чёрный ферзь · c1 белый слон · d1 белый ферзь · e1 белый король · h1 белая ладья | a8 чёрная ладья · d8 чёрный ферзь · e8 чёрный король · f8 чёрный слон · h8 белый ферзь · a7 чёрная пешка · b7 чёрный слон · d7 чёрный конь · f7 чёрная пешка · h7 чёрная пешка · c6 чёрная пешка · e6 чёрная пешка · d4 белая пешка · f3 белый конь · a2 белая пешка · e2 белый слон · f2 белая пешка · g2 белая пешка · h2 белая пешка · a1 чёрный ферзь · c1 белый слон · d1 белый ферзь · e1 белый король · h1 белая ладья | a8 чёрная ладья · d8 чёрный ферзь · e8 чёрный король · f8 чёрный слон · h8 белый ферзь · a7 чёрная пешка · b7 чёрный слон · d7 чёрный конь · f7 чёрная пешка · h7 чёрная пешка · c6 чёрная пешка · e6 чёрная пешка · d4 белая пешка · f3 белый конь · a2 белая пешка · e2 белый слон · f2 белая пешка · g2 белая пешка · h2 белая пешка · a1 чёрный ферзь · c1 белый слон · d1 белый ферзь · e1 белый король · h1 белая ладья | a8 чёрная ладья · d8 чёрный ферзь · e8 чёрный король · f8 чёрный слон · h8 белый ферзь · a7 чёрная пешка · b7 чёрный слон · d7 чёрный конь · f7 чёрная пешка · h7 чёрная пешка · c6 чёрная пешка · e6 чёрная пешка · d4 белая пешка · f3 белый конь · a2 белая пешка · e2 белый слон · f2 белая пешка · g2 белая пешка · h2 белая пешка · a1 чёрный ферзь · c1 белый слон · d1 белый ферзь · e1 белый король · h1 белая ладья | 5 |
| 4 | a8 чёрная ладья · d8 чёрный ферзь · e8 чёрный король · f8 чёрный слон · h8 белый ферзь · a7 чёрная пешка · b7 чёрный слон · d7 чёрный конь · f7 чёрная пешка · h7 чёрная пешка · c6 чёрная пешка · e6 чёрная пешка · d4 белая пешка · f3 белый конь · a2 белая пешка · e2 белый слон · f2 белая пешка · g2 белая пешка · h2 белая пешка · a1 чёрный ферзь · c1 белый слон · d1 белый ферзь · e1 белый король · h1 белая ладья | a8 чёрная ладья · d8 чёрный ферзь · e8 чёрный король · f8 чёрный слон · h8 белый ферзь · a7 чёрная пешка · b7 чёрный слон · d7 чёрный конь · f7 чёрная пешка · h7 чёрная пешка · c6 чёрная пешка · e6 чёрная пешка · d4 белая пешка · f3 белый конь · a2 белая пешка · e2 белый слон · f2 белая пешка · g2 белая пешка · h2 белая пешка · a1 чёрный ферзь · c1 белый слон · d1 белый ферзь · e1 белый король · h1 белая ладья | a8 чёрная ладья · d8 чёрный ферзь · e8 чёрный король · f8 чёрный слон · h8 белый ферзь · a7 чёрная пешка · b7 чёрный слон · d7 чёрный конь · f7 чёрная пешка · h7 чёрная пешка · c6 чёрная пешка · e6 чёрная пешка · d4 белая пешка · f3 белый конь · a2 белая пешка · e2 белый слон · f2 белая пешка · g2 белая пешка · h2 белая пешка · a1 чёрный ферзь · c1 белый слон · d1 белый ферзь · e1 белый король · h1 белая ладья | a8 чёрная ладья · d8 чёрный ферзь · e8 чёрный король · f8 чёрный слон · h8 белый ферзь · a7 чёрная пешка · b7 чёрный слон · d7 чёрный конь · f7 чёрная пешка · h7 чёрная пешка · c6 чёрная пешка · e6 чёрная пешка · d4 белая пешка · f3 белый конь · a2 белая пешка · e2 белый слон · f2 белая пешка · g2 белая пешка · h2 белая пешка · a1 чёрный ферзь · c1 белый слон · d1 белый ферзь · e1 белый король · h1 белая ладья | a8 чёрная ладья · d8 чёрный ферзь · e8 чёрный король · f8 чёрный слон · h8 белый ферзь · a7 чёрная пешка · b7 чёрный слон · d7 чёрный конь · f7 чёрная пешка · h7 чёрная пешка · c6 чёрная пешка · e6 чёрная пешка · d4 белая пешка · f3 белый конь · a2 белая пешка · e2 белый слон · f2 белая пешка · g2 белая пешка · h2 белая пешка · a1 чёрный ферзь · c1 белый слон · d1 белый ферзь · e1 белый король · h1 белая ладья | a8 чёрная ладья · d8 чёрный ферзь · e8 чёрный король · f8 чёрный слон · h8 белый ферзь · a7 чёрная пешка · b7 чёрный слон · d7 чёрный конь · f7 чёрная пешка · h7 чёрная пешка · c6 чёрная пешка · e6 чёрная пешка · d4 белая пешка · f3 белый конь · a2 белая пешка · e2 белый слон · f2 белая пешка · g2 белая пешка · h2 белая пешка · a1 чёрный ферзь · c1 белый слон · d1 белый ферзь · e1 белый король · h1 белая ладья | a8 чёрная ладья · d8 чёрный ферзь · e8 чёрный король · f8 чёрный слон · h8 белый ферзь · a7 чёрная пешка · b7 чёрный слон · d7 чёрный конь · f7 чёрная пешка · h7 чёрная пешка · c6 чёрная пешка · e6 чёрная пешка · d4 белая пешка · f3 белый конь · a2 белая пешка · e2 белый слон · f2 белая пешка · g2 белая пешка · h2 белая пешка · a1 чёрный ферзь · c1 белый слон · d1 белый ферзь · e1 белый король · h1 белая ладья | a8 чёрная ладья · d8 чёрный ферзь · e8 чёрный король · f8 чёрный слон · h8 белый ферзь · a7 чёрная пешка · b7 чёрный слон · d7 чёрный конь · f7 чёрная пешка · h7 чёрная пешка · c6 чёрная пешка · e6 чёрная пешка · d4 белая пешка · f3 белый конь · a2 белая пешка · e2 белый слон · f2 белая пешка · g2 белая пешка · h2 белая пешка · a1 чёрный ферзь · c1 белый слон · d1 белый ферзь · e1 белый король · h1 белая ладья | 4 |
| 3 | a8 чёрная ладья · d8 чёрный ферзь · e8 чёрный король · f8 чёрный слон · h8 белый ферзь · a7 чёрная пешка · b7 чёрный слон · d7 чёрный конь · f7 чёрная пешка · h7 чёрная пешка · c6 чёрная пешка · e6 чёрная пешка · d4 белая пешка · f3 белый конь · a2 белая пешка · e2 белый слон · f2 белая пешка · g2 белая пешка · h2 белая пешка · a1 чёрный ферзь · c1 белый слон · d1 белый ферзь · e1 белый король · h1 белая ладья | a8 чёрная ладья · d8 чёрный ферзь · e8 чёрный король · f8 чёрный слон · h8 белый ферзь · a7 чёрная пешка · b7 чёрный слон · d7 чёрный конь · f7 чёрная пешка · h7 чёрная пешка · c6 чёрная пешка · e6 чёрная пешка · d4 белая пешка · f3 белый конь · a2 белая пешка · e2 белый слон · f2 белая пешка · g2 белая пешка · h2 белая пешка · a1 чёрный ферзь · c1 белый слон · d1 белый ферзь · e1 белый король · h1 белая ладья | a8 чёрная ладья · d8 чёрный ферзь · e8 чёрный король · f8 чёрный слон · h8 белый ферзь · a7 чёрная пешка · b7 чёрный слон · d7 чёрный конь · f7 чёрная пешка · h7 чёрная пешка · c6 чёрная пешка · e6 чёрная пешка · d4 белая пешка · f3 белый конь · a2 белая пешка · e2 белый слон · f2 белая пешка · g2 белая пешка · h2 белая пешка · a1 чёрный ферзь · c1 белый слон · d1 белый ферзь · e1 белый король · h1 белая ладья | a8 чёрная ладья · d8 чёрный ферзь · e8 чёрный король · f8 чёрный слон · h8 белый ферзь · a7 чёрная пешка · b7 чёрный слон · d7 чёрный конь · f7 чёрная пешка · h7 чёрная пешка · c6 чёрная пешка · e6 чёрная пешка · d4 белая пешка · f3 белый конь · a2 белая пешка · e2 белый слон · f2 белая пешка · g2 белая пешка · h2 белая пешка · a1 чёрный ферзь · c1 белый слон · d1 белый ферзь · e1 белый король · h1 белая ладья | a8 чёрная ладья · d8 чёрный ферзь · e8 чёрный король · f8 чёрный слон · h8 белый ферзь · a7 чёрная пешка · b7 чёрный слон · d7 чёрный конь · f7 чёрная пешка · h7 чёрная пешка · c6 чёрная пешка · e6 чёрная пешка · d4 белая пешка · f3 белый конь · a2 белая пешка · e2 белый слон · f2 белая пешка · g2 белая пешка · h2 белая пешка · a1 чёрный ферзь · c1 белый слон · d1 белый ферзь · e1 белый король · h1 белая ладья | a8 чёрная ладья · d8 чёрный ферзь · e8 чёрный король · f8 чёрный слон · h8 белый ферзь · a7 чёрная пешка · b7 чёрный слон · d7 чёрный конь · f7 чёрная пешка · h7 чёрная пешка · c6 чёрная пешка · e6 чёрная пешка · d4 белая пешка · f3 белый конь · a2 белая пешка · e2 белый слон · f2 белая пешка · g2 белая пешка · h2 белая пешка · a1 чёрный ферзь · c1 белый слон · d1 белый ферзь · e1 белый король · h1 белая ладья | a8 чёрная ладья · d8 чёрный ферзь · e8 чёрный король · f8 чёрный слон · h8 белый ферзь · a7 чёрная пешка · b7 чёрный слон · d7 чёрный конь · f7 чёрная пешка · h7 чёрная пешка · c6 чёрная пешка · e6 чёрная пешка · d4 белая пешка · f3 белый конь · a2 белая пешка · e2 белый слон · f2 белая пешка · g2 белая пешка · h2 белая пешка · a1 чёрный ферзь · c1 белый слон · d1 белый ферзь · e1 белый король · h1 белая ладья | a8 чёрная ладья · d8 чёрный ферзь · e8 чёрный король · f8 чёрный слон · h8 белый ферзь · a7 чёрная пешка · b7 чёрный слон · d7 чёрный конь · f7 чёрная пешка · h7 чёрная пешка · c6 чёрная пешка · e6 чёрная пешка · d4 белая пешка · f3 белый конь · a2 белая пешка · e2 белый слон · f2 белая пешка · g2 белая пешка · h2 белая пешка · a1 чёрный ферзь · c1 белый слон · d1 белый ферзь · e1 белый король · h1 белая ладья | 3 |
| 2 | a8 чёрная ладья · d8 чёрный ферзь · e8 чёрный король · f8 чёрный слон · h8 белый ферзь · a7 чёрная пешка · b7 чёрный слон · d7 чёрный конь · f7 чёрная пешка · h7 чёрная пешка · c6 чёрная пешка · e6 чёрная пешка · d4 белая пешка · f3 белый конь · a2 белая пешка · e2 белый слон · f2 белая пешка · g2 белая пешка · h2 белая пешка · a1 чёрный ферзь · c1 белый слон · d1 белый ферзь · e1 белый король · h1 белая ладья | a8 чёрная ладья · d8 чёрный ферзь · e8 чёрный король · f8 чёрный слон · h8 белый ферзь · a7 чёрная пешка · b7 чёрный слон · d7 чёрный конь · f7 чёрная пешка · h7 чёрная пешка · c6 чёрная пешка · e6 чёрная пешка · d4 белая пешка · f3 белый конь · a2 белая пешка · e2 белый слон · f2 белая пешка · g2 белая пешка · h2 белая пешка · a1 чёрный ферзь · c1 белый слон · d1 белый ферзь · e1 белый король · h1 белая ладья | a8 чёрная ладья · d8 чёрный ферзь · e8 чёрный король · f8 чёрный слон · h8 белый ферзь · a7 чёрная пешка · b7 чёрный слон · d7 чёрный конь · f7 чёрная пешка · h7 чёрная пешка · c6 чёрная пешка · e6 чёрная пешка · d4 белая пешка · f3 белый конь · a2 белая пешка · e2 белый слон · f2 белая пешка · g2 белая пешка · h2 белая пешка · a1 чёрный ферзь · c1 белый слон · d1 белый ферзь · e1 белый король · h1 белая ладья | a8 чёрная ладья · d8 чёрный ферзь · e8 чёрный король · f8 чёрный слон · h8 белый ферзь · a7 чёрная пешка · b7 чёрный слон · d7 чёрный конь · f7 чёрная пешка · h7 чёрная пешка · c6 чёрная пешка · e6 чёрная пешка · d4 белая пешка · f3 белый конь · a2 белая пешка · e2 белый слон · f2 белая пешка · g2 белая пешка · h2 белая пешка · a1 чёрный ферзь · c1 белый слон · d1 белый ферзь · e1 белый король · h1 белая ладья | a8 чёрная ладья · d8 чёрный ферзь · e8 чёрный король · f8 чёрный слон · h8 белый ферзь · a7 чёрная пешка · b7 чёрный слон · d7 чёрный конь · f7 чёрная пешка · h7 чёрная пешка · c6 чёрная пешка · e6 чёрная пешка · d4 белая пешка · f3 белый конь · a2 белая пешка · e2 белый слон · f2 белая пешка · g2 белая пешка · h2 белая пешка · a1 чёрный ферзь · c1 белый слон · d1 белый ферзь · e1 белый король · h1 белая ладья | a8 чёрная ладья · d8 чёрный ферзь · e8 чёрный король · f8 чёрный слон · h8 белый ферзь · a7 чёрная пешка · b7 чёрный слон · d7 чёрный конь · f7 чёрная пешка · h7 чёрная пешка · c6 чёрная пешка · e6 чёрная пешка · d4 белая пешка · f3 белый конь · a2 белая пешка · e2 белый слон · f2 белая пешка · g2 белая пешка · h2 белая пешка · a1 чёрный ферзь · c1 белый слон · d1 белый ферзь · e1 белый король · h1 белая ладья | a8 чёрная ладья · d8 чёрный ферзь · e8 чёрный король · f8 чёрный слон · h8 белый ферзь · a7 чёрная пешка · b7 чёрный слон · d7 чёрный конь · f7 чёрная пешка · h7 чёрная пешка · c6 чёрная пешка · e6 чёрная пешка · d4 белая пешка · f3 белый конь · a2 белая пешка · e2 белый слон · f2 белая пешка · g2 белая пешка · h2 белая пешка · a1 чёрный ферзь · c1 белый слон · d1 белый ферзь · e1 белый король · h1 белая ладья | a8 чёрная ладья · d8 чёрный ферзь · e8 чёрный король · f8 чёрный слон · h8 белый ферзь · a7 чёрная пешка · b7 чёрный слон · d7 чёрный конь · f7 чёрная пешка · h7 чёрная пешка · c6 чёрная пешка · e6 чёрная пешка · d4 белая пешка · f3 белый конь · a2 белая пешка · e2 белый слон · f2 белая пешка · g2 белая пешка · h2 белая пешка · a1 чёрный ферзь · c1 белый слон · d1 белый ферзь · e1 белый король · h1 белая ладья | 2 |
| 1 | a8 чёрная ладья · d8 чёрный ферзь · e8 чёрный король · f8 чёрный слон · h8 белый ферзь · a7 чёрная пешка · b7 чёрный слон · d7 чёрный конь · f7 чёрная пешка · h7 чёрная пешка · c6 чёрная пешка · e6 чёрная пешка · d4 белая пешка · f3 белый конь · a2 белая пешка · e2 белый слон · f2 белая пешка · g2 белая пешка · h2 белая пешка · a1 чёрный ферзь · c1 белый слон · d1 белый ферзь · e1 белый король · h1 белая ладья | a8 чёрная ладья · d8 чёрный ферзь · e8 чёрный король · f8 чёрный слон · h8 белый ферзь · a7 чёрная пешка · b7 чёрный слон · d7 чёрный конь · f7 чёрная пешка · h7 чёрная пешка · c6 чёрная пешка · e6 чёрная пешка · d4 белая пешка · f3 белый конь · a2 белая пешка · e2 белый слон · f2 белая пешка · g2 белая пешка · h2 белая пешка · a1 чёрный ферзь · c1 белый слон · d1 белый ферзь · e1 белый король · h1 белая ладья | a8 чёрная ладья · d8 чёрный ферзь · e8 чёрный король · f8 чёрный слон · h8 белый ферзь · a7 чёрная пешка · b7 чёрный слон · d7 чёрный конь · f7 чёрная пешка · h7 чёрная пешка · c6 чёрная пешка · e6 чёрная пешка · d4 белая пешка · f3 белый конь · a2 белая пешка · e2 белый слон · f2 белая пешка · g2 белая пешка · h2 белая пешка · a1 чёрный ферзь · c1 белый слон · d1 белый ферзь · e1 белый король · h1 белая ладья | a8 чёрная ладья · d8 чёрный ферзь · e8 чёрный король · f8 чёрный слон · h8 белый ферзь · a7 чёрная пешка · b7 чёрный слон · d7 чёрный конь · f7 чёрная пешка · h7 чёрная пешка · c6 чёрная пешка · e6 чёрная пешка · d4 белая пешка · f3 белый конь · a2 белая пешка · e2 белый слон · f2 белая пешка · g2 белая пешка · h2 белая пешка · a1 чёрный ферзь · c1 белый слон · d1 белый ферзь · e1 белый король · h1 белая ладья | a8 чёрная ладья · d8 чёрный ферзь · e8 чёрный король · f8 чёрный слон · h8 белый ферзь · a7 чёрная пешка · b7 чёрный слон · d7 чёрный конь · f7 чёрная пешка · h7 чёрная пешка · c6 чёрная пешка · e6 чёрная пешка · d4 белая пешка · f3 белый конь · a2 белая пешка · e2 белый слон · f2 белая пешка · g2 белая пешка · h2 белая пешка · a1 чёрный ферзь · c1 белый слон · d1 белый ферзь · e1 белый король · h1 белая ладья | a8 чёрная ладья · d8 чёрный ферзь · e8 чёрный король · f8 чёрный слон · h8 белый ферзь · a7 чёрная пешка · b7 чёрный слон · d7 чёрный конь · f7 чёрная пешка · h7 чёрная пешка · c6 чёрная пешка · e6 чёрная пешка · d4 белая пешка · f3 белый конь · a2 белая пешка · e2 белый слон · f2 белая пешка · g2 белая пешка · h2 белая пешка · a1 чёрный ферзь · c1 белый слон · d1 белый ферзь · e1 белый король · h1 белая ладья | a8 чёрная ладья · d8 чёрный ферзь · e8 чёрный король · f8 чёрный слон · h8 белый ферзь · a7 чёрная пешка · b7 чёрный слон · d7 чёрный конь · f7 чёрная пешка · h7 чёрная пешка · c6 чёрная пешка · e6 чёрная пешка · d4 белая пешка · f3 белый конь · a2 белая пешка · e2 белый слон · f2 белая пешка · g2 белая пешка · h2 белая пешка · a1 чёрный ферзь · c1 белый слон · d1 белый ферзь · e1 белый король · h1 белая ладья | a8 чёрная ладья · d8 чёрный ферзь · e8 чёрный король · f8 чёрный слон · h8 белый ферзь · a7 чёрная пешка · b7 чёрный слон · d7 чёрный конь · f7 чёрная пешка · h7 чёрная пешка · c6 чёрная пешка · e6 чёрная пешка · d4 белая пешка · f3 белый конь · a2 белая пешка · e2 белый слон · f2 белая пешка · g2 белая пешка · h2 белая пешка · a1 чёрный ферзь · c1 белый слон · d1 белый ферзь · e1 белый король · h1 белая ладья | 1 |
|   | a | b | c | d | e | f | g | h |   |

В партии Милов-Тимофеев (Интернет, 2004) после 12… baФ 13. ghФ появилась пара новых ферзей, которую разменяли лишь на 33-м ходу.
В партии Болеславский-Каспарян (Пярну, 1947) белые провели пешку в ферзи на 34-м ходу. Оба белых ферзя оставались на доске до конца игры (до 89 хода).

### Самое раннее четырёхферзие
Самое раннее четырёхферзие произошло в партии Каспер-Экерт (Германия, 1975) — уже на 6 ходу появились новые ферзи.

### Наибольшее количество превращений
Рекорд принадлежит трём партиям, в которых осуществилось по 6 превращений в ферзи:
- Панченко-Внуков (Воронеж, 1999)[104]
- Кубикова-Новы (Пльзень, 2003)[8][105]
- Маринков-Йовичич (Белград, 2005)[106]

При этом партия Кубикова-Новы — единственная, где одна из сторон превращала пешку в ферзя 4 раза.

### Самое большое количество ладей
В партии Серпер-Навротеску (Окем, 1988) в финальной позиции на доске одновременно находятся 5 ладей.

### Самое большое количество коней
В партии Сабо-Ивков (Белград, 1964) на доске в течение 7 полуходов одновременно присутствовали 5 коней.

### Самая продолжительная игра с тремя конями
В партии Скробек-Корнашевич (Висла, 1992) в течение 13 ходов у белых на доске имелось 3 коня.

### Наибольшее количество превращений в коня
Рекорд принадлежит партии Швебер-Векслер (Буэнос-Айрес, 1964). Это единственная партия, где два превращения в коней были сильнейшими ходами. Хотя превращение в ферзя тоже приносило победу, превращение в коня осуществлялось с шахом, а потому было более очевидным и естественным продолжением.

## Национальные рекорды

### Наибольшее число гроссмейстеров
После распада СССР Россия продолжает удерживать рекорд по числу гроссмейстеров. На ноябрь 2018 года 229 из 1645 гроссмейстеров выступают за Россию.

### Наибольший процент гроссмейстеров в одном городе
В 2005 году в Рейкьявике жили 8 гроссмейстеров (Йоун Арнасон, Йохан Хьяртарсон, Маргейр Петурссон, Фридрик Олафссон, Трёстур Тоурхалльссон, Хельги Гретарссон, Ханнес Стефанссон и Роберт Фишер). Это самый высокий процент гроссмейстеров на душу населения в мире; таким образом, в городе с населением в 114 тысяч человек на 14 тысяч жителей приходился 1 гроссмейстер.

### Наибольшее число игроков с рейтингом
На ноябрь 2018 года Германия является рекордсменом по числу активных игроков с рейтингом ФИДЕ — 11 813 человек (в России — 11 313).

### Сильнейшая команда
Сборная СССР, выступавшая на 13-й Шахматной олимпиаде, — самая сильная по составу за всю историю командных соревнований. Она состояла из четырёх чемпионов мира (Ботвинника, Смыслова, Таля и Петросяна), одного претендента на мировое первенство (Бронштейна) и Кереса, четырежды занимавшего 2-е место на турнире претендентов.

## Турнирные рекорды

### Наибольшее количество участников в турнире
В нью-йоркском турнире Greater New York Scholastic U12 2020 года приняли участие 1640 человек.
В турнире World Open 1986 года в Филадельфии участвовало 1506 человек, разделённых на шесть секций в соответствии с рейтингом Elo. Главный турнир выиграл Ник де Фирмиан. Общий призовой фонд составил 188 500 долларов.

#### Наибольшее количество гроссмейстеров в турнире
В шахматной олимпиаде 2014 года участвовало 256 гроссмейстеров.
В чемпионате Европы 2003 года участвовало 150 гроссмейстеров.

### Победа со 100%-ным результатом
В шахматных турнирах высокого класса довольно редко бывает, чтобы игрок занимал первое место с результатом в 100%. Однако известно несколько подобных случаев:
- Густав Нейман (Берлин, 1865, 34/34)[117]
- Уильям Поллок (Белфаст, 1886, 8/8)[118]
- Эмануил Ласкер (Нью-Йорк, 1893, 13/13)
- Генри Аткинс (Амстердам, 1899, 15/15)
- Хосе Рауль Капабланка (Нью-Йорк, 1913, 13/13)
- Давид Яновский (Париж, 1914, 9/9)
- Александр Алехин (Москва, 1919/20, 11/11)
- Борислав Костич (Гастингс, 1921/22, 7/7)[119]
- Роберт Фишер (Чемпионат США, 1963/64, 11/11)[120]
- Александр Белявский (Аликанте, 1978, 13/13)[121][122][123]
- Сандро Мареко (Монтевидео, 2017, 9/9)

Идеальный счёт (выигрыш всухую) был достигнут в следующих матчах:
- Стаунтон — Гарвиц, 1846 (7:0 в пользу Стаунтона)
- Стейниц — Блэкберн, 1876 (7:0 в пользу Стейница)[124]
- Капабланка — Костич, 1922 (5:0 в пользу Капабланки)[121]
- Фишер — Тайманов, 1971 (6:0 в пользу Фишера, матч претендентов)[125]
- Фишер — Ларсен, 1971 (6:0 в пользу Фишера, матч претендентов)[126]

Уильям Ломбарди — единственный шахматист, которому удалось достичь 100%-го результата в чемпионате мира среди юниоров до 20 лет. Он набрал 11 очков из 11 возможных в Торонто в 1957 году.
Вера Менчик выиграла четыре женских чемпионата мира подряд с результатом 100 % (в Праге в 1931 году, 8/8; в Фолкстоне в 1933, 14/14; в Варшаве в 1935 году, 9/9 и в Стокгольме в 1937, 14/14).. Она сыграла 43 партии из 45, поскольку Гизела Гарум не смогла приехать в Фолкстон, и во всех партиях ей были зачтены поражения.
Александр Алехин набрал 9 очков из 9 на первой доске, играя за сборную Франции на шахматной олимпиаде в Гамбурге, а Драголюб Чирич набрал 8 очков из 8 в составе сборной Югославии на шахматной олимпиаде в Гаване, будучи вторым запасным игроком. При этом и Алехин, и Чирич сыграли примерно половину из максимально возможных турнирных партий. Роберт Гвазе набрал 9 очков из 9 на первой доске в составе сборной Зимбабве на олимпиаде в Бледе.
Валентина Гунина выиграла женский чемпионат Москвы по блицу 2010 года с результатом 17/17.
Уэсли Со набрал 9 очков из 9 в межвузовском командном чемпионате Филиппин и показал перформанс 3037, завоевал золотую медаль в блице в играх Юго-Восточной Азии 2011 года в Индонезии с результатом 9/9 и рейтинговым перформансом 3183, а также выиграл международный турнир по блицу в Калгари в 2013 году с результатом 9/9.

### Последовательные турнирные победы
Рекорд по числу одержанных подряд турнирных побед принадлежит Гарри Каспарову: он занимал чистое первое место или делил его в 15 турнирах подряд с 1981 по 1990 годы.

### Наибольшее число турнирных побед
По состоянию на декабрь 2011 года Джон Кёрдо, по его словам, выиграл 865 турниров. После его смерти в 2022 году вышел некролог, в котором Джону Кёрдо приписывается 1009 выигранных соревнований.
Официальный же рекорд по числу турнирных побед, вероятнее всего, принадлежит Анатолию Карпову, за свою профессиональную карьеру выигравшему более 160 турниров.

#### Наибольшее число турнирных побед за год
В 2019 году Магнус Карлсен выиграл 7 турниров.

### Наибольшее число побед в национальных чемпионатах
По состоянию на ноябрь 2014 года Карлос Хуарес становился чемпионом Гватемалы 25 раз.

### Самый молодой победитель национального чемпионата
В 1901 году Хосе Рауль Капабланка стал чемпионом Кубы, обыграв в матче Хуана Корсо. На тот момент ему было 13 лет и 1 месяц.
Алиреза Фирузджа в 2016 году выиграл чемпионат Ирана в возрасте 12 лет и 6 месяцев.
В настоящее время рекорд принадлежит Абдельрахману Самеху Мохамеду, выигравшему чемпионат Египта в 10 лет

### Самая результативная победа в межзональном турнире
Самый лучший результат в межзональном турнире — 82,5 % побед (16½ очков из 20 возможных). Именно столько набрал Александр Котов на межзональном турнире в Стокгольме. В 1970 году в Пальме-де-Мальорке Роберт Фишер занял первое место, набрав 18½ очков из 23 возможных, опередив поделивших 2-4 места Ларсена, Геллера и Хюбнера на рекордные 3½ очка.

### Наибольшее число выигранных партий в одном турнире
Этот рекорд принадлежит вышеупомянутому Густаву Нейману, выигравшему все 34 партии на турнире в Берлине.

### Наибольшее число проигранных партий в одном турнире
На шестом турнире Американского Шахматного Конгресса (Нью-Йорк, 1889) Николас Маклауд финишировал последним, набрав из 38 очков лишь 6½ и проиграв при этом 31 партию. Это — абсолютный рекорд по числу поражений в одном турнире. В то же время сам двухкруговой турнир, в котором участвовал Мак-Леод и ещё 19 игроков, был одним из самых продолжительных в истории шахмат.
Шарль Моро заменил на турнире в Монте-Карло Михаила Чигорина и проиграл в нём все 26 партий, тем самым показав наихудший в истории перформанс.

### Просрочки времени
На турнире в Бюзуме в 1969 году Фридрих Земиш проиграл все 15 партий, просрочив время. Таким же образом он проиграл все 13 партий на турнире в Линчёпинге в 1969 году.

### Наибольшее число чемпионов мира в одном турнире
Турнир в Ноттингеме собрал пятерых чемпионов мира: действующего чемпиона Эйве, уступившего ему чемпионский титул Алехина, экс-чемпионов Капабланку и Эм. Ласкера, а также будущего чемпиона мира Ботвинника. Аналогичная ситуация произошла на московском турнире 1971 года и на чемпионате СССР 1973 года, в каждом из которых участвовали экс-чемпионы Смыслов, Таль и Петросян и Спасский, а также будущий чемпион мира Карпов.

### Крупнейший делёж первого места
На турнире National Open (Лас-Вегас, 2000) первое место с результатом 5/6 разделили 13 человек: Яан Эльвест, Александр Гольдин, Александр Бабурин, Павел Блатный, Эдуард Гуфельд, Юрий Шульман, Алексей Ермолинский, Григорий Кайданов, Дмитрий Гуревич, Александр Стрипунский, Григорий Серпер, Раде Милованович и Левон Алтунян.

### Наивысший процент игроков, набравших в одном турнире менее 50 % очков
В 2001 году на турнире в Линаресе пять участников из шести набрали менее 50% очков (83,3 %). Гарри Каспаров выиграл турнир с 7½ очков из 10, а места со 2 по 6 разделили с результатом 4½/10 Юдит Полгар, Александр Грищук, Петер Леко, Алексей Широв и Анатолий Карпов.

### Наивысший процент ничьих в турнире
В Мемориале Петросяна 1999 года 42 партии из 45 (93,3 %) завершились вничью. 5 игроков из 10 свели все свои партии вничью.
В классической части матча за звание чемпиона мира по шахматам 2018 года все 12 партий завершились вничью.

### Наивысший перформанс в турнире
- Наивысший перформанс — 3103 — был достигнут Кареном Григоряном (Вила-Нова-ди-Фамаликан, 2019)[156][157]
- Наивысший перформанс в турнире гроссмейстеров по круговой системе был достигнут Фабиано Каруаной (Сент-Луис, 2014) и составил 3098 пунктов.[158][первичный источник]

### Самое продолжительное обдумывание хода
|   | a | b | c | d | e | f | g | h |   |
| - | --- | --- | --- | --- | --- | --- | --- | --- | - |
| 8 | a8 чёрная ладья · c8 чёрный слон · d8 чёрный ферзь · e8 чёрный король · h8 чёрная ладья · a7 чёрная пешка · b7 чёрная пешка · c7 чёрная пешка · d7 чёрная пешка · f7 чёрная пешка · g7 чёрная пешка · h7 чёрная пешка · f6 чёрный конь · e5 чёрный конь · c4 белая пешка · d4 белая пешка · e4 белая пешка · c3 белый конь · a2 белая пешка · b2 белая пешка · f2 белый король · g2 белая пешка · h2 белая пешка · a1 белая ладья · c1 белый слон · d1 белый ферзь · f1 белый слон · h1 белая ладья | a8 чёрная ладья · c8 чёрный слон · d8 чёрный ферзь · e8 чёрный король · h8 чёрная ладья · a7 чёрная пешка · b7 чёрная пешка · c7 чёрная пешка · d7 чёрная пешка · f7 чёрная пешка · g7 чёрная пешка · h7 чёрная пешка · f6 чёрный конь · e5 чёрный конь · c4 белая пешка · d4 белая пешка · e4 белая пешка · c3 белый конь · a2 белая пешка · b2 белая пешка · f2 белый король · g2 белая пешка · h2 белая пешка · a1 белая ладья · c1 белый слон · d1 белый ферзь · f1 белый слон · h1 белая ладья | a8 чёрная ладья · c8 чёрный слон · d8 чёрный ферзь · e8 чёрный король · h8 чёрная ладья · a7 чёрная пешка · b7 чёрная пешка · c7 чёрная пешка · d7 чёрная пешка · f7 чёрная пешка · g7 чёрная пешка · h7 чёрная пешка · f6 чёрный конь · e5 чёрный конь · c4 белая пешка · d4 белая пешка · e4 белая пешка · c3 белый конь · a2 белая пешка · b2 белая пешка · f2 белый король · g2 белая пешка · h2 белая пешка · a1 белая ладья · c1 белый слон · d1 белый ферзь · f1 белый слон · h1 белая ладья | a8 чёрная ладья · c8 чёрный слон · d8 чёрный ферзь · e8 чёрный король · h8 чёрная ладья · a7 чёрная пешка · b7 чёрная пешка · c7 чёрная пешка · d7 чёрная пешка · f7 чёрная пешка · g7 чёрная пешка · h7 чёрная пешка · f6 чёрный конь · e5 чёрный конь · c4 белая пешка · d4 белая пешка · e4 белая пешка · c3 белый конь · a2 белая пешка · b2 белая пешка · f2 белый король · g2 белая пешка · h2 белая пешка · a1 белая ладья · c1 белый слон · d1 белый ферзь · f1 белый слон · h1 белая ладья | a8 чёрная ладья · c8 чёрный слон · d8 чёрный ферзь · e8 чёрный король · h8 чёрная ладья · a7 чёрная пешка · b7 чёрная пешка · c7 чёрная пешка · d7 чёрная пешка · f7 чёрная пешка · g7 чёрная пешка · h7 чёрная пешка · f6 чёрный конь · e5 чёрный конь · c4 белая пешка · d4 белая пешка · e4 белая пешка · c3 белый конь · a2 белая пешка · b2 белая пешка · f2 белый король · g2 белая пешка · h2 белая пешка · a1 белая ладья · c1 белый слон · d1 белый ферзь · f1 белый слон · h1 белая ладья | a8 чёрная ладья · c8 чёрный слон · d8 чёрный ферзь · e8 чёрный король · h8 чёрная ладья · a7 чёрная пешка · b7 чёрная пешка · c7 чёрная пешка · d7 чёрная пешка · f7 чёрная пешка · g7 чёрная пешка · h7 чёрная пешка · f6 чёрный конь · e5 чёрный конь · c4 белая пешка · d4 белая пешка · e4 белая пешка · c3 белый конь · a2 белая пешка · b2 белая пешка · f2 белый король · g2 белая пешка · h2 белая пешка · a1 белая ладья · c1 белый слон · d1 белый ферзь · f1 белый слон · h1 белая ладья | a8 чёрная ладья · c8 чёрный слон · d8 чёрный ферзь · e8 чёрный король · h8 чёрная ладья · a7 чёрная пешка · b7 чёрная пешка · c7 чёрная пешка · d7 чёрная пешка · f7 чёрная пешка · g7 чёрная пешка · h7 чёрная пешка · f6 чёрный конь · e5 чёрный конь · c4 белая пешка · d4 белая пешка · e4 белая пешка · c3 белый конь · a2 белая пешка · b2 белая пешка · f2 белый король · g2 белая пешка · h2 белая пешка · a1 белая ладья · c1 белый слон · d1 белый ферзь · f1 белый слон · h1 белая ладья | a8 чёрная ладья · c8 чёрный слон · d8 чёрный ферзь · e8 чёрный король · h8 чёрная ладья · a7 чёрная пешка · b7 чёрная пешка · c7 чёрная пешка · d7 чёрная пешка · f7 чёрная пешка · g7 чёрная пешка · h7 чёрная пешка · f6 чёрный конь · e5 чёрный конь · c4 белая пешка · d4 белая пешка · e4 белая пешка · c3 белый конь · a2 белая пешка · b2 белая пешка · f2 белый король · g2 белая пешка · h2 белая пешка · a1 белая ладья · c1 белый слон · d1 белый ферзь · f1 белый слон · h1 белая ладья | 8 |
| 7 | a8 чёрная ладья · c8 чёрный слон · d8 чёрный ферзь · e8 чёрный король · h8 чёрная ладья · a7 чёрная пешка · b7 чёрная пешка · c7 чёрная пешка · d7 чёрная пешка · f7 чёрная пешка · g7 чёрная пешка · h7 чёрная пешка · f6 чёрный конь · e5 чёрный конь · c4 белая пешка · d4 белая пешка · e4 белая пешка · c3 белый конь · a2 белая пешка · b2 белая пешка · f2 белый король · g2 белая пешка · h2 белая пешка · a1 белая ладья · c1 белый слон · d1 белый ферзь · f1 белый слон · h1 белая ладья | a8 чёрная ладья · c8 чёрный слон · d8 чёрный ферзь · e8 чёрный король · h8 чёрная ладья · a7 чёрная пешка · b7 чёрная пешка · c7 чёрная пешка · d7 чёрная пешка · f7 чёрная пешка · g7 чёрная пешка · h7 чёрная пешка · f6 чёрный конь · e5 чёрный конь · c4 белая пешка · d4 белая пешка · e4 белая пешка · c3 белый конь · a2 белая пешка · b2 белая пешка · f2 белый король · g2 белая пешка · h2 белая пешка · a1 белая ладья · c1 белый слон · d1 белый ферзь · f1 белый слон · h1 белая ладья | a8 чёрная ладья · c8 чёрный слон · d8 чёрный ферзь · e8 чёрный король · h8 чёрная ладья · a7 чёрная пешка · b7 чёрная пешка · c7 чёрная пешка · d7 чёрная пешка · f7 чёрная пешка · g7 чёрная пешка · h7 чёрная пешка · f6 чёрный конь · e5 чёрный конь · c4 белая пешка · d4 белая пешка · e4 белая пешка · c3 белый конь · a2 белая пешка · b2 белая пешка · f2 белый король · g2 белая пешка · h2 белая пешка · a1 белая ладья · c1 белый слон · d1 белый ферзь · f1 белый слон · h1 белая ладья | a8 чёрная ладья · c8 чёрный слон · d8 чёрный ферзь · e8 чёрный король · h8 чёрная ладья · a7 чёрная пешка · b7 чёрная пешка · c7 чёрная пешка · d7 чёрная пешка · f7 чёрная пешка · g7 чёрная пешка · h7 чёрная пешка · f6 чёрный конь · e5 чёрный конь · c4 белая пешка · d4 белая пешка · e4 белая пешка · c3 белый конь · a2 белая пешка · b2 белая пешка · f2 белый король · g2 белая пешка · h2 белая пешка · a1 белая ладья · c1 белый слон · d1 белый ферзь · f1 белый слон · h1 белая ладья | a8 чёрная ладья · c8 чёрный слон · d8 чёрный ферзь · e8 чёрный король · h8 чёрная ладья · a7 чёрная пешка · b7 чёрная пешка · c7 чёрная пешка · d7 чёрная пешка · f7 чёрная пешка · g7 чёрная пешка · h7 чёрная пешка · f6 чёрный конь · e5 чёрный конь · c4 белая пешка · d4 белая пешка · e4 белая пешка · c3 белый конь · a2 белая пешка · b2 белая пешка · f2 белый король · g2 белая пешка · h2 белая пешка · a1 белая ладья · c1 белый слон · d1 белый ферзь · f1 белый слон · h1 белая ладья | a8 чёрная ладья · c8 чёрный слон · d8 чёрный ферзь · e8 чёрный король · h8 чёрная ладья · a7 чёрная пешка · b7 чёрная пешка · c7 чёрная пешка · d7 чёрная пешка · f7 чёрная пешка · g7 чёрная пешка · h7 чёрная пешка · f6 чёрный конь · e5 чёрный конь · c4 белая пешка · d4 белая пешка · e4 белая пешка · c3 белый конь · a2 белая пешка · b2 белая пешка · f2 белый король · g2 белая пешка · h2 белая пешка · a1 белая ладья · c1 белый слон · d1 белый ферзь · f1 белый слон · h1 белая ладья | a8 чёрная ладья · c8 чёрный слон · d8 чёрный ферзь · e8 чёрный король · h8 чёрная ладья · a7 чёрная пешка · b7 чёрная пешка · c7 чёрная пешка · d7 чёрная пешка · f7 чёрная пешка · g7 чёрная пешка · h7 чёрная пешка · f6 чёрный конь · e5 чёрный конь · c4 белая пешка · d4 белая пешка · e4 белая пешка · c3 белый конь · a2 белая пешка · b2 белая пешка · f2 белый король · g2 белая пешка · h2 белая пешка · a1 белая ладья · c1 белый слон · d1 белый ферзь · f1 белый слон · h1 белая ладья | a8 чёрная ладья · c8 чёрный слон · d8 чёрный ферзь · e8 чёрный король · h8 чёрная ладья · a7 чёрная пешка · b7 чёрная пешка · c7 чёрная пешка · d7 чёрная пешка · f7 чёрная пешка · g7 чёрная пешка · h7 чёрная пешка · f6 чёрный конь · e5 чёрный конь · c4 белая пешка · d4 белая пешка · e4 белая пешка · c3 белый конь · a2 белая пешка · b2 белая пешка · f2 белый король · g2 белая пешка · h2 белая пешка · a1 белая ладья · c1 белый слон · d1 белый ферзь · f1 белый слон · h1 белая ладья | 7 |
| 6 | a8 чёрная ладья · c8 чёрный слон · d8 чёрный ферзь · e8 чёрный король · h8 чёрная ладья · a7 чёрная пешка · b7 чёрная пешка · c7 чёрная пешка · d7 чёрная пешка · f7 чёрная пешка · g7 чёрная пешка · h7 чёрная пешка · f6 чёрный конь · e5 чёрный конь · c4 белая пешка · d4 белая пешка · e4 белая пешка · c3 белый конь · a2 белая пешка · b2 белая пешка · f2 белый король · g2 белая пешка · h2 белая пешка · a1 белая ладья · c1 белый слон · d1 белый ферзь · f1 белый слон · h1 белая ладья | a8 чёрная ладья · c8 чёрный слон · d8 чёрный ферзь · e8 чёрный король · h8 чёрная ладья · a7 чёрная пешка · b7 чёрная пешка · c7 чёрная пешка · d7 чёрная пешка · f7 чёрная пешка · g7 чёрная пешка · h7 чёрная пешка · f6 чёрный конь · e5 чёрный конь · c4 белая пешка · d4 белая пешка · e4 белая пешка · c3 белый конь · a2 белая пешка · b2 белая пешка · f2 белый король · g2 белая пешка · h2 белая пешка · a1 белая ладья · c1 белый слон · d1 белый ферзь · f1 белый слон · h1 белая ладья | a8 чёрная ладья · c8 чёрный слон · d8 чёрный ферзь · e8 чёрный король · h8 чёрная ладья · a7 чёрная пешка · b7 чёрная пешка · c7 чёрная пешка · d7 чёрная пешка · f7 чёрная пешка · g7 чёрная пешка · h7 чёрная пешка · f6 чёрный конь · e5 чёрный конь · c4 белая пешка · d4 белая пешка · e4 белая пешка · c3 белый конь · a2 белая пешка · b2 белая пешка · f2 белый король · g2 белая пешка · h2 белая пешка · a1 белая ладья · c1 белый слон · d1 белый ферзь · f1 белый слон · h1 белая ладья | a8 чёрная ладья · c8 чёрный слон · d8 чёрный ферзь · e8 чёрный король · h8 чёрная ладья · a7 чёрная пешка · b7 чёрная пешка · c7 чёрная пешка · d7 чёрная пешка · f7 чёрная пешка · g7 чёрная пешка · h7 чёрная пешка · f6 чёрный конь · e5 чёрный конь · c4 белая пешка · d4 белая пешка · e4 белая пешка · c3 белый конь · a2 белая пешка · b2 белая пешка · f2 белый король · g2 белая пешка · h2 белая пешка · a1 белая ладья · c1 белый слон · d1 белый ферзь · f1 белый слон · h1 белая ладья | a8 чёрная ладья · c8 чёрный слон · d8 чёрный ферзь · e8 чёрный король · h8 чёрная ладья · a7 чёрная пешка · b7 чёрная пешка · c7 чёрная пешка · d7 чёрная пешка · f7 чёрная пешка · g7 чёрная пешка · h7 чёрная пешка · f6 чёрный конь · e5 чёрный конь · c4 белая пешка · d4 белая пешка · e4 белая пешка · c3 белый конь · a2 белая пешка · b2 белая пешка · f2 белый король · g2 белая пешка · h2 белая пешка · a1 белая ладья · c1 белый слон · d1 белый ферзь · f1 белый слон · h1 белая ладья | a8 чёрная ладья · c8 чёрный слон · d8 чёрный ферзь · e8 чёрный король · h8 чёрная ладья · a7 чёрная пешка · b7 чёрная пешка · c7 чёрная пешка · d7 чёрная пешка · f7 чёрная пешка · g7 чёрная пешка · h7 чёрная пешка · f6 чёрный конь · e5 чёрный конь · c4 белая пешка · d4 белая пешка · e4 белая пешка · c3 белый конь · a2 белая пешка · b2 белая пешка · f2 белый король · g2 белая пешка · h2 белая пешка · a1 белая ладья · c1 белый слон · d1 белый ферзь · f1 белый слон · h1 белая ладья | a8 чёрная ладья · c8 чёрный слон · d8 чёрный ферзь · e8 чёрный король · h8 чёрная ладья · a7 чёрная пешка · b7 чёрная пешка · c7 чёрная пешка · d7 чёрная пешка · f7 чёрная пешка · g7 чёрная пешка · h7 чёрная пешка · f6 чёрный конь · e5 чёрный конь · c4 белая пешка · d4 белая пешка · e4 белая пешка · c3 белый конь · a2 белая пешка · b2 белая пешка · f2 белый король · g2 белая пешка · h2 белая пешка · a1 белая ладья · c1 белый слон · d1 белый ферзь · f1 белый слон · h1 белая ладья | a8 чёрная ладья · c8 чёрный слон · d8 чёрный ферзь · e8 чёрный король · h8 чёрная ладья · a7 чёрная пешка · b7 чёрная пешка · c7 чёрная пешка · d7 чёрная пешка · f7 чёрная пешка · g7 чёрная пешка · h7 чёрная пешка · f6 чёрный конь · e5 чёрный конь · c4 белая пешка · d4 белая пешка · e4 белая пешка · c3 белый конь · a2 белая пешка · b2 белая пешка · f2 белый король · g2 белая пешка · h2 белая пешка · a1 белая ладья · c1 белый слон · d1 белый ферзь · f1 белый слон · h1 белая ладья | 6 |
| 5 | a8 чёрная ладья · c8 чёрный слон · d8 чёрный ферзь · e8 чёрный король · h8 чёрная ладья · a7 чёрная пешка · b7 чёрная пешка · c7 чёрная пешка · d7 чёрная пешка · f7 чёрная пешка · g7 чёрная пешка · h7 чёрная пешка · f6 чёрный конь · e5 чёрный конь · c4 белая пешка · d4 белая пешка · e4 белая пешка · c3 белый конь · a2 белая пешка · b2 белая пешка · f2 белый король · g2 белая пешка · h2 белая пешка · a1 белая ладья · c1 белый слон · d1 белый ферзь · f1 белый слон · h1 белая ладья | a8 чёрная ладья · c8 чёрный слон · d8 чёрный ферзь · e8 чёрный король · h8 чёрная ладья · a7 чёрная пешка · b7 чёрная пешка · c7 чёрная пешка · d7 чёрная пешка · f7 чёрная пешка · g7 чёрная пешка · h7 чёрная пешка · f6 чёрный конь · e5 чёрный конь · c4 белая пешка · d4 белая пешка · e4 белая пешка · c3 белый конь · a2 белая пешка · b2 белая пешка · f2 белый король · g2 белая пешка · h2 белая пешка · a1 белая ладья · c1 белый слон · d1 белый ферзь · f1 белый слон · h1 белая ладья | a8 чёрная ладья · c8 чёрный слон · d8 чёрный ферзь · e8 чёрный король · h8 чёрная ладья · a7 чёрная пешка · b7 чёрная пешка · c7 чёрная пешка · d7 чёрная пешка · f7 чёрная пешка · g7 чёрная пешка · h7 чёрная пешка · f6 чёрный конь · e5 чёрный конь · c4 белая пешка · d4 белая пешка · e4 белая пешка · c3 белый конь · a2 белая пешка · b2 белая пешка · f2 белый король · g2 белая пешка · h2 белая пешка · a1 белая ладья · c1 белый слон · d1 белый ферзь · f1 белый слон · h1 белая ладья | a8 чёрная ладья · c8 чёрный слон · d8 чёрный ферзь · e8 чёрный король · h8 чёрная ладья · a7 чёрная пешка · b7 чёрная пешка · c7 чёрная пешка · d7 чёрная пешка · f7 чёрная пешка · g7 чёрная пешка · h7 чёрная пешка · f6 чёрный конь · e5 чёрный конь · c4 белая пешка · d4 белая пешка · e4 белая пешка · c3 белый конь · a2 белая пешка · b2 белая пешка · f2 белый король · g2 белая пешка · h2 белая пешка · a1 белая ладья · c1 белый слон · d1 белый ферзь · f1 белый слон · h1 белая ладья | a8 чёрная ладья · c8 чёрный слон · d8 чёрный ферзь · e8 чёрный король · h8 чёрная ладья · a7 чёрная пешка · b7 чёрная пешка · c7 чёрная пешка · d7 чёрная пешка · f7 чёрная пешка · g7 чёрная пешка · h7 чёрная пешка · f6 чёрный конь · e5 чёрный конь · c4 белая пешка · d4 белая пешка · e4 белая пешка · c3 белый конь · a2 белая пешка · b2 белая пешка · f2 белый король · g2 белая пешка · h2 белая пешка · a1 белая ладья · c1 белый слон · d1 белый ферзь · f1 белый слон · h1 белая ладья | a8 чёрная ладья · c8 чёрный слон · d8 чёрный ферзь · e8 чёрный король · h8 чёрная ладья · a7 чёрная пешка · b7 чёрная пешка · c7 чёрная пешка · d7 чёрная пешка · f7 чёрная пешка · g7 чёрная пешка · h7 чёрная пешка · f6 чёрный конь · e5 чёрный конь · c4 белая пешка · d4 белая пешка · e4 белая пешка · c3 белый конь · a2 белая пешка · b2 белая пешка · f2 белый король · g2 белая пешка · h2 белая пешка · a1 белая ладья · c1 белый слон · d1 белый ферзь · f1 белый слон · h1 белая ладья | a8 чёрная ладья · c8 чёрный слон · d8 чёрный ферзь · e8 чёрный король · h8 чёрная ладья · a7 чёрная пешка · b7 чёрная пешка · c7 чёрная пешка · d7 чёрная пешка · f7 чёрная пешка · g7 чёрная пешка · h7 чёрная пешка · f6 чёрный конь · e5 чёрный конь · c4 белая пешка · d4 белая пешка · e4 белая пешка · c3 белый конь · a2 белая пешка · b2 белая пешка · f2 белый король · g2 белая пешка · h2 белая пешка · a1 белая ладья · c1 белый слон · d1 белый ферзь · f1 белый слон · h1 белая ладья | a8 чёрная ладья · c8 чёрный слон · d8 чёрный ферзь · e8 чёрный король · h8 чёрная ладья · a7 чёрная пешка · b7 чёрная пешка · c7 чёрная пешка · d7 чёрная пешка · f7 чёрная пешка · g7 чёрная пешка · h7 чёрная пешка · f6 чёрный конь · e5 чёрный конь · c4 белая пешка · d4 белая пешка · e4 белая пешка · c3 белый конь · a2 белая пешка · b2 белая пешка · f2 белый король · g2 белая пешка · h2 белая пешка · a1 белая ладья · c1 белый слон · d1 белый ферзь · f1 белый слон · h1 белая ладья | 5 |
| 4 | a8 чёрная ладья · c8 чёрный слон · d8 чёрный ферзь · e8 чёрный король · h8 чёрная ладья · a7 чёрная пешка · b7 чёрная пешка · c7 чёрная пешка · d7 чёрная пешка · f7 чёрная пешка · g7 чёрная пешка · h7 чёрная пешка · f6 чёрный конь · e5 чёрный конь · c4 белая пешка · d4 белая пешка · e4 белая пешка · c3 белый конь · a2 белая пешка · b2 белая пешка · f2 белый король · g2 белая пешка · h2 белая пешка · a1 белая ладья · c1 белый слон · d1 белый ферзь · f1 белый слон · h1 белая ладья | a8 чёрная ладья · c8 чёрный слон · d8 чёрный ферзь · e8 чёрный король · h8 чёрная ладья · a7 чёрная пешка · b7 чёрная пешка · c7 чёрная пешка · d7 чёрная пешка · f7 чёрная пешка · g7 чёрная пешка · h7 чёрная пешка · f6 чёрный конь · e5 чёрный конь · c4 белая пешка · d4 белая пешка · e4 белая пешка · c3 белый конь · a2 белая пешка · b2 белая пешка · f2 белый король · g2 белая пешка · h2 белая пешка · a1 белая ладья · c1 белый слон · d1 белый ферзь · f1 белый слон · h1 белая ладья | a8 чёрная ладья · c8 чёрный слон · d8 чёрный ферзь · e8 чёрный король · h8 чёрная ладья · a7 чёрная пешка · b7 чёрная пешка · c7 чёрная пешка · d7 чёрная пешка · f7 чёрная пешка · g7 чёрная пешка · h7 чёрная пешка · f6 чёрный конь · e5 чёрный конь · c4 белая пешка · d4 белая пешка · e4 белая пешка · c3 белый конь · a2 белая пешка · b2 белая пешка · f2 белый король · g2 белая пешка · h2 белая пешка · a1 белая ладья · c1 белый слон · d1 белый ферзь · f1 белый слон · h1 белая ладья | a8 чёрная ладья · c8 чёрный слон · d8 чёрный ферзь · e8 чёрный король · h8 чёрная ладья · a7 чёрная пешка · b7 чёрная пешка · c7 чёрная пешка · d7 чёрная пешка · f7 чёрная пешка · g7 чёрная пешка · h7 чёрная пешка · f6 чёрный конь · e5 чёрный конь · c4 белая пешка · d4 белая пешка · e4 белая пешка · c3 белый конь · a2 белая пешка · b2 белая пешка · f2 белый король · g2 белая пешка · h2 белая пешка · a1 белая ладья · c1 белый слон · d1 белый ферзь · f1 белый слон · h1 белая ладья | a8 чёрная ладья · c8 чёрный слон · d8 чёрный ферзь · e8 чёрный король · h8 чёрная ладья · a7 чёрная пешка · b7 чёрная пешка · c7 чёрная пешка · d7 чёрная пешка · f7 чёрная пешка · g7 чёрная пешка · h7 чёрная пешка · f6 чёрный конь · e5 чёрный конь · c4 белая пешка · d4 белая пешка · e4 белая пешка · c3 белый конь · a2 белая пешка · b2 белая пешка · f2 белый король · g2 белая пешка · h2 белая пешка · a1 белая ладья · c1 белый слон · d1 белый ферзь · f1 белый слон · h1 белая ладья | a8 чёрная ладья · c8 чёрный слон · d8 чёрный ферзь · e8 чёрный король · h8 чёрная ладья · a7 чёрная пешка · b7 чёрная пешка · c7 чёрная пешка · d7 чёрная пешка · f7 чёрная пешка · g7 чёрная пешка · h7 чёрная пешка · f6 чёрный конь · e5 чёрный конь · c4 белая пешка · d4 белая пешка · e4 белая пешка · c3 белый конь · a2 белая пешка · b2 белая пешка · f2 белый король · g2 белая пешка · h2 белая пешка · a1 белая ладья · c1 белый слон · d1 белый ферзь · f1 белый слон · h1 белая ладья | a8 чёрная ладья · c8 чёрный слон · d8 чёрный ферзь · e8 чёрный король · h8 чёрная ладья · a7 чёрная пешка · b7 чёрная пешка · c7 чёрная пешка · d7 чёрная пешка · f7 чёрная пешка · g7 чёрная пешка · h7 чёрная пешка · f6 чёрный конь · e5 чёрный конь · c4 белая пешка · d4 белая пешка · e4 белая пешка · c3 белый конь · a2 белая пешка · b2 белая пешка · f2 белый король · g2 белая пешка · h2 белая пешка · a1 белая ладья · c1 белый слон · d1 белый ферзь · f1 белый слон · h1 белая ладья | a8 чёрная ладья · c8 чёрный слон · d8 чёрный ферзь · e8 чёрный король · h8 чёрная ладья · a7 чёрная пешка · b7 чёрная пешка · c7 чёрная пешка · d7 чёрная пешка · f7 чёрная пешка · g7 чёрная пешка · h7 чёрная пешка · f6 чёрный конь · e5 чёрный конь · c4 белая пешка · d4 белая пешка · e4 белая пешка · c3 белый конь · a2 белая пешка · b2 белая пешка · f2 белый король · g2 белая пешка · h2 белая пешка · a1 белая ладья · c1 белый слон · d1 белый ферзь · f1 белый слон · h1 белая ладья | 4 |
| 3 | a8 чёрная ладья · c8 чёрный слон · d8 чёрный ферзь · e8 чёрный король · h8 чёрная ладья · a7 чёрная пешка · b7 чёрная пешка · c7 чёрная пешка · d7 чёрная пешка · f7 чёрная пешка · g7 чёрная пешка · h7 чёрная пешка · f6 чёрный конь · e5 чёрный конь · c4 белая пешка · d4 белая пешка · e4 белая пешка · c3 белый конь · a2 белая пешка · b2 белая пешка · f2 белый король · g2 белая пешка · h2 белая пешка · a1 белая ладья · c1 белый слон · d1 белый ферзь · f1 белый слон · h1 белая ладья | a8 чёрная ладья · c8 чёрный слон · d8 чёрный ферзь · e8 чёрный король · h8 чёрная ладья · a7 чёрная пешка · b7 чёрная пешка · c7 чёрная пешка · d7 чёрная пешка · f7 чёрная пешка · g7 чёрная пешка · h7 чёрная пешка · f6 чёрный конь · e5 чёрный конь · c4 белая пешка · d4 белая пешка · e4 белая пешка · c3 белый конь · a2 белая пешка · b2 белая пешка · f2 белый король · g2 белая пешка · h2 белая пешка · a1 белая ладья · c1 белый слон · d1 белый ферзь · f1 белый слон · h1 белая ладья | a8 чёрная ладья · c8 чёрный слон · d8 чёрный ферзь · e8 чёрный король · h8 чёрная ладья · a7 чёрная пешка · b7 чёрная пешка · c7 чёрная пешка · d7 чёрная пешка · f7 чёрная пешка · g7 чёрная пешка · h7 чёрная пешка · f6 чёрный конь · e5 чёрный конь · c4 белая пешка · d4 белая пешка · e4 белая пешка · c3 белый конь · a2 белая пешка · b2 белая пешка · f2 белый король · g2 белая пешка · h2 белая пешка · a1 белая ладья · c1 белый слон · d1 белый ферзь · f1 белый слон · h1 белая ладья | a8 чёрная ладья · c8 чёрный слон · d8 чёрный ферзь · e8 чёрный король · h8 чёрная ладья · a7 чёрная пешка · b7 чёрная пешка · c7 чёрная пешка · d7 чёрная пешка · f7 чёрная пешка · g7 чёрная пешка · h7 чёрная пешка · f6 чёрный конь · e5 чёрный конь · c4 белая пешка · d4 белая пешка · e4 белая пешка · c3 белый конь · a2 белая пешка · b2 белая пешка · f2 белый король · g2 белая пешка · h2 белая пешка · a1 белая ладья · c1 белый слон · d1 белый ферзь · f1 белый слон · h1 белая ладья | a8 чёрная ладья · c8 чёрный слон · d8 чёрный ферзь · e8 чёрный король · h8 чёрная ладья · a7 чёрная пешка · b7 чёрная пешка · c7 чёрная пешка · d7 чёрная пешка · f7 чёрная пешка · g7 чёрная пешка · h7 чёрная пешка · f6 чёрный конь · e5 чёрный конь · c4 белая пешка · d4 белая пешка · e4 белая пешка · c3 белый конь · a2 белая пешка · b2 белая пешка · f2 белый король · g2 белая пешка · h2 белая пешка · a1 белая ладья · c1 белый слон · d1 белый ферзь · f1 белый слон · h1 белая ладья | a8 чёрная ладья · c8 чёрный слон · d8 чёрный ферзь · e8 чёрный король · h8 чёрная ладья · a7 чёрная пешка · b7 чёрная пешка · c7 чёрная пешка · d7 чёрная пешка · f7 чёрная пешка · g7 чёрная пешка · h7 чёрная пешка · f6 чёрный конь · e5 чёрный конь · c4 белая пешка · d4 белая пешка · e4 белая пешка · c3 белый конь · a2 белая пешка · b2 белая пешка · f2 белый король · g2 белая пешка · h2 белая пешка · a1 белая ладья · c1 белый слон · d1 белый ферзь · f1 белый слон · h1 белая ладья | a8 чёрная ладья · c8 чёрный слон · d8 чёрный ферзь · e8 чёрный король · h8 чёрная ладья · a7 чёрная пешка · b7 чёрная пешка · c7 чёрная пешка · d7 чёрная пешка · f7 чёрная пешка · g7 чёрная пешка · h7 чёрная пешка · f6 чёрный конь · e5 чёрный конь · c4 белая пешка · d4 белая пешка · e4 белая пешка · c3 белый конь · a2 белая пешка · b2 белая пешка · f2 белый король · g2 белая пешка · h2 белая пешка · a1 белая ладья · c1 белый слон · d1 белый ферзь · f1 белый слон · h1 белая ладья | a8 чёрная ладья · c8 чёрный слон · d8 чёрный ферзь · e8 чёрный король · h8 чёрная ладья · a7 чёрная пешка · b7 чёрная пешка · c7 чёрная пешка · d7 чёрная пешка · f7 чёрная пешка · g7 чёрная пешка · h7 чёрная пешка · f6 чёрный конь · e5 чёрный конь · c4 белая пешка · d4 белая пешка · e4 белая пешка · c3 белый конь · a2 белая пешка · b2 белая пешка · f2 белый король · g2 белая пешка · h2 белая пешка · a1 белая ладья · c1 белый слон · d1 белый ферзь · f1 белый слон · h1 белая ладья | 3 |
| 2 | a8 чёрная ладья · c8 чёрный слон · d8 чёрный ферзь · e8 чёрный король · h8 чёрная ладья · a7 чёрная пешка · b7 чёрная пешка · c7 чёрная пешка · d7 чёрная пешка · f7 чёрная пешка · g7 чёрная пешка · h7 чёрная пешка · f6 чёрный конь · e5 чёрный конь · c4 белая пешка · d4 белая пешка · e4 белая пешка · c3 белый конь · a2 белая пешка · b2 белая пешка · f2 белый король · g2 белая пешка · h2 белая пешка · a1 белая ладья · c1 белый слон · d1 белый ферзь · f1 белый слон · h1 белая ладья | a8 чёрная ладья · c8 чёрный слон · d8 чёрный ферзь · e8 чёрный король · h8 чёрная ладья · a7 чёрная пешка · b7 чёрная пешка · c7 чёрная пешка · d7 чёрная пешка · f7 чёрная пешка · g7 чёрная пешка · h7 чёрная пешка · f6 чёрный конь · e5 чёрный конь · c4 белая пешка · d4 белая пешка · e4 белая пешка · c3 белый конь · a2 белая пешка · b2 белая пешка · f2 белый король · g2 белая пешка · h2 белая пешка · a1 белая ладья · c1 белый слон · d1 белый ферзь · f1 белый слон · h1 белая ладья | a8 чёрная ладья · c8 чёрный слон · d8 чёрный ферзь · e8 чёрный король · h8 чёрная ладья · a7 чёрная пешка · b7 чёрная пешка · c7 чёрная пешка · d7 чёрная пешка · f7 чёрная пешка · g7 чёрная пешка · h7 чёрная пешка · f6 чёрный конь · e5 чёрный конь · c4 белая пешка · d4 белая пешка · e4 белая пешка · c3 белый конь · a2 белая пешка · b2 белая пешка · f2 белый король · g2 белая пешка · h2 белая пешка · a1 белая ладья · c1 белый слон · d1 белый ферзь · f1 белый слон · h1 белая ладья | a8 чёрная ладья · c8 чёрный слон · d8 чёрный ферзь · e8 чёрный король · h8 чёрная ладья · a7 чёрная пешка · b7 чёрная пешка · c7 чёрная пешка · d7 чёрная пешка · f7 чёрная пешка · g7 чёрная пешка · h7 чёрная пешка · f6 чёрный конь · e5 чёрный конь · c4 белая пешка · d4 белая пешка · e4 белая пешка · c3 белый конь · a2 белая пешка · b2 белая пешка · f2 белый король · g2 белая пешка · h2 белая пешка · a1 белая ладья · c1 белый слон · d1 белый ферзь · f1 белый слон · h1 белая ладья | a8 чёрная ладья · c8 чёрный слон · d8 чёрный ферзь · e8 чёрный король · h8 чёрная ладья · a7 чёрная пешка · b7 чёрная пешка · c7 чёрная пешка · d7 чёрная пешка · f7 чёрная пешка · g7 чёрная пешка · h7 чёрная пешка · f6 чёрный конь · e5 чёрный конь · c4 белая пешка · d4 белая пешка · e4 белая пешка · c3 белый конь · a2 белая пешка · b2 белая пешка · f2 белый король · g2 белая пешка · h2 белая пешка · a1 белая ладья · c1 белый слон · d1 белый ферзь · f1 белый слон · h1 белая ладья | a8 чёрная ладья · c8 чёрный слон · d8 чёрный ферзь · e8 чёрный король · h8 чёрная ладья · a7 чёрная пешка · b7 чёрная пешка · c7 чёрная пешка · d7 чёрная пешка · f7 чёрная пешка · g7 чёрная пешка · h7 чёрная пешка · f6 чёрный конь · e5 чёрный конь · c4 белая пешка · d4 белая пешка · e4 белая пешка · c3 белый конь · a2 белая пешка · b2 белая пешка · f2 белый король · g2 белая пешка · h2 белая пешка · a1 белая ладья · c1 белый слон · d1 белый ферзь · f1 белый слон · h1 белая ладья | a8 чёрная ладья · c8 чёрный слон · d8 чёрный ферзь · e8 чёрный король · h8 чёрная ладья · a7 чёрная пешка · b7 чёрная пешка · c7 чёрная пешка · d7 чёрная пешка · f7 чёрная пешка · g7 чёрная пешка · h7 чёрная пешка · f6 чёрный конь · e5 чёрный конь · c4 белая пешка · d4 белая пешка · e4 белая пешка · c3 белый конь · a2 белая пешка · b2 белая пешка · f2 белый король · g2 белая пешка · h2 белая пешка · a1 белая ладья · c1 белый слон · d1 белый ферзь · f1 белый слон · h1 белая ладья | a8 чёрная ладья · c8 чёрный слон · d8 чёрный ферзь · e8 чёрный король · h8 чёрная ладья · a7 чёрная пешка · b7 чёрная пешка · c7 чёрная пешка · d7 чёрная пешка · f7 чёрная пешка · g7 чёрная пешка · h7 чёрная пешка · f6 чёрный конь · e5 чёрный конь · c4 белая пешка · d4 белая пешка · e4 белая пешка · c3 белый конь · a2 белая пешка · b2 белая пешка · f2 белый король · g2 белая пешка · h2 белая пешка · a1 белая ладья · c1 белый слон · d1 белый ферзь · f1 белый слон · h1 белая ладья | 2 |
| 1 | a8 чёрная ладья · c8 чёрный слон · d8 чёрный ферзь · e8 чёрный король · h8 чёрная ладья · a7 чёрная пешка · b7 чёрная пешка · c7 чёрная пешка · d7 чёрная пешка · f7 чёрная пешка · g7 чёрная пешка · h7 чёрная пешка · f6 чёрный конь · e5 чёрный конь · c4 белая пешка · d4 белая пешка · e4 белая пешка · c3 белый конь · a2 белая пешка · b2 белая пешка · f2 белый король · g2 белая пешка · h2 белая пешка · a1 белая ладья · c1 белый слон · d1 белый ферзь · f1 белый слон · h1 белая ладья | a8 чёрная ладья · c8 чёрный слон · d8 чёрный ферзь · e8 чёрный король · h8 чёрная ладья · a7 чёрная пешка · b7 чёрная пешка · c7 чёрная пешка · d7 чёрная пешка · f7 чёрная пешка · g7 чёрная пешка · h7 чёрная пешка · f6 чёрный конь · e5 чёрный конь · c4 белая пешка · d4 белая пешка · e4 белая пешка · c3 белый конь · a2 белая пешка · b2 белая пешка · f2 белый король · g2 белая пешка · h2 белая пешка · a1 белая ладья · c1 белый слон · d1 белый ферзь · f1 белый слон · h1 белая ладья | a8 чёрная ладья · c8 чёрный слон · d8 чёрный ферзь · e8 чёрный король · h8 чёрная ладья · a7 чёрная пешка · b7 чёрная пешка · c7 чёрная пешка · d7 чёрная пешка · f7 чёрная пешка · g7 чёрная пешка · h7 чёрная пешка · f6 чёрный конь · e5 чёрный конь · c4 белая пешка · d4 белая пешка · e4 белая пешка · c3 белый конь · a2 белая пешка · b2 белая пешка · f2 белый король · g2 белая пешка · h2 белая пешка · a1 белая ладья · c1 белый слон · d1 белый ферзь · f1 белый слон · h1 белая ладья | a8 чёрная ладья · c8 чёрный слон · d8 чёрный ферзь · e8 чёрный король · h8 чёрная ладья · a7 чёрная пешка · b7 чёрная пешка · c7 чёрная пешка · d7 чёрная пешка · f7 чёрная пешка · g7 чёрная пешка · h7 чёрная пешка · f6 чёрный конь · e5 чёрный конь · c4 белая пешка · d4 белая пешка · e4 белая пешка · c3 белый конь · a2 белая пешка · b2 белая пешка · f2 белый король · g2 белая пешка · h2 белая пешка · a1 белая ладья · c1 белый слон · d1 белый ферзь · f1 белый слон · h1 белая ладья | a8 чёрная ладья · c8 чёрный слон · d8 чёрный ферзь · e8 чёрный король · h8 чёрная ладья · a7 чёрная пешка · b7 чёрная пешка · c7 чёрная пешка · d7 чёрная пешка · f7 чёрная пешка · g7 чёрная пешка · h7 чёрная пешка · f6 чёрный конь · e5 чёрный конь · c4 белая пешка · d4 белая пешка · e4 белая пешка · c3 белый конь · a2 белая пешка · b2 белая пешка · f2 белый король · g2 белая пешка · h2 белая пешка · a1 белая ладья · c1 белый слон · d1 белый ферзь · f1 белый слон · h1 белая ладья | a8 чёрная ладья · c8 чёрный слон · d8 чёрный ферзь · e8 чёрный король · h8 чёрная ладья · a7 чёрная пешка · b7 чёрная пешка · c7 чёрная пешка · d7 чёрная пешка · f7 чёрная пешка · g7 чёрная пешка · h7 чёрная пешка · f6 чёрный конь · e5 чёрный конь · c4 белая пешка · d4 белая пешка · e4 белая пешка · c3 белый конь · a2 белая пешка · b2 белая пешка · f2 белый король · g2 белая пешка · h2 белая пешка · a1 белая ладья · c1 белый слон · d1 белый ферзь · f1 белый слон · h1 белая ладья | a8 чёрная ладья · c8 чёрный слон · d8 чёрный ферзь · e8 чёрный король · h8 чёрная ладья · a7 чёрная пешка · b7 чёрная пешка · c7 чёрная пешка · d7 чёрная пешка · f7 чёрная пешка · g7 чёрная пешка · h7 чёрная пешка · f6 чёрный конь · e5 чёрный конь · c4 белая пешка · d4 белая пешка · e4 белая пешка · c3 белый конь · a2 белая пешка · b2 белая пешка · f2 белый король · g2 белая пешка · h2 белая пешка · a1 белая ладья · c1 белый слон · d1 белый ферзь · f1 белый слон · h1 белая ладья | a8 чёрная ладья · c8 чёрный слон · d8 чёрный ферзь · e8 чёрный король · h8 чёрная ладья · a7 чёрная пешка · b7 чёрная пешка · c7 чёрная пешка · d7 чёрная пешка · f7 чёрная пешка · g7 чёрная пешка · h7 чёрная пешка · f6 чёрный конь · e5 чёрный конь · c4 белая пешка · d4 белая пешка · e4 белая пешка · c3 белый конь · a2 белая пешка · b2 белая пешка · f2 белый король · g2 белая пешка · h2 белая пешка · a1 белая ладья · c1 белый слон · d1 белый ферзь · f1 белый слон · h1 белая ладья | 1 |
|   | a | b | c | d | e | f | g | h |   |

До изобретения шахматных часов игроки нередко размышляли над ходом больше часа. Среди шахматистов того времени долгой задумчивостью отличались Александр Мак-Доннелл и Элайджа Уильямс, но это утверждение не может быть подтверждено, поскольку до изобретения шахматных часов время, затраченное на ход, никак не фиксировалось.
На турнире в испанском городе Виго в 1980 году бразильский мастер Франсиско Троис потратил 2 часа 20 минут, размышляя над 7-м ходом. После этого он в темпе блица сделал ещё 21 ход и сдался. Его соперник Луиш Сантуш спросил Троиса после партии: «Как можно размышлять почти два часа, когда возможны только два хода? Я не понимаю.» Троис ответил: «Я тоже не понимаю.»

## Рекорды выступлений

### Самое продолжительное пребывание в статусе чемпиона мира
Эммануил Ласкер был чемпионом мира на протяжении 26 лет и 11 месяцев.

### Самое большое количество сыгранных матчей за звание чемпиона мира по шахматам
Анатолий Карпов сыграл 10 матчей за звание чемпиона мира по шахматам (1978, 1981, 1984, 1985, 1986, 1987, 1990, 1993, 1996, 1998), хотя последние три матча считаются неофициальными.
Если же учитывать официальные чемпионские матчи, то рекорд принадлежит Эммануилу Ласкеру и Гарри Каспарову, на счету каждого из которых по 8 сыгранных матчей.
При этом Эммануил Ласкер успешно защищал чемпионский титул 6 раз, что является абсолютным рекордом (для сравнения: Гарри Каспаров и Магнус Карлсен защитили титул по 5 раз).

### Последовательные победы против мастеров
Вильгельм Стейниц выиграл последние 16 партий на турнире в Вене, включая дополнительный матч из двух партий против Блэкберна. Он не играл в официальных турнирах и матчах до 1876 года, когда всухую обыграл Блэкберна в матче. После долгого бездействия Стейниц принял участие в ещё одном венском турнире, где одержал ещё две победы, прежде чем прервать победную серию ничьей. Рекорд Стейница в 25 выигранных партий подряд в течение 9 лет так и остался непревзойдённым.
Впоследствии Роберт Фишер выиграл 20 партий подряд, причём все эти партии были выиграны в рамках претендентского цикла. Некоторые комментаторы, тем не менее, говорят о 19 победах подряд, не беря в расчёт техническую победу в партии против Оскара Панно. Фишер выиграл 7 последних партий межзонального турнира в Пальма-де-Мальорке (в том числе и партию против Панно), а затем последовательно обыграл с со счётом 6:0 Марка Тайманова и Бента Ларсена в матчах претендентов. В финальном матче против Тиграна Петросяна он выиграл первую партию, а во второй потерпел поражение, прервав победную серию.

### Самая продолжительная беспроигрышная серия
Магнус Карлсен выдал самую продолжительную беспроигрышную серию на элитном уровне: по состоянию на 10 октября 2020 года он не проигрывал 125 партий подряд. До этого в последний раз он проигрывал в классике Шахрияру Мамедьярову на турнире в Биле 31 июля 2018 года. Беспроигрышная серия Карлсена состоит из 41 победы и 84 ничьих. Она включает в себя две победы в норвежской лиге против соперников, чей рейтинг почти на 500 пунктов ниже рейтинга Карлсена, поэтому эти две победы он не учитывает.. 10 октября 2020 года он проиграл Яну-Кшиштофу Дуде, тем самым прервав рекордную серию.
Абсолютный рекорд принадлежит Богдану Лаличу, чья беспроигрышная серия составляет 155 партий (хотя его соперники не были так сильны, как соперники Карлсена). Согласну сайту ФИДЕ, Богдан Лалич действительно не проиграл ни одной партии в период с 2010 по 2011 год.

### Наибольшее количество побеждённых чемпионов мира
Этот рекорд учитывает победы против экс-чемпионов и будущих чемпионов. Пауль Керес, Виктор Корчной и Александр Белявский — единственные шахматисты, которые побеждали 9 бесспорных чемпионов мира.
- Пауль Керес побеждал всех чемпионов мира от Хосе Рауля Капабланки до Роберта Фишера.
- Корчной побеждал всех чемпионов от Михаила Ботвинника до Гарри Каспарова, а также Магнуса Карлсена.
- Александр Белявский выигрывал у всех чемпионов мира от Василия Смыслова до Магнуса Карлсена (за исключением Роберта Фишера).

### Наибольшее количество участий в шахматной Олимпиаде
Эугенио Торре в составе сборной Филиппин принял участие в 23 шахматных олимпиадах (из которых в 17 на первой доске).

### Наибольшее количество олимпийских медалей
Гарри Каспаров завоевал в общей сложности 19 медалей в восьми Олимпиадах. Из них 15 медалей золотые (7 индивидуальных и 8 командных).
Майя Чибурданидзе завоевала 28 медалей в 15 женских Олимпиадах (при этом всегда выступая на первой доске): 15 золотых, 5 серебряных и 8 бронзовых.

## Рейтинговые рекорды
ФИДЕ ввела систему рейтингов Эло в 1970 году. Таким образом, шахматисты, достигшие пика до этого года, не фигурируют в рейтинговых рекордах.

### Наивысший рейтинг
Наивысший когда-либо достигаемый шахматистом рейтинг составляет 2882 пункта — именно такой рейтинг был у Магнуса Карлсена в мае 2014 года и в августе 2019 года.
| Шахматист      | Рейтинг | Месяц и год первого достижения |
| -------------- | ------- | ------------------------------ |
| Роберт Фишер   | 2760    | Январь 1971                    |
| Роберт Фишер   | 2785    | Январь 1972                    |
| Гарри Каспаров | 2800    | Январь 1990                    |
| Гарри Каспаров | 2805    | Январь 1993                    |
| Гарри Каспаров | 2815    | Июль 1993                      |
| Гарри Каспаров | 2820    | Июль 1997                      |
| Гарри Каспаров | 2825    | Январь 1998                    |
| Гарри Каспаров | 2851    | Июль 1999                      |
| Магнус Карлсен | 2861    | Январь 2013                    |
| Магнус Карлсен | 2872    | Февраль 2013                   |
| Магнус Карлсен | 2881    | Март 2014                      |
| Магнус Карлсен | 2882    | Май 2014                       |

Карлсену также принадлежит рекорд наивысшего неофициального рейтинга — 2889,2 пункта (достигнуто в апреле 2014 года).

### Наибольший рейтинговый отрыв
В июле 1972 года Роберт Фишер с рейтингом в 2785 пунктов опережал второй по величине мировой рейтинг тогдашнего чемпиона мира Бориса Спасского на 125 пунктов. Наибольший отрыв Каспаров на пике его карьеры составлял 82 пункта в январе 2000 года. В январском и июльском рейтинг-листах 1990 года рейтинг Каспарова составлял 2800 пунктов, и помимо него Карпов был единственным шахматистом, чей рейтинг превышал 2700 пунктов. Третий мировой рейтинг равнялся 2680 пунктам. Наивысший рейтинговый отрыв Магнуса Карлсена составлял 74 пункта в октябре 2013 года.
Джефф Сонас вычислил, что в апреле 1876 года Вильгельм Стейниц обладал наивысшим в мире рейтингом, опережая на 199 пунктов Генри Берда.

### Наиболее продолжительное пребывание на вершине мирового рейтинг-листа
Гарри Каспаров удерживал первое место в мировом рейтинге в течение рекордных 255 месяцев, что значительно превышает все остальные показатели с момента создания рейтинг-листа. До создания рейтинг-листа, по подсчётам Chessmetrics, Эмануил Ласкер пребывал на вершине мирового рейтинга в течение 292 месяцев с июня 1890 по декабрь 1926 года.

### Самый молодой шахматист, достигший рейтинга в 2700 пунктов
В марте 2015 года рейтинг Вэя И превысил отметку в 2700 пунктов. Тогда ему было 15 лет и 9 месяцев.

### Самый молодой шахматист, достигший рейтинга в 2800 пунктов
В ноябре 2021 года рейтинг Алирезы Фирузджи достиг отметки в 2800 пунктов. На тот момент ему было 18 лет и 5 месяцев.

## Возрастные рекорды

### Самый молодой чемпион мира
Самый молодой чемпион мира в истории шахмат — Гукеш Доммараджу: он завоевал этот титул в 18 лет, 6 месяцев и 13 дней, превзойдя рекорд Гарри Каспарова, который стал чемпионом мира в 22 года, 11 месяцев и 22 дня.
Самый молодой чемпион мира по версии ФИДЕ — Руслан Пономарёв (18 лет, 3 месяца и 13 дней).
Самая молодая чемпионка мира по шахматам — Хоу Ифань (16 лет, 9 месяцев и 27 дней).

### Самый молодой гроссмейстер
Самым молодым гроссмейстером является Абхиманью Мишра. В 2021 году в возрасте 12 лет и 4 месяцев 25 дней он выполнил гроссмейстерскую норму.

### Старейший гроссмейстер
Некоторым шахматистам было присвоено звание почётного гроссмейстера за заслуги прошлых лет. Старейшим из них был Энрико Паоли, получивший это звание в 1996 году в возрасте 88 лет.
Помимо этого, некоторые шахматисты завоевали гроссмейстерский титул, победив в чемпионате мира среди сеньоров. Старейшим шахматистом, получивший звание гроссмейстера таким образом, является Юрий Шабанов, выигравший чемпионат мира среди сеньоров в 2003 году в возрасте 66 лет.
Абсолютным же рекордсменом стал Жак Мизес: он в числе первых 27 шахматистов получил звание гроссмейстера в 1950 году. На тот момент ему было 84 года.

### Старейший шахматист в мире
Золтан Шароши, умерший в возрасте 110 лет, является старейшим из когда-либо живших шахматистов, и первым, перешагнувшим 110-летний рубеж. Кроме того, он же является старейшим действующим шахматистом, поскольку в 2012 году в возрасте 106 лет играл по переписке.

### Самый молодой шахматист в мире
Индийский шахматист Аниш Саркар получил рейтинг ФИДЕ 1555 в возрасте 3 лет, 8 месяцев и 19 дней.

### Рекорд совокупного возраста участников матча
В 2014 году Виктор Корчной (1931 г.р.) сыграл матч из двух партий против Вольфганга Ульмана (1935 г.р.) и выиграл обе партии. Совокупный возраст обоих участников составлял 162 года, что является рекордом для матча с классическим контролем времени между двумя гроссмейстерами. В ноябре 2015 года Виктор Корчной сыграл матч из четырёх партий в быстрые шахматы против Марка Тайманова (1926 г.р.) и выиграл со счётом 2½-1½. Совокупный возраст участников составил 174 года. Это был первый с 1980 года случай, когда Корчной играл матч с соперником, который старше его по возрасту.

### Самый молодой шахматист, победивший гроссмейстера
18 февраля 2024 года американский шахматист Ашват Каушик победил гроссмейстера Яцека Стопу в возрасте 8 лет, 6 месяцев и 11 дней.

#### Самый молодой шахматист, победивший действующего чемпиона мира
В возрасте 16 лет Шамсиддин Вохидов в 2018 году на чемпионате мира по быстрым шахматам одержал сенсационную победу над действующим чемпионом мира по шахматам Магнусом Карлсеном.
Ранее рекорд датировался 1992 годом, когда Гата Камский победил Гарри Каспарова на турнире в Дортмунде и в возрасте 17 лет стал самым молодым шахматистом, обыгравшим действующего чемпиона мира по шахматам.

### Старейший шахматист, победивший гроссмейстера
В вышеупомянутом матче между Виктором Корчным и Марком Таймановым последний в возрасте 89 лет и 9 месяцев выиграл одну из матчевых партий. Старейший шахматист, победивший гроссмейстера в турнирной партии — Антони Сейди (партия 3-го тура National Open Chess Championship против Владимира Белоуса). На тот момент Сейди было 82 года и 1 месяц.

#### Старейший шахматист, победивший действующего чемпиона мира
В 1895 году на турнире в Гастингсе Джозеф Блэкберн победил Эммануила Ласкера и в возрасте 53 лет стал самым старым шахматистом, обыгравшим действующего чемпиона мира по шахматам.

## Рекорды в сеансах одновременной игры и игры вслепую

### Наилучший и наихудший результаты сеансов одновременной игры
В 1922 году Хосе Рауль Капабланка, недавно ставший чемпионом мира, дал сеанс одновременный игры на 103 досках в Кливленде. Он завершил сеанс через 7 часов, одержав 102 победы и сведя одну партию вничью (99,5 %). Это лучший результат в сеансе одновременной игры на более чем 75 досках..
Наилучшего результата в сеансе одновременной игры против гроссмейстеров достиг Гарри Каспаров. Он дал сеанс израильской команде, состоявшей из таких гроссмейстеров, как Борис Альтерман, Александр Хузман, Илья Смирин и Эмиль Сутовский в Тель-Авиве в 1998 году. Вдобавок к высокому уровню игры соперников условия сеанса усложнились ещё и тем, что половину партий Каспаров должен был сыграть чёрным цветом, хотя обычно сеансер играет все партии белым цветом. Второй тур сеанса был сыгран спустя 2 дня с переменой цвета. Каспаров набрал в этом сеансе 7 очков из 8.
Пол Морфи также демонстрировал впечатляющие результаты. 26 апреля 1859 года в лондонском Сент-Джеймсском шахматном клубе Морфи сыграл одновременно пять партий против группы мастеров, считавшихся одними из сильнейших в мире, и набрал 3 очка из 5. Он победил Жюля Де Ривьера и Генри Берда, сыграл вничью с Сэмюэлем Боденом и Иоганном Лёвенталем и проиграл Томасу Барнсу.
Наихудший результат в сеансе одновременной игры показал австралийский международный мастер Роберт Вейд в 1951 году в сеансе против 30 советских школьников. После 7 часов игры Вейд проиграл 20 партий и свёл вничью оставшиеся 10 (16,7 %).

### Наибольшее число партий в сеансе игры вслепую
Рекорд принадлежит венгерскому гроссмейстеру Яношу Флешу, который в Будапеште (1960) побил рекорд М. Найдорфа (45 партий) в игре вслепую: дал сеанс одновременной игры (52 доски) против квалифицированных шахматистов — 40 : 12 (+31 −3 =18); сеанс продолжался 13½ часов.
Рекорд не побит до сих пор.

### Наибольшее число участников сеанса одновременной игры
20,500 человек приняли участие в сеансе одновременной игры 24 декабря 2010 года в индийском городе Ахмадабаде. Почётным гостем мероприятия стал Вишванатан Ананд, который также принял участие в сеансе.

### Наибольшее число партий в сеансе одновременной игры
8-9 февраля 2011 года иранский гроссмейстер Эхсан Гаем Магами провёл сеанс одновременной игры, который продлился около 25 часов, и показал перформанс 97,35 %, выиграв 580 партий, 8 проиграв и 16 сведя вничью.